# Dieppe (Seine-Maritime)
Pour les articles homonymes, voir Dieppe.
Dieppe est une commune française située dans le département de la Seine-Maritime (dont elle est chef-lieu d'arrondissement) en région Normandie. Les habitants de la ville de Dieppe sont appelés les Dieppois.

## Géographie

### Localisation
Dieppe, surnommée « la ville aux quatre ports » (le ferry/port Transmanche, le port de commerce, le port de pêche et le port de plaisance), est située dans le nord-ouest de la France, sur la côte de la Manche, à 170 km au nord-ouest de Paris, et à 60 km au nord de la ville de Rouen. Elle est située à l'embouchure du fleuve côtier l'Arques, dont la profonde vallée sépare le plateau du Pays de Caux de celui du Petit-Caux. Dieppe est proche des villégiatures réputées de la Côte d'Albâtre, comme Varengeville-sur-Mer et Veules-les-Roses.

### Communes limitrophes
| Manche         | Manche                                     | Petit-Caux    |
|                | Dieppe                                     | Martin-Église |
| Hautot-sur-Mer | Rouxmesnil-Bouteilles Saint-Aubin-sur-Scie | Martin-Église |

Le 1er janvier 1980, la commune de Neuville-lès-Dieppe est rattachée à celle de Dieppe sous le régime de la fusion-association ainsi que le hameau de Puys.

Vue panoramique de la ville et la plage de Dieppe.

### Hydrographie
La commune est située dans le bassin Seine-Normandie. Elle est drainée par l'Arques,.
L'Arques, d'une longueur de 67 km, prend sa source dans la commune de Gaillefontaine, à une altitude de 204 m (le cours d'eau porte alors le nom de rivière de la Béthune) et se jette  dans la Manche sur la commune, après avoir traversé 24 communes.

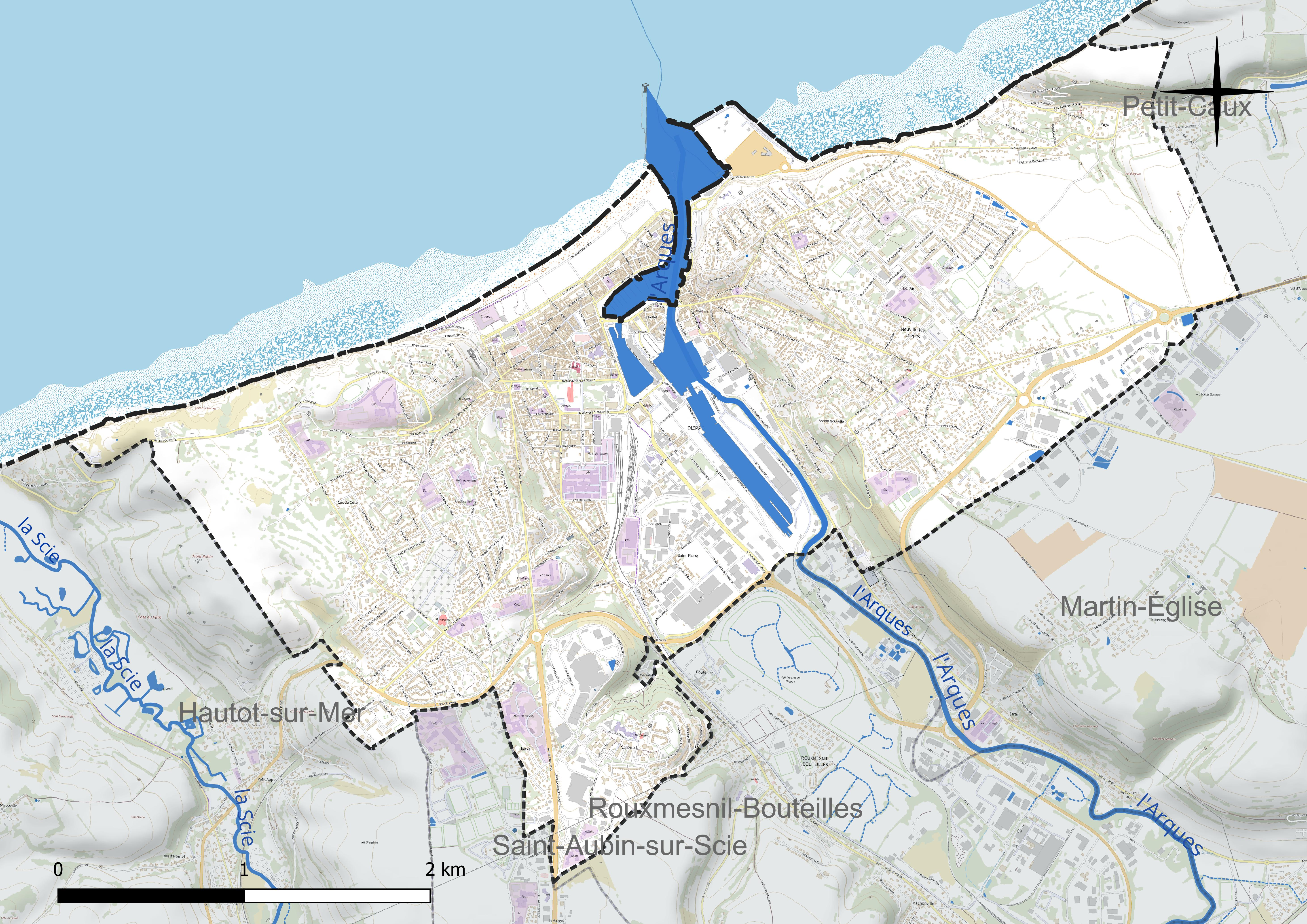
Réseau hydrographique de Dieppe.

### Climat
Pour des articles plus généraux, voir Climat de la Normandie et Climat de la Seine-Maritime.
En 2010, le climat de la commune est de type climat océanique franc, selon une étude du CNRS s'appuyant sur une série de données couvrant la période 1971-2000. En 2020, Météo-France publie une typologie des climats de la France métropolitaine dans laquelle la commune est exposée à un climat océanique et est dans la région climatique Côtes de la Manche orientale, caractérisée par un faible ensoleillement (1 550 h/an) ; forte humidité de l’air (plus de 20 h/jour avec humidité relative > 80 % en hiver), vents forts fréquents. Parallèlement le GIEC normand, un groupe régional d’experts sur le climat, différencie quant à lui, dans une étude de 2020, trois grands types de climats pour la région Normandie, nuancés à une échelle plus fine par les facteurs géographiques locaux. La commune est, selon ce zonage, exposée à un « climat maritime », correspondant au Pays de Caux, frais, humide et pluvieux, légèrement plus frais que dans le Cotentin.
Pour la période 1971-2000, la température annuelle moyenne est de 10,7 °C, avec une amplitude thermique annuelle de 13 °C. Le cumul annuel moyen de précipitations est de 853 mm, avec 12,3 jours de précipitations en janvier et 8,4 jours en juillet. Pour la période 1991-2020, la température moyenne annuelle observée sur la station météorologique installée sur la commune est de 11,3 °C et le cumul annuel moyen de précipitations est de 805,2 mm,. Pour l'avenir, les paramètres climatiques de la commune estimés pour 2050 selon différents scénarios d'émission de gaz à effet de serre sont consultables sur un site dédié publié par Météo-France en novembre 2022.
| Mois                                  | jan.             | fév.             | mars            | avril           | mai           | juin           | jui.           | août           | sep.           | oct.          | nov.          | déc.           | année      |
| ------------------------------------- | ---------------- | ---------------- | --------------- | --------------- | ------------- | -------------- | -------------- | -------------- | -------------- | ------------- | ------------- | -------------- | ---------- |
| Température minimale moyenne (°C)     | 3,4              | 3,2              | 4,8             | 6,3             | 9,4           | 12,3           | 14,3           | 14,5           | 12,2           | 9,8           | 6,5           | 4              | 8,4        |
| Température moyenne (°C)              | 5,6              | 5,8              | 7,7             | 9,7             | 12,6          | 15,4           | 17,4           | 17,8           | 15,8           | 12,8          | 9             | 6,2            | 11,3       |
| Température maximale moyenne (°C)     | 7,9              | 8,4              | 10,6            | 13,1            | 15,8          | 18,6           | 20,5           | 21,2           | 19,3           | 15,8          | 11,5          | 8,5            | 14,3       |
| Record de froid (°C) date du record   | −16,4 08.01.1985 | −16,6 21.02.1956 | −9,4 08.03.1971 | −3 06.04.1975   | 0 02.05.1962  | 1,8 05.06.1991 | 5,8 04.07.1968 | 4,6 28.08.1979 | 1,2 20.09.1952 | −3,3 28.10.03 | −8 23.11.1956 | −11 30.12.1950 | −16,6 1956 |
| Record de chaleur (°C) date du record | 16,4 13.01.1993  | 19,4 20.02.1990  | 23,8 31.03.21   | 27,6 29.04.1955 | 31,9 27.05.05 | 35,4 29.06.19  | 40,4 19.07.22  | 36,1 10.08.03  | 32,7 13.09.16  | 27,5 02.10.23 | 21 07.11.15   | 16,9 07.12.00  | 40,4 2022  |
| Précipitations (mm)                   | 63,7             | 56,1             | 49,4            | 52,3            | 60,7          | 54,8           | 58,2           | 70             | 66,9           | 89,9          | 88,9          | 94,3           | 805,2      |

## Urbanisme

### Typologie
Au 1er janvier 2024, Dieppe est catégorisée centre urbain intermédiaire, selon la nouvelle grille communale de densité à sept niveaux définie par l'Insee en 2022.
Elle appartient à l'unité urbaine de Dieppe, une agglomération intra-départementale regroupant cinq communes, dont elle est ville-centre,,. Par ailleurs la commune fait partie de l'aire d'attraction de Dieppe, dont elle est la commune-centre,. Cette aire, qui regroupe 62 communes, est catégorisée dans les aires de 50 000 à moins de 200 000 habitants,.
La commune, bordée par la Manche, est également une commune littorale au sens de la loi du 3 janvier 1986, dite loi littoral. Des dispositions spécifiques d’urbanisme s’y appliquent dès lors afin de préserver les espaces naturels, les sites, les paysages et l’équilibre écologique du littoral, comme le principe d'inconstructibilité, en dehors des espaces urbanisés, sur la bande littorale des 100 mètres, ou plus si le plan local d’urbanisme le prévoit.

### Occupation des sols
L'occupation des sols de la commune, telle qu'elle ressort de la base de données européenne d’occupation biophysique des sols Corine Land Cover (CLC), est marquée par l'importance des territoires artificialisés (83,3 % en 2018), en augmentation par rapport à 1990 (76,5 %). La répartition détaillée en 2018 est la suivante : zones urbanisées (56,1 %), zones industrielles ou commerciales et réseaux de communication (22,5 %), prairies (7,2 %), terres arables (5,2 %), espaces verts artificialisés, non agricoles (4,7 %), milieux à végétation arbustive et/ou herbacée (1,9 %), zones agricoles hétérogènes (1,2 %), zones humides côtières (0,9 %), eaux maritimes (0,3 %). L'évolution de l’occupation des sols de la commune et de ses infrastructures peut être observée sur les différentes représentations cartographiques du territoire : la carte de Cassini (XVIIIe siècle), la carte d'état-major (1820-1866) et les cartes ou photos aériennes de l'IGN pour la période actuelle (1950 à aujourd'hui).

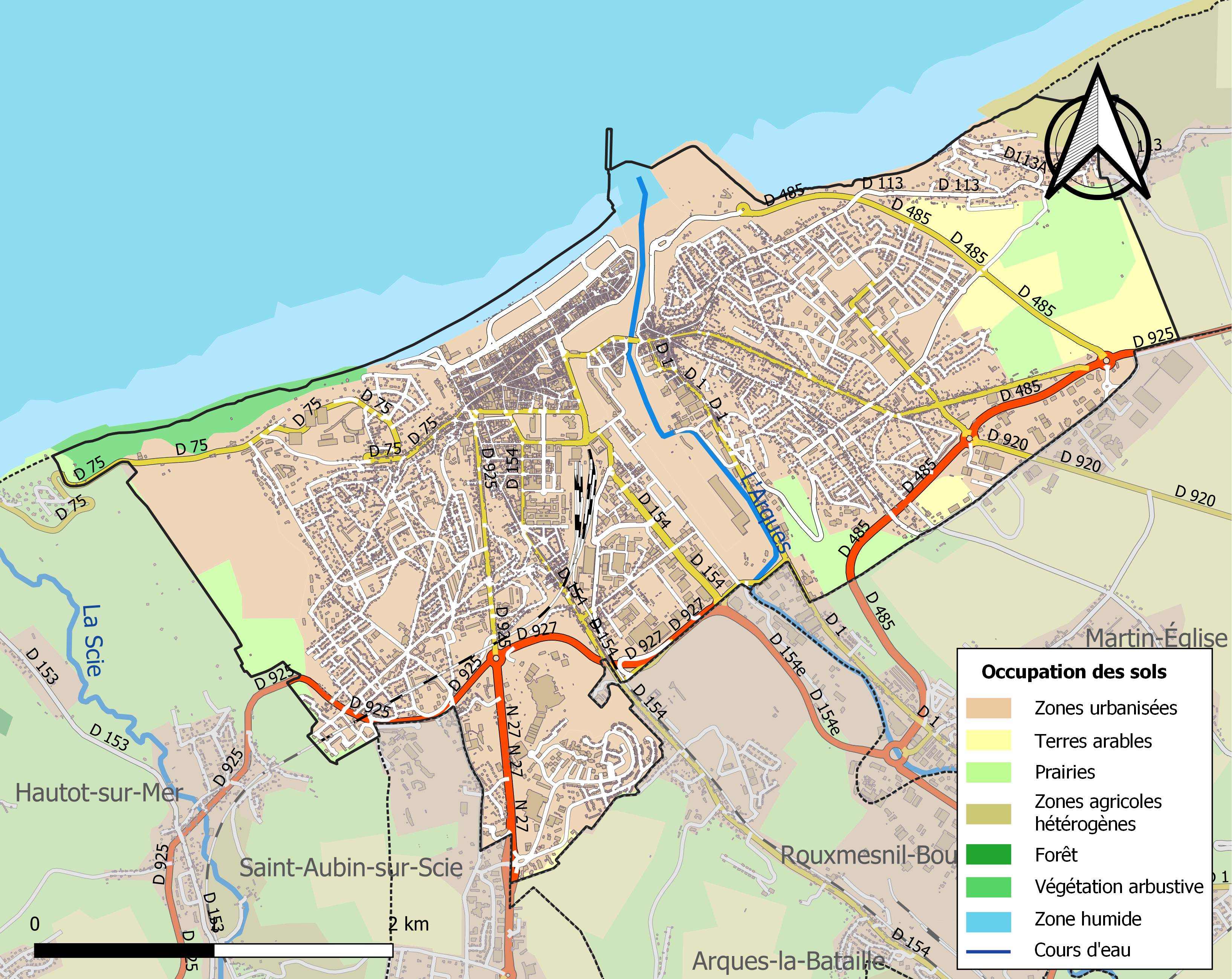
Carte des infrastructures et de l'occupation des sols de la commune en 2018 (CLC).

### Morphologie urbaine

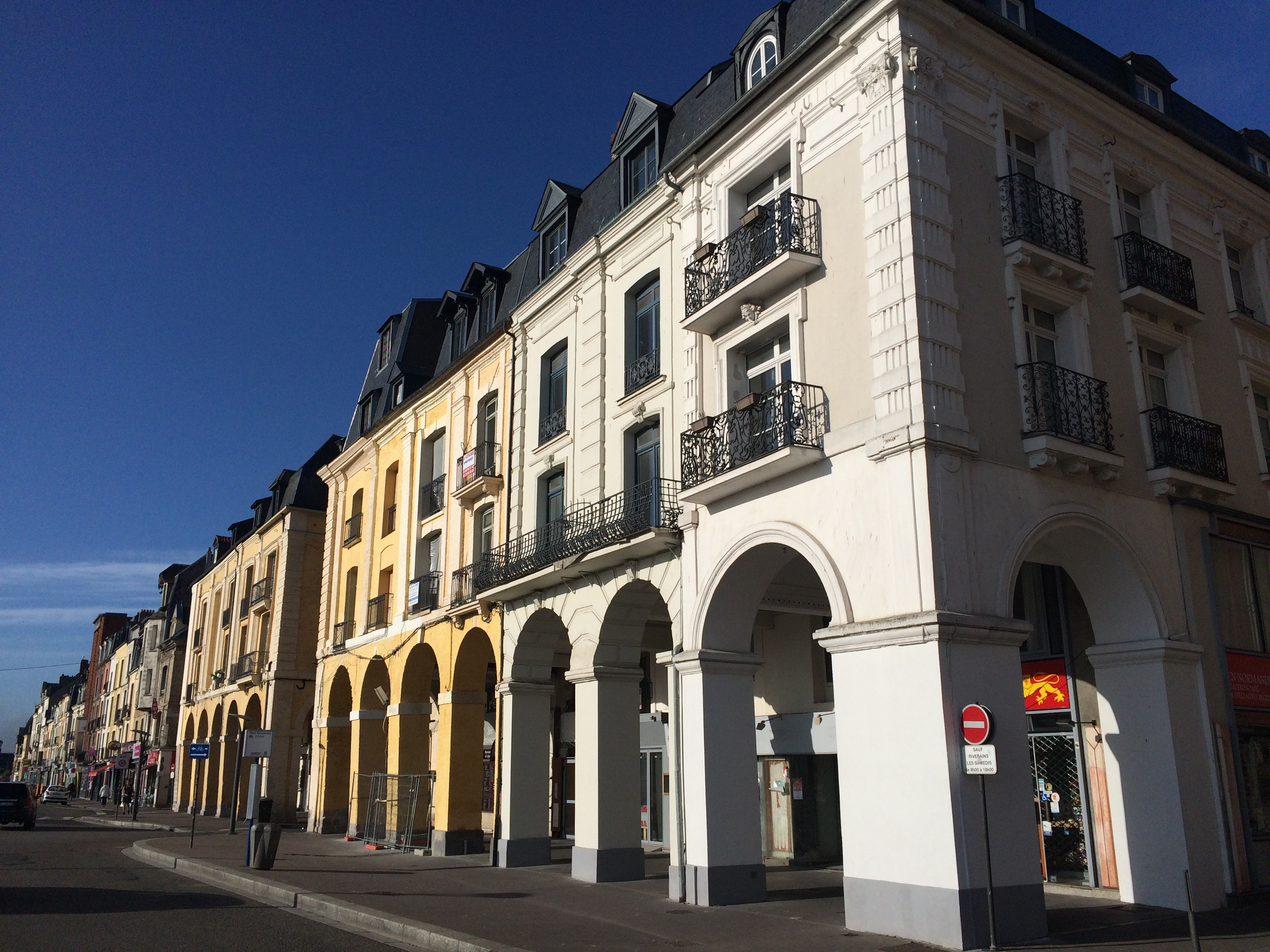
Arcades de la poissonnerie construites au XVIIIe siècle selon les plans de M. de Ventabren, architecte du roi Louis XIV.

Dieppe est une ville articulée autour de ses quatre ports et de ses quartiers.
Le centre historique de la ville de Dieppe est situé dans l'estuaire de l'Arques. Il comprend tout le front de mer, le quartier du bout du quai, le quai Henri-IV, la Grande-Rue, le quartier Saint-Jacques, l'ex-bassin Bérigny, comblé dans les années 1930, et la zone de l'avenue Gambetta. Ce centre-ville connait une rénovation urbaine depuis la fin des années 1970, qui en a préservé le caractère original. Il se prolonge au sud vers le quartier résidentiel de Saint-Pierre et à l'ouest par le faubourg de la Barre vers les quartiers résidentiels de l'Esplanade et de Caude Côte, sur la route de Pourville.
Sur le flanc le plus à l'ouest du centre-ville se trouve le quartier de Janval, développé tout au long du XXe siècle, lequel est suivi au sud-ouest par le quartier des Bruyères, construit dans les années 1960.
À l'est du centre-ville, de l'autre côté du chenal, se situe le quartier du Pollet aux habitations de pêcheurs typiques. Au sud et à l'est du Pollet se trouvent respectivement le quartier du Vieux-Neuville (Neuville-lès-Dieppe) et le Neuville-neuf, construit au tournant des années 1960-1970, qui s'étire sur la falaise est.
Le hameau balnéaire de Puys est quant à lui le quartier le plus au nord-est de Dieppe.
Vers le sud-est, en amont de l'Arques, s’étirent le port de commerce puis le secteur industriel et tertiaire de la ville (parc d'activités du Talou) qui constitue la Zone d'aménagement concerté de Dieppe-Sud, traversée par l'avenue Normandie-Sussex et séparée du quartier Saint-Pierre par le réseau des chemins de fer et la gare.
Enfin, le quartier du Val Druel est situé dans le sud-est de Dieppe, un peu à l'écart de la ville, séparé du quartier des Bruyères par l'avenue des Canadiens, voie d'entrée principale sur Dieppe en provenance de Paris et de Rouen, et séparé du quartier Saint-Pierre et de Dieppe-Sud par la rocade de Dieppe et le parc d'activité commerciale du Belvédère. Ce quartier a été construit au milieu des années 1970 sous la municipalité Irénée Bourgois, sur la base d'un dessin initial d'Oscar Niemeyer, qui sera finalement simplifié et édulcoré.

Évolutions du front de mer
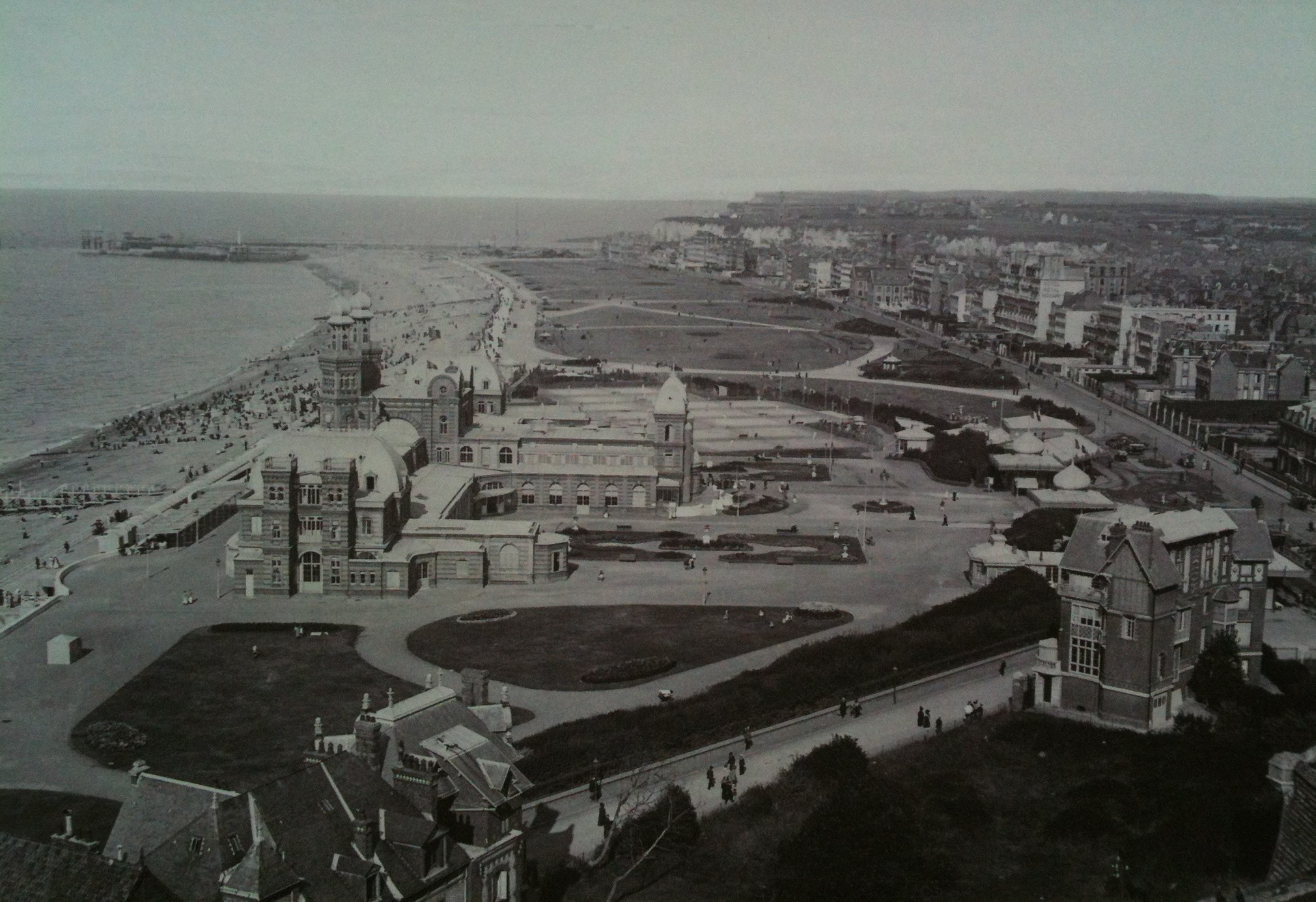
Au début du XXe siècle.
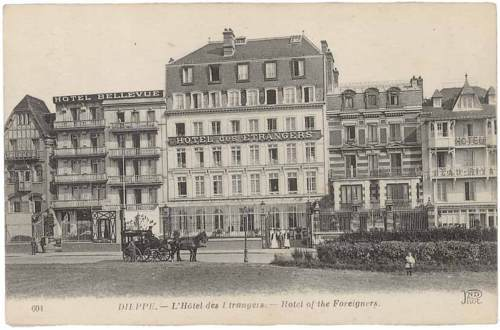
Au début du XXe siècle : villa Le Courlis, hôtel Bellevue, hôtel des étrangers et hôtel Beau Rivage (ex-rue Aguado).
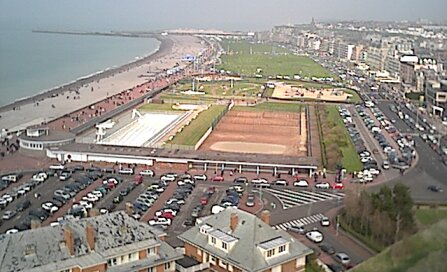
Au début du XXIe siècle
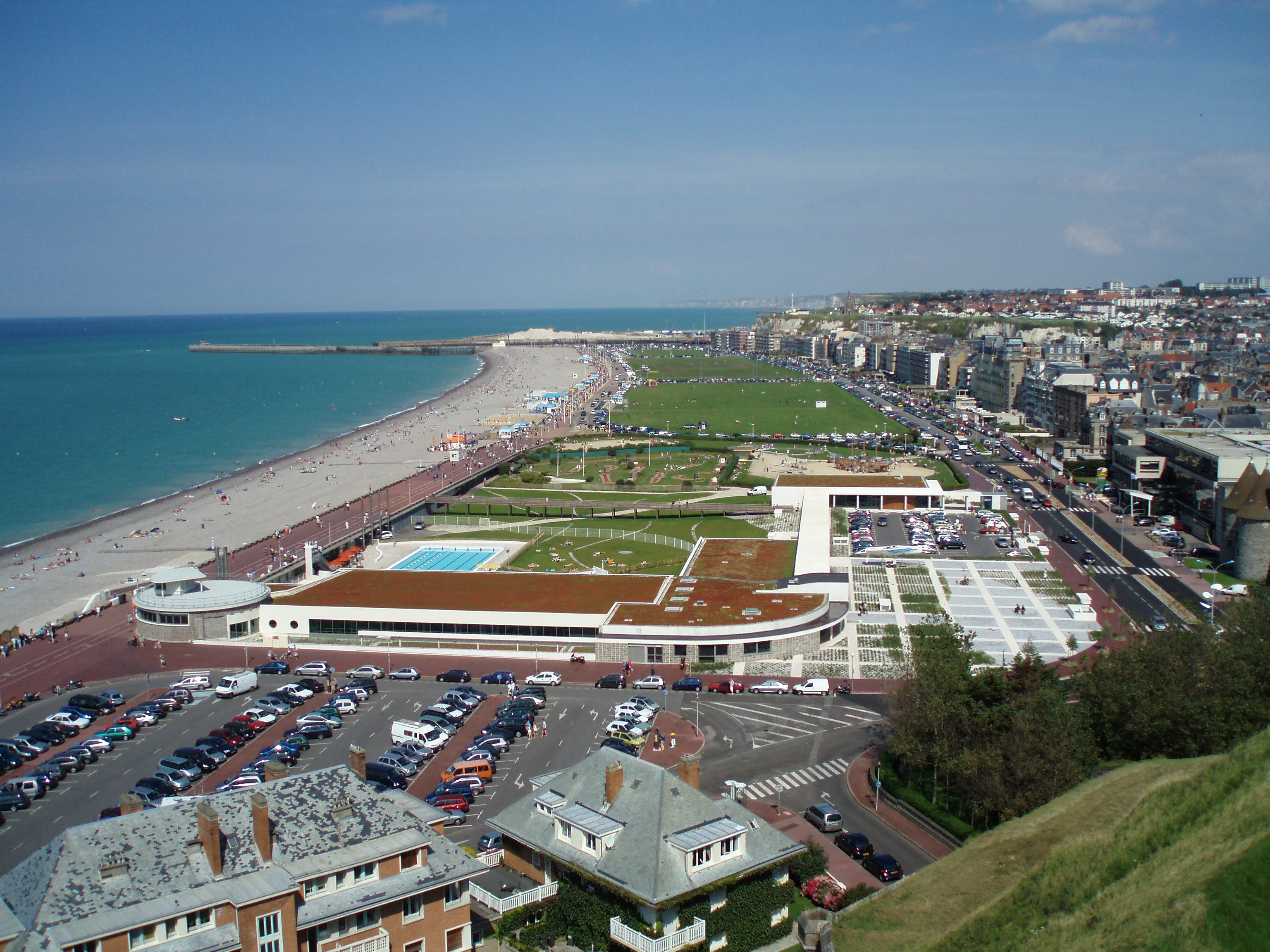
Depuis 2007.
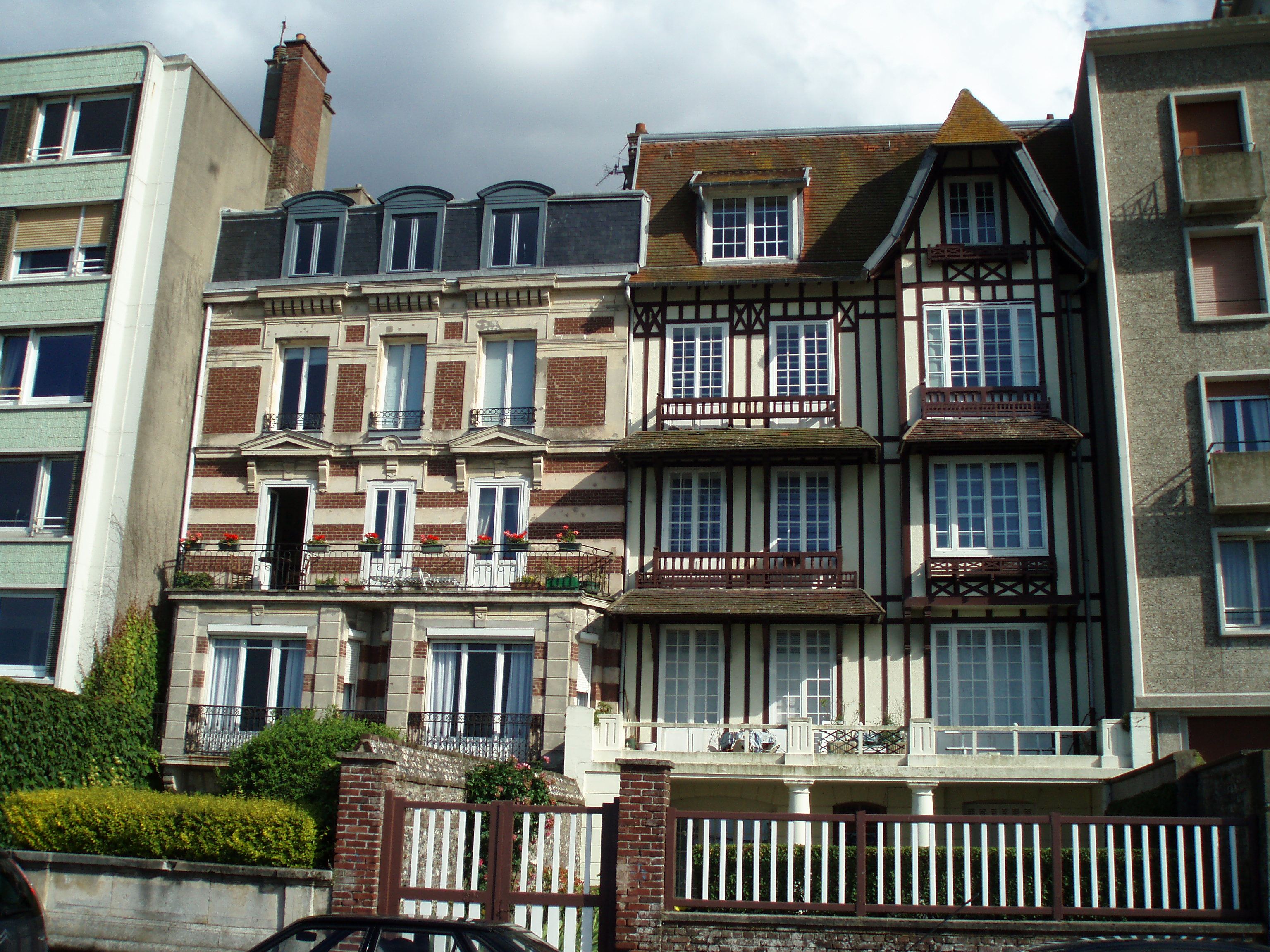
Au début du XXIe siècle : la villa Beau Rivage (à droite) a succédé entre les deux guerres à l'ancien hôtel Beau Rivage.

### Logement

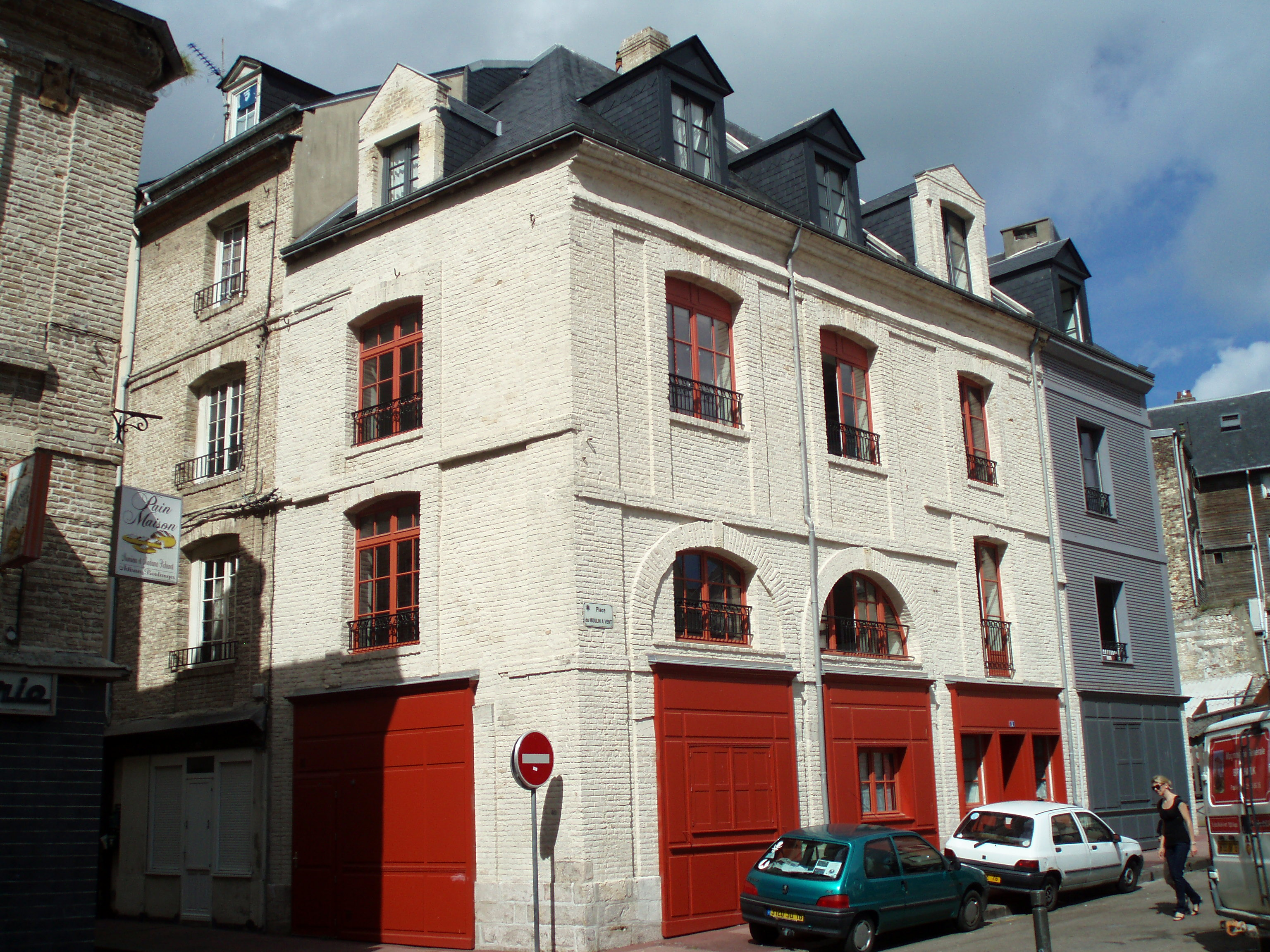
Place du Moulin-à-Vent : logements sociaux dans une maison Ventabren réhabilitée par la société d'économie mixte de l'Agglomération dieppoise dans le cadre de la rénovation urbaine et de l'amélioration de l'habitat.

En 2018, le nombre total de logements dans la commune était de 19 367, alors qu'il était de 18 929 en 2013 et de 18 645 en 2008.
Parmi ces logements, 76,6 % étaient des résidences principales, 9,6 % des résidences secondaires et 13,8 % des logements vacants. Ces logements étaient pour 30 % d'entre eux des maisons individuelles et pour 69,4 % des appartements.
Le tableau ci-dessous présente la typologie des logements à Dieppe en 2018 en comparaison avec celle de la Seine-Maritime et de la France entière. Une caractéristique marquante du parc de logements est ainsi une proportion de résidences secondaires et logements occasionnels (9,6 %) supérieure à celle du département (3,9 %) et à celle de la France entière (9,7 %). Concernant le statut d'occupation de ces logements, 34,4 % des habitants de la commune sont propriétaires de leur logement (36,5 % en 2013), contre 53 % pour la Seine-Maritime et 57,5 pour la France entière.
| Typologie                                               | Dieppe | Seine-Maritime | France entière |
| ------------------------------------------------------- | ------ | -------------- | -------------- |
| Résidences principales (en %)                           | 76,6   | 88             | 82,1           |
| Résidences secondaires et logements occasionnels (en %) | 9,6    | 3,9            | 9,7            |
| Logements vacants (en %)                                | 13,8   | 8,1            | 8,2            |

Les logements dieppois ont majoritairement été construits entre 1946 et 1970 et comptent majoritairement 3 pièces (23,4 % des logements pour une surface variant entre 60 et 80 m2) ou 2 pièces (15,3 %). Les maisons sont principalement composées de 4 pièces pour une surface comprise entre 80 et 100 m2.
L'important parc de logements locatifs à loyer modéré que propose la ville est destiné principalement à des personnes à faibles revenus. Au sein de l'agglomération dieppoise, dans laquelle le parc social est inégalement réparti, la ville de Dieppe concentre très fortement une population en difficulté financière ou sociale, en particulier dans les quartiers prioritaires de Val Druel, des Bruyères, de Neuville Neuf. Un quart de la population dieppoise vit dans les trois quartiers prioritaires de la ville (Neuville-Nord, Val Druel, Les Bruyères),.

### Voies de communication et transports

#### Voies de communication
Dieppe, « la plage plus proche de Paris », selon son slogan touristique, via l'autoroute A13, l'autoroute A150 et l’autoroute A151, est reliée vers l'est à Eu et vers l'ouest à Saint-Valery-en-Caux par la RN 25, vers le sud-est à Envermeu et Londinières par la RD 920, vers le sud-sud-est à Forges-les-Eaux par la RD 915 et vers le sud à Tôtes et Rouen par la RN 27. La ville abrite une gare routière.

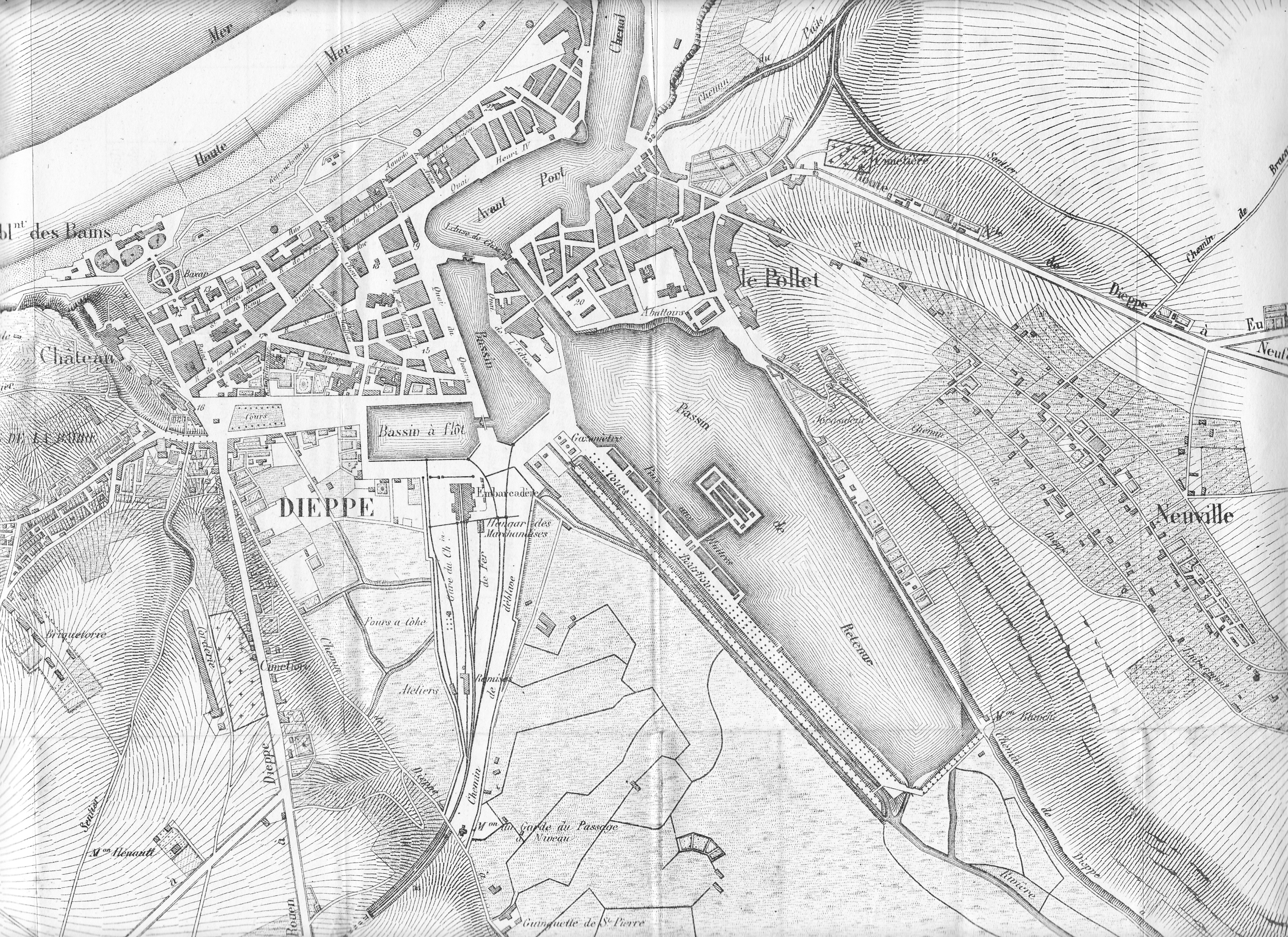
Plan de Dieppe en 1855 montrant les infrastructures de chemin de fer.

Terminus de la ligne de Malaunay - Le Houlme à Dieppe, la ville est accessible par voie de chemin de fer à partir de la gare de Paris-Saint-Lazare. La ligne Paris - Dieppe par Pontoise a longtemps été la plus courte voie ferrée entre Paris et la mer (168 km) mais le tronçon Serqueux - Dieppe a été fermé en 1988 sur décision (jugée illégale par la suite) de la SNCF par manque de rentabilité, faisant perdre à Dieppe son axe ferroviaire le plus court en direction de la capitale. L'accès par train depuis la gare de Paris-Saint-Lazare s'effectue désormais par correspondance à Rouen, seule une liaison directe est assurée le samedi matin.
L'aérodrome de Dieppe - Saint-Aubin permet à la ville d'être accessible par voie aérienne pour les avions de tourisme.

#### Transports en commun
Dieppe est desservie par un réseau de transport urbain appelé Deep Mob et géré par la communauté d’agglomération Dieppe-Maritime. Ce réseau comprend trois lignes intra muros, trois lignes desservant les quartiers périphériques (Neuville, Coteaux, Janval, Bruyères et Val Druel) et trois lignes reliant Dieppe aux communes d'Arques-la-Bataille, Hautot-sur-Mer, Martin-Église, Rouxmesnil-Bouteilles et Saint-Aubin-sur-Scie.
Le système de transport à la demande, nommé « Créabus », s'étend pour sa part aux seize communes de l'agglomération.
La compagnie d'autocars FlixBus relie Dieppe (Gare routière, Boulevard Georges-Clemenceau) aux villes de Paris, Lyon et Grenoble.
Par voie maritime, les liaisons trans-Manche (DFDS Seaways) relient Dieppe à Newhaven en Angleterre.

## Toponymie
Les plus anciennes attestations du nom remontent au XIe siècle : Deppae en 1015-1029, Dieppa en 1030, puis au XIIe siècle : Deppa, Deupa ou encore Diopa.
Ce nom est emprunté à une appellation transitoire de la rivière qui se jette en ce lieu dans la Manche. Cette rivière appelée Tella dans les textes mérovingiens et carolingiens, est désignée Dieppe (Deppae 1015-1029) après l'installation de colons anglo-scandinaves, avant de prendre le nom de Béthune (la Béthune se jette dans l'Arques près d'Arques-la-Bataille) « qui en l'état de nos informations n'est pas attesté avant le XVIe siècle ».
Le nom de Dieppe correspondrait soit au saxon deop ou l'anglo-saxon dēōp « profond »,, soit au vieux norrois djúpr de même sens,,. L'explication par le saxon se heurte au fait que les Saxons n'ont guère laissé de trace dans la toponymie normande, notamment en Haute-Normandie, à l'époque de leurs raids et de leur installation aux IVe, Ve et VIe siècles, la rivière est appelée Tella et non pas Dieppe, qui semble être une appellation plus tardive.
Il s'agit donc d'un adjectif substantivé dont la terminaison -a est la désinence féminine, sans doute par imitation du nom précédent Tella, d'où son sens de « la Profonde ». Cette terminaison -a a pu se confondre avec le vieux norrois á « rivière », d'où le sens global de « rivière profonde », ce qui en ferait un homonyme de la Djúpá, mot pour mot, « rivière profonde » en Islande.

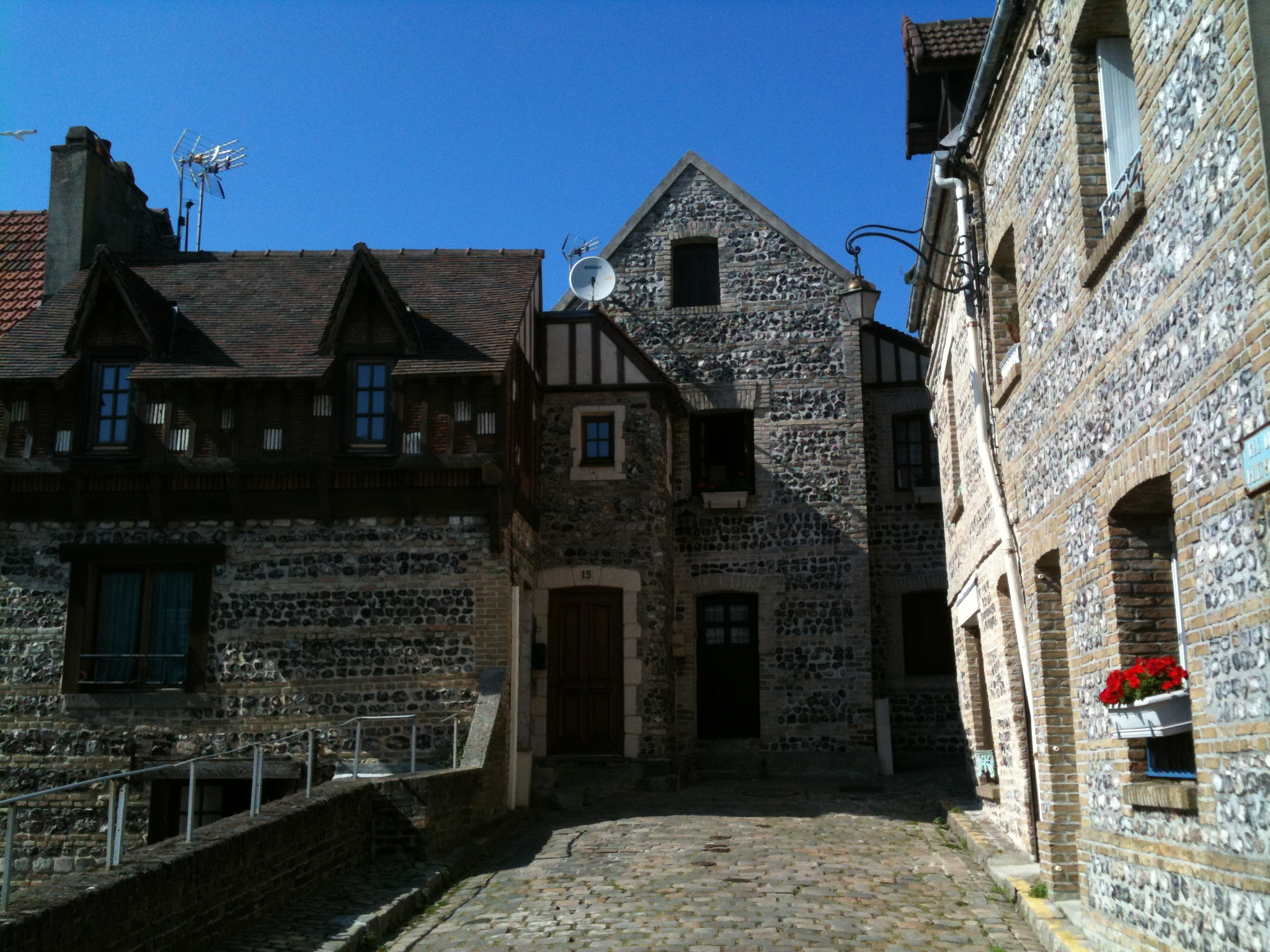
Anciennes maisons de pêcheurs du quartier du Pollet.

Cet élément Dieppe- / Dip- se retrouve dans le type toponymique normand : Dieppedalle, Dieppedalle (Canteleu) ou Dipdal (Cotentin). Le second élément est le vieux norrois dalr « vallée »,. Ces toponymes sont tous situés dans la zone de diffusion de la toponymie anglo-scandinave et il signifie « vallée profonde », « val profond ». Par contre, l'homophonie avec Dieppe-sous-Douaumont (Despia 984) est fortuite.
Ce fleuve a longtemps séparé la ville en deux quartiers, est et ouest, l'autre quartier étant le Pollet. L'explication traditionnelle de Pollet par « port de l'est » est une étymologie populaire. En effet, on lit dans des documents l'appellation « port de l'ouest », qui est contradictoire, et surtout l'attestation ancienne sous la forme latinisée Terram de Poleto en 1172 qui permettent de rejeter cette interprétation. En revanche, ce toponyme est à rapprocher du Pollet à Avremesnil (Seine-Maritime), du Pollet à Guernesey, de la rue du Pollet à Port-en-Bessin (Calvados), de la Polle à Octeville (Manche), et de l'anse du Poulet à Saint-Pierre-Église (Manche), etc., qui sont vraisemblablement issus du vieux norrois pollr « trou d'eau, bassin, anse arrondie », suivi du suffixe diminutif -et,. Le mot norois pollr se perpétue dans le norvégien poll (no).
Le Pollet est désormais une presqu'île depuis le creusement, en 1848, d'un bassin supplémentaire au port.

## Histoire

### Antiquité
À l'époque gallo-romaine, le Camp de César ou « Cité de Limes », située au nord de l'actuelle cité de Dieppe, est une enceinte gallo-romaine qui atteste la plus ancienne présence de vie humaine dans la région dieppoise. Quelques rares restes de poteries ou d’armes gauloises témoignent de cette époque encore méconnue.

### Moyen Âge

#### Des Vikings aux ducs

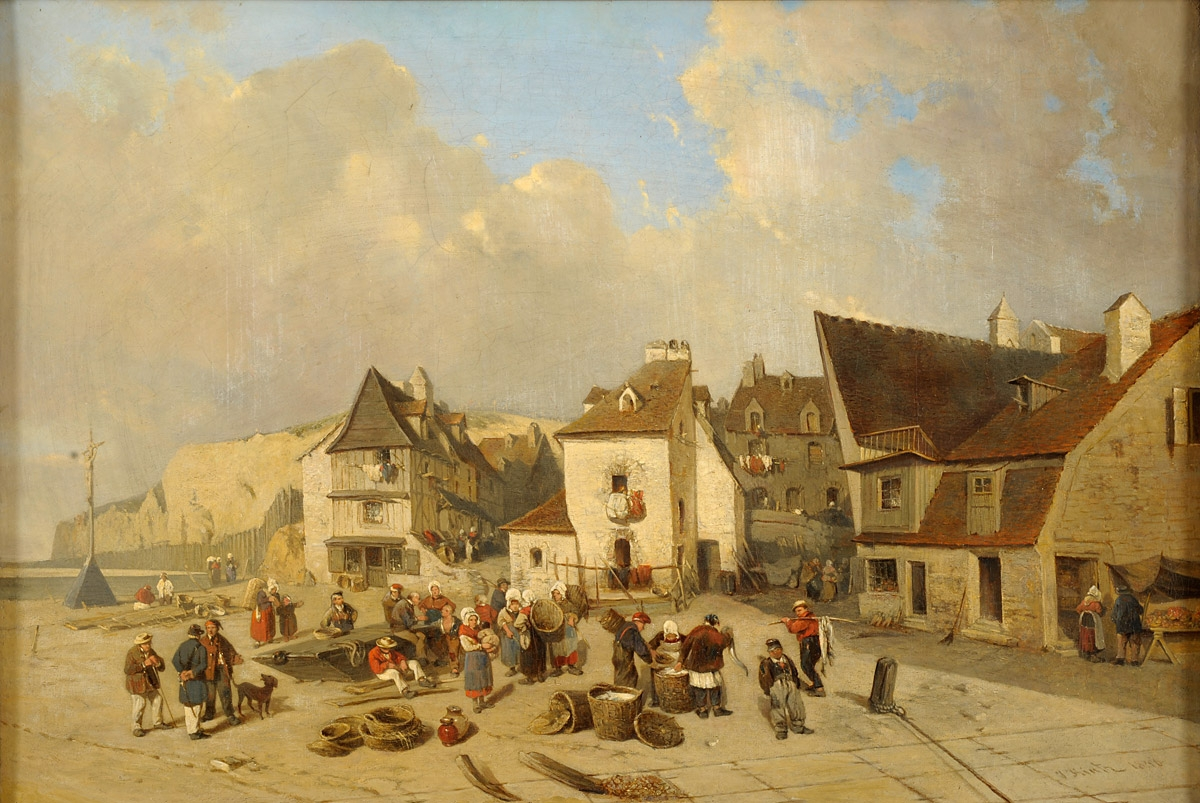
Entrée du port de Dieppe, peinture de Julius Hinz (1805–1862).

En 910, les Vikings s'installent à l'embouchure de la Tella, un fleuve profond qui se jette dans la mer. Ils le surnomment Djúpr « la profonde » ou Djúpá « la rivière profonde ». Comme Caen, la ville de Dieppe fut apparemment fondée après 1015 par le duc de Normandie Richard II (996-1027) dans le but d’orienter l’expansion normande vers la mer. Les pêcheurs occupent sporadiquement le site pour pêcher le hareng, mais les véritables installations à caractère urbain se trouvaient dans les terres à Arques où un château a été édifié. La mention la plus ancienne de Dieppe remonte concrètement à une charte de 1030 désignant nominativement un petit port de pêche appelé Dieppe. Durant cette époque du Moyen Âge, au sein du système féodal, la localité appartient au comté de Talou.
La conquête de l’Angleterre par les Normands à partir de 1066 donne toute son importance au petit port de pêche, alors à l'ombre de la cité d'Arques, pour le développement des relations transmanche. Dieppe fait partie des ports de chaque côté de la Manche que les Normands entreprennent d'équiper et de développer. Le 6 décembre 1067, c'est notamment de Dieppe que Guillaume le Conquérant rembarque pour l'Angleterre.
Encore peu peuplée, Dieppe connaît une prospérité croissante durant le XIIe siècle après que l’impératrice Mathilde eut donné un acre de terre dénué de toute construction sur « le galet de Dieppe » à son chambellan Roscelin pour qu'il puisse y construire une maison de pierre ou de bois à sa convenance, et y constituer un fief. Guillaume d'Anjou (en anglais, Guillaume FitzEmperesse) est né le 22 juillet 1136 à Argentan et mort le 30 janvier 1164 à Rouen. Il est le fils de l’impératrice Mathilde, fut vicomte de Dieppe et frère d'Henri II Plantagenêt, roi d'Angleterre.
Dieppe bénéficie alors des relations étroites qui se sont établies entre la Normandie et l’Angleterre et un château y est édifié en 1188 par Henri II Plantagenêt. Cependant, en 1195, ce château est rasé et la ville incendiée par les troupes du roi de France Philippe Auguste pour affaiblir son adversaire Richard Cœur de Lion, duc de Normandie. Il incendia également tous les navires du port et fit prisonniers ceux des habitants qui n’avaient pas pu fuir. Deux ans plus, tard, en octobre 1197, Richard Ier échange avec l'archevêque de Rouen Dieppe et Bouteilles contre la baronnie des Andelys aboutissant à la construction de Château-Gaillard, mais en 1204, après la chute de Château-Gaillard et la prise de Rouen, Dieppe et la Normandie sont annexées au royaume de France par Philippe Auguste.

#### Dieppe sous les Capétiens

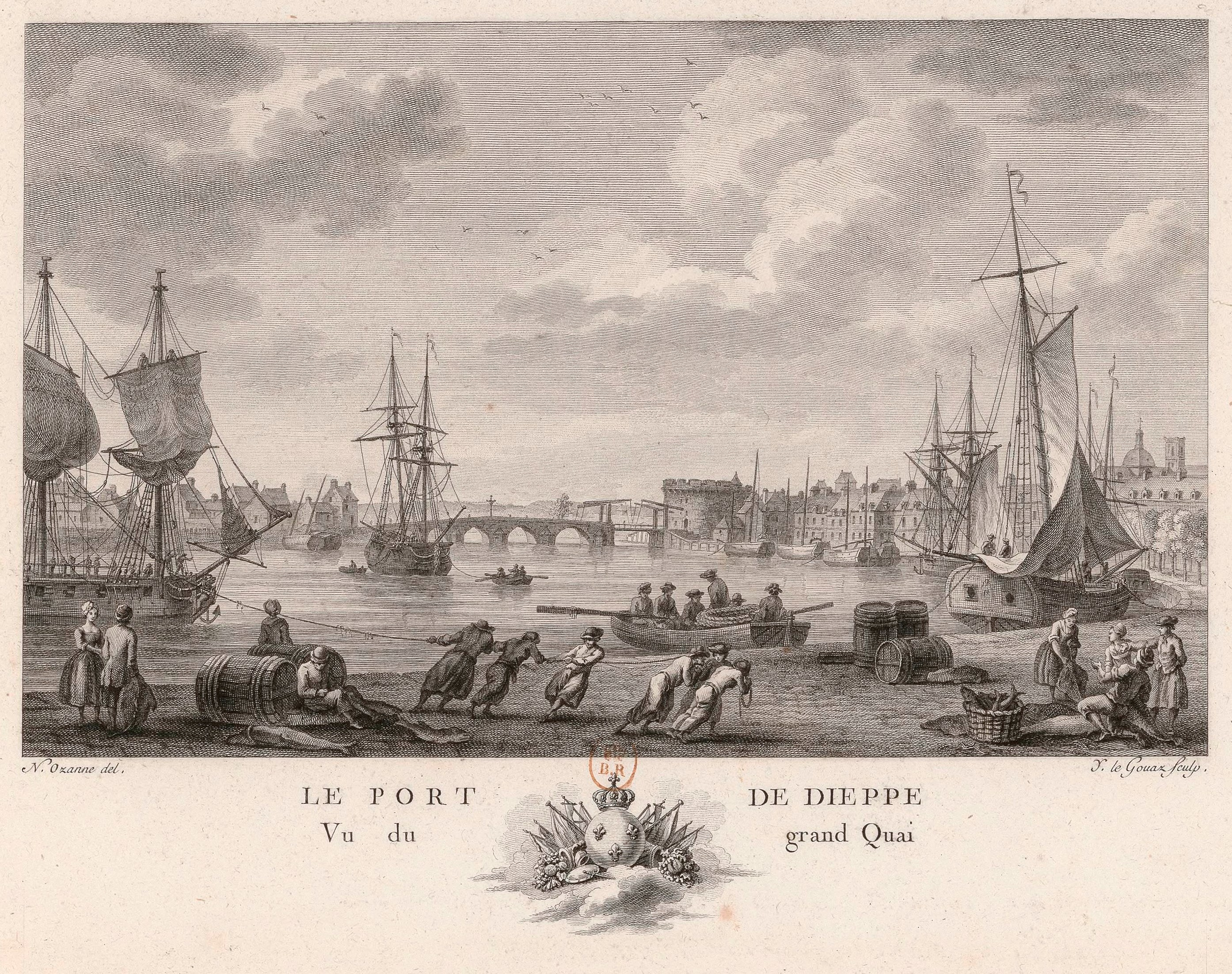
Vue du port sous l'Ancien Régime.

En passant sous le contrôle français, le site de Dieppe perd sa position avantageuse et la source de sa prospérité fondée sur les relations entre la Normandie et l'Angleterre. La ville elle-même peine à se relever du passage incendiaire de Philippe Auguste.
La géographie des lieux permet l'accès au port à marée haute et à marée basse, notamment grâce à une digue naturelle formée de galets (galets qui furent également utilisés pour bâtir les fondations des maisons du centre-ville ; des restes des anciennes demeures médiévales sont également visibles grâce aux caves conservées de l'époque). Il s'agit alors d'un port important car c'est le seul de la côte normande entre Saint-Malo et Boulogne-sur-Mer accessible à marée basse. Les marins de Dieppe commercent avec la Scandinavie, Venise ou encore la Hanse.
Au début du XIVe siècle, la ville de Dieppe compte environ 7 000 habitants et s'étend jusqu’aux villages de Bouteilles et du Pollet. Si les maisons construites en pierre sont plus nombreuses sur les quais, les types de constructions sont globalement disparates mais beaucoup sont construites sur un solin de pierre généralement en grès et faites d’une armature de bois et d’un colombage empli de torchis composés d’argile et de paille ou de foin séché.
Durant la guerre de Cent Ans, Dieppe se retrouve au cœur du conflit entre la France et l'Angleterre. Ce n'est qu'en 1300 d'ailleurs que Dieppe reprend son aspect de ville portuaire. En 1339, des marins et corsaires dieppois participent à un raid victorieux sur Southampton. La ville est également attaquée par les Flamands, provocants des dégâts limités. En 1345, le roi Philippe VI de Valois, par lettres patentes, supprime le droit de gabelle et accorde aux Dieppois quelques libéralités dans le commerce. Il autorise surtout les Dieppois à fortifier la ville.
En 1348, la Peste noire frappe la ville, entraînant la mort d’environ un tiers de la population, soit plus de 2 000 personnes. L'épidémie devint même récurrente frappant encore la ville au début des années 1360, en 1387, en 1408 et en 1438. La forte mortalité bouleversa le paysage urbain, de nombreuses maisons, se retrouvant sans habitants, tombèrent en ruines laissant place à des terrains vagues.
En 1358, si l'enceinte fortifiée de Dieppe n'est pas encore achevée, la ville possède des portes qui sont fermées la nuit. En 1361, le roi Jean II le Bon accorde aux Dieppois le droit de lever des taxes afin de financer les fortifications, fossés et autres ouvrages nécessaires. En 1363, le roi considère Dieppe comme étant une ville désormais difficile à prendre sans en faire le siège.
Charles V le Sage accorde de nouvelles exemptions, privilèges et autres largesses qui permettent à la ville de prendre son essor. À partir de 1364, des pêcheurs dieppois se font navigateurs et partent au loin chercher des épices et de l'ivoire (date du premier voyage vers l'Afrique). Ainsi deux grands navires dieppois naviguent jusqu’à la hauteur de l'actuel Cap-Vert où ils débarquent puis longent la Guinée et fondent un comptoir qu'ils baptisent Petit-Dieppe à l'embouchure du rio Cestos sur les côtes du Liberia actuel. Ils en ramèneront de l’ivoire brut et de la malaguette. Des navigateurs dieppois fondent également La Mine, sur la Côte de l'Or (actuel Ghana) avant que la guerre de Cent Ans n'interrompe les expéditions normandes.

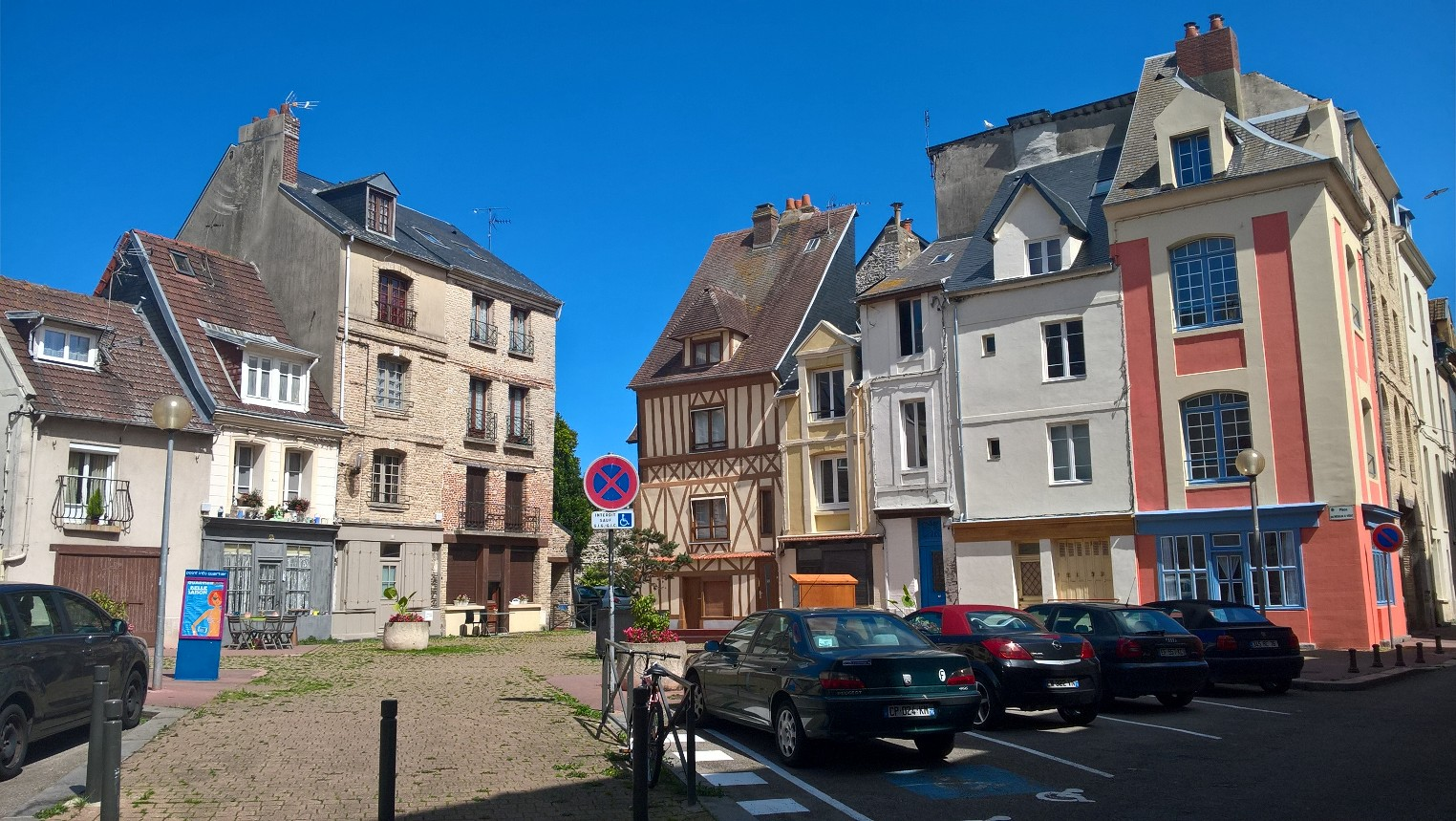
La place du moulin à vent près de la butte où se situait le phare.

En 1394, le 2e Hôtel de Ville de Dieppe appelé « Maison de Ville » est construit près de la butte de la place du moulin à vent, sur laquelle est juchée une guérite de pierre servant de phare pour éclairer l'entrée du port (le hâble) située entre la Tour aux crabes (une tour carrée de 9,20 m de côté, 11,25 m de haut aux murs épais de 1,40 m) et la falaise du Pollet. Jusqu'en 1415, la ville connaît une croissance importante.
En 1420, à la suite de la bataille d'Azincourt, Dieppe est occupée par les Anglais qui la traitent en cité rebelle. Ils la conservent durant 15 ans. En 1430, la ville est notamment le lieu de détention provisoire de Jeanne d'Arc avant qu'elle ne soit transférée à Rouen où elle sera jugée et brûlée sur un bûcher.
Dieppe est finalement libérée de l'occupation anglaise le 28 octobre 1435 quand la ville est reprise par les Français commandés par le capitaine Charles Desmarets († 1469) pour le compte de Charles VII. Charles Desmarets (ou Charles des Marets) dote la ville de grandes fortifications et entreprend de faire construire un nouveau château. Cependant, huit ans plus tard, en 1443, les Anglais de nouveau assiègent la ville à partir du Pollet. Dieppe résiste aux troupes de Talbot et repousse définitivement les assaillants grâce aux renforts amenés par Jean de Dunois, le bâtard d'Orléans, et par le dauphin Louis, futur Louis XI,.

#### Moyen Âge tardif

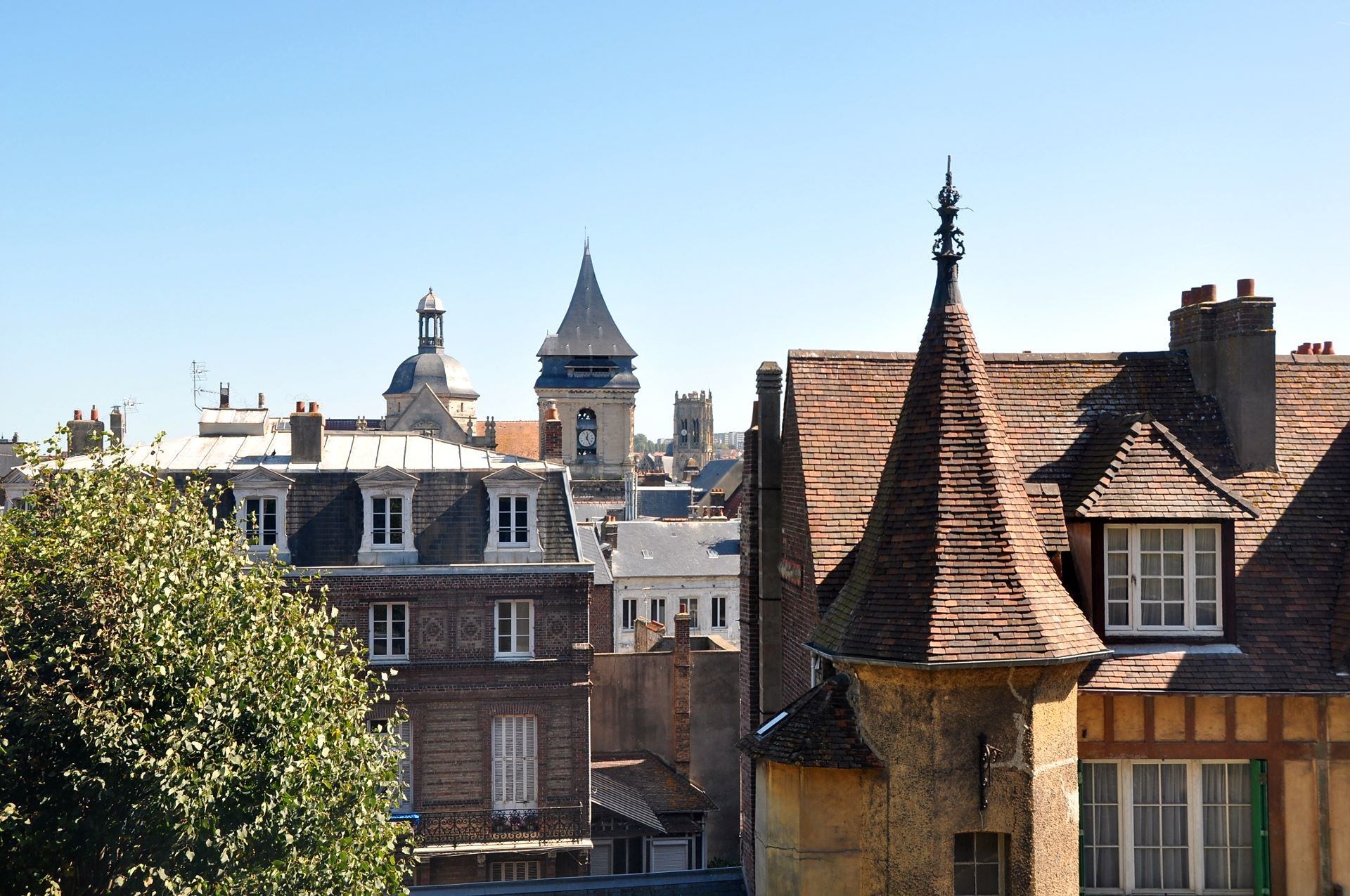
Vue sur l'église Saint-Rémy de Dieppe.

En 1463, par lettres patentes, le roi Louis XI soutient les réparations et les fortifications de la ville, en y attribuant des droits, notamment ceux du sel.
Puis, à la suite de leur prédécesseur, les rois Charles VIII et Louis XII accordent à Dieppe une protection particulière permettant à la ville de connaître une grande période de prospérité fondée sur le commerce et la navigation. C'est le début de la célèbre école de cartographie de Dieppe qui accueillera les plus grands cartographes français et étrangers. Plusieurs Dieppois s'illustrent alors par leurs entreprises maritimes : exploration des côtes d'Afrique, où ils bâtissent Petit-Dieppe à l'embouchure de la Gambie, reconnaissance des Canaries.
En 1488, le capitaine dieppois Jean Cousin, en route vers l'Afrique de l'ouest et les îles des Açores, égaré à la suite d'une tempête, semble avoir accosté au Brésil au cap San Rogue. En compagnie des frères Pinzón (le frère aîné Martín Alonso Pinzón et le cadet Vincent Pinzón), il aurait remonté un grand fleuve que Jean Cousin nomme « Maragnon » bien qu'il n'existe aucune preuve concrète de cette exploration.

### Époque moderne

#### Renaissance

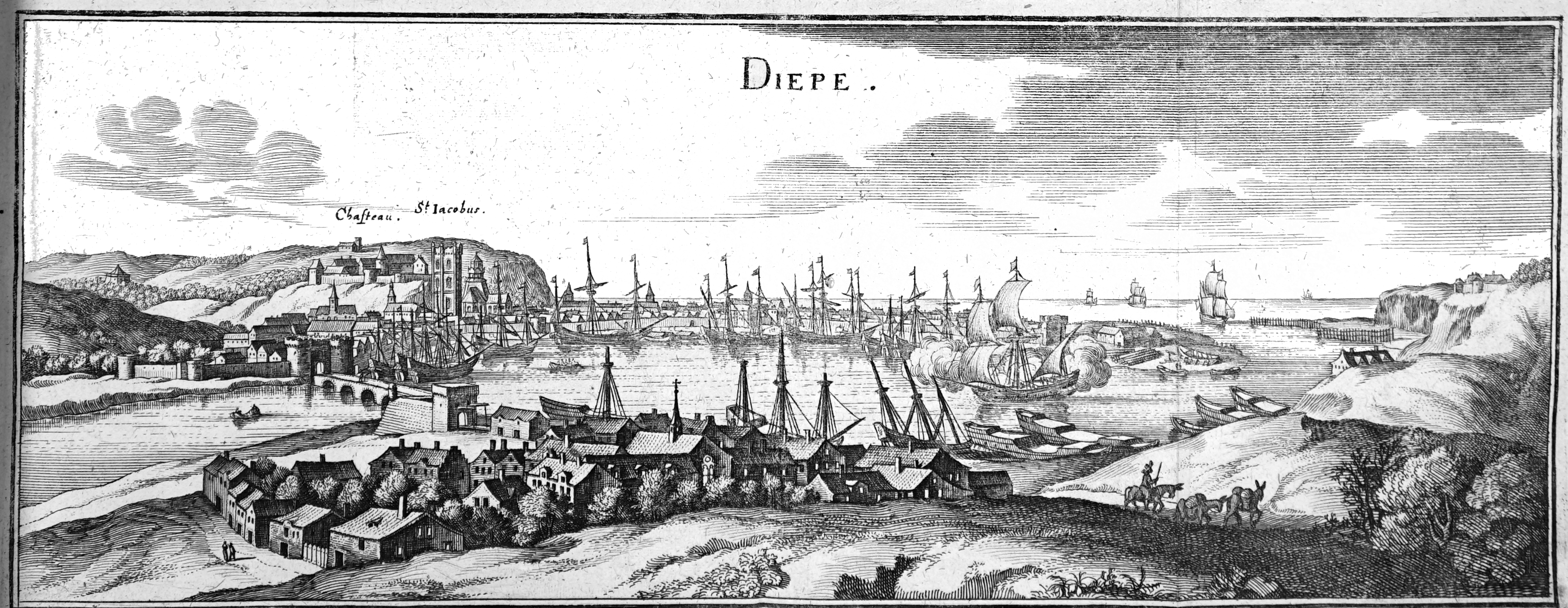
Au XVIIe siècle dans Topographia Galliæ.

Au XVIe siècle, la puissance maritime de la ville atteint son apogée particulièrement sous le règne de François Ier. De nombreux navigateurs partent de Dieppe pour explorer le monde. Les navires de l'armateur dieppois Jehan Ango (1480-1551) atteignent notamment Sumatra, le Brésil et le Canada. En 1508, les capitaines Thomas Aubert et Jean Vérassen embarquent de Dieppe pour se rendre à Terre-Neuve. Ils reconnaissent le fleuve Saint-Laurent auquel ils donnent son nom. Le 28 mars 1529, les navigateurs Jean et Raoul Parmentier, voyageant pour le compte de Jehan Ango, quittent Dieppe pour une longue navigation qui les amène jusqu’en Indonésie et Sumatra. Jean Parmentier est désigné comme capitaine de La Pensée, bâtiment de trois cents tonneaux. Raoul prend le commandement du Sacre. La maladie et le scorbut font de nombreuses victimes parmi l'équipage. Malade, Jean Parmentier est inhumé à Sumatra (décembre 1529). Raoul Parmentier meurt quelque temps plus tard. Le navigateur Pierre Crignon prend les commandes de l’expédition qui continue son périple vers Indrapoura en Indonésie avant que les vaisseaux ne reviennent à bon port.

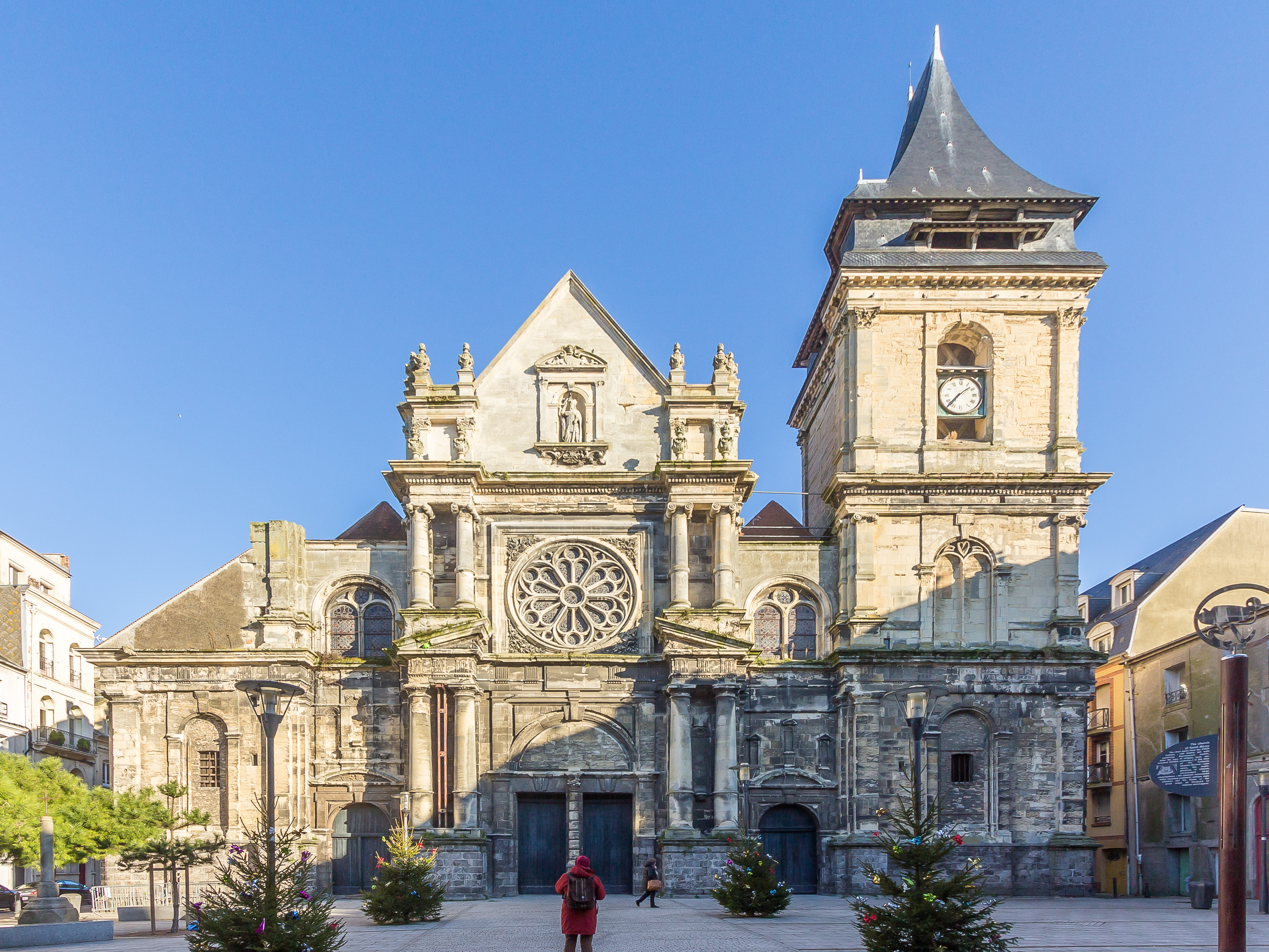
Église Saint-Rémy de Dieppe : sa construction commença en 1522, s’interrompit vers 1560 en raison des guerres de religion, avant de reprendre en 1605 et de se poursuivre tout au long du XVIIe siècle.

Enrichi par l'or des Amériques, par les bois des teintures du Brésil ou encore par les morues de Terre-Neuve, Jehan Ango suscite l'admiration du roi François Ier qui se rend à Dieppe en 1534 pour le faire vicomte et le nommer gouverneur de la ville. Dieppe devient également durant cette époque le siège de l'école de cartographie de Dieppe et d’hydrographie sous la direction de Pierre Desceliers, qui dessine en 1546 une carte du monde avec l'Afrique et l'Amérique.
En 1522 débute à Dieppe la construction de l'église Saint-Rémi tandis qu'en 1537 apparaissent plusieurs foyers de protestantisme dans la cité dieppoise. En 1562, Dieppe est touchée par les guerres de Religion, les protestants dévastent la ville. À cette datte, c'est un quart des habitants de la ville qui s'est rallié à la réforme et est devenu huguenot.
Dans le contexte des guerres de Religion qui déchirent la France, la forteresse et la ville sont nettement fortifiées tandis que les protestants dieppois sont réprimés par le sieur de Sygogne, gouverneur de la ville.
En 1578, le roi Henri III vient à Dieppe sur les conseils de ses médecins pour prendre un bain de mer.
En 1589, alors que le roi Henri IV obtient peu de ralliements à son avènement, l'appui que lui apporte le gouverneur de Dieppe, Aymar de Chaste, de la Maison de Clermont-Tonnerre, lui permet d’avoir un point d’appui sûr et un port où débarquer les renforts venus d’Angleterre. Henri IV peut ainsi établir un camp retranché dans la ville fortifiée de Dieppe d'où il reçoit ses renforts pour mener victorieusement la bataille d'Arques en septembre 1589. En 1591, les Dieppois offrent à Henri IV un éléphant qu'ils ont rapporté d'Afrique. C'est un événement qui ne passe pas inaperçu et témoigne du savoir-faire logistique des marins dieppois.

#### XVIIesiècle

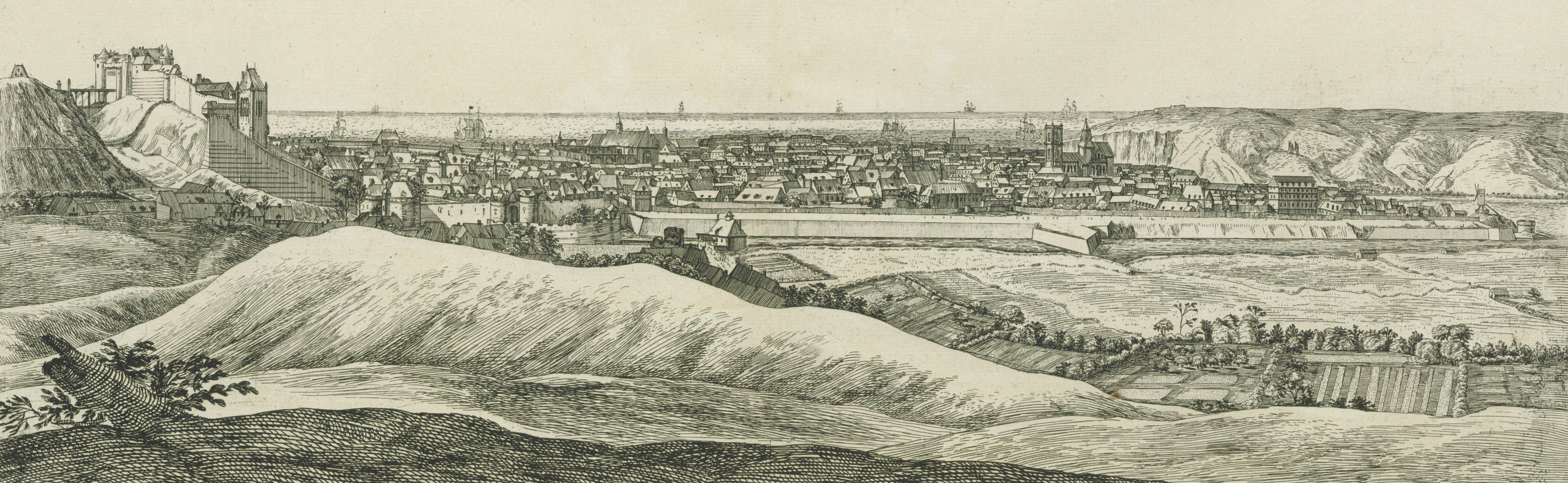
Dieppe en 1650.

##### Règne deLouisXIII(1610-1643)
Le catholicisme redevient conquérant à Dieppe au début du XVIIe siècle. Ainsi, en 1613, les capucins s’établissent au Pollet puis en 1616 les oratoriens fondent un collège dans la ville. Ils sont suivis entre autres par les carmélites (1615), les ursulines (1616) et les jésuites (1618).
En 1617, inspirée par les travaux de l'ingénieur dieppois, Salomon de Caus, une fontaine mécanique « en forme de rocher » est édifiée devant l’hôtel de ville (actuelle place Nationale), en l’honneur de la venue de Louis XIII à Dieppe. Elle enchante alors la population locale par ses jeux d’eau et ses oiseaux artificiels chantants.
De 1619 à 1624, la peste s'installe à nouveau à Dieppe.
Le 23 juillet 1632, plus de trois cents personnes quittent Dieppe et émigrent pour la Nouvelle-France.
En 1633, le cardinal de Richelieu accorde le monopole du commerce du Sénégal et de la Gambie pour dix ans à une compagnie de marchands de Dieppe et de Rouen (la Compagnie Rozée), étendue un an plus tard à la côte de Guinée. Cette compagnie va prospérer durant 32 ans, avec trois navires portant toujours les noms de Saint Jean, Saint Louis et Le Florissant, et établir des comptoirs français au Sénégal, notamment celui de Saint-Louis, fondé par le capitaine dieppois Thomas Lambert en 1637, jusqu’à ce que ces plus importants actionnaires intègrent la nouvelle Compagnie des Indes occidentales. La véritable denrée lucrative provenant du Sénégal, davantage que le cuir, l’or ou le cuivre, est alors la gomme arabique que les teinturiers d’Espagne utilisent pour fixer les colorants.

##### Règne deLouisXIV(1643-1715)

###### Sous la régence d'Anne d'Autriche (1643-1660)
En août 1647, accompagné par sa mère, Anne d’Autriche, et par le cardinal Mazarin, le jeune roi Louis XIV découvre à Dieppe la mer pour la première fois et assiste à une simulation de combat naval auquel participe le Dieppois Abraham Duquesne,.
En 1651, le château de Dieppe reçoit le cardinal Mazarin, qui y passe quelques jours, durant son court exil.

###### Sous le règne personnel deLouisXIV(1660-1715)

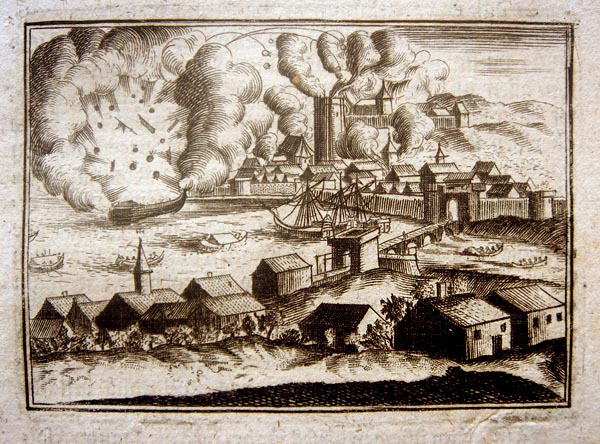
Bombardement de Dieppe en 1694 par la flotte anglo-hollandaise - gravure de 1701.

À partir de 1664, le Sénégal, sous contrôle dieppois, sert d’arrière-base pour des activités de flibusteries dans les Antilles alors que l’île de la Tortue et la côte de Saint-Domingue deviennent les destinations principales au départ du port de Dieppe.
De 1668 à 1670, Dieppe est dévastée par la peste.
En 1674, une manufacture des tabacs ouvre à Dieppe.

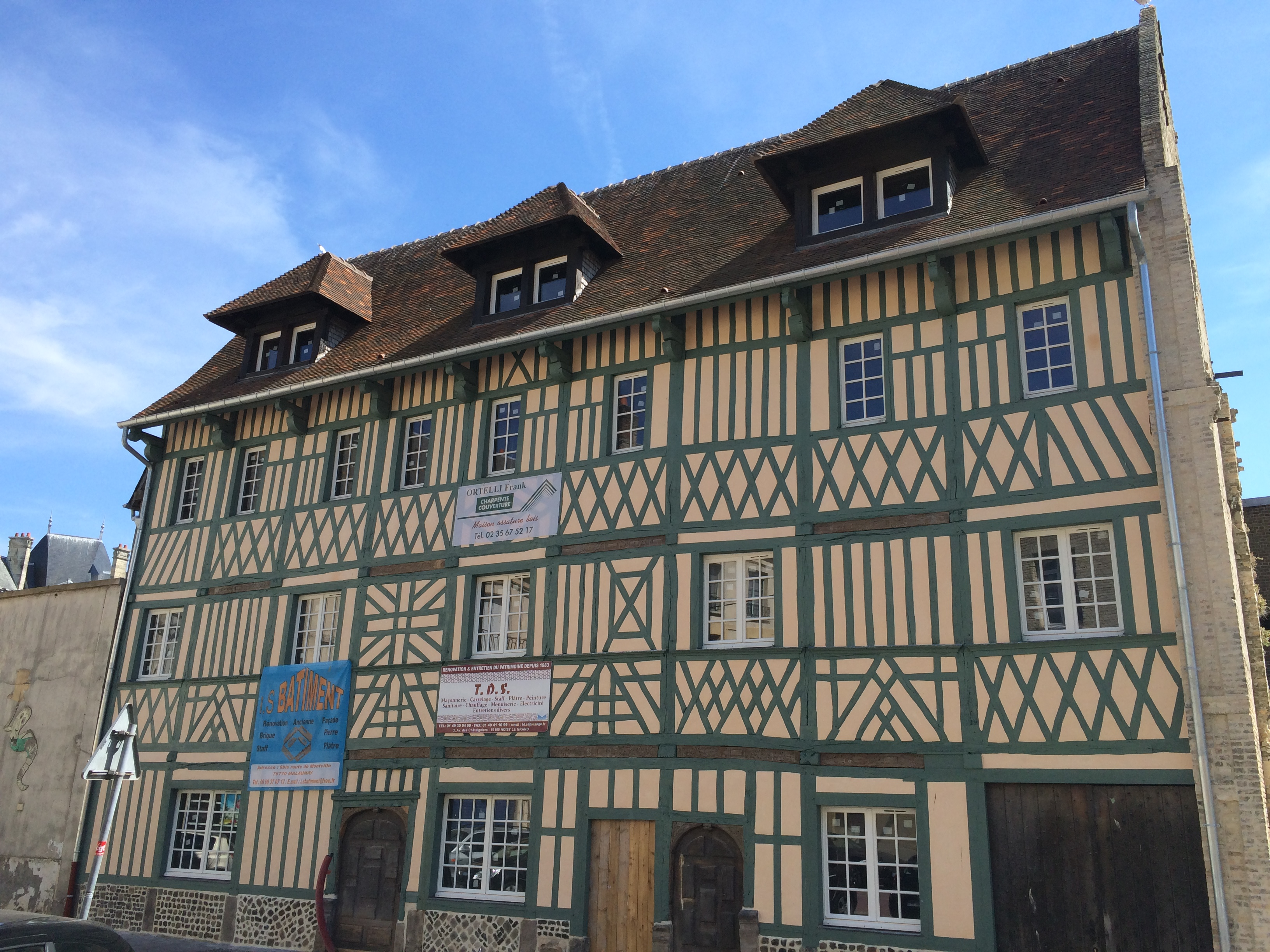
La maison Miffant (1624), maison à colombage du XVIIe siècle, rue d’Écosse.

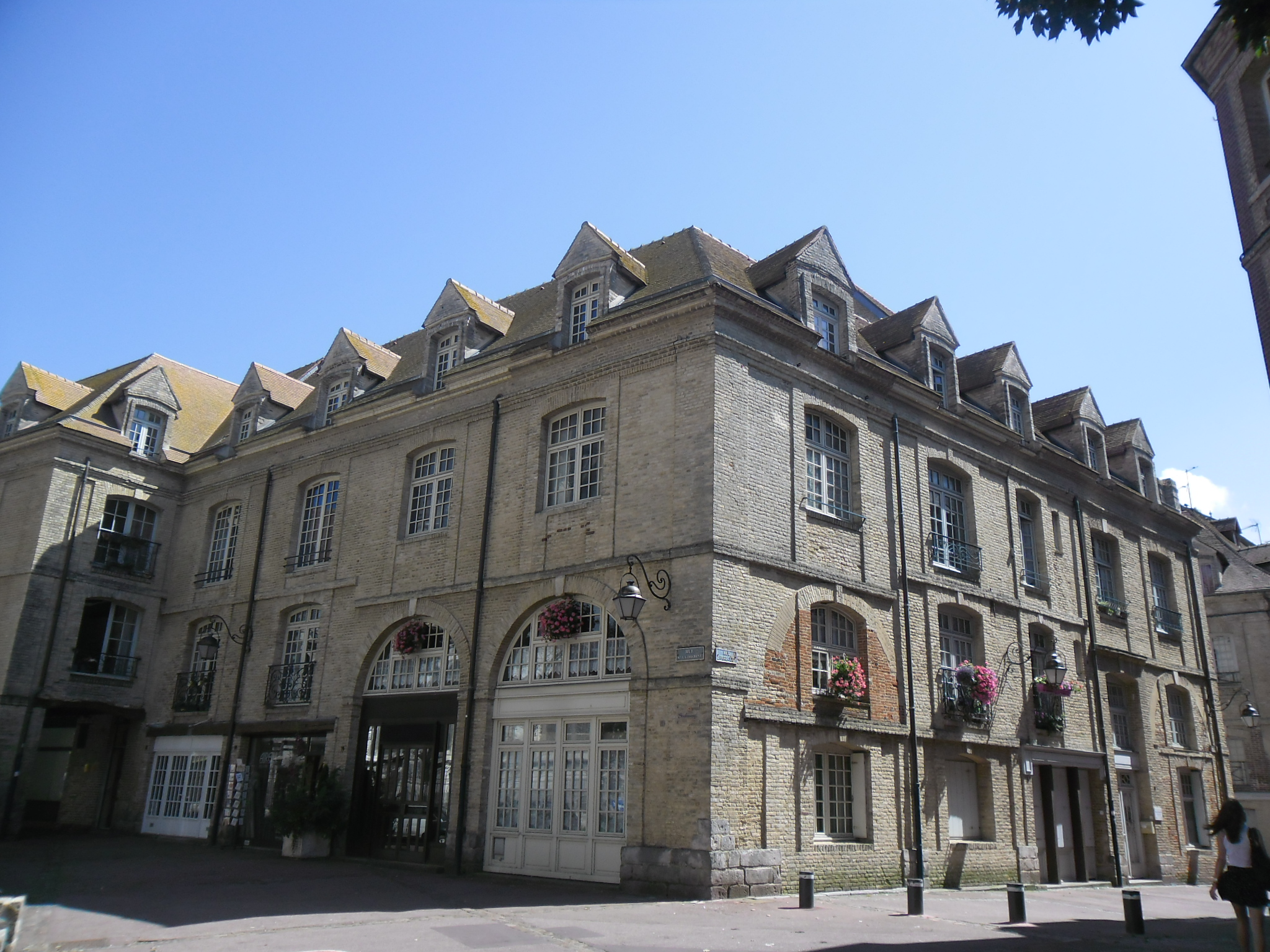
Bâtiment d'architecture Ventabren du XVIIIe siècle, situé rue Sainte-Catherine et marqué par la standardisation et l'alignement des façades en brique, avec entresol de stockage sous arcade.

En 1685, à la révocation de l'édit de Nantes par le roi Louis XIV, Dieppe perd plus de 3 000 de ses habitants qui émigrent à l'étranger. En 1688, sur ordre de Louvois la place est démantelé.
En 1692, Louis XIV institue un maire de Dieppe, charge qui est réunie au corps de ville en 1693.
Les 22 et 23 juillet 1694, Dieppe est bombardée durant deux jours par la flotte anglo-néerlandaise de l'amiral Berkeley (guerre de la Ligue d’Augsbourg). La ville, dont les maisons sont essentiellement à pans de bois, est incendiée et presque complètement détruite. Seuls subsistent quelques édifices comme le château, l'église Saint-Rémi, l'église Saint-Jacques, la tour aux Crabes et quelques maisons sur le quai, la place du moulin à vent ou dans la rue d’Écosse. Le seul asile qui reste alors aux habitants est de trouver à se loger dans le faubourg du Pollet, qui, grâce à la falaise sous laquelle il est abrité, n’a pas été atteint par les bombes mais les quatre cinquièmes de la population restèrent néanmoins sans abri. Deux mois après le bombardement, Louis XIV ordonne de nettoyer les rues et que Dieppe soit reconstruite mais hors de la portée des bombes.
Il est envisagé dans un premier temps par l'ingénieur Peironet de reconstruire une nouvelle ville, aussi grande que Rouen avec des rues tirées au cordeau, qui serait donc située plus en retrait du rivage, dans la prairie de Bouteilles. Les habitants protestèrent et au bout de huit mois de débats, le 8 mars 1695, le roi décide finalement que la ville serait maintenue dans ses limites initiales, que le port et les remparts demeureraient tels qu’ils étaient mais que les maisons seraient reconstruites en briques, selon un plan uniforme, et que, pour les mettre à l’abri des maladies contagieuses, certaines rues seraient élargies, et certains groupes de maisons transformés en places publiques. À l'initiative de Vauban, l'architecte du roi, Antoine de Ventabren († 1722), est chargé de reconstruire la ville tout en gérant un gigantesque chantier dans un contexte d'urgence. Ventabren utilise cette opportunité pour tester de nouveaux principes d'urbanisme et d'organisation de l'habitat, imposant aux habitants l'un des premiers règlements d'urbanisme français. Pour faire disparaître au plus vite les traces de l’incendie, Louis XIV accorde divers bienfaits à la ville, comme l’exemption des droits perçus au profit du trésor royal ainsi que l’établissement d’une foire franche pour une quinzaine de jours dans l’année.
En attendant que la reconstruction soit achevée, la manufacture des tabacs est relogée dans l'une des rares constructions préservées, la maison Miffant. Toutefois, les débats sur le lieu puis la lenteur de la reconstruction, qui dure jusqu'aux années 1720, fait perdre à Dieppe son statut de métropole de commerce dans les deux mondes avec le départ pour d'autres ports des bourgeois industrieux, des commerçants, des ouvriers de marine et des marins au long cours, imités par les matelots, les charpentiers, les calfats, les cordiers et les voiliers, qui, faute d’armement de navires dieppois, ne peuvent rester plus longtemps sans salaire et partent offrir ailleurs leurs services.
Finalement, les nouveaux bâtiments de Ventabren avec ses séries d'arcades régulières ne rencontrent guère d'enthousiasme chez les habitants et dès 1752, la stricte uniformité des façades imposées par Ventabren n'est plus de mise et les habitations réaménagées pour être beaucoup plus en adéquation avec les besoins concrets de la population.

#### Le temps des Lumières (1715-1789)

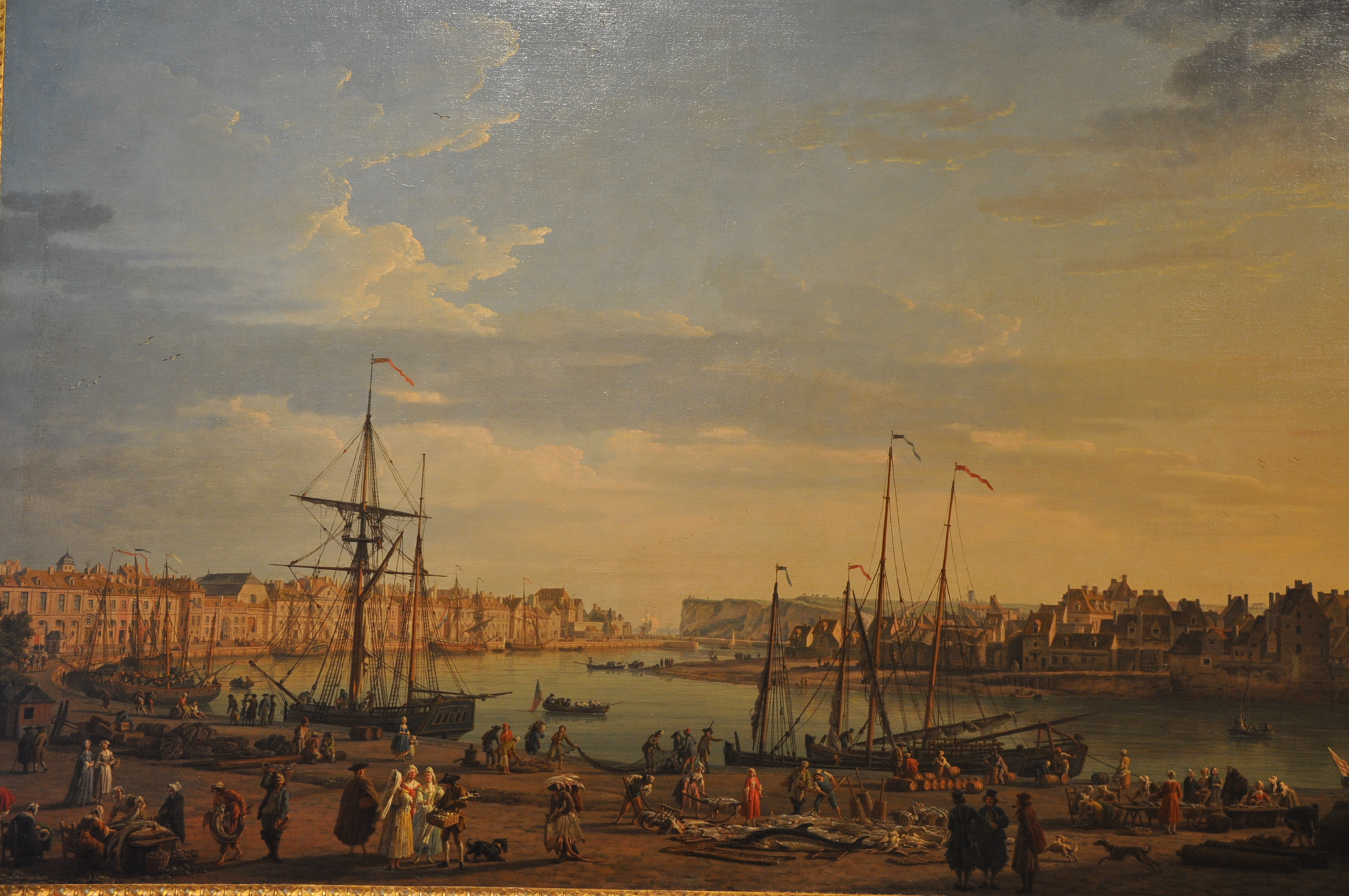
Vue du port de Dieppe en 1765. Peinture de Joseph Vernet.

En 1715, les ouvriers de la manufacture des tabacs se révoltent. De 1735 à 1737, des nouveaux locaux de la Manufacture royale des Tabacs sont édifiés, à l'emplacement de l'actuel hôtel Aguado.
Les tentatives pour relancer la richesse du port de Dieppe échouent et seule la pêche, dont les bénéfices sont encore importants, fait vivre ce qui reste de la population dieppoise en déclin démographique.
En 1744, la guerre éclate de nouveau entre la France et l'Angleterre. La pêche est elle-même interdite et trois poudrières (Fort Blanc, Fort Tremblant et Fort Royal) sont construites sur la façade maritime pour servir de batteries durant la guerre de Sept Ans.
Le port commence pourtant à se repeupler quand, en 1756, une nouvelle guerre avec l'Angleterre hypothèque les espoirs de relance de la cité maritime. La côte de Dieppe étant le point le plus rapproché de la capitale, la flotte anglaise croise sans cesse dans sa rade et menace la ville jusqu'en 1763 et la signature de la paix.
En 1762, après l'Expulsion des Jésuites de France, leur résidence à Dieppe, située près des remparts du littoral, est vendue pour laisser la place à une nouvelle maison de ville (hôtel de ville).
En 1774, les relations avec l'Angleterre sont apaisées et une liaison régulière transmanche est ouverte. Dieppe connait alors également une nouvelle renaissance maritime : ses chantiers de constructions sont à nouveau prospères.
En 1776, un luxueux mais aussi éphémère établissement de bains (Maison de Santé) est installé à Dieppe, face à la mer.

### Révolution française et Empire

#### Révolution française (1789-1799)
Les notables locaux restent en place jusqu’aux élections de 1791 et l'arrivée des municipalités Pocholle et Daniel Brière de Lesmont, d'inspiration girondine.
L’adhésion à l’élan révolutionnaire ne se fait que très progressivement. En 1791, le tabac cesse d'être un monopole de l'État et la Manufacture des Tabacs est privatisée. Étant un passage presque obligé des émigrés vers l'Angleterre, Dieppe du fait de sa situation géographique stratégique, intéresse la Convention au cours de l’an II. Plus de 1 600 prêtres embarquèrent de Dieppe en particulier après la loi du 26 août 1792. Entre septembre et novembre 1793, les Représentants de la Convention en mission à Dieppe destituent 26 membres de l’administration locale, dont le maire Daniel Brière de Lesmont, mais aussi huit notables, sept officiers municipaux, quatre juges et le greffier de la police criminelle. C'est à la suite de cette mission que la guillotine est dressée sur la place nationale. Elle décapitera quatre personnes en 1794 (dont un prêtre réfractaire, l’abbé Clément Briche).
Durant cette période révolutionnaire, Dieppe s’agrandit avec l'annexion du fief de Caude Côte situé entre le village de Janval et les terres en bordure de mer. La nomenclature des rues et des places publiques est elle-même modifiée par un arrêté municipal du 2 messidor de l'an II (20 juin 1794) : ainsi, parmi d'autres, la place du moulin à vent est rebaptisée place Brutus, la rue du Petit-Enfer devient celle de la Raison, la place d'Armes celle de l’Égalité, la rue de l’Épée celle de la Pique, la Grande rue de la Barre celle de la Liberté, la rue du Mortier-d'Or celle de la Carmagnole tandis que la Grande Rue est rebaptisée rue de la République. Les quartiers sont par ailleurs reconfigurés en 5 sections renommées Sans-Culottes, Égalité, Marat, Brutus et Montagne. Toutes ces voiries retrouveront leurs toponymes une fois passée la période révolutionnaire.

#### Consulat et Premier Empire (1799-1815)[65]

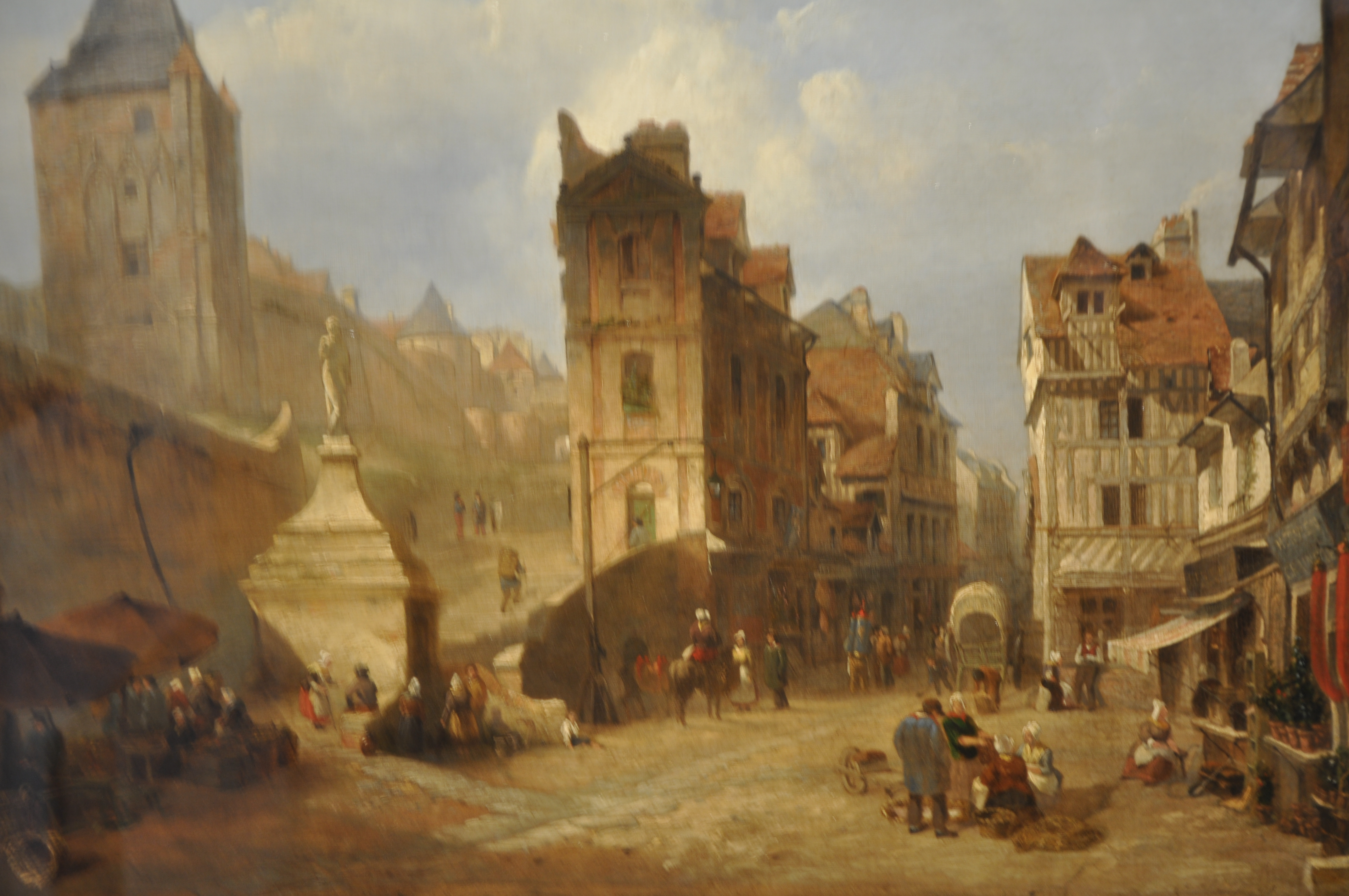
Fontaine (détruite) et château-d’eau de la place de la Barre en 1838. Tableau de W. C. Stanfield.

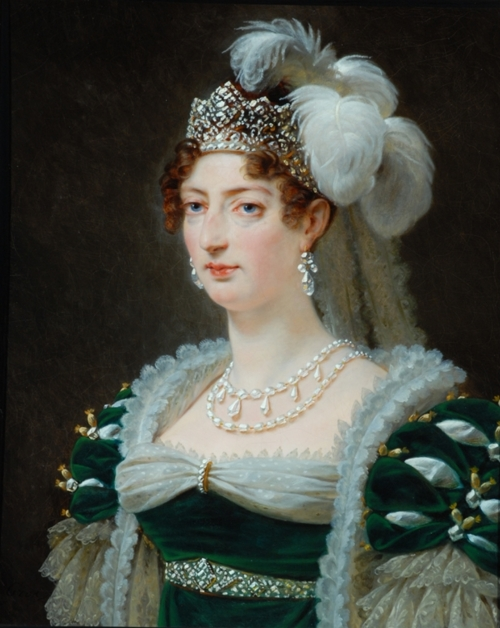
Marie-Thérèse de France - Madame Royale - fille du roi Louis XVI et de la reine Marie-Antoinette, revient d'exil par Dieppe le 26 juillet 1815.

En novembre 1802, sous le Consulat, le premier consul Napoléon Bonaparte visite Dieppe et sa région durant deux jours. La rue des Minimes est rebaptisée rue Bonaparte (actuelle rue Victor-Hugo) pour célébrer cet évènement.
En 1803, une escadre anglaise bombarde la ville et ses environs sans faire trop de dégâts. Plusieurs autres engagements s'ensuivent par la suite à l'ouest de Dieppe.
En 1804, l'avènement du Premier Empire est accepté sans hostilité. Consulté sur la question de la dignité impériale, les Dieppois votent oui par 156 voix contre 3 non.
En 1806, le bassin Bérigny est construit. C'est le premier bassin à flot du port de Dieppe avec écluses à l'emplacement d'une zone marécageuse appelé champ du Pardon où étaient enterrés les pestiférés.
Cette même année 1806, la comtesse de Boigne, souffrante, s’y rend pour se rétablir en y prenant des bains de mer, pratique qu’elle avait connue durant son exil en Angleterre mais totalement inconnue et incongrue à l’époque.
Entre 1809 et 1812, le premier établissement de bains à Dieppe est fondé par Jean-Baptiste Deparis, un maître poulieur. Il comprend alors une cabane en bois, quelques tentes et des vieilles baignoires.
Le 26 mai 1810, durant son voyage de noces, sur le chemin entre Boulogne et Le Havre, Napoléon séjourne brièvement à Dieppe avec l'impératrice Marie-Louise, le temps de visiter le port, d'y passer une nuit et d'aller à la messe du dimanche matin. Si Napoléon envisage pour la ville la construction d'un bassin large et profond pour y accueillir des navires de guerre afin de conquérir l'Angleterre, la possibilité d'effectuer des bains de mer à Dieppe commence à y attirer quelques grandes dames de l'aristocratie napoléonienne comme, en 1813, Hortense de Beauharnais, accompagnée de ses enfants, dont le futur Napoléon III.

### Époque contemporaine

#### La Restauration (1814-1830)

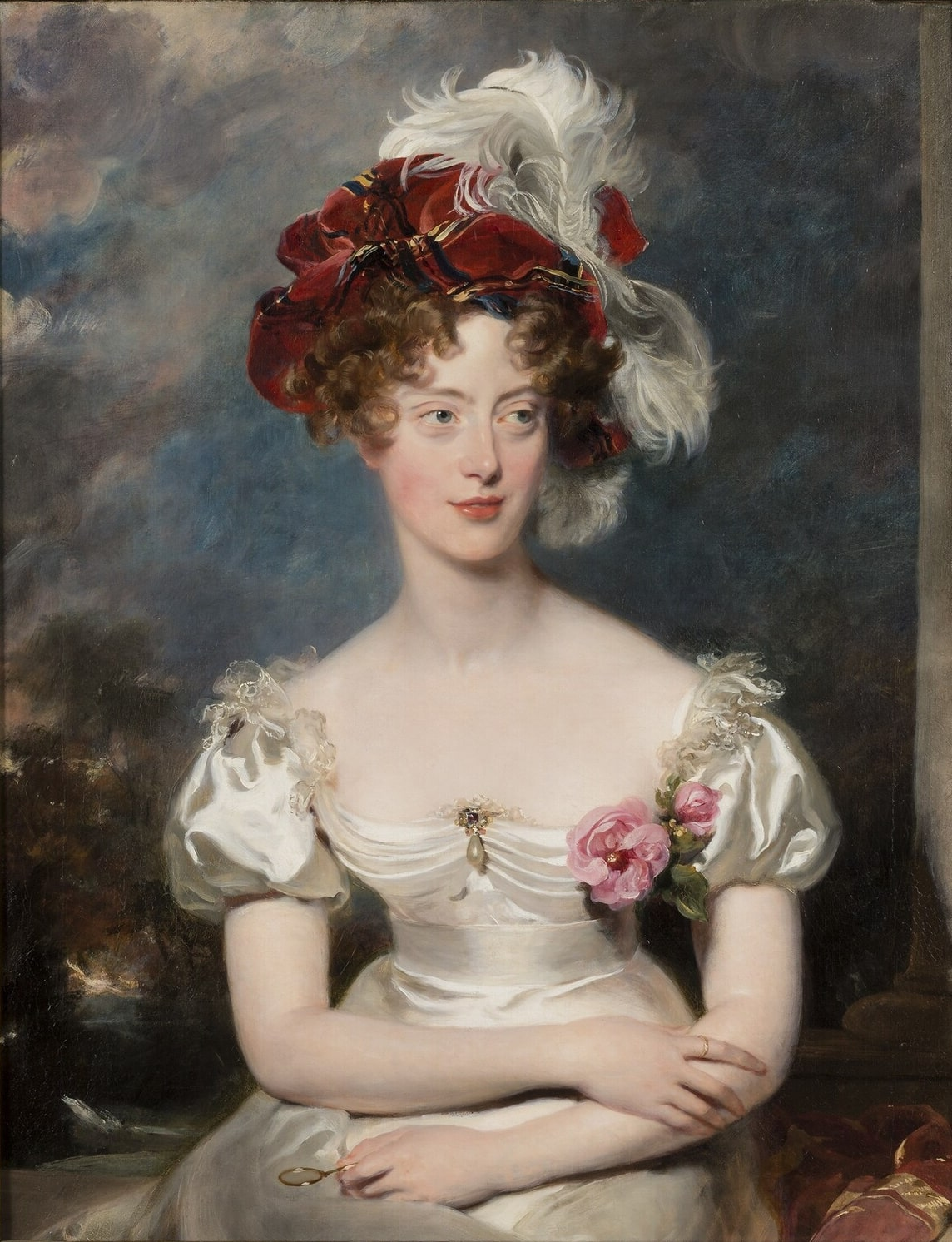
Caroline de Bourbon, duchesse de Berry inaugure la mode des bains de mer à Dieppe.

En 1814, la première Restauration est bien accueillie à Dieppe. Durant les Cent-Jours (1er mars 1815 au 17 juillet 1815), le conseil municipal et les habitants boudent le nouveau préfet bonapartiste tandis que dans les campagnes, le drapeau blanc des Bourbons est arboré ostensiblement. La nouvelle de la défaite définitive de Napoléon à Waterloo est particulièrement bien ressentie par les armateurs de la ville. Le 25 juillet 1815, une brillante réception à l’hôtel de ville et des fêtes populaires sont ainsi données à Dieppe pour accueillir à son débarquement, Madame Royale, fille de Louis XVI, de retour d'exil par le port de Dieppe. Le 4 novembre 1815, par lettres patentes du roi Louis XVIII, les armoiries de Dieppe sont officiellement rétablies.
Sous la Seconde Restauration, les corsaires disparaissent, une liaison transmanche favorise la venue des Anglais tandis que Dieppe s'ouvre sur l'espace littoral, condamnant les fortifications urbaines. Durant des siècles, la chaussée de mer, également appelée banquée, avait été une vaste zone de défense littorale longue d’un kilomètre et demi, garnie d’ouvrages défensifs, tels que des postes d'observations, des batteries de canons et de mortiers ou des tours à usage de poudrières. L’autorité militaire avait concédé progressivement l'apparition d'activités maritimes artisanales.
Le peintre anglais William Turner a réalisé trois grands tableaux de ports du nord de l'Europe continentale. Les esquisses de celui exposé à la Frick Collection à New York, datent de la fin de l'été 1821 et représente un certain nombre de bâtiments que l'on peut voir encore aujourd'hui, comme l'hôtel d'Anvers. Le port de Dieppe sur la côte normande de la France a été le point de départ des recherches de Turner sur la vallée de la Seine, dont il a fait de nombreux croquis. La peinture conservée à la Tate Britain à Londres a ses origines dans un dessin au crayon lui aussi de 1821.

William Turner à Dieppe
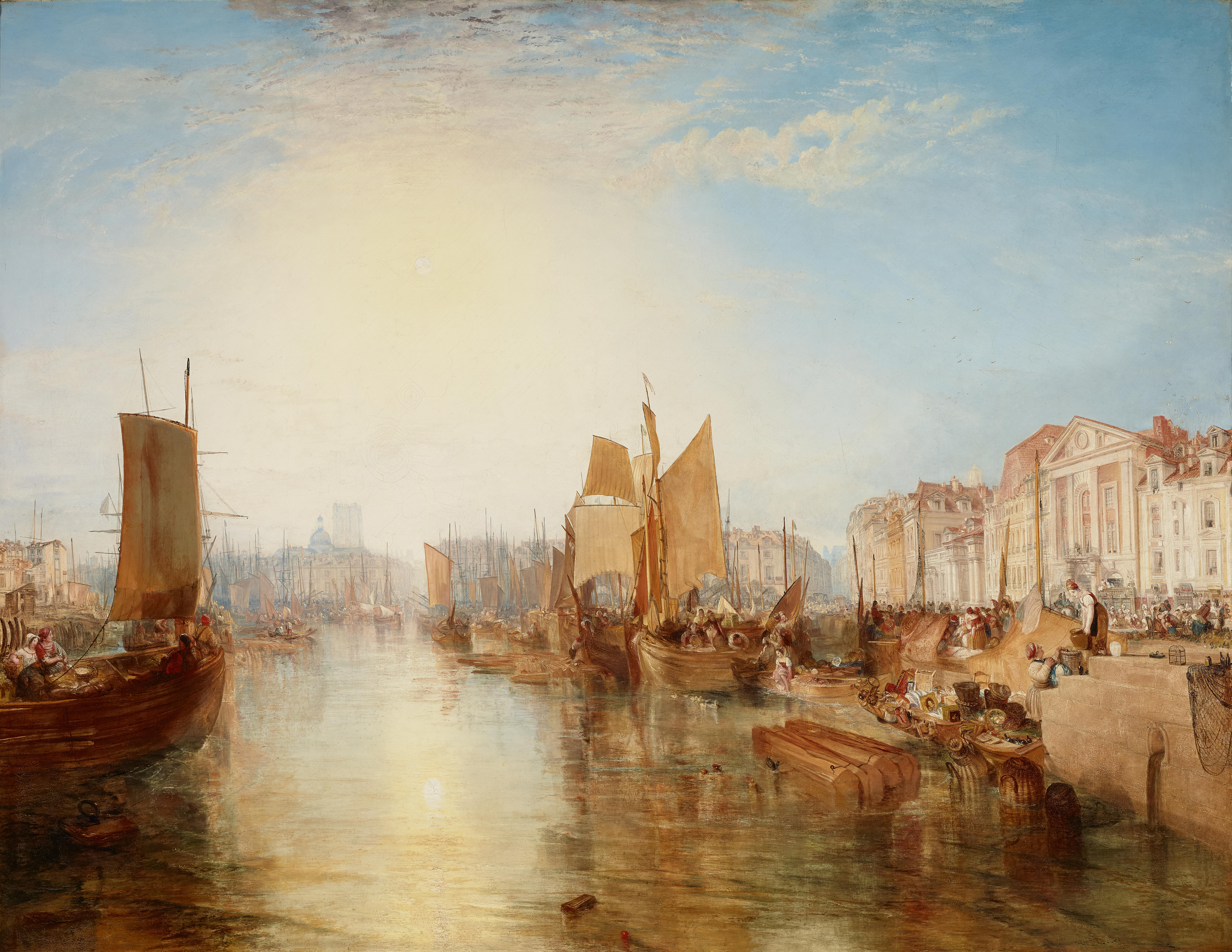
Port de Dieppe : changement de domicile, 1826, Frick Collection, New York.
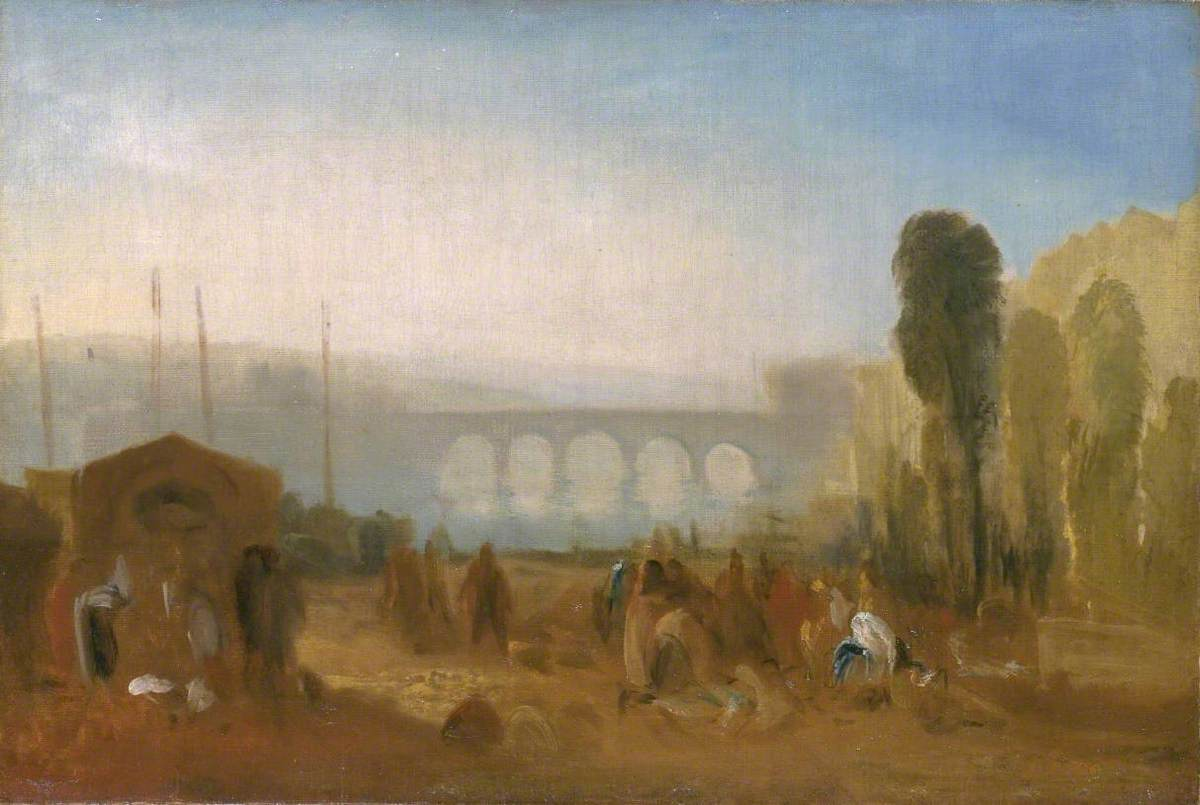
Dieppe : Le Port vu du quai Henri IV, 1827, Tate Britain, Londres.

En 1822, la première Société Anonyme des Bains de mer de Dieppe (bien avant la Société des bains de mer de Monaco de 1863) est créée par le comte de Brancas, sous-préfet de la ville, qui édifie le premier véritable « établissement des bains » de France sur la partie ouest de la banquée. Conçu par l’architecte Pierre Châtelain, cet établissement entouré d’un jardin, prend la forme d’une galerie, longue d’environ 50 mètres, coupée en son milieu par un arc de triomphe et flanquée à ses extrémités de deux pavillons carrés, l’un réservé aux dames, l’autre aux hommes. Des pontons de bois mènent directement du bâtiment jusqu'à la mer où, sur la plage, des tentes décorées servent de vestiaires. L'établissement est baptisé bains de mer Caroline en l'honneur de Caroline de Bourbon, duchesse de Berry, belle-fille du roi Charles X qui inaugure en 1824 la mode des bains de mer à Dieppe. Elle y reviendra chaque année six semaines environ, jusqu'en 1829. Dans son sillage, la duchesse de Berry emmène une pléthore de personnalités et de membres de la haute bourgeoisie française. Par ses achats, elle relance l'artisanat de la ville (sculpture sur ivoire) qui avait été sinistré par le blocus continental. Elle subventionne la création d’une école-manufacture de dentelles, à laquelle elle adjoindra bientôt une section couture, puis une section pêche pour la réparation des filets. Pour amplifier son action, elle lance des souscriptions. Un théâtre en l'honneur de la duchesse et, sur le front de mer, un casino sont construits.
En 1829, Dieppe ne fait plus officiellement partie des places de guerre et le statut de territoire défensif du littoral change pour devenir un espace public et permettre la constitution d’un front de mer bâti.

#### Monarchie de Juillet (1830-1848)

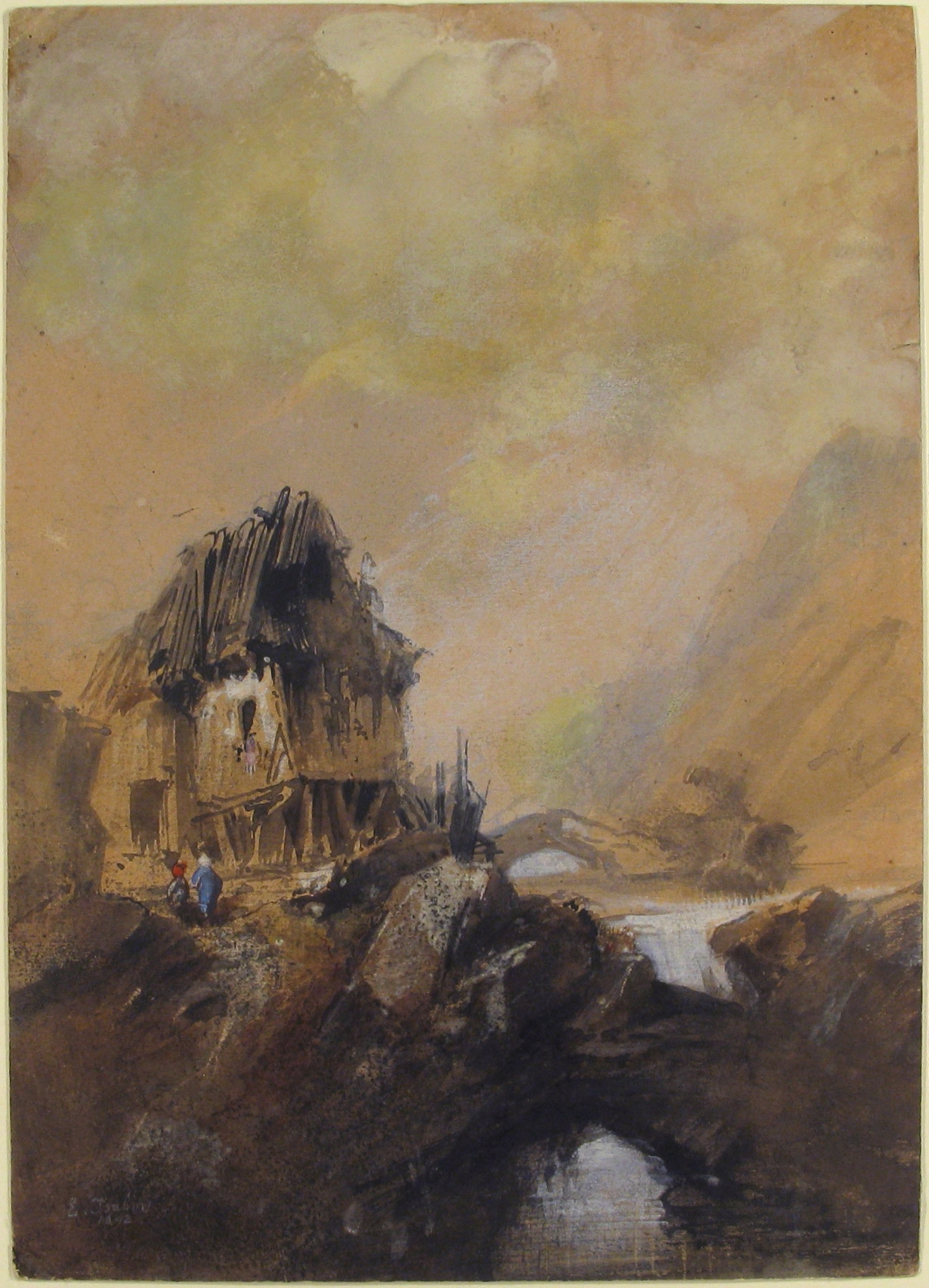
Village à Dieppe, 1843
Eugène Isabey
New York, Metropolitan Museum of Art

La vogue des bains de Dieppe survit à la révolution de 1830. En 1833, sous la monarchie de Juillet, le roi Louis-Philippe effectue une visite à Dieppe.
Depuis 1821, la ville de Dieppe cherchait à acquérir la plage et les vestiges de l’ancienne enceinte afin d'y élever des habitations et aménager un jardin public. En 1835, elle obtient la jouissance des terrains de la « banquée » puis devient propriétaire de parcelles de l’enceinte fortifiée qu’elle rétrocède à des particuliers qui commencent alors à faire construire des villas et des immeubles d'habitations à des fins locatives. Le riche banquier espagnol, le marquis Alexandre Aguado (1784-1842), attiré par les bains de mer, découvre Dieppe durant cette période et contribue au développement et à la prospérité de la ville balnéaire.
En septembre 1844, une statue en bronze du Dieppois Abraham Duquesne, sculptée par Antoine Laurent Dantan, est érigée par la ville de Dieppe sur la place royale (actuelle place nationale).

#### IIeRépubliqueet Second Empire (1848-1870)

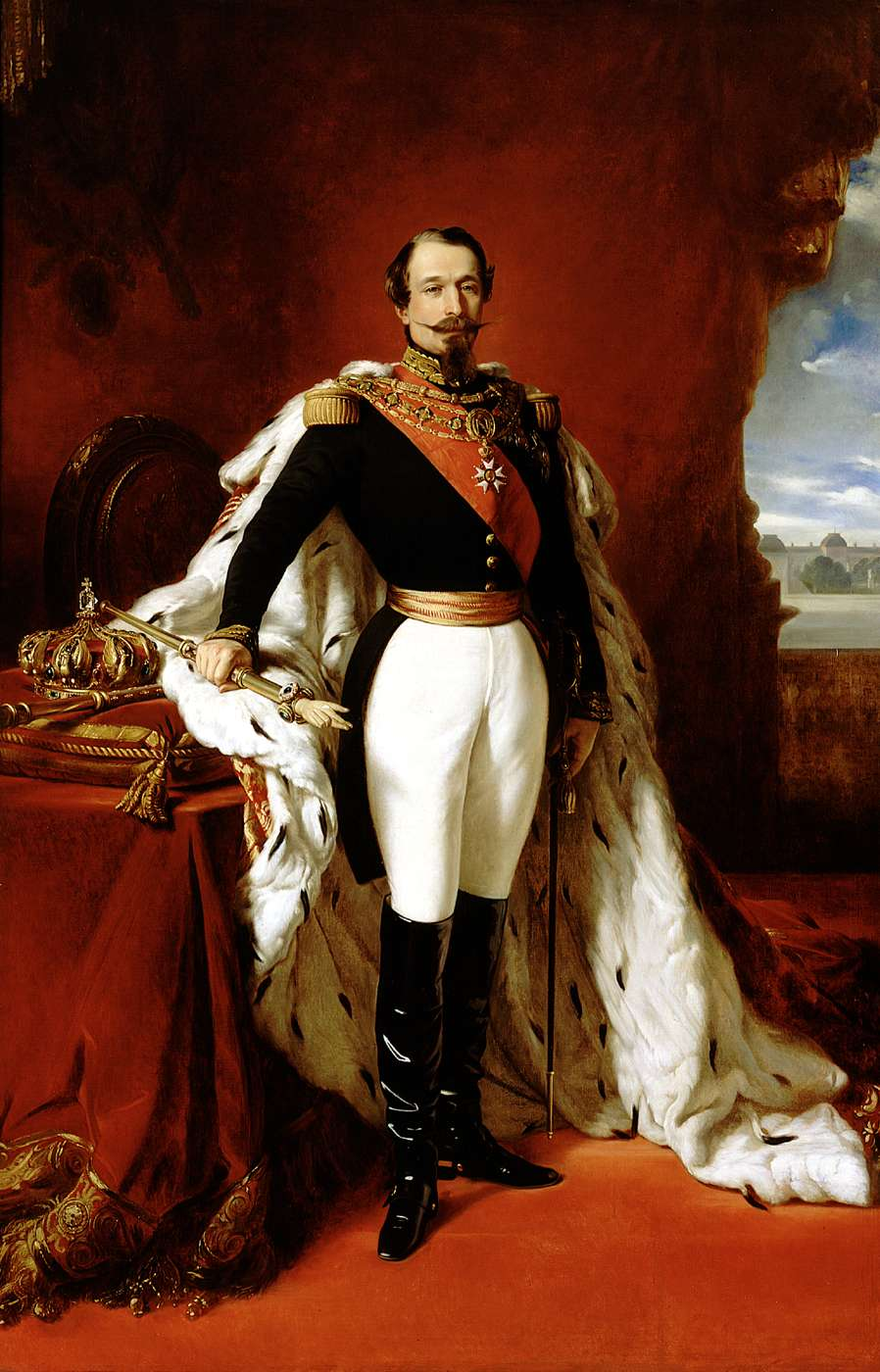
Portrait de Napoléon III par Winterhalter (1853). est le chef d’État français qui aura séjourné le plus longuement à Dieppe. Il y aura aussi initié d'importants travaux d'aménagements du front de mer et du port.

En 1848, une liaison ferroviaire entre Rouen et Dieppe est inaugurée. Le chemin de fer dessert la ville, permettant de relier Dieppe à Paris en moins de six heures. Cela facilite le déplacement des personnes et le transport des marchandises, notamment la marée provenant du port de Dieppe.
À l'avènement de la IIe République, un comité républicain se forme, la place royale est rebaptisée place nationale et un arbre de la liberté est plantée devant l'hôtel de ville. La butte du moulin à vent est arasée et des travaux de voiries sont entrepris. Le 26 juin 1848, une centaine de Dieppois sont mobilisés pour rejoindre les gardes nationaux et envoyés via Rouen, par la nouvelle ligne de chemin de fer, à Paris pour combattre l'insurrection parisienne. À leur arrivée, l'insurrection vient d'être réprimée par le général Cavaignac.
Lors de l'élection présidentielle de 1848, le général Cavaignac remporte de justesse la majorité des suffrages à Dieppe devant Louis-Napoléon Bonaparte (1 447 voix contre 1 145) bien que sur l'arrondissement de Dieppe, Louis-Napoléon Bonaparte soit plébiscité. En Seine-Maritime, Dieppe et Le Havre sont les seules villes à préférer Cavaignac au vainqueur de l'élection présidentielle à l'échelle nationale.
Lors des plébiscites des 20 et 21 décembre 1851, 2 327 électeurs de Dieppe et de Neuville apportent leur soutien à Louis-Napoléon Bonaparte et au coup d’État, l'opposition ne comptabilisant que 410 voix hostiles. Au niveau de l'arrondissement de Dieppe, ce sont 24 147 oui contre 863 non. Dieppe célèbre les résultats de la consultation nationale par un Te Deum et diverses célébrations et pavoisements le 11 janvier 1852. En février, l'arbre de la liberté, planté en 1848, est sapé.

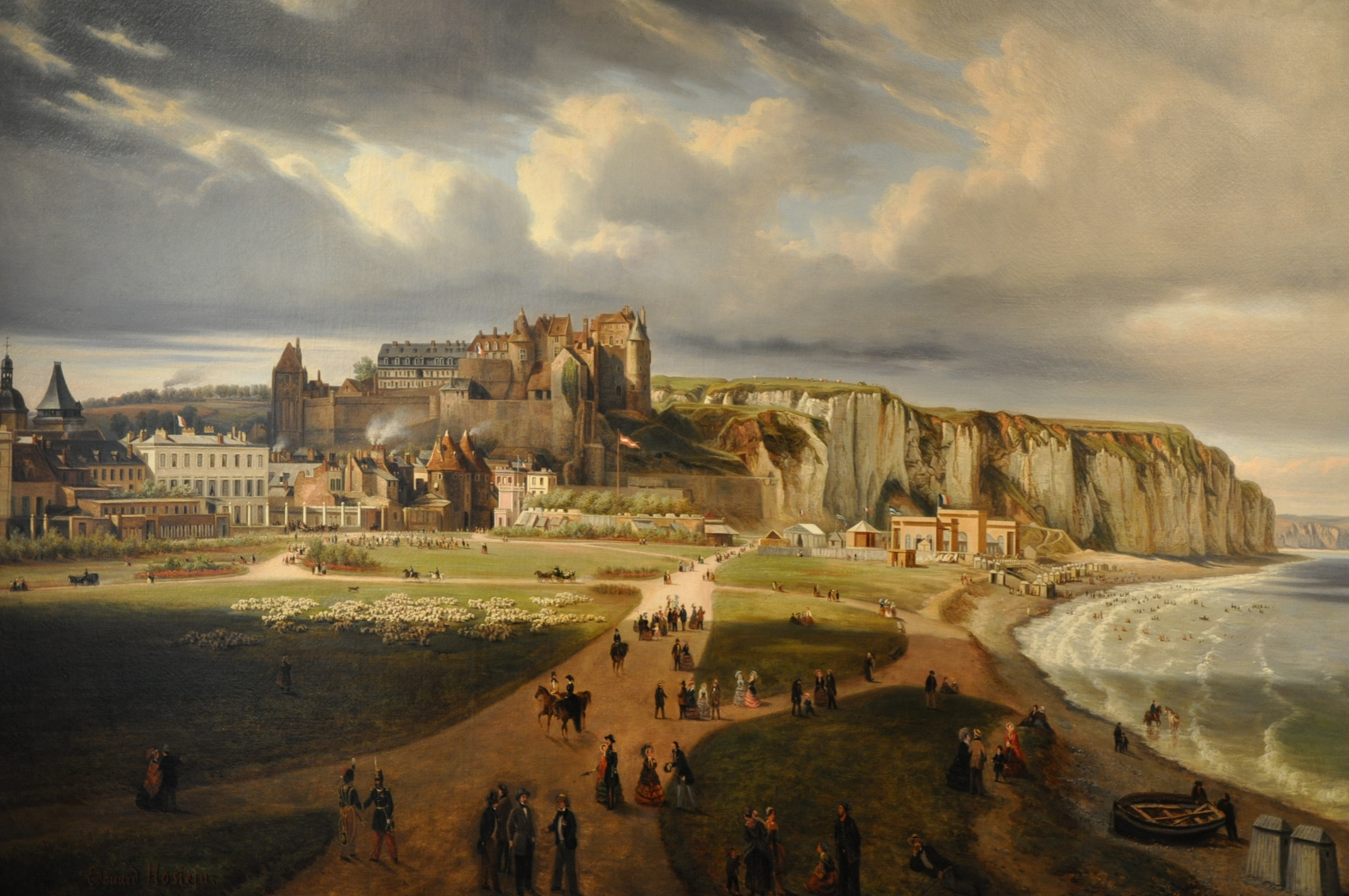
Le Premier établissement des bains et les jardins dessinés par l'impératrice Eugénie
Édouard Hostein (1854)

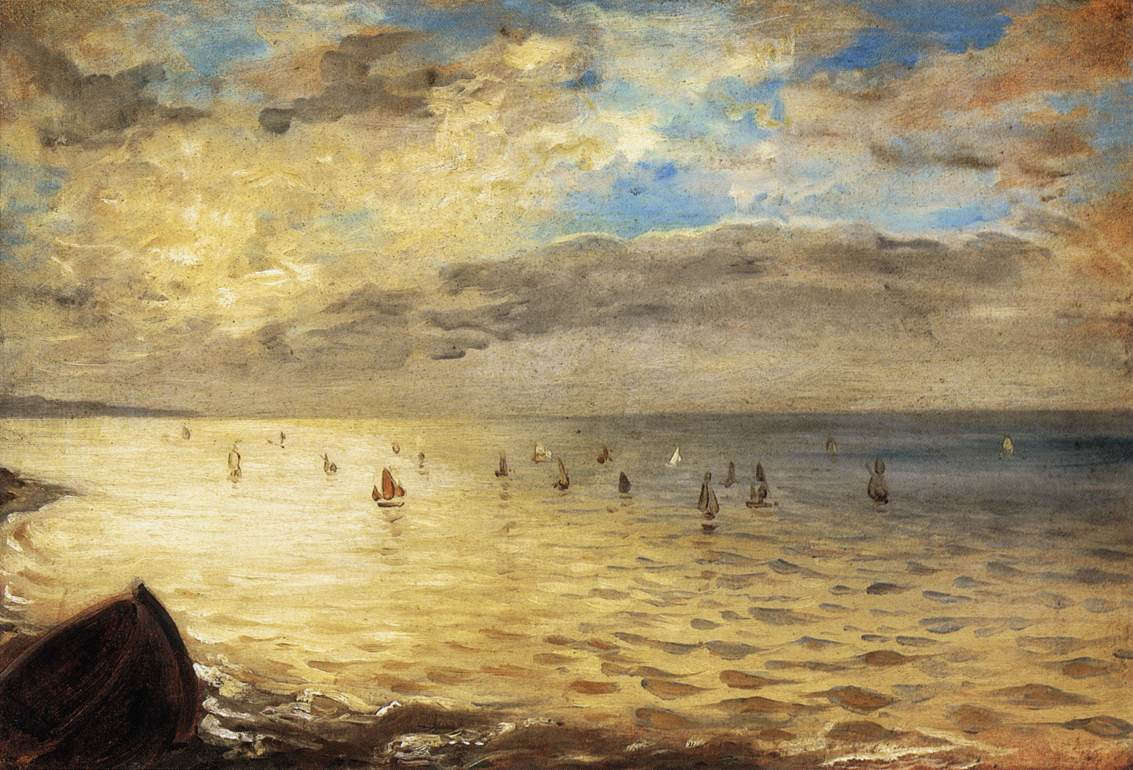
La Mer vue des hauteurs de Dieppe, Eugène Delacroix, 1852-1854, Musée du Louvre.

Sous le Second Empire, Dieppe connaît une renaissance et un développement accéléré de sa station balnéaire. Le 22 août 1852 a lieu la première course de l’hippodrome de Dieppe-Rouxmesnil.
Du 20 août au 9 septembre 1853, Dieppe est le lieu de résidence de l'empereur Napoléon III et de l'impératrice Eugénie qui séjournent longuement dans la ville portuaire à l'occasion de leur voyage de noces. Ce séjour du couple impérial place Dieppe sur le devant de la scène nationale et amène la municipalité à travailler à un réaménagement moderne et fonctionnel de son bord de mer. En effet, logé à l’hôtel de ville, transformé en habitation luxueuse et confortable, Napoléon III déplore dès son arrivée le mauvais état de la plage et demande que les chantiers de construction et de réparation des bateaux évacuent le bord de mer pour que des installations balnéaires puissent s'y développer. Préoccupé de la situation du port de Dieppe et ayant de grandes ambitions pour son développement, il charge une commission de lui fournir les renseignements les plus précis, tant sur les projets approuvés ou élaborés depuis 1781, que sur les améliorations urgentes à réaliser. Celle-ci soumet notamment à son approbation le prolongement de la jetée de l’ouest sous forme d’estacade, la construction de brise-lames en charpente, le dévasement et l’approfondissement de l’avant-port et des bassins. Toutes ces propositions sont approuvées par l'Empereur ainsi que la disparition des vestiges des fortifications telles que les 3 tours poudrières pour que le front de mer soit transformé en un grand jardin alternant massifs de fleurs et pelouses, agrémenté de chemins définissant des parcours pour la promenade,. L’Impératrice Eugénie dessine elle-même sur papier le projet impérial qui est remis aux administrateurs de la commune qui le mettent en œuvre. En quelques jours, avec l'aide des militaires, une pelouse traversée de passages transforme le front de mer dieppois.
Quand Napoléon III quitte Dieppe, la municipalité et le sous-préfet lui propose de faire de l’hôtel de ville, ou du bâtiment de la sous-préfecture, une résidence d'été pour les souverains mais l'Empereur décline, tout en manifestant ses bons sentiments (il ne reviendra jamais à Dieppe lui préférant Biarritz pour passer ses étés, et en fit accessoirement la prospérité). Outre son impulsion pour construire des promenades à Arques, Neuville, Varengeville-sur-Mer et à La Chapelle-du-Bourgay, Napoléon III remet au sculpteur dieppois Pierre Adrien Graillon (1807-1872) la croix de chevalier de la Légion d'honneur tandis que l'artiste-peintre dieppois Constant-Armand Mélicourt-Lefebvre (1816-1833), ancien élève de Paul Delaroche et premier conservateur du musée de Dieppe, peint son portrait ainsi que celui de l'Impératrice.
Dans la continuité des projets napoléoniens pour Dieppe, un nouvel établissement de bains/casino, en fonte et en verre, est construit en 1857, succédant à l'établissement de la restauration bourbonienne. Dessiné par l’architecte Lehmann et décoré par Cambon, le nouveau bâtiment est constitué d'une longue galerie parallèle à la mer, coupée par trois pavillons abritant un salon de jeux, une salle des fêtes et une salle de lecture, dont le premier étage est relié par des terrasses d’où l’on domine et la plage et la ville. Davantage dédié aux plaisirs mondains, le style est inspiré par celui du Crystal Palace, présenté à l’occasion de l’Exposition Universelle de Londres de 1851,.

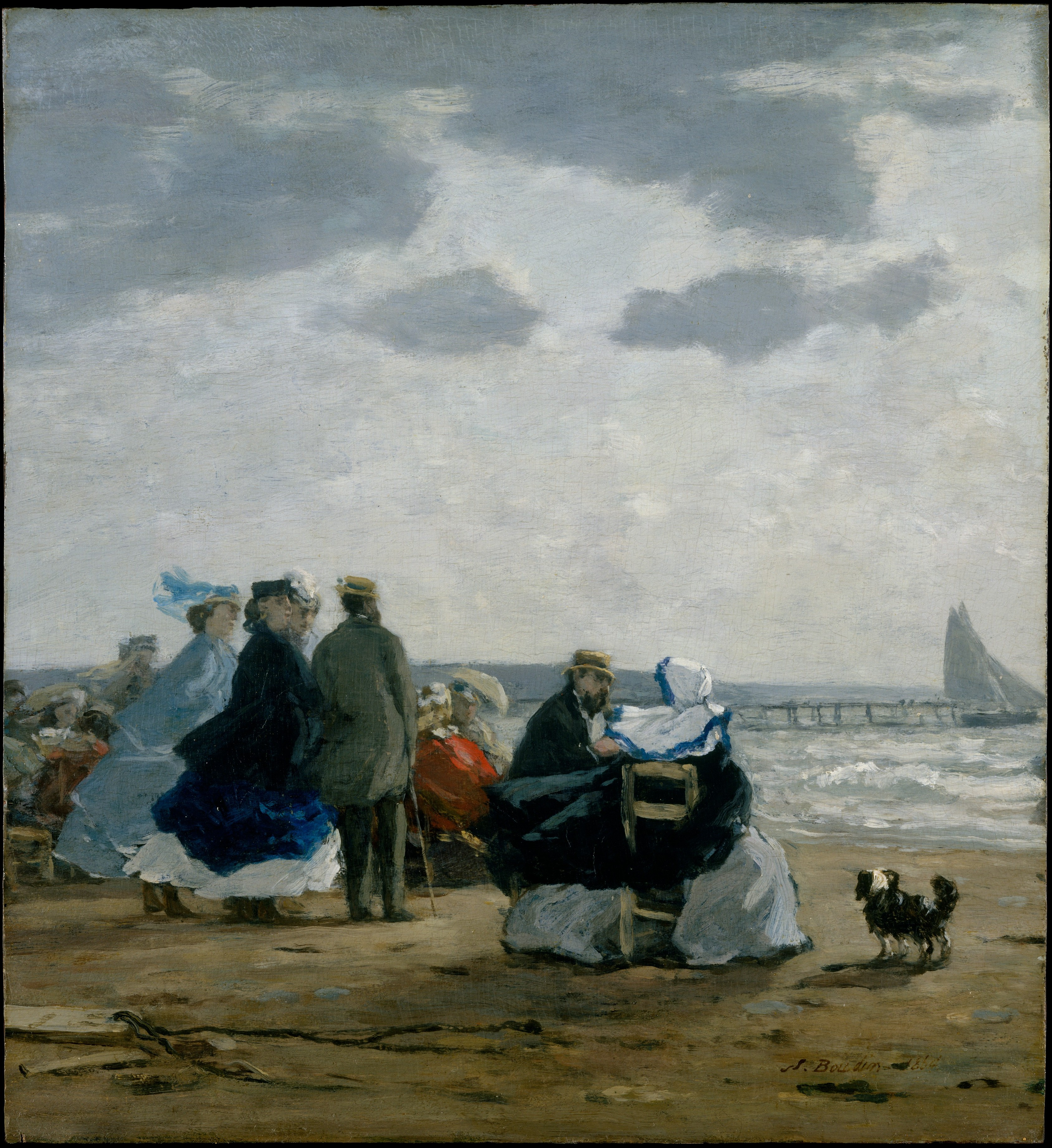
Sur la plage, Dieppe
Eugène Boudin, 1864
New York, Metropolitan Museum of Art

Dieppe devient à partir de cette période le lieu de villégiature à la mode des hautes sociétés parisienne et londonienne, fréquentée notamment par la comtesse de Castiglione (à partir de 1861), par Lord Robert Cecil, marquis de Salisbury — qui se fait construire en 1873 une villa à Puys, en amont de Dieppe —, par le futur Édouard VII, par Charles Meyer — qui y transfère en 1888 son domicile et son activité professionnelle, un commerce de cycles et d'automobiles — ou encore par le peintre James Abbott McNeill Whistler.

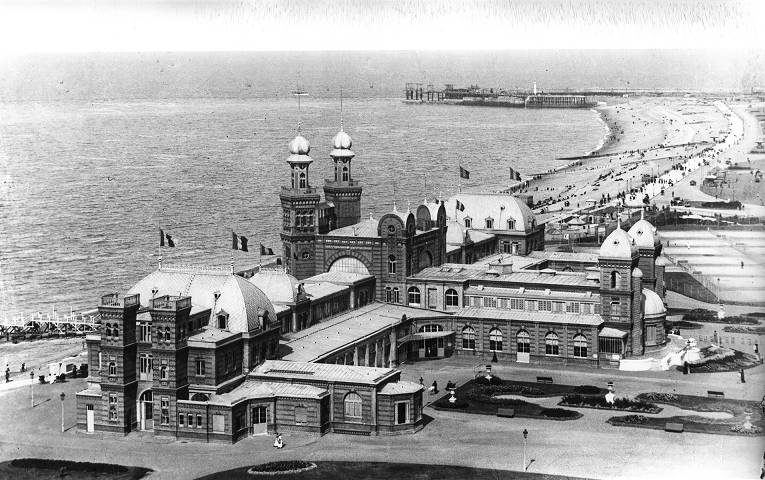
Le casino mauresque construit en 1886.

Au plébiscite du 8 mai 1870, les électeurs de Dieppe manifestent leur soutien au régime impérial et votent oui en faveur de l'Empire libéral (1 810 votes en faveur contre 1 410 votes en défaveur). Dans l'arrondissement de Dieppe, le vote oui atteint 21 038 voix contre 4 467 voix.

#### IIIeRépublique(1870-1940)

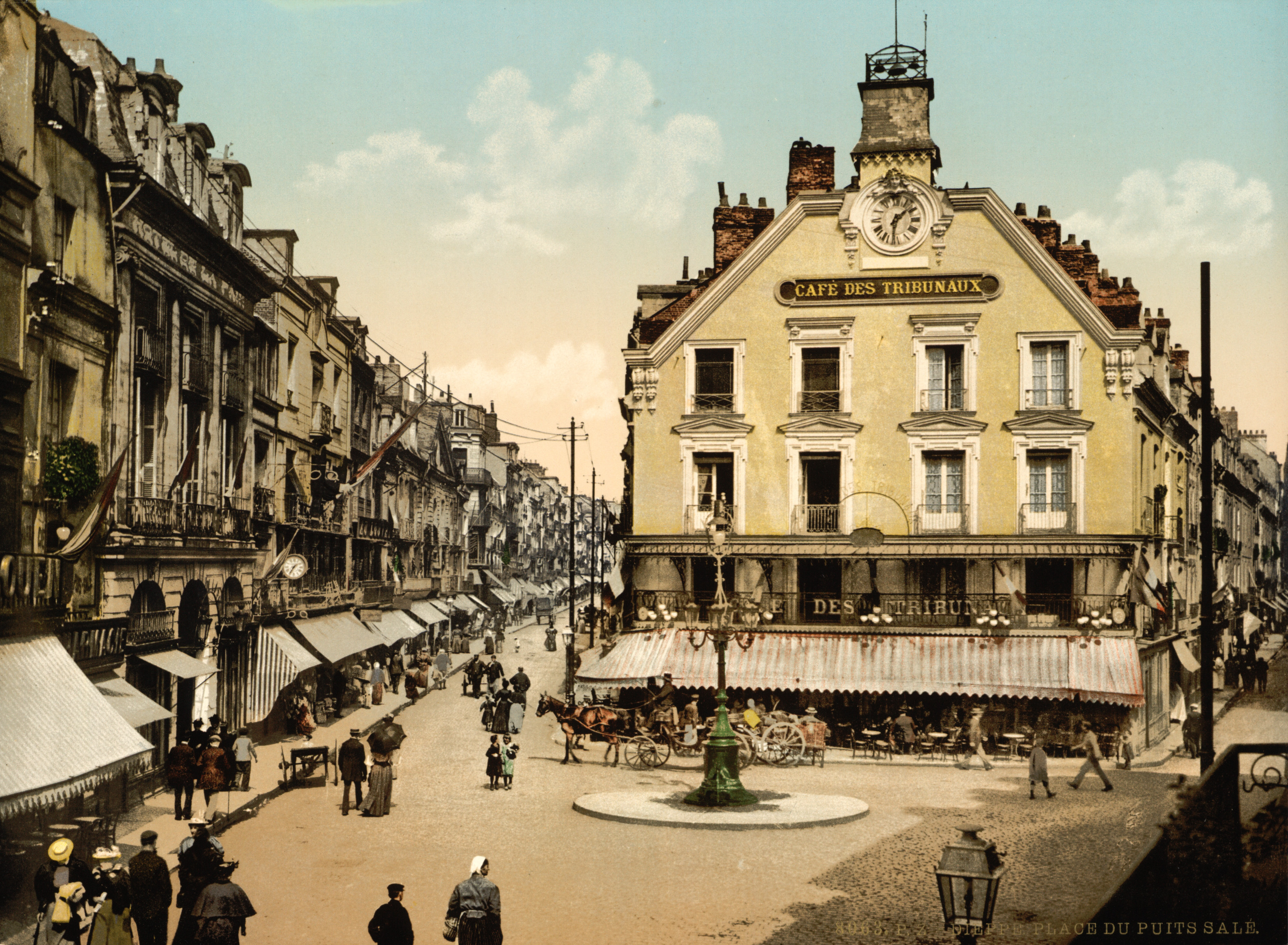
Café des Tribunaux, place du Puits-Salé en 1895.

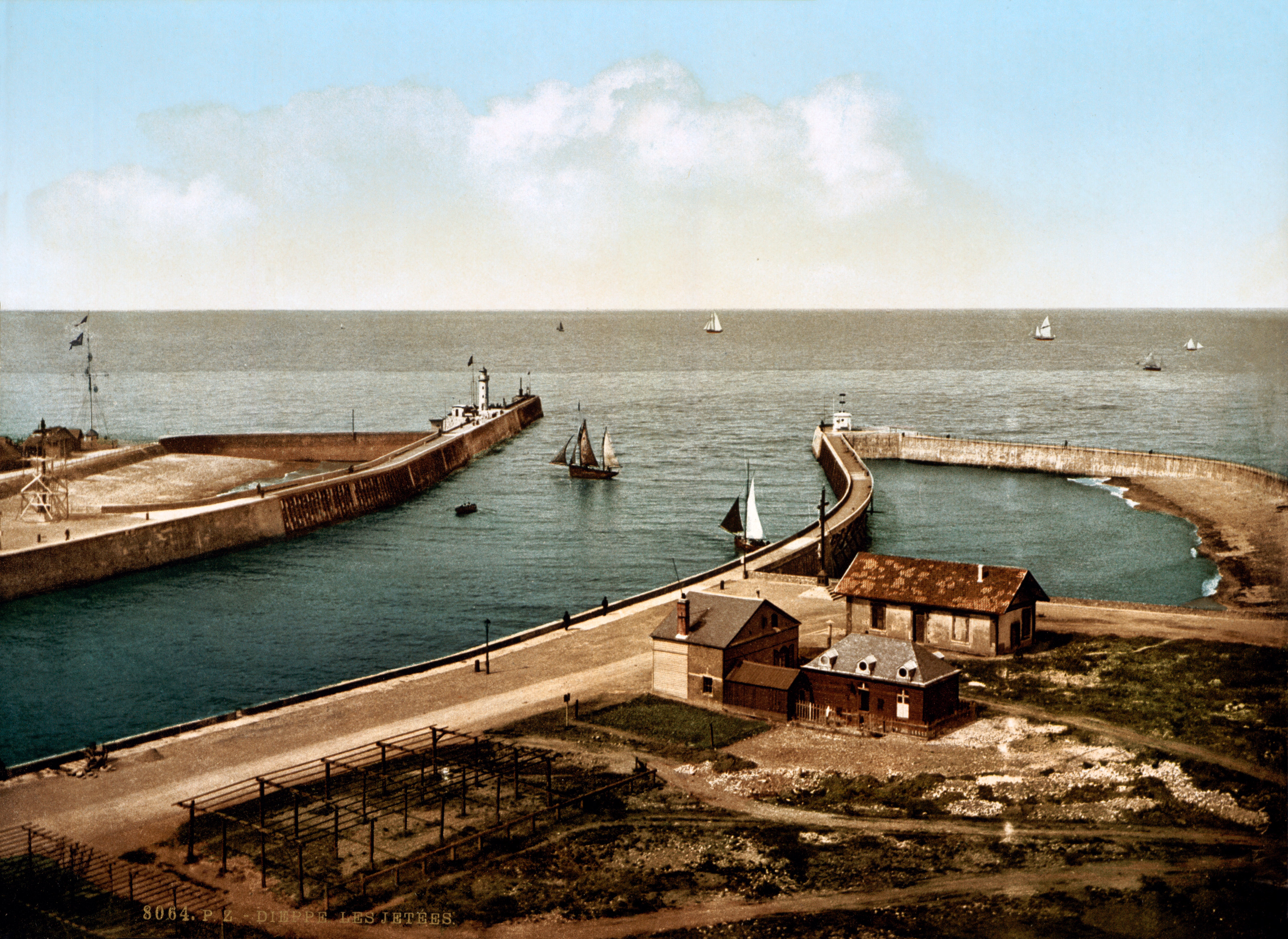
Entrée du port vers 1895.

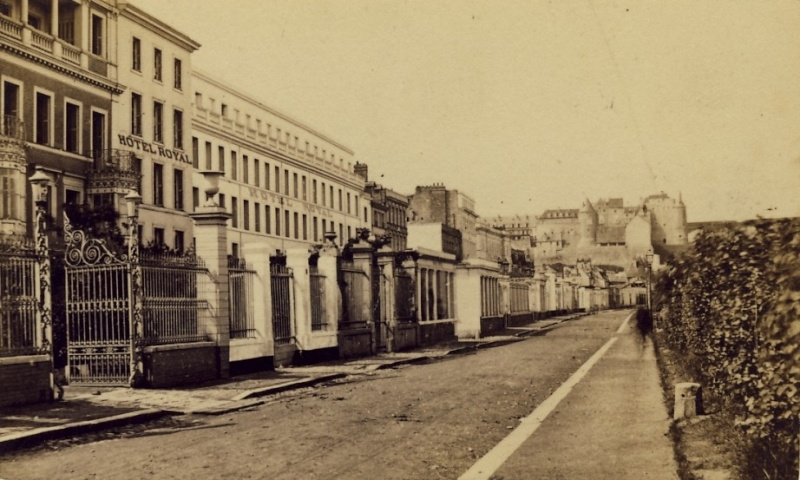
Le premier hôtel Royal sur la rue Aguado (1901). Boulevard de Verdun.

En 1870, lors de la guerre franco-prussienne de 1870, Dieppe est occupée par l'armée prussienne.
En 1874, la gare de Dieppe-Maritime est inaugurée.
De 1880 à 1882, le pavage des rues est modernisé. Les rues sont dorénavant bordées de trottoirs en asphalte. De 1883 à 1887, un très gros programme de travaux de modernisation du port de Dieppe, décidé en 1879, est mis en œuvre : prolongement de la jetée ouest et rectification de la jetée est ; approfondissement du chenal par un dragage à deux mètres cinquante au-dessous des plus basses mers, ce jusqu'à deux cents mètres au-delà de la nouvelle jetée ; reconstruction de quais dans l'avant-port (quai Henri-IV) pour l'arrivée des paquebots ; canalisation de l'Arques, qui devient souterraine sur un tronçon ; creusement du bassin de l'arrière port, du bassin de mi-marée, et du bassin à flot, à la place du bassin de retenue de chasse aménagé au XVIIIe siècle ; construction d'une forme de radoub à la place de l'ancien canal de chasse, percé dans le Pollet au XVIIIe siècle ; percement du chenal du Pollet, sur lequel on construit un pont tournant, le pont Colbert. L'ensemble de ces ouvrages est inauguré le 17 juillet 1887,.
En 1883, une caserne d'infanterie est construite.
Le 28 mars 1884, à la suite de la mort d'un Polletais tué par un Italien au cours d'une rixe dans un café, une émeute éclate contre des travailleurs transalpins que la foule veut noyer dans leurs caissons sous-marins, en coupant les tuyaux d'arrivée d'air. L'émeute est contenue par l'intervention des autorités.

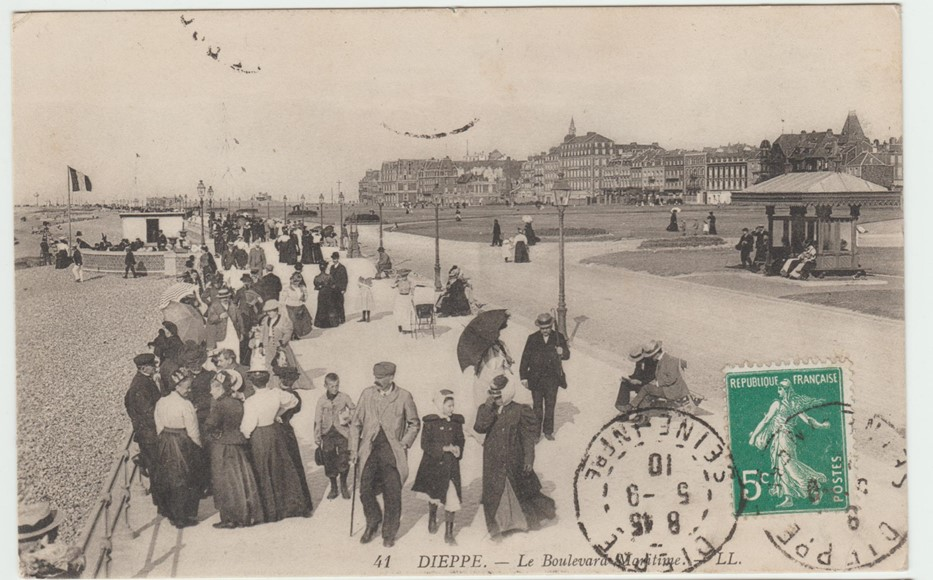
Photographie ancienne du Boulevard maritime de Dieppe

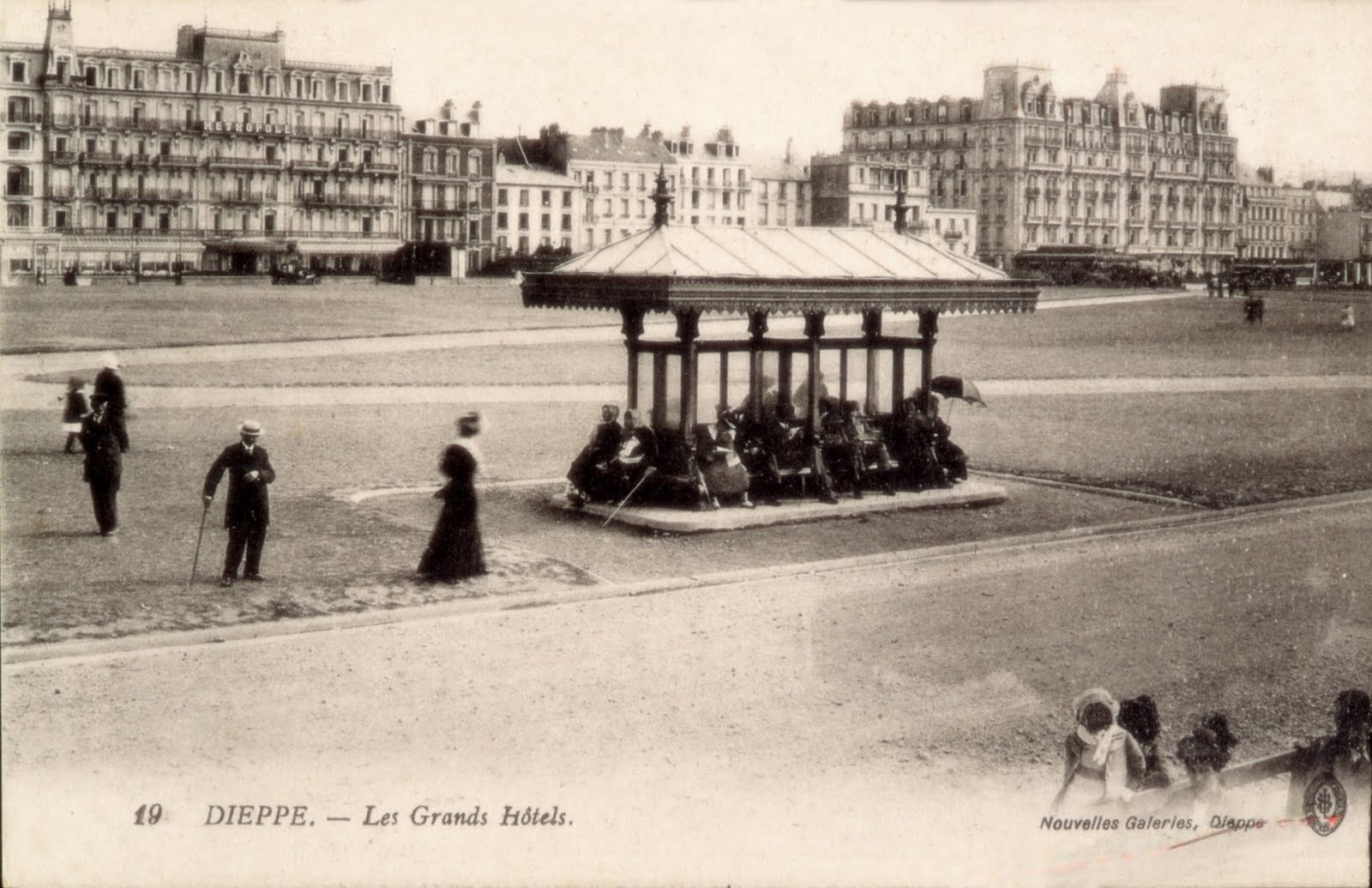
Le front de mer entre l'hôtel Métropole et l'hôtel Royal.

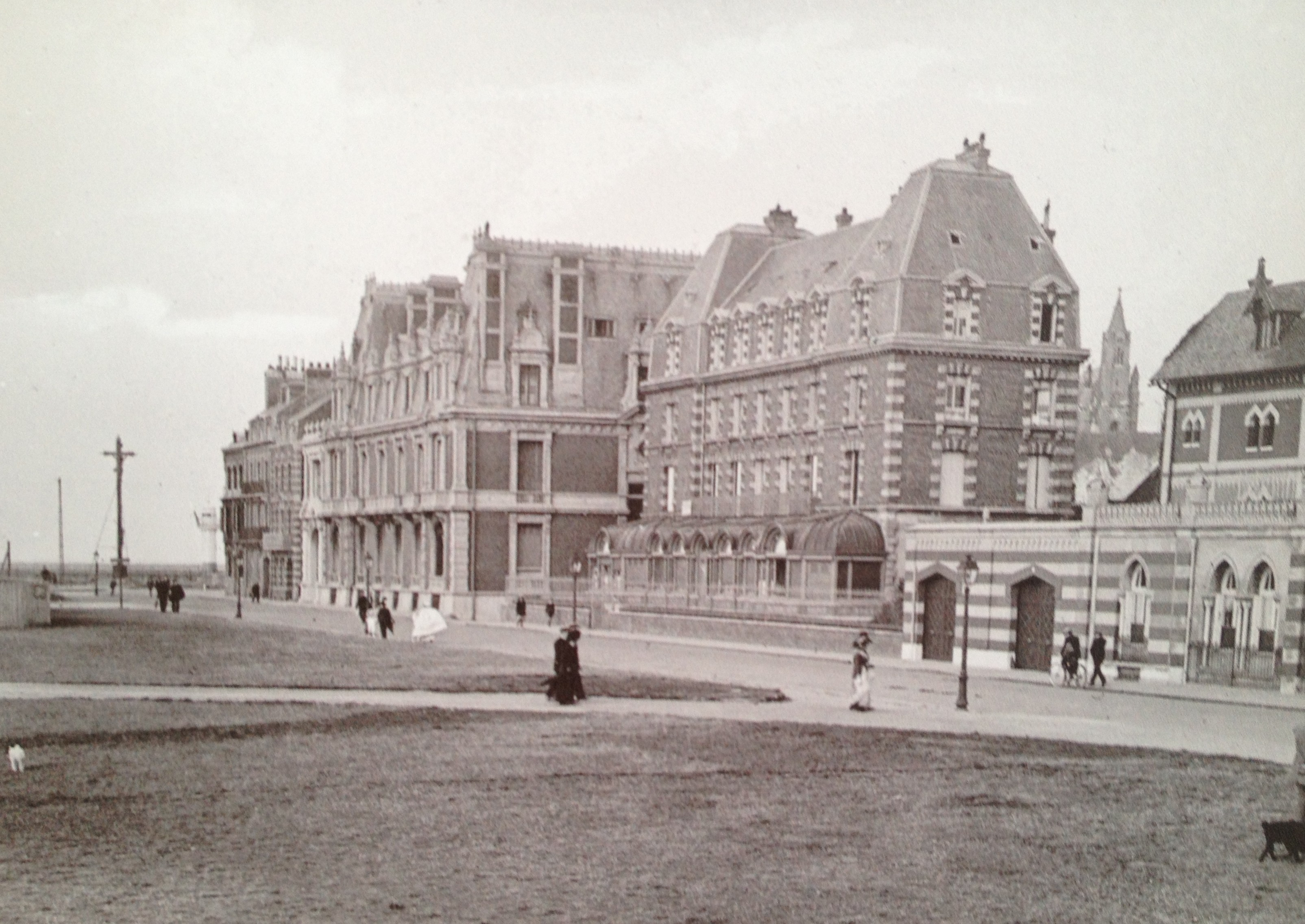
La villa du prince Sturdza et la maison mauresque (tout à droite).

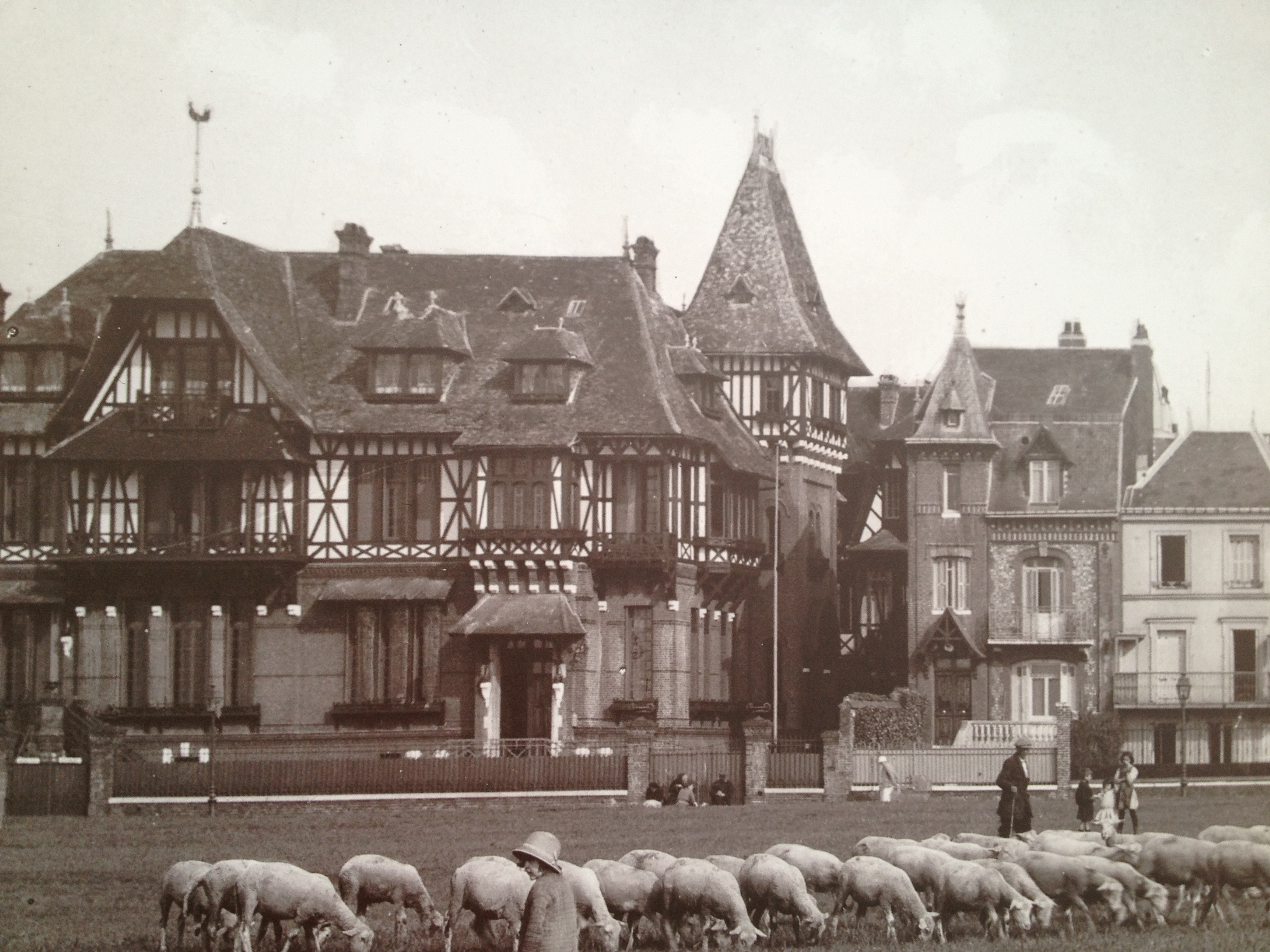
Manoir Saint-Martin et villa anglo-normande sur la rue Aguado (boulevard de Verdun).

En 1886 est inauguré un nouveau casino construit à l'initiative d'Isidore Bloch (1848-1919), son directeur, sur les plans de l'architecte Alexandre Durville. De style mauresque, il s’appuie sur l’ancien bâtiment central de 1857, flanqué de quatre tours carrées et de deux ailes, et comprend une immense salle des fêtes de 500 m2. Une estacade de bois de trois étages descend de la promenade jusqu'à la mer. En outre, le jardin est agrandi pour couvrir une surfacede 7 hectares sur une longueur supérieure à 400 mètres.
En 1889, le transport de passagers avec l'Angleterre devient régulier et à horaires fixes grâce à la propulsion à vapeur qui équipe les paquebots.
En 1891, le premier syndicat ouvrier de Dieppe est créé à la Manufacture des Tabacs. Le personnel de la manufacture étant essentiellement féminin, il est dirigé par des femmes.
En 1892, Dieppe est victime d'une épidémie de choléra. Le prince Dimitri Sturdza (1818-1908), fils du prince Mihail Sturdza ayant régné en Moldavie de 1834 à 1849, édifie à cette époque sur le front de mer de Dieppe une imposante villa qui nécessite la démolition de l'ancienne villa de Pierre Adrien Graillon, non sans avoir pris le soin de sauvegarder les sculptures et bas-reliefs qui ornaient la façade pour les exposer dans le hall d'entrée de ce nouveau « palais » dieppois. À la mort du prince en 1908, la villa devient la propriété de ses fils, les princes Michel et Grégoire Sturdza.
En 1895, le boulevard Aguado est élargi. Le quartier du bas-fort blanc est aménagé avec la construction de grandes villas bourgeoises sur la rue de la Grève (rebaptisée rue Alexandre-Dumas en 1902) contribuant au développement de la vie mondaine, artistique et intellectuelle de la ville. Deux ans plus tard, en 1897, l'un des premiers terrains de golf de France est inauguré sur la falaise de Dieppe. C'est aussi l'époque des premières courses automobiles entre Paris et Dieppe tandis qu'Oscar Wilde séjourne dans la ville durant l'été 1897.
Lors du mandat de Camille Coche (1898-1910), les cités ouvrières se développent, une politique de décoration florale des rues est mise en place tandis que sur le front de mer, le boulevard maritime est aménagé avec des abris pour les promeneurs et que sont rachetés par la Ville la plage et le château de Dieppe. Plein d'ambitions pour Dieppe, Camille Coche initie alors plusieurs autres projets urbanistiques qui finalement n'aboutissent pas comme la construction d'un réseau de tramways électriques.
Au début du XXe siècle, Dieppe est à son apogée. Elle est jusqu'en 1914 la première station balnéaire de France fréquentée par le roi Léopold II de Belgique, Hugh Grosvenor duc de Westminster, Camille Saint-Saëns, Claude Debussy, Claude Monet, Madeleine Lemaire, Auguste Renoir, la comtesse Greffulhe, Jacques-Émile Blanche, Walter Sickert, Marcel Proust. Robert de Montesquiou, Gabriel Fauré. Le prince Edmond de Polignac séjourne fréquemment chez la comtesse Greffulhe, dans sa villa La Case.

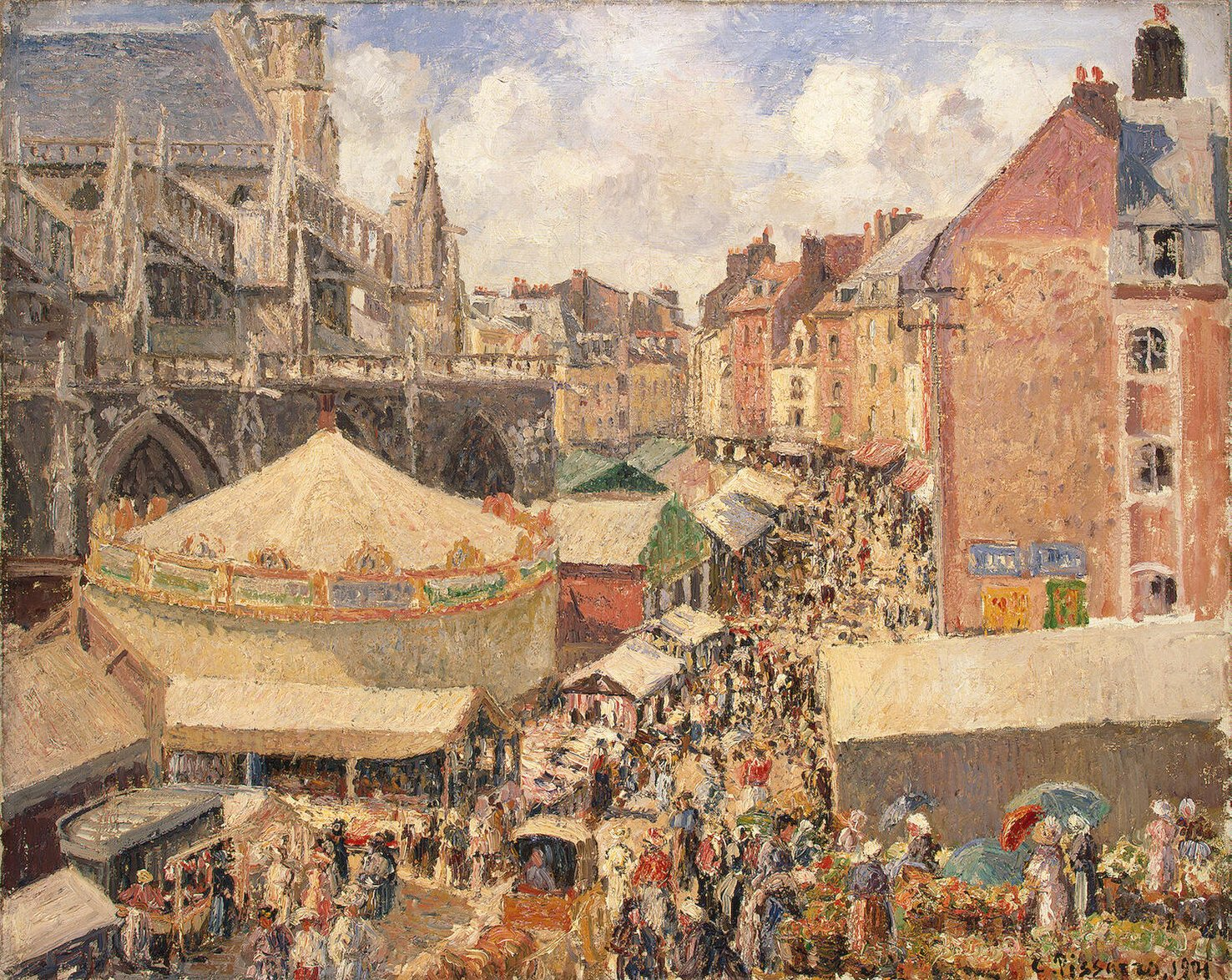
Foire à Dieppe, ensoleillé, 1901
Camille Pissarro
Musée de l'Ermitage, Saint-Petersbourg

Camille Pissarro s'installe à Dieppe en 1901 dans une petite chambre d'hôtel en face de l'église Saint-Jacques et de la place qui, de tout temps, servait de marché. La série qu'il créé à Dieppe en 1901 se compose de sept toiles, dont La Foire de Dieppe.
Rivale de Trouville-sur-Mer, Cabourg ou du Touquet, Dieppe est également à cette époque un port maritime renommé. De nombreux édifices sont construits ou rénovés : le théâtre de Dieppe rénové en 1900 dans le style rocaille sur la place de la Comédie (actuelle place Camille Saint-Saëns). Un foyer vitré donnant sur le front de mer est ajouté à la place de l'ancien atelier du peintre Mélicourt. Un palais de justice est construit sur les terrains de l'ancien marché aux bestiaux (1900) par l'architecte rouennais Lucien Lefort.
En 1907 est organisé le premier grand prix sur le circuit de Dieppe. Quatre Grands prix de l'Automobile Club de France se tiennent dans la ville de 1907 à 1912 (puis sept éditions du Grand Prix automobile de Dieppe proprement dit, durant les années 1930).

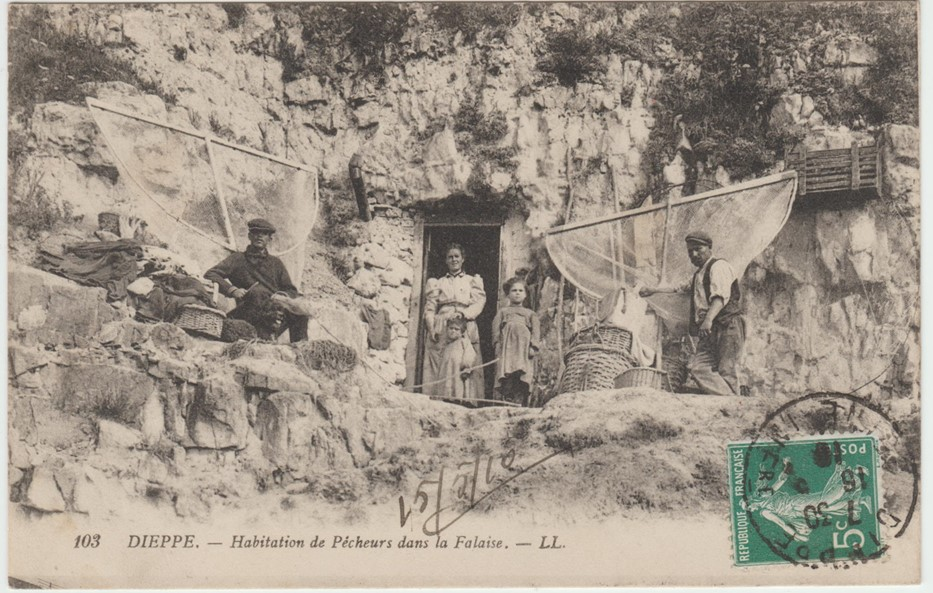
Photographie ancienne de la Belle Époque montrant une habitation de pêcheurs creusée dans la falaise à Dieppe.

En 1910, des festivités sont organisées par la municipalité de Camille Coche en présence du ministre de la Marine à l'occasion du tricentenaire de la naissance du dieppois Abraham Duquesne.
Le 21 décembre 1911, à Paris, la bande Bonnot abat dans la rue Ordener un caissier de la Société générale, lui arrache sa sacoche et - premier braquage motorisé - tout en tirant fuit dans une luxueuse voiture Delaunay-Belleville (12 chevaux) volée, retrouvée à Dieppe. La bande revient en train à Paris.

##### LaPremière Guerre mondiale
Si la ville de Dieppe est située à l'arrière du front, le port de Dieppe connait lui, une activité maritime intense avec la Grande-Bretagne d'où transitent hommes et matériels vers la France. La Manche devient alors le terrain de chasse des U-Boote, les sous-marins allemands qui coulent plusieurs navires alliés,.
Le 24 mars 1916, le paquebot Sussex de la ligne Dieppe-Newhaven, commandé par le capitaine au cabotage Auguste Mouffet, est torpillé par le sous-marin allemand UB-29 entre Folkestone et Dieppe causant la mort d'une cinquantaine de personnes, dont le célèbre compositeur espagnol Enrique Granados et son épouse. L'étrave arrachée, le Sussex sera remorqué jusqu'à Boulogne-sur-Mer où il sera réparé.
Le 28 décembre 1916, le Rouen de la ligne Dieppe-Newhaven, paquebot armé en croiseur auxiliaire et commandé par le lieutenant de vaisseau André Achille Delavaut, est torpillé dans les Casquets (Manche) sans doute par le sous-marin UB-29. Remorqué jusqu'à Dieppe, il sera réparé et participera à la Seconde Guerre mondiale.
Le 17 juin 1917, le dragueur de mines Anjou commandé par le capitaine de corvette Xavier Dukers, saute sur une mine mouillée par le sous-marin allemand UC-48 à six nautiques dans le nord-ouest de l'Adour. Sur un équipage de onze hommes, majoritairement dieppois, il y aura sept morts et quatre survivants.
Le 17 août 1917, le chalutier à moteur dieppois L'Espérance commandé par Joseph Gournay, saute sur une mine mouillée par un sous-marin allemand à quinze nautiques de Dieppe, causant la mort de dix marins. Il n'y aura qu'un seul rescapé.
Le 21 novembre 1917, au cours d'une traversée Newhaven-Dieppe, le cargo charbonnier français Maine, commandé par le capitaine de la marine marchande Jean Mathieu Mallet, est torpillé par le sous-marin allemand UB-56 à 21 nautiques au nord-ouest de la pointe d'Ailly. Transportant des munitions, le navire explose entraînant la mort de 25 marins. Il n'y aura qu'un seul survivant.
Le 16 mai 1918, le chalutier armé Ailly, de Dieppe, commandé par le premier maître timonier Le Roux, armé en patrouilleur, coule au canon le sous-marin allemand UC-35 près des côtes de Sardaigne, et se voit décerner la croix de guerre.

#### L'entre-deux-guerres

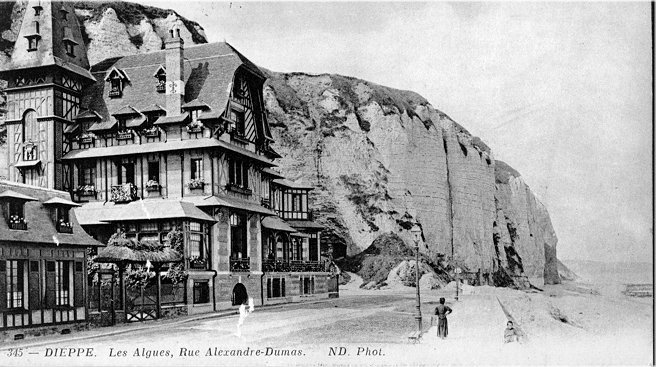
Chalets de la rue Alexandre-Dumas.

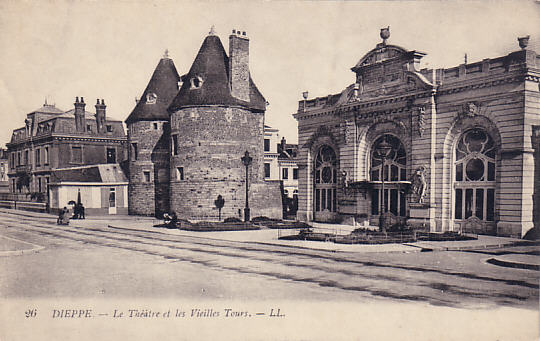
Villa Rachel, tourelles et foyer vitré du théâtre municipal (avant 1940).

Au sortir de la Première Guerre mondiale, bénéficiant notamment de nouvelles aides au logement accordées par l’État, Dieppe connaît un renouveau substantiel de son habitat et le développement de ses faubourgs (Janval) permettant de diminuer la pression démographique de certains quartiers du centre-ville (bout du quai, Saint-Jacques, Saint-Rémy) et de faire face à la vétusté et à l'insalubrité de certains immeubles anciens. Les lotissements d'habitations à bon marché à Janval (cité des Quatre vents), au Pollet (cité Bonne nouvelle) et à Neuville (cité Bel Air, lotissement Beau Soleil) sont notamment construits durant les années 1920. Des lotissements pour les classes plus aisées sont également développés dans les années 1930 (esplanade du château et lotissement des hospices).
La modernisation générale de la ville reflète alors également les grands courants architecturaux de l'époque qui opposent notamment le courant régionaliste normand (en vogue depuis 1860), exaltant les façades néo-médiévales à pan de bois et les toitures débordantes, face au courant moderniste promouvant les façades lisses et sobres, les briques et le béton armé. En 1932, un nouveau casino de style Bauhaus, aux murs lisses et blancs en béton armé, succède au casino mauresque. Laborieusement reconstruit en six ans sur fond de crise financière, il peine à séduire et à retrouver la clientèle huppée de Paris et d'Angleterre d'avant-guerre qui lui préfèrent définitivement les établissements balnéaires de villégiature et de loisirs de Deauville, Cabourg et Trouville, plus récentes, ou même Forges-les-Eaux, ainsi que les stations méditerranéennes, plus aisément accessibles en train désormais.
Le 7 novembre 1922, pris dans une tempête, le dundee Gloire à Marie est drossé sous la falaise entre Dieppe et Puys. Le sauvetage se fait par un va et vient entre le voilier et la falaise. Le canot de sauvetage Raoul Guérin venu à son secours chavire. On dénombrera quatre morts. Deux sur les 24 marins du Gloire à Marie et deux noyés parmi les neuf sauveteurs du Raoul Guérin.
En mai 1934, Serge de Lenz, auteur en 1931 d'un médiatique cambriolage de la villa des Tourelles sur le front de mer, est jugé aux Assises de la Seine-Inférieure.
De 1934 à 1936, le bassin Bérigny est comblé. Devenu le parc Jehan Ango, l'actuel hôtel de ville est bâti dessus. Durant l'été 1936, étant la station balnéaire la plus proche de Paris, Dieppe accueille de nombreux et tout nouveaux bénéficiaires des congés payés. La clientèle aisée qui était restée fidèle à la ville se retranche vers Pourville-sur-Mer et Varengeville, au sud de Dieppe. L'hôtel Royal, dont l'actuel bâtiment avait été édifié en 1901, cesse son activité hôtelière devenue déficitaire et est reconverti en immeuble d'habitations.
Le 2 septembre 1936 et le 30 novembre 1938 le port de Dieppe est touché par 2 grèves des marins pêcheurs. Ils se mobilisent contre leurs armateurs pour obtenir l'amélioration de leurs conditions de travail et de meilleurs salaires, notamment en réglant le problème du paiement des « marées (dites) à cheval ». Le meneur de la contestation est le marin syndicaliste Charles Delaby, avec quelques militants de la CGT des pêcheurs. Ils seront condamnés à des amendes et des peines de prison, mais les revendications des marins seront partiellement satisfaites.

#### Seconde Guerre mondiale (1940-1944)

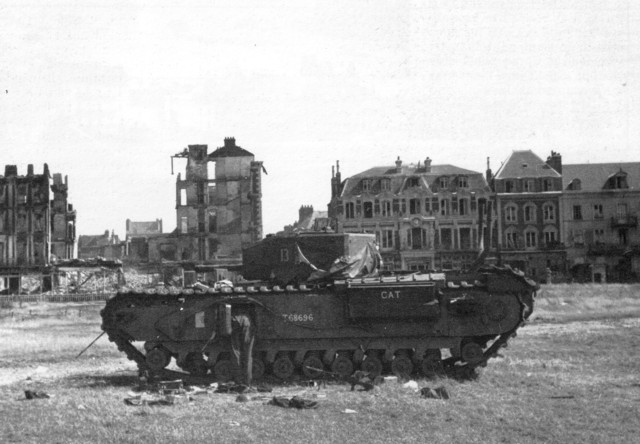
Raid du 19 août 1942 : char Churchill devant la maison aux cariatides et les ruines du Grand Hôtel.

La ville est particulièrement marquée par la Seconde Guerre mondiale. Du 11 au 14 mai 1940, Dieppe subit les premiers bombardements allemands. Le 21 mai, l'aviation allemande bombarde le navire-hôpital britannique Maid of Kent, accosté dans le bassin de Paris. On dénombre près de 400 morts (le tableau de Gustave Moïse Bombardement de Dieppe - 21 mai 1940, conservé à l'hôtel de ville de Dieppe, fait mémoire de la tragédie). Puis le 9 juin 1940, après plusieurs autres bombardements de la Luftwaffe, la Wehrmacht entre dans Dieppe. La ville est bombardée par la RAF à partir du mois d'août.
Le 13 juin 1940, alors qu'il faisait route sur Saint-Valery-en-Caux pour évacuer des soldats britanniques encerclées par les troupes allemandes lors de la débâcle, le Train Ferry TF2 est atteint par le tir des batteries côtières allemandes au large de Saint-Valery-en-Caux. Il coule à la pointe d'Ailly, à trois nautiques à l'ouest de Dieppe entraînant la mort de quatorze marins.
Le 23 août 1940, les Allemands s'entraînent au débarquement dans le chenal de Dieppe. Le jeune capitaine belge Joseph Godu (23 ans) et son mécanicien, le Français Jean de Ruyck font sauter le remorqueur Düsseldorf en sacrifiant leurs vies. Les 36 militaires allemands à bord n'ont pas survécu. C'est le premier acte de sabotage en France contre l'occupant allemand. Le 18 juin 2003, une stèle d'hommage est posée.
Le 20 octobre 1941, Dieppe, comme toutes les communes du littoral, est classée en « Zone interdite ».
Le 16 septembre 1941, le marin dieppois Charles Delaby, résistant communiste est arrêté par la Gestapo à Bagnolet. Il meurt au camp d'Auschwitz mi-mars 1943. Ce syndicaliste CGT avait été l'organisateur des grèves des marins pêcheurs de 1936 et 1938. Une place du Pollet porte son nom.
Le 19 août 1942, les Alliés tentent un raid sur Dieppe, composée de troupes majoritairement canadiennes : l'opération Jubilee. La justification officielle de cette opération est de tester les défenses allemandes. Mais le raid est un échec lors duquel plus de deux mille soldats (canadiens pour la plupart) laisseront leur vie. La façade maritime de la ville est ravagée et la manufacture de tabac détruite.
À la suite de ce raid, l’armée allemande procède à la destruction des hôtels et de plusieurs propriétés du front de mer et du littoral afin de supprimer toute protection à un autre débarquement. Le casino de Dieppe, notamment, est rasé. En remerciement à la population dieppoise pour son attitude pendant les opérations de débarquement, les Allemands libèrent les prisonniers de guerre originaires de Dieppe. Ils seront de retour dans leurs foyers en fin d'année. En souvenir de l'opération Jubilee, plusieurs villages acadiens francophones du Nouveau-Brunswick (province maritime du Canada) se regroupent après la guerre pour former la commune de Dieppe, en mémoire des soldats des forces armees canadiennes tués le 19 août 1942 sur les côtes normandes. En 2022, le souvenir de l'opération est encore vivant au Canada.
Le 13 janvier 1943, le chalutier dieppois l'Ailly (qui avait coulé un sous-marin allemand en 1918), commandé par François Pailler, en provenance de Dieppe, saute sur une mine au large de La Rochelle. Onze marins trouvèrent la mort.
Le 1er septembre 1944, au cours de l'opération Fusilade, Dieppe est libérée par voie terrestre par les troupes des 2e et 3e divisions canadiennes, sans combat. Les Allemands avaient abandonné leurs positions devant l'avancée des troupes alliées,.
À Dieppe, le bilan de la Seconde Guerre mondiale est de 207 morts civils, 584 blessés, 117 militaires et FFI tués, 38 fusillés et déportés morts en captivité. Au cours des 44 bombardements subis par la ville, 718 immeubles ont été totalement détruits, soit 35 % des immeubles de la ville.

#### IVeRépublique(1944-1958)

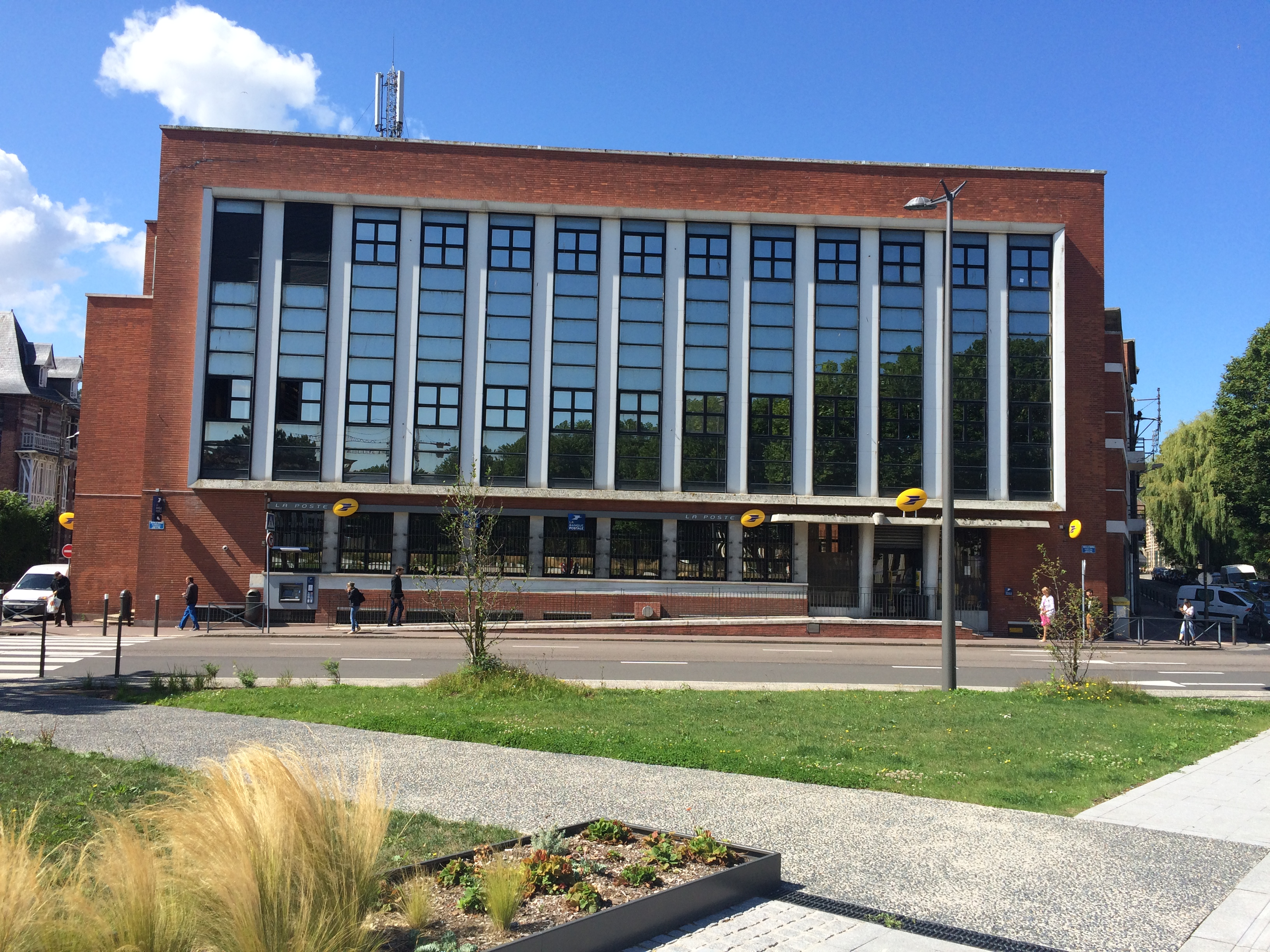
Le bâtiment des Postes du boulevard du Maréchal-Joffre, construit à la fin des années 1950, devant le parc Jehan-Ango.

Sur le littoral, outre le casino, plusieurs édifices prestigieux ou remarquables ont été détruits ou trop endommagés pour être restaurés, comme le Grand Hôtel, la villa Sturdza, la manufacture de tabac, l'hôtel Métropole, la villa Bristol, l'hôtel Regina, l'hôtel des Anglais, l'hôtel des Étrangers, la villa La Case du comte Greffulhe (route de Pourville) et les chalets de la rue Alexandre-Dumas, notamment la villa Olga offerte par le prince de Galles à la duchesse de Caracciolo.
Transformée en champ de mine, la plage de Dieppe est presque inaccessible pendant une dizaine d'années.
Le 17 mars 1945, alors qu'il appareillait de Dieppe vers Newhaven, le train ferry TF3, baptisé Daffodil, saute sur une mine au large de Dieppe, provoquant la mort de 27 personnes. L'épave repose à quelques nautiques seulement de son sister ship, le TF2, coulé le 13 juin 1940.
Le 30 juillet 1948, le chalutier de Dieppe Pluviose commandé par Charles Duboc de l'armement Mallet, saute sur une mine prise dans son chalut au large des Cornouailles. Perdu corps et biens, l'explosion cause la mort des 15 marins de son équipage.
Le 25 janvier 1955, le chalutier de Dieppe Abraham Duquesne commandé par André Rasse de l'armement Leveau, saute sur une mine prise dans son chalut au large du Havre. Le chalutier est perdu corps et biens, et les 15 marins de son équipage trouvent la mort.
Le 1er mars 1953, la caserne Duquesne accueille l'École du personnel féminin de l'armée de terre (EPFAT). Le Ministère de la Défense cède les lieux au Ministère de la Santé et en septembre 1975 le Centre de formation de la santé s'installe dans la caserne. Il prépare ses élèves à l'examen d'entrée dans les écoles d'infirmières, aux concours administratifs (catégorie C) et de sténodactylos.
En février 1955, les marins pêcheurs vivent un nouveau conflit syndical. La principale revendication est de bénéficier du même salaire minimum garanti et des mêmes indemnités de vivres que leurs homologues de la Marine de commerce. En outre ils demandent une amélioration de leurs couchages faisant état d'une circulaire ministérielle stipulant que « tout navire jaugeant plus de 500 tonneaux doit être équipé de matelas en laine, kapok ou pneumatique ». Or, ils ne disposent alors que de paillasses qui sont des sacs à pommes de terre remplis de paille, cousus et brûlés tous les 3 mois. Le conflit se prolonge pendant 26 jours mais ils obtiennent satisfaction après l'arbitrage du Ministre de la Marine marchande.
Le 14 mars 1956, le chalutier de Dieppe Vert Prairial commandé par Jean-Baptiste Coppin de l'armement Mallet, s'échoue au pied de la falaise de Porthcurno (Cornouailles). Perdu corps et biens, ce naufrage cause la mort des 17 marins de son équipage.
Le 20 juillet 1957, un terrible incendie ravage deux grands magasins, le luxueux Printemps et le plus populaire Prisunic, tous deux mitoyens et situés au début de la Grande Rue. Les dégâts sont considérables. Un sapeur-pompier de Dieppe trouve la mort dans cette intervention.

#### VeRépublique(depuis 1958)

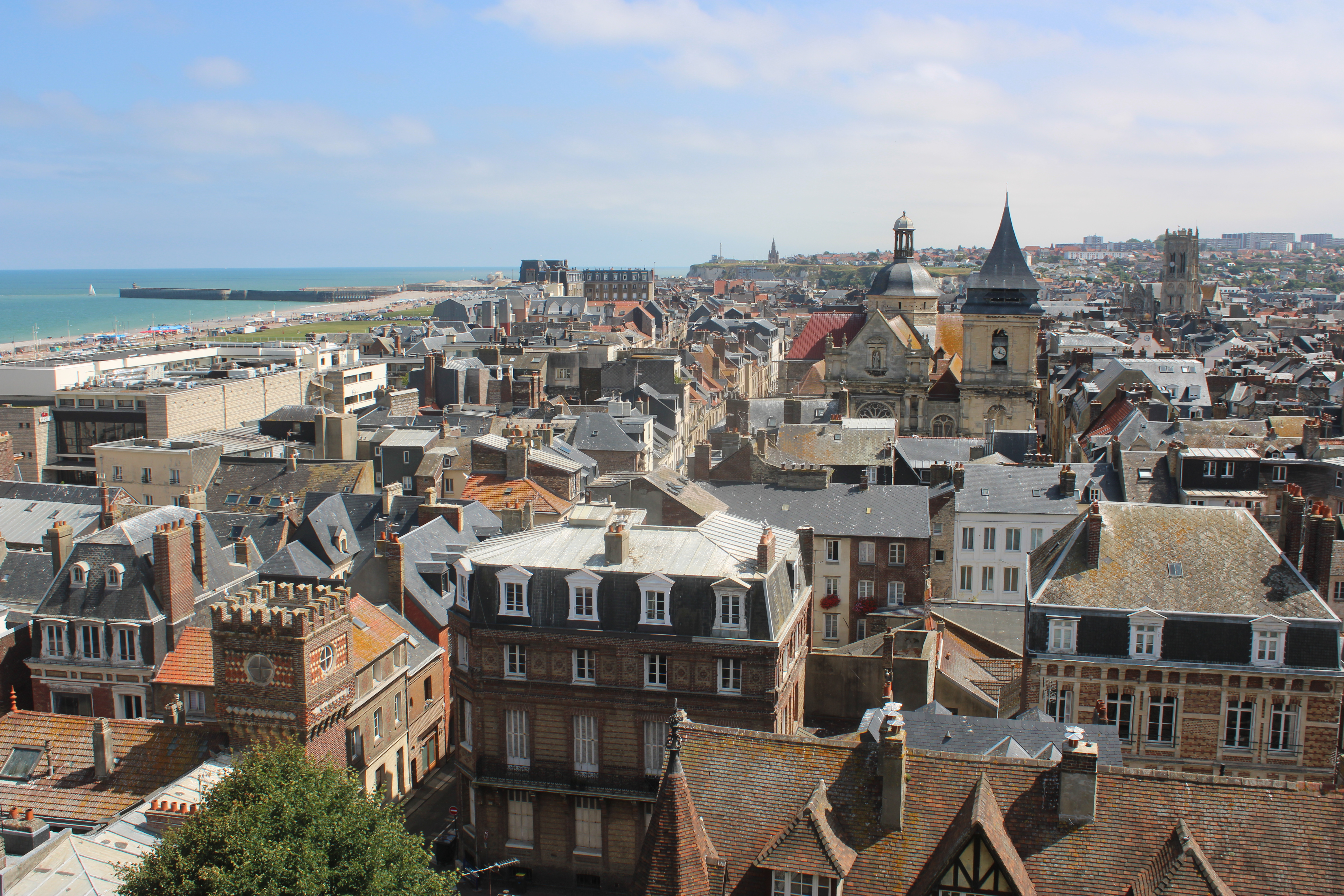
Centre historique de Dieppe, en juillet 2022.

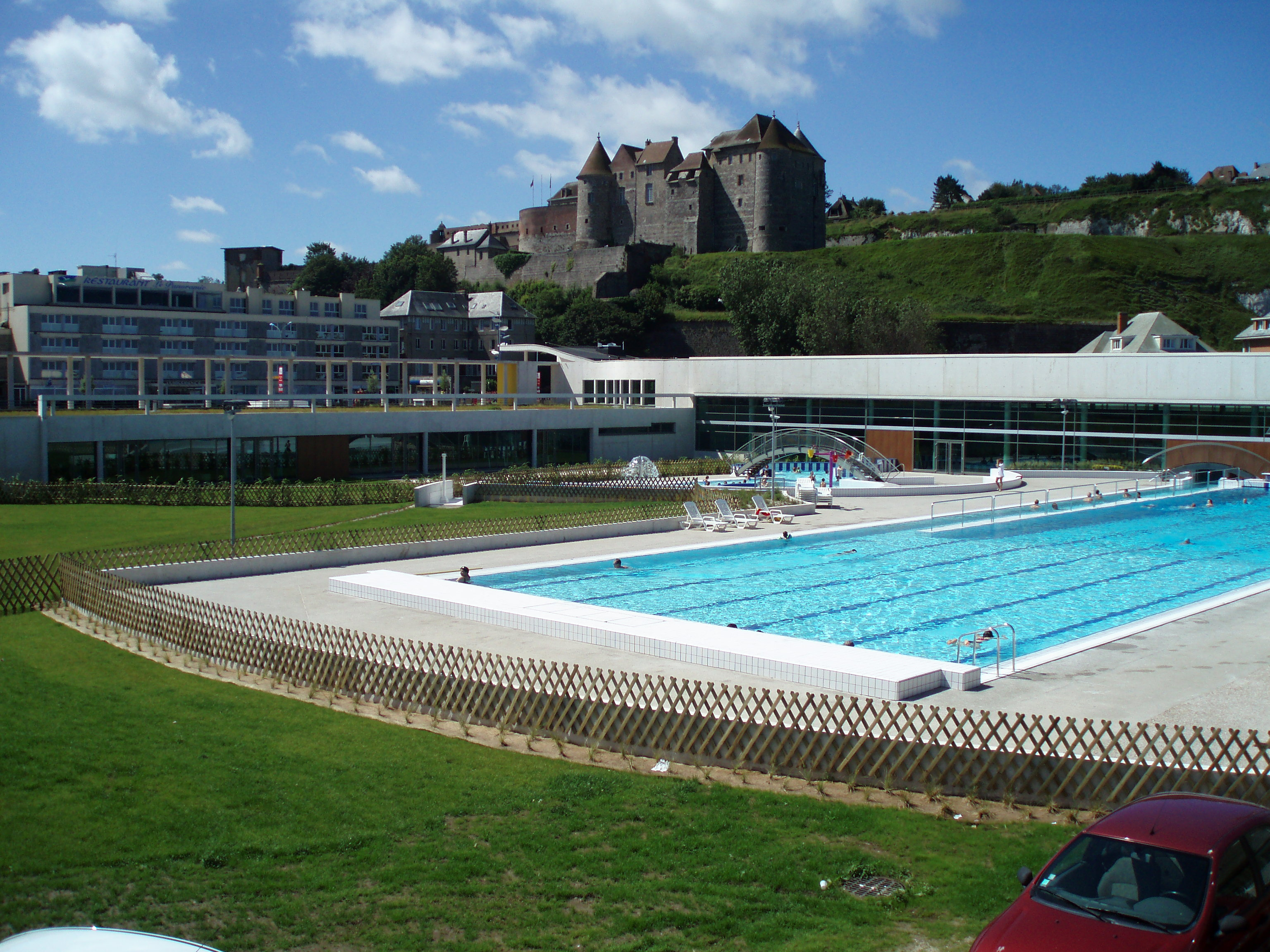
Château et complexe balnéaire inauguré en 2007.

En 1960, la Maison des Jeunes et de la Culture est créée au no 8 de la rue du 19 août 1942.
Le 10 juillet 1960, le général de Gaulle s'adresse aux Dieppois, place Nationale. C'est le premier chef d'État en exercice, depuis Alexandre Millerand, à se rendre à Dieppe et le dernier à ce jour.
Le 7 février 1961, le cargo fruitier norvégien Braga, de la compagnie Fred Olsen, heurte le quai du chenal en sortant du port de Dieppe. Victime d'une déchirure de la coque, il coule à 25 nautiques de Dieppe. C'est le cargo Rennes de la ligne Dieppe-Newhaven qui récupère l'équipage. Il n'y a aucun blessé à déplorer.
En 1961 est inauguré l'actuel casino (le cinquième depuis 1822), en retrait du front de mer à l'emplacement de la villa Rachel (démolie pour l'occasion). La même année est inauguré un centre de thalassothérapie.
Le 3 novembre 1962, le chalutier de Dieppe Jeanne Gougy commandé par Joseph Penher de l'armement Le Bouder, s'échoue par mauvais temps au pied du cap Lizard (Cornouailles). Ce naufrage cause la mort de 12 marins. Il y aura 6 survivants.
En 1964, la miroiterie de la famille Clouet, véritable institution dieppoise installée Grande-Rue à Dieppe depuis 1849 et où se fournissait Renoir ou Monet en pinceaux et tubes de couleurs, ferme définitivement ses portes.
En 1965 le docteur Jean Tournier est élu maire de Dieppe. Sous son mandat, le quartier de Janval s'urbanise et un vaste plan d’habitat est mis en œuvre. Il donne naissance au quartier du Val Druel et au quartier des Bruyères. En 1966, un nouvel hôtel de ville est inauguré à l'emplacement de l'ancien bassin Bérigny.
En 1967 Dieppe tente de faire venir les joies du ski alpin au bord de la mer. Une piste de ski synthétique est inaugurée le 18 avril en présence du ministre des Sports François Missoffe, de Jacques Anquetil et des internationaux de ski Guy Périllat, Jean-Claude Killy, Annie Famose et des sœurs Goitschel et de l'entraîneur de l'équipe de France de ski Honoré Bonnet.
En 1969, le couvent des Minimes (XVIIe siècle), situé rue Victor-Hugo, est démoli pour laisser la place à une résidence pour personnes âgées. En 1970, le conseil municipal démissionne pour protester contre le retard du versement des subventions promises par l’État pour la construction d'un lycée technique (actuel lycée Pablo-Neruda).
Les années 1970 marquent de leur empreinte architecturale le front de mer où plusieurs villas du début du siècle sont victimes d'un renouveau immobilier. Le chalet Normand (manoir Saint-Martin) et les villas adjacentes sont démolis pour laisser place à de grands immeubles huppés.
Le 13 juillet 1970, le chalutier de Dieppe Jean Gougy commandé par Pierre Deruelle de l'armement Le Bouder, disparait corps et biens au large des îles Scilly. Cette fortune de mer coûte la vie aux 13 marins de son équipage.
En 1974, Dieppe perd son titre de premier port bananier de France. La modernisation du mode de transport à bord des navires bananiers, avec l'arrivée de conteneurs frigorifiques, fait perdre progressivement le trafic des Antilles au profit du port du Havre. Compte tenu de leur taille, les porte-conteneurs ne peuvent pas entrer dans le port de Dieppe. Après 1978, ce trafic est définitivement perdu et seul le trafic bananier avec la Côte d'Ivoire continue à transiter par Dieppe.
Le 1er janvier 1980, Neuville-lès-Dieppe fusionne avec Dieppe.
En 1982, le centre d'action culturelle Jean-Renoir est inauguré par François Truffaut.

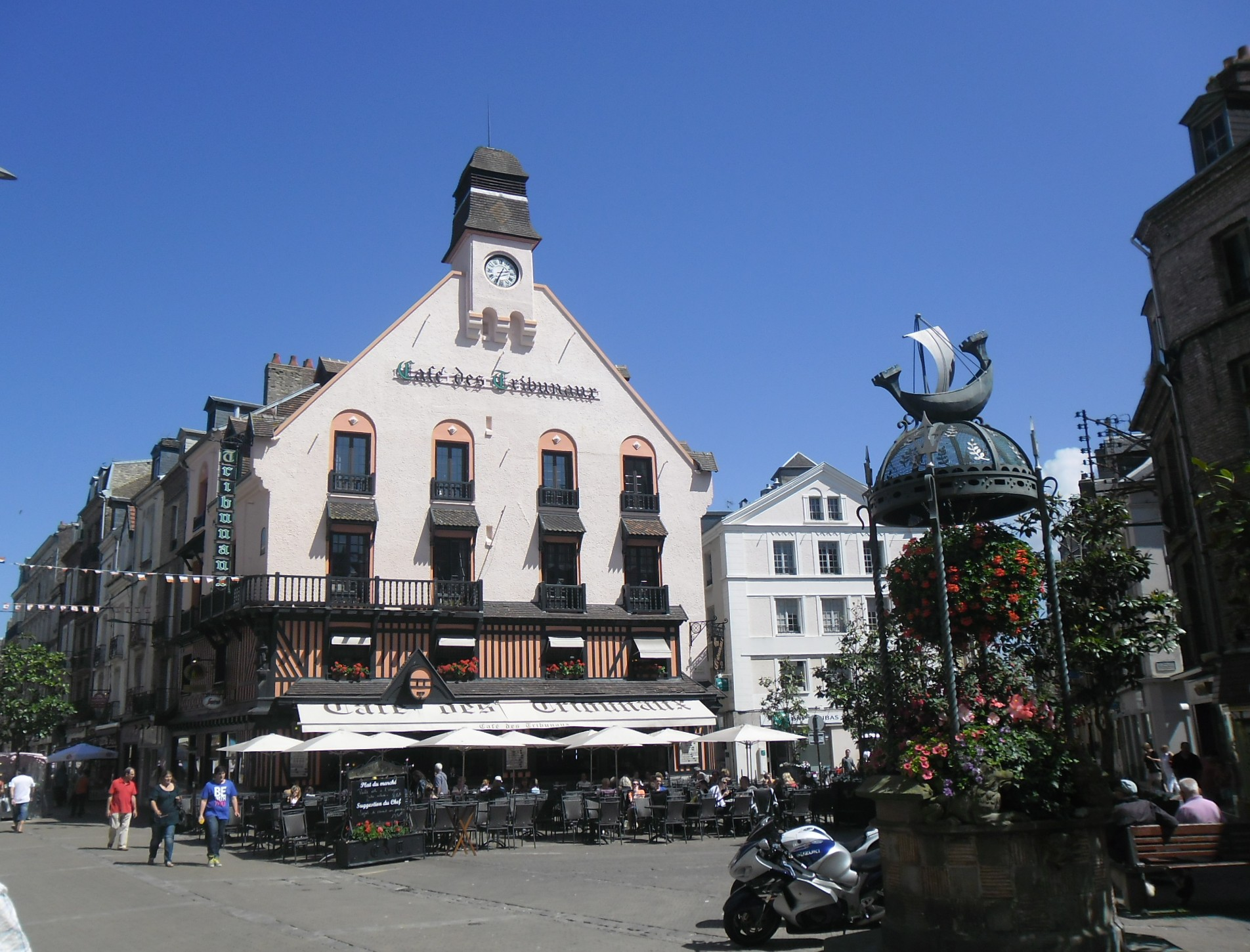
Café des tribunaux, place du Puits-Salé (2012).

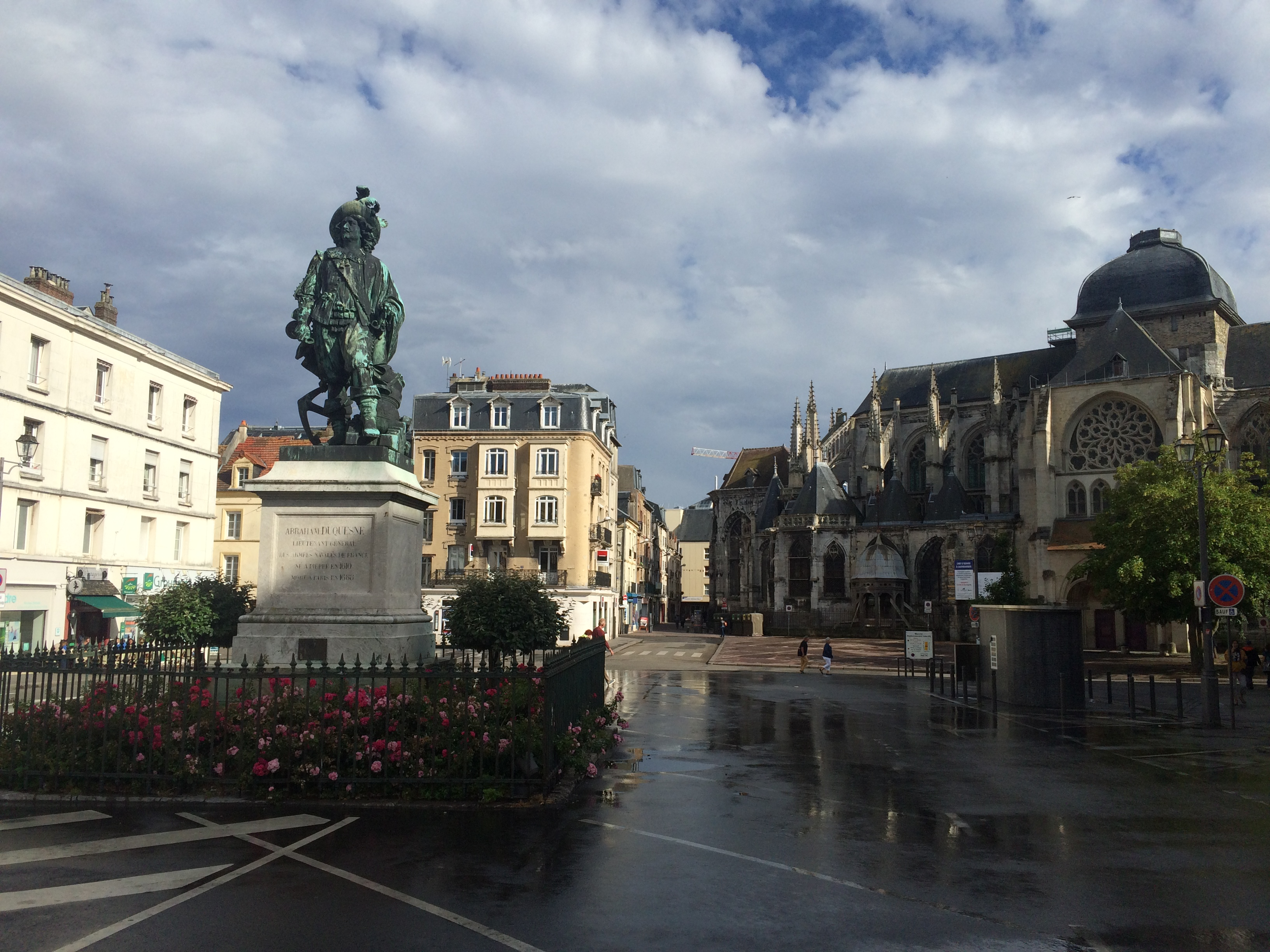
Statue de Duquesne devant l'église Saint-Jacques (privé de son campanile depuis 2015) sur la place nationale (ancienne place royale) de Dieppe (2017).

Le 16 novembre 1982, alors qu'il pêchait la coquille saint Jacques au large de Saint-Vaast-la-Hougue, le coquillard dieppois Le Flibustier, commandé par Jean-Pierre Herrou, est perdu corps et biens avec ses 6 marins. Les causes de cette fortune de mer sont à ce jour inconnues.
En 1985, un plan de rénovation de l'habitat ancien est mis en œuvre. L'îlot Sainte-Catherine est restauré et des logements HLM sont installés dans des immeubles construits sur les plans de Ventabren. En 1987, la villa mauresque située sur le front de mer est condamnée à la démolition par le conseil municipal au prétexte « qu'elle ne représentait rien ». Bâti en 1870 par Charles Lebon (1799-1872), ce bâtiment d'architecture orientale qui influença de nombreux immeubles de Dieppe était à l'abandon depuis plusieurs années. Il est remplacé par un hôtel.
Le 21 février 1986, à la suite d'un défaut de conception, le chalutier-usine Snekkar Arctic commandé par le capitaine Claude Jaouen de l'armement Leveau, coule en Mer du Nord. Cette fortune de mer cause la mort de 16 marins. Il y aura 7 rescapés.
Le 26 décembre 1986, alors qu'il pêchait la coquille Saint-Jacques au large de Saint-Vaast-la-Hougue, le coquillard dieppois Bonne sainte Rita est perdu corps et biens avec les 6 marins de son équipage. L'enquête révèlera que l'avarie d'un tangon est responsable du naufrage.
En 1991, un festival de musique ancienne est créé. La chapelle de l'hôpital (1860) est pour sa part démolie pour permettre l'extension de l'hôpital moderne.
En 2002, la ville entame une nouvelle politique de développement économique fondée sur le tourisme (projet de lotissement du golf, rénovation de la Grande-Rue, réouverture du petit théâtre municipal fermé depuis 1961) et annonce un programme écologique de développement social (création de logements sur le site de l'ancienne prison, construction d'habitats répondant aux normes écologiques…) : la Grande-Rue est rénovée (2004), un nouvel ensemble de station balnéaire avec bassins ludiques et un nouveau complexe de thalassothérapie sont inaugurés sur la façade maritime de la ville (2007). Entre 2003 et 2013, la ville et ses alentours sont touchés par une épidémie de méningites bactériennes qui entraîne la mise en place d'une campagne de vaccination.
En 2010-2011, un projet d'implantation sur la zone portuaire de Dieppe d'une usine d’engrais russe est abandonné à la suite d'une forte opposition locale trans-partisane à laquelle s'ajoute une autre polémique concernant l'absence de célébration prévue pour le quadricentenaire de la naissance d'Abraham Duquesne. En 2010, le Syndicat mixte du Port de Dieppe engage les travaux pour la mise en service d'un port à sec pour plus de 300 bateaux à moteur jusqu’à 7 mètres dans la forme de radoub. Il était prévu pour être opérationnel en 2011, mais des problèmes de conception le rendaient encore inutilisable en 2014.
En 2012 est inauguré le Centre d’Affaires Dieppe Normandie dans les locaux de l'ancien terminal transmanche du bateau Hoverspeed (désaffecté depuis 2004), projet initié par l’intercommunalité de Dieppe-Maritime et porté avec la Communauté de communes du Petit Caux et la Chambre de commerce et d’industrie de Dieppe,.
En 2019, le port de Dieppe a fusionné avec les ports de Cherbourg et de Caen-Ouistreham au sein de Ports de Normandie.
Le 11 mai 2021 le coquillard dieppois Scaramouche, victime d'un incendie, coule à 20 nautiques au large de Dieppe. Les 4 marins de son équipage sont sauvés par d'autres bateaux.

## Politique et administration
Depuis 1980, la commune de Neuville-lès-Dieppe a intégré celle de Dieppe.

### Rattachements administratifs et électoraux

#### Rattachements administratifs
La ville est le chef-lieu de l'arrondissement de Dieppe du département de la Seine-Maritime.
Elle constituait de 1793 à 1982 le chef-lieu du canton de Dieppe, année où sont créés les cantons de Dieppe-Ouest et de Dieppe-Est. Dans le cadre du redécoupage cantonal de 2014 en France, cette circonscription administrative territoriale a disparu, et le canton n'est plus qu'une circonscription électorale.

#### Rattachements électoraux
Pour les élections départementales, la commune est depuis 2014 le bureau centralisateur de Dieppe-1 et Dieppe-2.
Pour l'élection des députés, elle fait partie de la sixième circonscription de la Seine-Maritime.

### Intercommunalité
Dieppe est le siège de la communauté d'agglomération de la Région Dieppoise, dite Dieppe-Maritime, un établissement public de coopération intercommunale (EPCI) à fiscalité propre créé en 2003 à la suite d'une réflexion engagée en 1999.

### Tendances politiques et résultats

#### Élections présidentielles
Lors de la première élection présidentielle de 1848, l'arrondissement de Dieppe (comprenant les cantons de Dieppe, Bellencombre, Eu, Longueville-sur-Scie, Offranville, Tôtes, Envermeu et Bacqueville) a plébiscité Louis-Napoléon Bonaparte (19 607 voix) laissant loin derrière Eugène Cavaignac (3 481 voix) et Alexandre Ledru-Rollin (253 voix). Dans les bureaux de section de la commune de Dieppe, les résultats furent néanmoins plus serrés entre le futur Napoléon III (1 145 voix) et le général Cavaignac (1 447 voix) tandis que Ledru-Rollin y obtenait l'essentiel de ses suffrages (215 voix).
Lors de l'élection de 2007, si Nicolas Sarkozy (27,14 %) est arrivé en tête du premier tour, le second tour a vu la victoire de Ségolène Royal (54,51 %).
Lors de l'élection de 2012, les électeurs dieppois placèrent François Hollande (27,91 %) en tête de leurs suffrages devant Nicolas Sarkozy (23,40 %) suivi notamment par Marine Le Pen (18,31 %) et Jean-Luc Mélenchon (18,05 %). Au second tour, François Hollande l'emportait avec 58,64 % des voix contre 41,36 % à Nicolas Sarkozy.
Lors du second tour de l'élection de 2017, Emmanuel Macron remporte 58,33 % des suffrages. Au premier tour de l'élection présidentielle de 2022, Marine Le Pen arrive en tête des candidats avec 27,78% des suffrages devant Emmanuel Macron (26,42%) et Jean-Luc Mélenchon (22,52%).

#### Élections législatives
Sous la Cinquième République, après avoir été CNI (1958-1962), SFIO (1962-1967), gaulliste (1968-1978), communiste (1978-1981) puis socialiste (1981-1993), la circonscription de Seine-Maritime comprenant la ville de Dieppe a systématiquement connu une période d'alternance politique entre 1993 et 2007. Ainsi, si Édouard Leveau (RPR) remporte la circonscription en 1993, il la cède à Christian Cuvilliez (PCF) en 1997 avant de la lui reprendre en 2002. En 2007, le premier tour confirme que le PCF reste très ancré dans la ville avec 30,54 % des voix, mais le second tour voit s'affronter la candidate socialiste Sandrine Hurel (18,74 % dans Dieppe au premier tour) au candidat UMP Jean Bazin (31 % au premier tour dans Dieppe) alors que le député-maire sortant Édouard Leveau (alors CNI) n'obtient que 7,63 % des suffrages. Le second tour est remporté par Sandrine Hurel (55,25 % de suffrages portés sur son nom dans Dieppe).
À la suite du redécoupage électoral effectué en 2010, Dieppe intègre la nouvelle sixième circonscription de la Seine-Maritime où s'affrontent notamment, lors des élections législatives de 2012, les députés sortants Michel Lejeune (UMP) et Sandrine Hurel (PS) ainsi que le maire de Dieppe Sébastien Jumel (Front de Gauche). Lors de cette élection où Sandrine Hurel (32,47 %) et Michel Lejeune (30,74 %) se retrouvent en lice pour le second tour, le Front de Gauche réalise son meilleur score à Dieppe (près de 35 %) où il devance le Parti Socialiste (26,21 % des voix) et l'UMP (21,77 %). Au second tour, Sandrine Hurel remporte la nouvelle 6e circonscription de Seine-Maritime avec 54,56 % des suffrages (dont 62,65 % obtenus sur Dieppe).
Les élections législatives de 2017 ont vu l'élection de Sébastien Jumel, maire PCF de Dieppe, au poste de député de la sixième circonscription de la Seine-Maritime, succédant ainsi à la sortante Sandrine Hurel (PS). Sébastien Jumel a été réélu aux élections législatives de juin 2022, en tant que candidat du PCF et de la Nupes.

#### Élections municipales
Lors des élections municipales de mars 2001, la liste RPR/UDF menée par Édouard Leveau l'emporte sur la liste du maire sortant Christian Cuvilliez, mettant alors un terme à 30 années de gestion du parti communiste de la ville de Dieppe. Lors des élections municipales de mars 2008, une liste d'union de la gauche (PCF/PS/Verts) conduite par Sébastien Jumel (PCF) reprend la ville à la droite.
Lors du second tour des élections municipales de mars 2014, la liste PCF/EELV/Front de Gauche conduite par Sébastien Jumel remporte les élections municipales à Dieppe avec 6 749 voix, et 50,37 % des voix contre 4 699 voix et 35,07 % à la liste UMP conduite par André Gautier, et 1 950 voix et 14,55 % des voix à la liste Centre-droit/PS conduite par Bernard Brébion et soutenue par la députée socialiste Sandrine Hurel (PS).
Géographiquement, les électeurs des quartiers du centre-ville (Mairie, front de mer) et résidentiel (Caude Côte, Puys, Saint-Pierre) votent plutôt pour la droite lors des élections locales et nationales tandis que ceux des quartiers populaires comme Neuville-Nord, Bruyères, le Pollet et le Val Druel votent nettement à gauche. Ainsi, lors des élections municipales de 2014, la liste conduite par André Gautier (UMP) l'a remporté dans le hameau de Puys et dans les bureaux du centre-ville (l’un des deux de l’Hôtel de Ville, celui du restaurant scolaire Desceliers sur le front de mer, l'école Richard-Simon et l'école maternelle Blainville rue Blainville, l'école maternelle Thomas sur le quai Henri-IV) ainsi qu'à l'école maternelle Louis-de-Broglie dans le quartier de Janval. La liste conduite par Sébastien Jumel l'emportait pour sa part dans les bureaux de vote du Val Druel, des Bruyères, de Neuville-lès-Dieppe, dans la majorité des bureaux de vote de Janval et dans le premier bureau et celui des services de communication de l’Hôtel de Ville.
Lors des élections municipales de 2020 dans la Seine-Maritime, la liste menée par le maire sortant Nicolas Langlois (PCF) — qui avait succédé à Sébastien Jumel à la suite de son élection comme député, à la suite de sa démission de la fonction de maire en application de la législation limitant le cumul des mandats en France — remporte l'élection dès le premier tour de scrutin avec 61,41 % des suffrages exprimés, suivie par les listes d'André Gautier (17,73 %), de Dominique Garçonnet (10,97 %), de Louis-Armand de Béjarry (Rassemblement national, 8,56 %) et d'Éric Moisan (Lutte ouvrière, 1,34 %), lors d'un scrutin marqué par 56,16 % d'abstention

#### Élections européennes
Lors des élections européennes de 2014, la liste Bleu marine du Front national menée par Marine Le Pen est arrivée en tête sur la ville de Dieppe avec 25,68 % des voix devant celle de l'UMP menée par Jérôme Lavrilleux (19,86 %), celle du Front de gauche menée par Jacky Hénin (18,77 %), devant la liste du parti socialiste de Gilles Pargneaux (9,36 %) ou encore celle de l'UDI et du Modem de Dominique Riquet (7,69 %).
Lors des élections européennes de 2019, la liste Prenez le pouvoir menée par Marine Le Pen est arrivée en tête à Dieppe pour la deuxième élection consécutive, avec 27,86 % des voix exprimées, devançant la liste Renaissance de la majorité présidentielle, menée par Nathalie Loiseaux (18,12 %).

### Liste des maires
| Période      | Période                         | Identité            | Étiquette             | Qualité |
| ------------ | ------------------------------- | ------------------- | --------------------- | --- |
| 1957         | 1965                            | Étienne Gueirard    | Indépendant Radical   | Conseiller général de Dieppe (1958 → 1964) |
| 1965         | 1971                            | Jean Tournier       | DVD                   | Médecin pneumologue |
| 1971         | 1989                            | Irénée Bourgois     | PCF                   | Enseignant, syndicaliste Député de la Seine-Maritime (1978 → 1981) Conseiller général de Dieppe (1969 → 1982)                                                                                                 |
| 1989         | 2001                            | Christian Cuvilliez | PCF                   | Enseignant, syndicaliste Maire de Neuville-lès-Dieppe (1977 → 1979) Député de la Seine-Maritime (1997 → 2002) Conseiller régional (1981 → 1997 et 2008 → 2009) Conseiller général de Dieppe-Est (1982 → 1985) |
| mars 2001    | mars 2008                       | Édouard Leveau      | RPR puis UMP puis CNI | Armateur Député de la Seine-Maritime (1993 → 1997 et 2002 → 2007) Conseiller général de Dieppe-Ouest (1989 → 2002)                                                                                            |
| mars 2008    | juillet 2017                    | Sébastien Jumel     | PCF                   | Assistant parlementaire Député de la Seine-Maritime (2017 → 2024) Conseiller général de Dieppe-Ouest (2002 → 2015) Démissionnaire à la suite de son élection comme député                                     |
| juillet 2017 | En cours (au 16 septembre 2022) | Nicolas Langlois    | PCF                   | Contrôleur des douanes Président de la CA de la Région Dieppoise (2023 → ) Conseiller départemental de Dieppe-2 (2021 → ) Réélu pour le mandat 2020-2026,                                                     |

### Distinctions et labels
Dieppe a reçu le label « ville d'art et d'histoire. »[réf. nécessaire]

### Jumelages
En mémoire du raid de Dieppe de 1942, la ville de Léger's Corner (Nouveau-Brunswick) au Canada, fut rebaptisée Dieppe.
| Ville | Ville           | Pays | Pays        | Période     |
| ----- | --------------- | ---- | ----------- | ----------- |
|       | Brighton        |      | Royaume-Uni |             |
|       | Dieppe          |      | Canada      | depuis 2000 |
|       | Grimsby         |      | Royaume-Uni |             |
|       | Luckenwalde     |      | Allemagne   |             |
|       | Westergellersen |      | Allemagne   | depuis 1993 |

## Équipements et services publics

### Enseignement
| Écoles maternelles, primaires et élémentaires | Collèges | Lycées |
| --- | --- | --- |

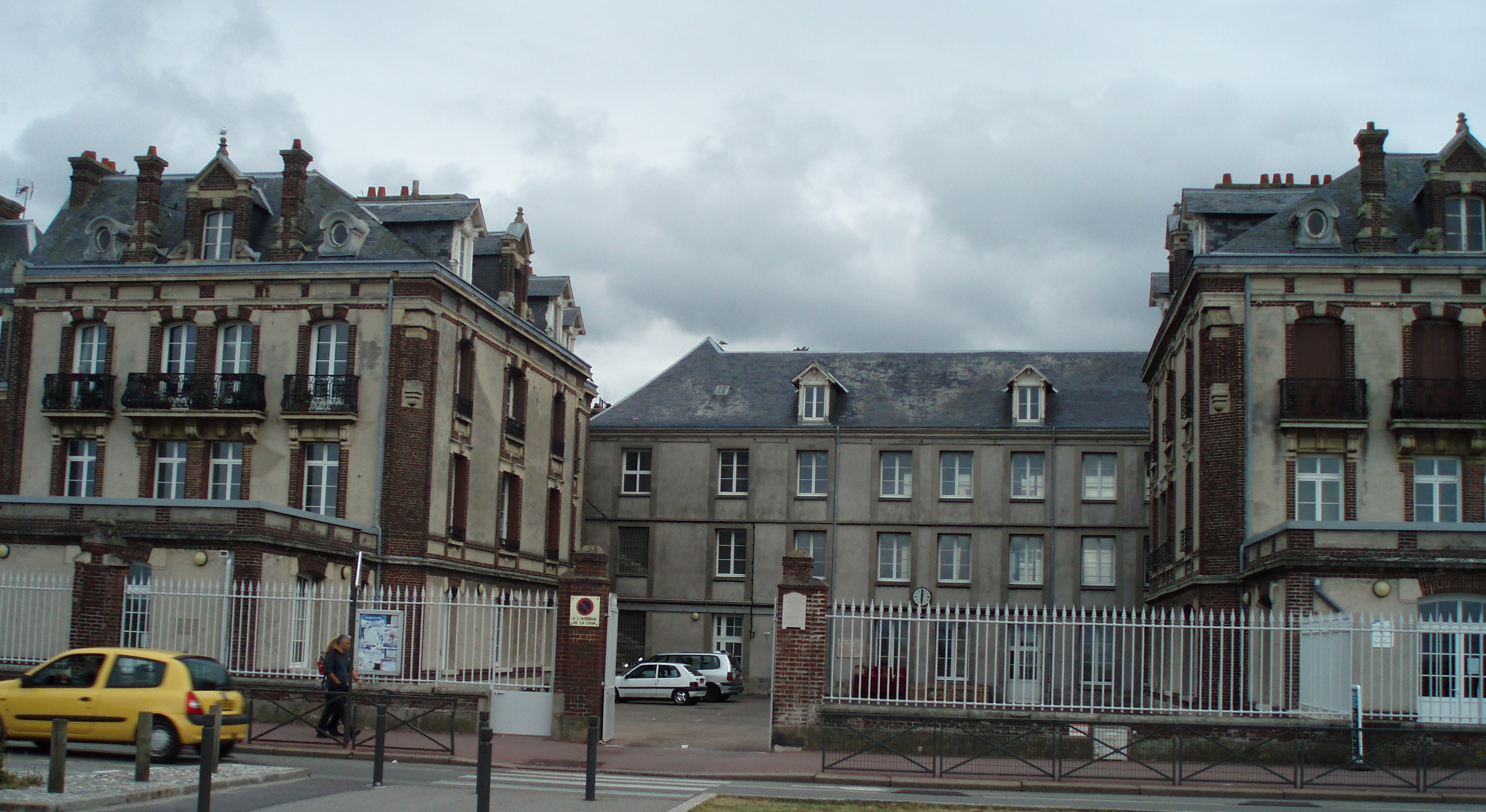
École Desceliers à Dieppe.

| Écoles publiques : - École maternelle Blainville - École maternelle Thomas - École maternelle Valentin-Feldmann - École maternelle Vauquelin - École maternelle et primaire Louis de Broglie - École maternelle et primaire Sonia-Delaunay - École primaire Paul-Langevin - École primaire Desceliers - École primaire Jules-Ferry - École primaire Michelet - École primaire Richard-Simon - École primaire Jacques-Prévert - École primaire et élémentaire Pierre-et-Marie-Curie - École primaire et élémentaire Paul-Bert - École élémentaire Jeanne-Magny - École élémentaire Elsa-Triolet. - École élémentaire Langevin-Michel École privée : - École maternelle et primaire La Providence | Collèges publics : - Collège Albert-Camus - Collège Alexandre-Dumas - Collège Claude-Delvincourt - Collège Georges-Braque Collège privé : - Collège privé La Providence | Lycées publics : - Lycée Jehan-Ango (général et technique) - Lycée Pablo-Néruda (général et technologique) - Lycée professionnel Émulation dieppoise - Lycée du Golf (technologique) Lycée privé : - Lycée La Providence |

## Population et société

### Démographie

#### Évolution démographique
L'évolution du nombre d'habitants est connue à travers les recensements de la population effectués dans la commune depuis 1793. Pour les communes de plus de 10 000 habitants les recensements ont lieu chaque année à la suite d'une enquête par sondage auprès d'un échantillon d'adresses représentant 8 % de leurs logements, contrairement aux autres communes qui ont un recensement réel tous les cinq ans,.

En 2022, la commune comptait 28 599 habitants, en évolution de −3,4 % par rapport à 2016 (Seine-Maritime : +0,35 %, France hors Mayotte : +2,11 %).
| 1793   | 1800   | 1806   | 1821   | 1831   | 1836   | 1841   | 1846   | 1851   |
| ------ | ------ | ------ | ------ | ------ | ------ | ------ | ------ | ------ |
| 25 000 | 20 000 | 18 248 | 16 664 | 16 016 | 16 820 | 16 443 | 16 844 | 17 669 |

| 1856   | 1861   | 1866   | 1872   | 1876   | 1881   | 1886   | 1891   | 1896   |
| ------ | ------ | ------ | ------ | ------ | ------ | ------ | ------ | ------ |
| 19 231 | 20 187 | 19 946 | 19 002 | 20 333 | 22 003 | 23 050 | 22 771 | 22 439 |

| 1901   | 1906   | 1911   | 1921   | 1926   | 1931   | 1936   | 1946   | 1954   |
| ------ | ------ | ------ | ------ | ------ | ------ | ------ | ------ | ------ |
| 22 839 | 23 629 | 23 973 | 24 402 | 24 945 | 25 117 | 25 560 | 21 770 | 26 427 |

| 1962   | 1968   | 1975   | 1982   | 1990   | 1999   | 2006   | 2011   | 2016   |
| ------ | ------ | ------ | ------ | ------ | ------ | ------ | ------ | ------ |
| 30 013 | 30 016 | 39 466 | 35 957 | 35 894 | 34 653 | 33 618 | 31 148 | 29 606 |

| 2021   | 2022   | - | - | - | - | - | - | - |
| ------ | ------ | - | - | - | - | - | - | - |
| 28 358 | 28 599 | - | - | - | - | - | - | - |

Malgré une démographie en berne, Dieppe est une ville jeune où plus d'un habitant sur cinq a moins de 18 ans, et plus d'un habitant sur trois (36 %) a moins de 30 ans. Cette population est toutefois en moyenne moins diplômée et plus souvent au chômage qu’ailleurs. Ainsi, 13,2 % des jeunes Dieppois de 18 à 29 ans n’ont aucun diplôme (contre 11,7 % en moyenne) et entre 15 et 29 ans, le taux de chômage atteint 30 %.

#### Pyramide des âges
La population de la commune est relativement âgée. En 2018, le taux de personnes d'un âge inférieur à 30 ans s'élève à 31,3 %, soit un taux inférieur à la moyenne départementale (36,5 %). À l'inverse, le taux de personnes d'un âge supérieur à 60 ans (34,7 %) est supérieur au taux départemental (26,0 %).
En 2018, la commune comptait 13 062 hommes pour 15 499 femmes, soit un taux de 54,27 % de femmes, supérieur au taux départemental (51,90 %).
Les pyramides des âges de la commune et du département s'établissent comme suit :
| Hommes | Classe d’âge | Femmes |
| ------ | ------------ | ------ |
| 1,1    | 90 ou +      | 3,0    |
| 8,6    | 75-89 ans    | 14,2   |
| 19,8   | 60-74 ans    | 21,7   |
| 19,3   | 45-59 ans    | 19,5   |
| 15,9   | 30-44 ans    | 13,6   |
| 18,0   | 15-29 ans    | 15,6   |
| 17,3   | 0-14 ans     | 12,3   |

| Hommes | Classe d’âge | Femmes |
| ------ | ------------ | ------ |
| 0,7    | 90 ou +      | 1,8    |
| 6,7    | 75-89 ans    | 9,6    |
| 16,7   | 60-74 ans    | 18     |
| 19,4   | 45-59 ans    | 19     |
| 18,5   | 30-44 ans    | 17,5   |
| 19,2   | 15-29 ans    | 17,4   |
| 18,9   | 0-14 ans     | 16,7   |

### Manifestations culturelles et festivités
La foire aux hareng et à la coquille Saint-Jacques, dont la 52e édition au lieu les 19 et 20 novembre 2022, est un temps important de la vie dieppoise,.

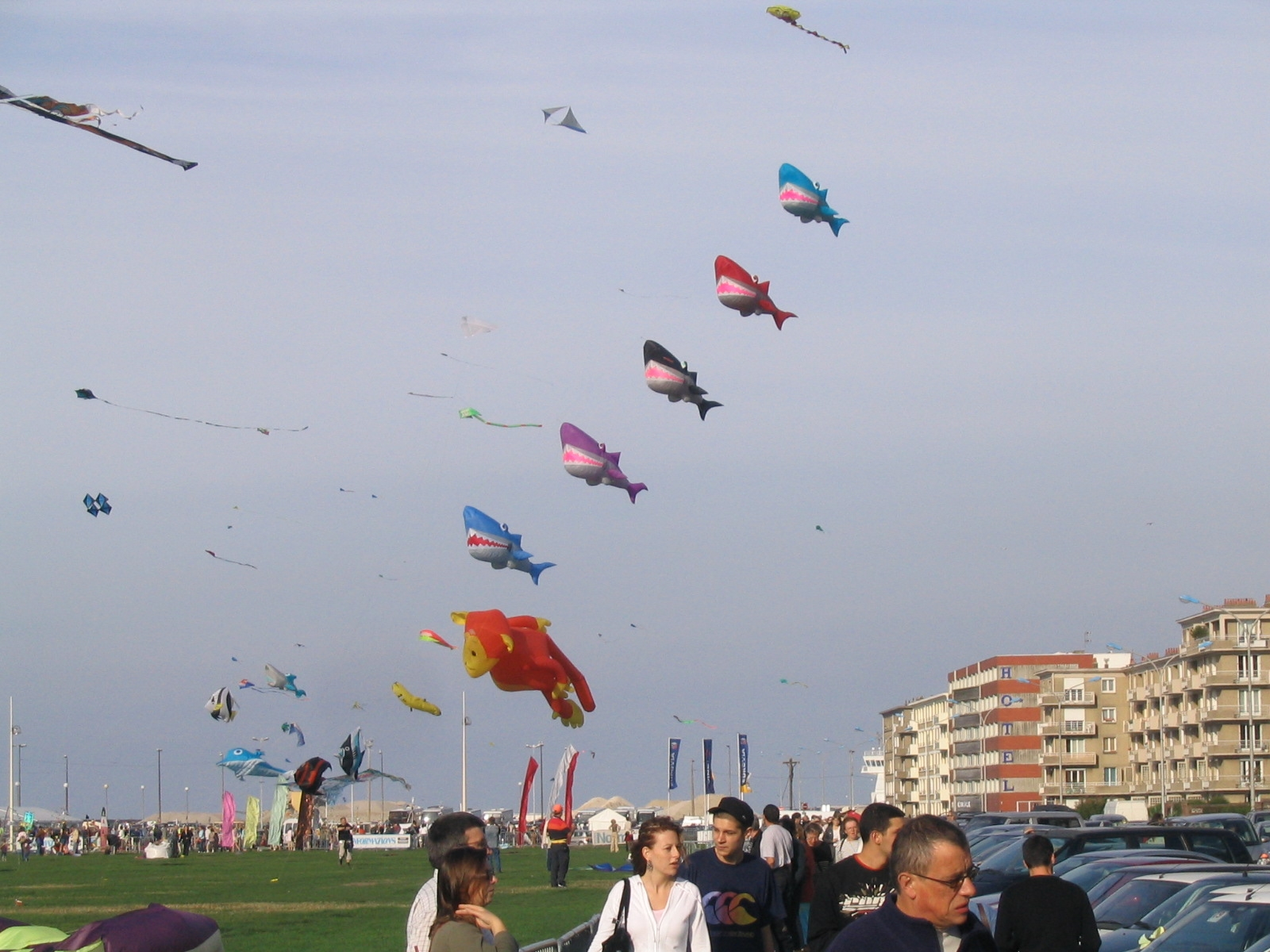
Festival international du cerf-volant.

Depuis 1980, Dieppe accueille tous les deux ans, sur les pelouses de la plage du front de mer, le Festival International de Cerf-Volant, accueillant quarante-quatre pays et classé parmi les trois cents plus grands événements mondiaux. Si à ses débuts, une demi-douzaine de pays européens seulement participait à ces premières rencontres, celles-ci accueillent dès 1986 des délégations venues de pays plus lointains tels que la Thaïlande et la Chine, et sont médiatiquement consacrées en 1988 comme « la plus grande manifestation européenne de son genre ». En 1996, le festival international de cerfs-volants de Dieppe reçoit 300 000 visiteurs pour trente nations représentées de tous les continents. En 1998, la ville est l'hôtesse de la coupe du monde de cerf-volant acrobatique ainsi que de la Coupe du monde de cerf-volant de combat. En 2005, le festival est à son apogée et dépasse le demi-million de visiteurs. Durant le festival, des ateliers de confection de cerfs-volants sont accessibles aux adultes et aux enfants.
Au début du XXe siècle, Dieppe accueillait de grandes courses automobiles (le Grand Prix de l’Automobile Club de France en 1907, 1908 et 1912) auxquelles participaient toutes les grandes marques de voitures conférant au circuit de Dieppe une renommée internationale. Puis le Grand Prix automobile de Dieppe est encore organisé entre 1929 et 1935. Depuis 1989, un comité dieppois d'organisation, appelé « Dieppe Retro » a pour objectif de promouvoir Dieppe et sa région par le biais de défilés d'automobiles anciennes chaque première fin de semaine de septembre.
Depuis 2007, le festival international du film de Dieppe se consacre à la promotion du cinéma indépendant.
Dieppe accueille également un festival de bandes-dessinées et un festival international d'échecs. La ville accueille régulièrement depuis 2009 la Solitaire du Figaro.

### Cultes
- L'église Saint-Rémy (XVIe et XVIIe siècles), située rue Saint-Remy, domine une place du même nom. Elle est réputée pour être une des plus belles églises de la région. Elle marque les influences de la Contre-Réforme. On y trouve un orgue Parisot.
- L'église Saint-Jacques (XIIe au XVIe siècle), située place Saint-Jacques, relève des styles flamboyant et Renaissance. À l'intérieur, la chapelle du Trésor est décorée d'une frise dite « des sauvages » qui révèle les diverses nations découvertes par les navigateurs et marins dieppois. À la demande de Jehan Ango, mécène de l’église au XVIe siècle, l’artiste a représenté différentes scènes de la vie des indigènes : un cortège de fêtes et de danses, des épisodes guerriers, que de nombreux archéologues et savants sont venus observer. Victor Hugo est également venu voir ces véritables « dentelles de pierre », le 8 septembre 1837[163].
- L'église Notre-Dame-des-Grèves (1843), située quai de la Somme.
- L'église du Sacré-Cœur de Janval (XXe siècle), située rue Louis-Fromager.
- L'église Saint-Aubin (XIIIe au XVIIe siècle), située rue du Général-de-Gaulle à Neuville-lès-Dieppe, est de style composite.
- La chapelle Saint-François, place Henri-Dunant à Neuville-lès-Dieppe.
- La chapelle du Puys, sentier Demillières à Neuville-lès-Dieppe.
- La chapelle du collège des Oratoriens, quai Henri-IV.
- La chapelle Notre-Dame-de-Bon-Secours, chemin des Falaises (1876) : dominant la falaise est de la ville, au-dessus du Pollet, elle fut d'abord un lieu de pèlerinage, puis un lieu dédié à la mémoire des marins disparus en mer[164].
- Temple protestant de Dieppe, rue de la Barre depuis 1834 (ancienne chapelle carmelite).
- L'église apostolique, rue Louis-Fromager.
- L'église évangélique Foi Espérance et Amour, rue Albert-Legras.
- L'Armée du Salut, rue Jean-Ribault.

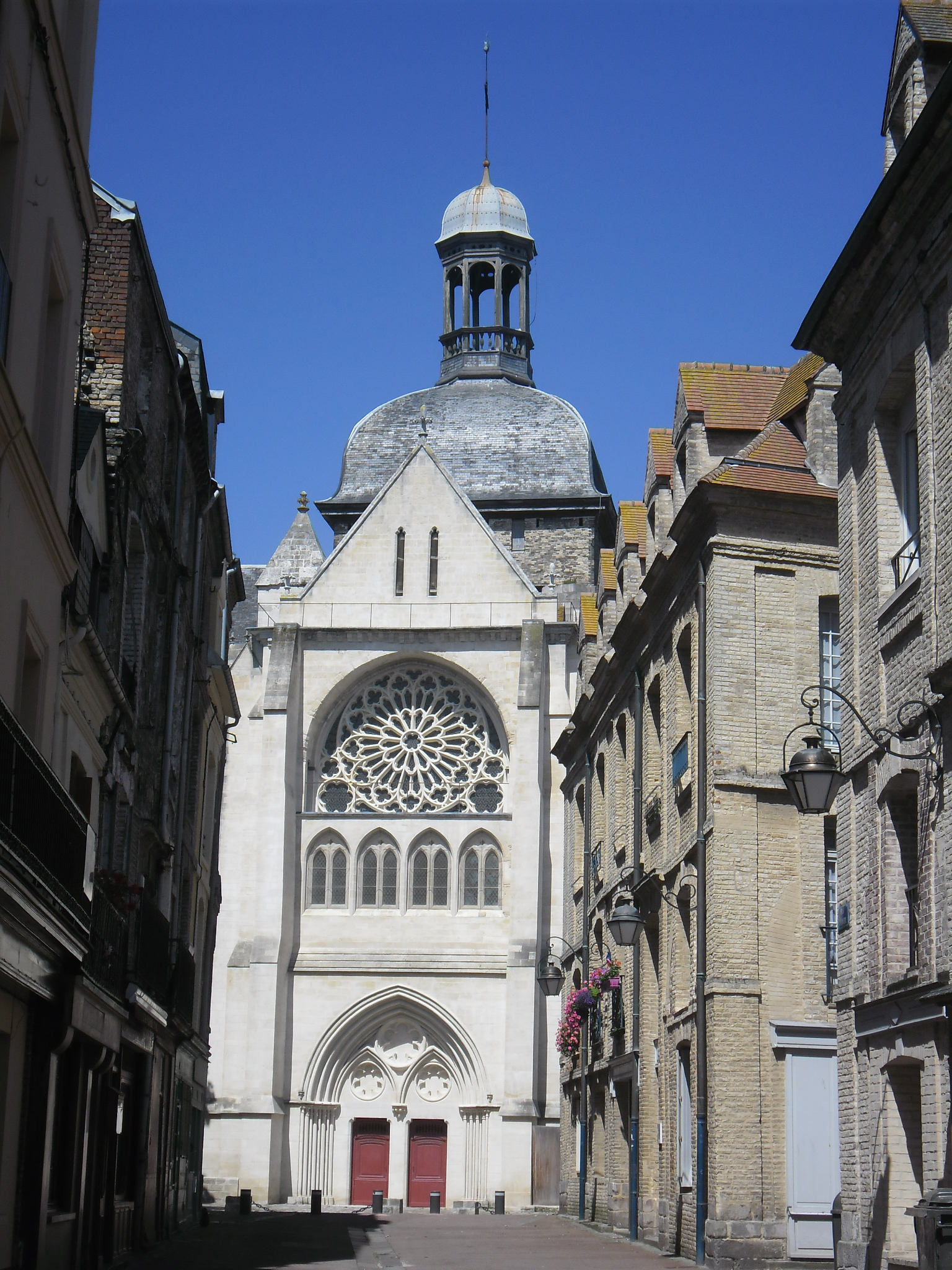
Église Saint-Jacques à Dieppe.
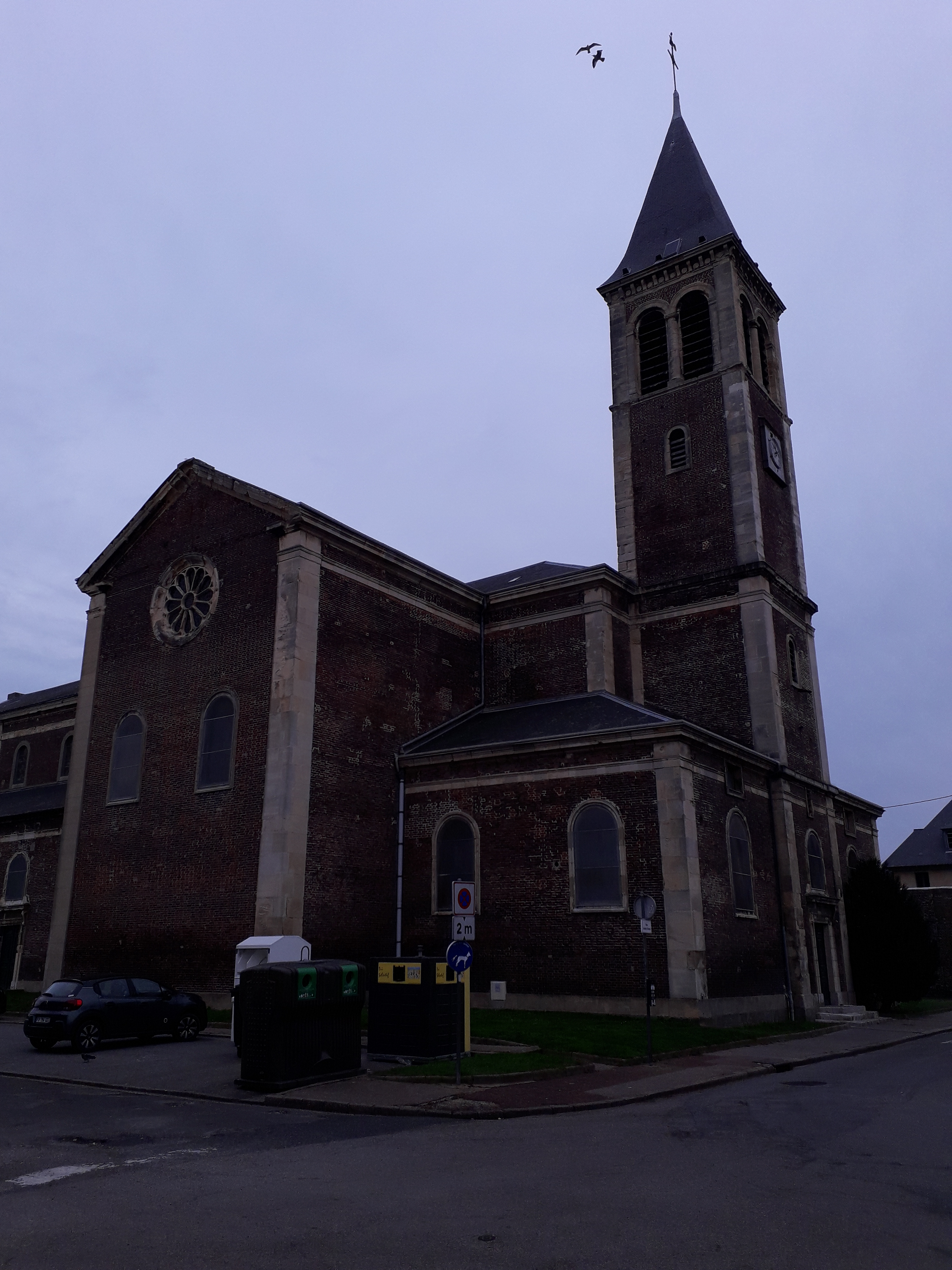
L'église Notre-Dame-des-Grèves en mars 2022.
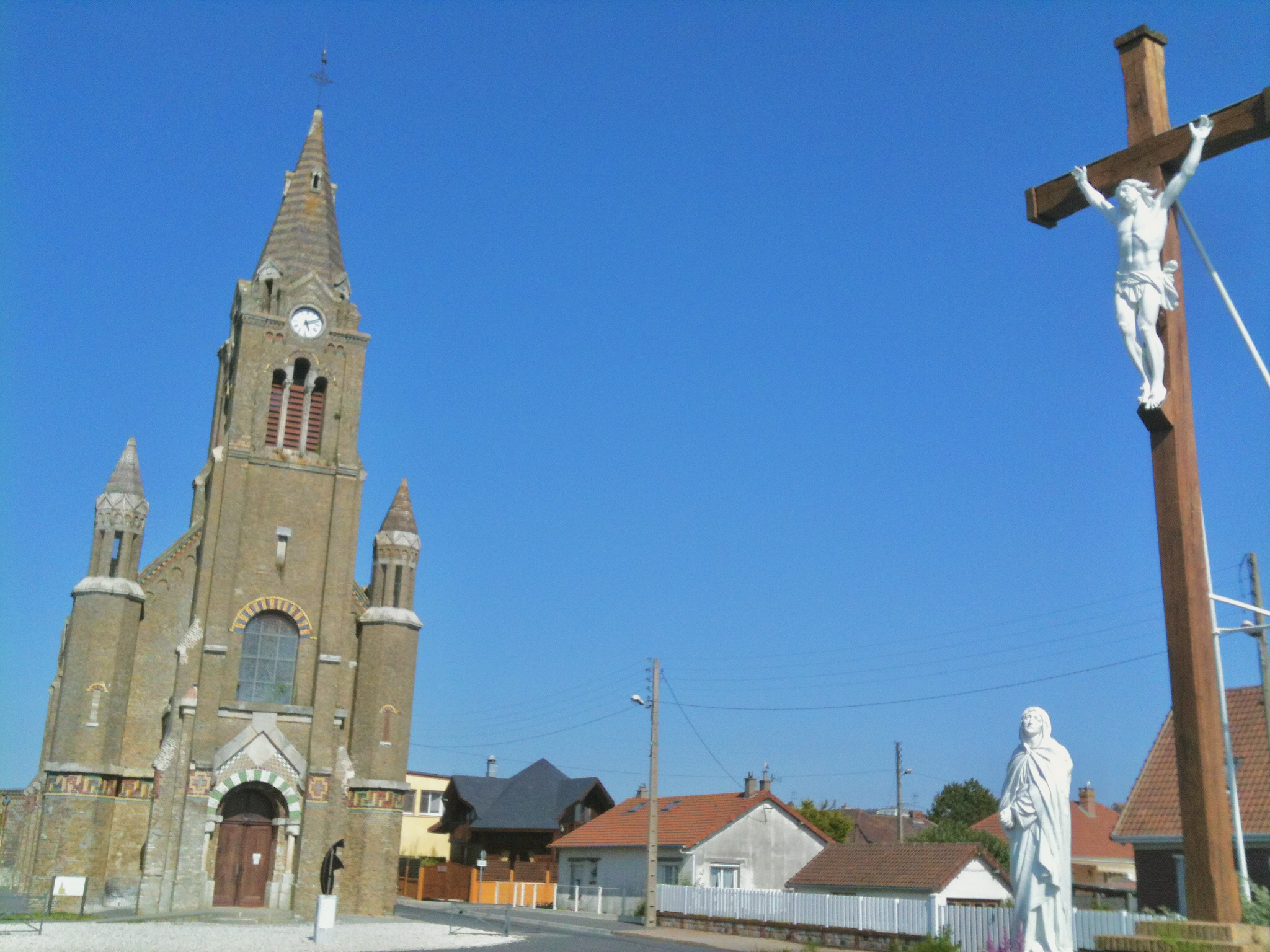
La chapelle Notre-Dame-de-Bon-Secours en août 2013.

## Économie

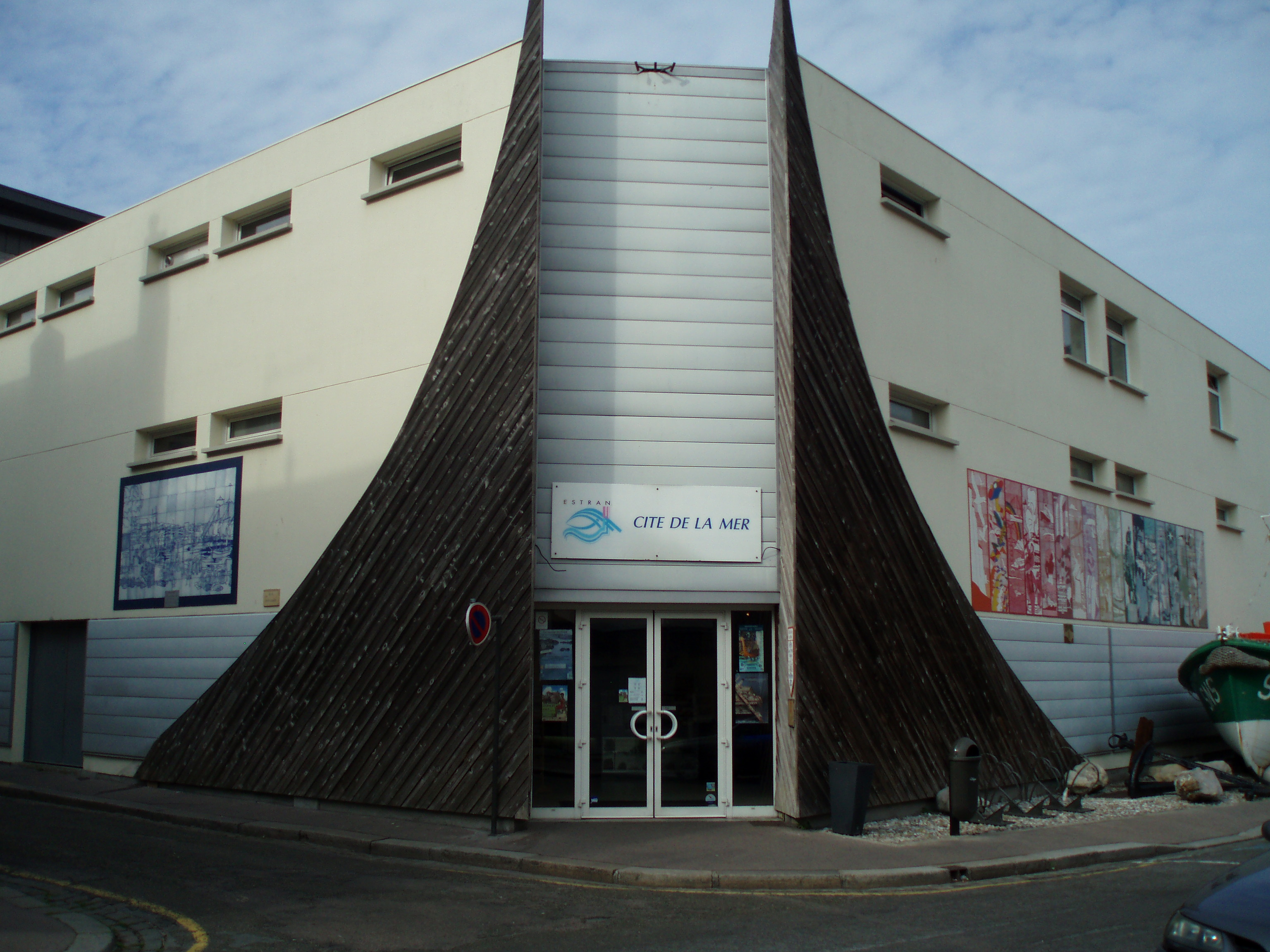
Estran Cité de la mer.

### Emploi et chômage
Ville en déclin depuis une quarantaine d'années, le taux de chômage de l'agglomération dieppoise est élevé depuis les années 1970 et figure parmi les plus élevés de la région (10,8 % au deuxième trimestre 2006). Ce haut niveau de chômage résulte du déclin des chantiers navals et de l’industrie textile.
En 2018, le taux d'activité de Dieppe atteignait 68,92 % (taux d'activité de 71,9 % au niveau national). Le taux de chômage est passé de 18,11% en 2006 à 23,9 % en 2018 (9,1% au niveau national).

### Fiscalité et revenus
Dieppe compte un total de 19 490 foyers fiscaux dont 62,3 % ne sont pas imposables (moyenne départementale de 52,5 %).[Quand ?]
Selon les statistiques, les revenus moyens par ménage à Dieppe étaient en 2004 de 12 428 €/an (contre 15 027 €/an au niveau national). En 2022, le revenu médian annuel des ménages fiscaux à Dieppe est de 18 190 € (en dessous de la moyenne du département). Par foyer, les résidents dieppois paient en moyenne un impôt sur le revenu de 935 € (1 485 € au niveau départemental).
Selon une étude de l'INSEE publiée en 2014, Dieppe est la ville la plus pauvre de Haute-Normandie avec un revenu annuel médian inférieur à 16 000 €/an. Cette situation serait notamment due à la trop grande importance du parc locatif de la ville dans lequel les foyers les plus pauvres sont sur-représentés,.
En termes de revenus, en 2014, les foyers aux revenus médians les plus faibles ou en grande difficulté financière étaient situés dans les quartiers prioritaires (Les Bruyères, Val Druel et Neuville Neuf) ainsi que dans la cité du marin au Pollet. Si le centre-ville (hors front de mer et quartier Saint-Jacques) présente une part très importante de bas revenus avec des foyers vivant de prestations sociales (quartier du bout du quai, Grande-Rue, îlot Sainte-Catherine), la population y est plus hétérogène permettant un niveau de revenus médians plus élevés. D'une manière générale, les foyers les plus aisés résident à Caude Côte (salaire médian annuel de 23 165 €/an), dans le vieux Neuville (19 227 €/an), dans le quartier Saint-Pierre (18 686 €/an), dans celui de Paul Bert Puys (17 789 €/an), celui des Coteaux (16 036 €/an) et dans celui du front de mer-quartier Saint-Jacques (salaire médian annuel de 15 406 €/an). À l'inverse, les revenus les plus faibles sont situés dans la zone du quai Henri-IV, de la Grande-Rue et de l'îlot Sainte-Catherine (13 995 euros), au Pollet (13 886 €/an), à Val Druel (10 331 €/an), à Neuville Neuf (10 270 €/an) et aux Bruyères (9 971 €/an) dans le quartier de Janval.

### Pôle d'activités régionales

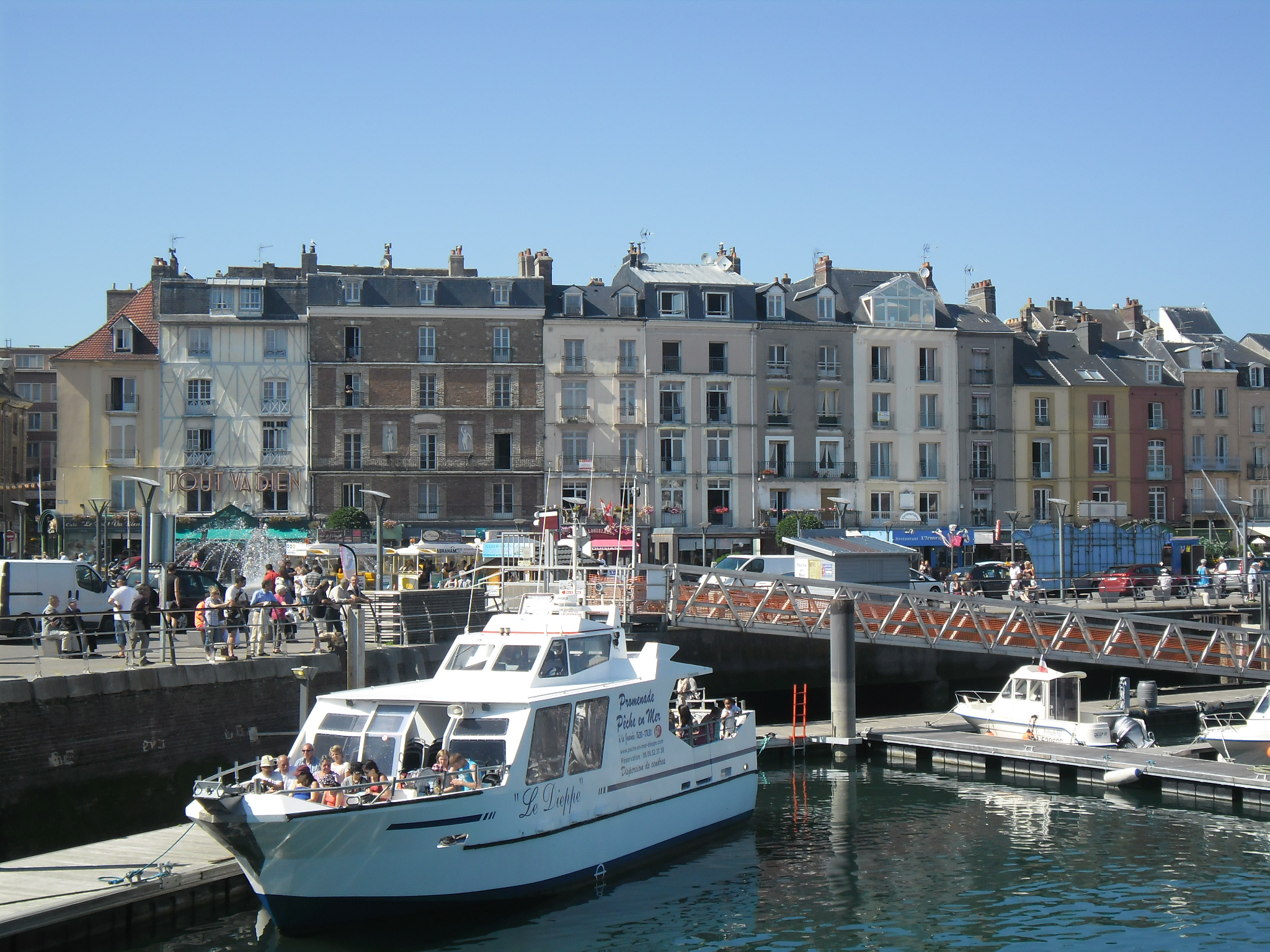
Le port de Dieppe longé par le quai Henri-IV.

Dieppe est une sous-préfecture de la Seine-Maritime et exerce un rôle de pôle à l’échelle de son agglomération autant en termes d’emploi que d’équipements ou de service. Elle offre ainsi tous les principaux services publics tels qu'un hôpital et un tribunal.
Dieppe et sa zone d'emploi sont marquées par une faible croissance démographique qui ne permet pas de stimuler les activités de services (la ville perd elle-même continuellement des habitants depuis 1975). L’économie de l'agglomération dieppoise semble cependant relativement équilibrée du point de vue sectoriel, même si elle a souffert depuis la fin des années 1980 de la fermeture de la ligne de chemin de fer directe de Paris à Dieppe par Pontoise. En 2003, le secteur secondaire industriel représente 25 % des emplois, le secteur primaire (agriculture, pêche) concentre 4 % de l’emploi et le secteur tertiaire 65 % des emplois. Les industries présentes dans la zone de l'agglomération dieppoise se caractérisent par le recours à une main-d’œuvre qui est plutôt peu qualifiée. Les emplois d’ouvriers sont ainsi plus nombreux en moyenne qu'au niveau national alors que la part des cadres, tant du secteur privé que du secteur public, mais aussi la part des techniciens et des agents de maîtrise, est assez faible. Ce faible niveau de qualification résulte aussi d'un niveau moyen de formation initiale de la population résidente. On compte dans l'agglomération dieppoise seulement 25 % de bacheliers parmi les 20 à 59 ans alors que 35 % de la population de cette classe d’âge ne possède aucun diplôme ou uniquement le CEP. Au regard du contexte local, le quartier de « Caude Côte » semble favorisé avec un actif résident sur cinq classé dans les CSP+ et un faible taux de chômage. Les quartiers Janval, autour de la cité Million, et des Coteaux occupent pour leur part une position médiane entre les quartiers les plus favorisés et ceux les plus pauvres.
Dieppe rassemble 17 000 emplois. Deux emplois sur cinq sont occupés par des résidents dieppois, et trois emplois sur cinq par des habitants des communes périphériques. C'est une ville commerçante, activité qui regroupe à elle seule 15 % des emplois. Ainsi, la ville est un carrefour commerçant de l'agglomération où se concentre plusieurs hypermarchés (voir Centre commercial du Belvédère Dieppe).
Elle est le siège de la chambre de commerce et d'industrie de Dieppe. La CCI qui fut à l'origine de la transformation du quai Henri-IV à la fin des années 1990, gère le port de pêche et de commerce jusqu’à la fin de l'année 2006. Depuis janvier 2007, la gestion du port est assurée par un syndicat mixte.

### Activités maritimes
Dieppe est le premier port de pêche français pour la coquille Saint-Jacques, le port de plaisance maritime le plus proche de Paris et un port de commerce[réf. nécessaire].

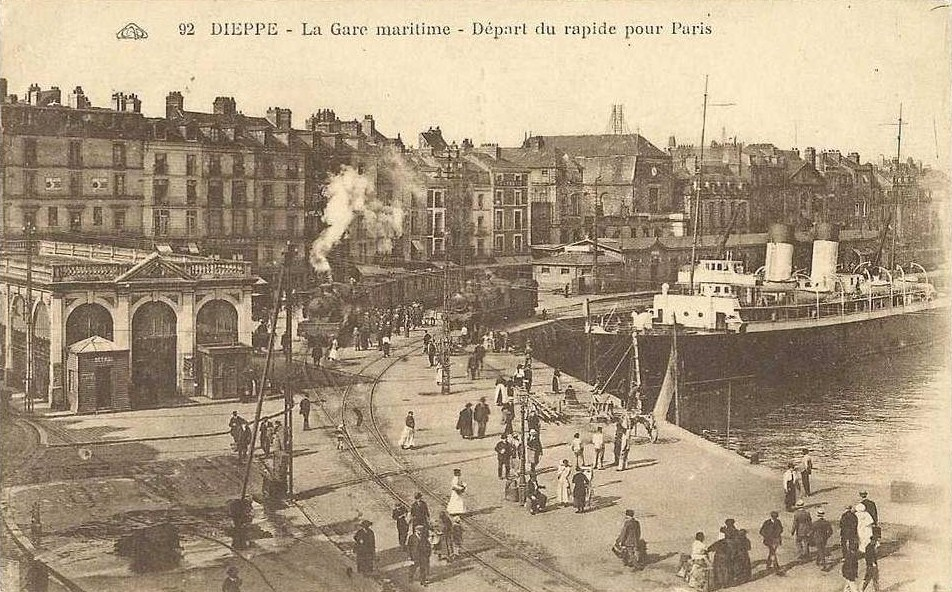
Gare de Dieppe-Maritime (avant 1920).

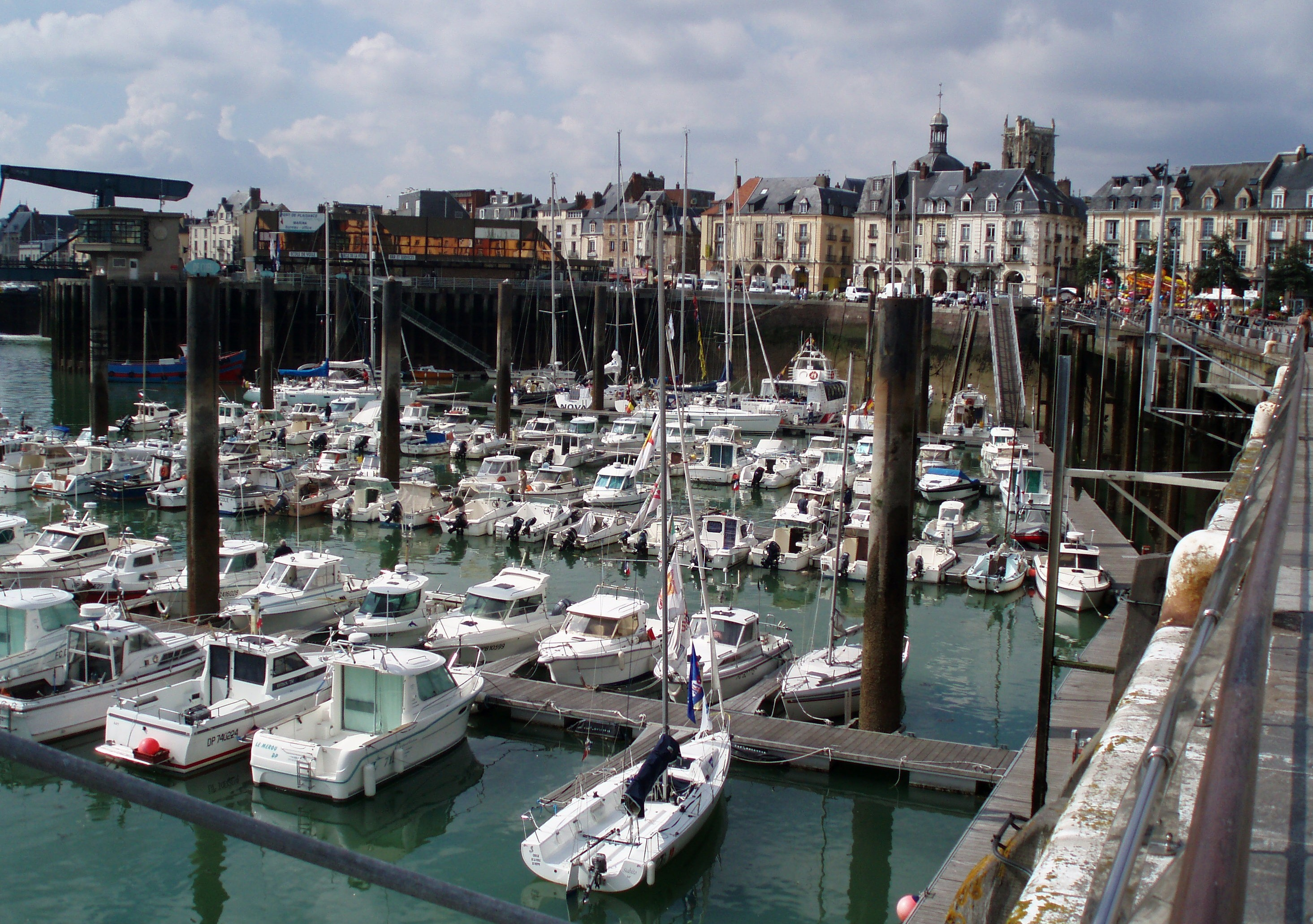
Port de plaisance de Dieppe.

Dieppe fut jusqu’à la fin des années 1970 le premier port bananier de France. Depuis que le commerce de la banane se fait à l'aide des conteneurs et donc à partir de ports équipés pour ce type de transport, le trafic transmanche constitue l'essentiel de l'activité du commerce maritime. Le port génère un trafic annuel de marchandises de 1,7 million de tonnes et gère une liaison maritime avec l'Angleterre de 250 000 passagers et 120 000 véhicules.
Prévu pour être mis en service fin 2011, le port à sec, installé dans une ancienne forme de radoub, ne peut pas encore, en 2014, stocker les trois cents embarcations à moteur mesurant jusqu'à sept mètres de long, qui auraient dû pouvoir être mises à l'eau grâce à un transstockeur entièrement automatisé. Mais les mille anneaux du port conventionnel restent disponibles pour accueillir voiliers et vedettes de service,.

### Activités industrielles
L’essentiel de l’emploi industriel de l'agglomération de Dieppe se répartit dans des activités assez diverses tels que l’agro-alimentaire (Nestlé), la métallurgie, la transformation de matières plastiques (Polyflex), la production d'électricité (centrale nucléaire de Penly au nord de Dieppe et celle de Paluel au sud, parc éolien en mer du Tréport), l’industrie automobile (Renault division Renault Sport, ex-Alpine Renault créée par Jean Rédélé) ou encore la construction électrique et électronique. Le débat public national sur l'énergie nucléaire débute jeudi 27 octobre à Dieppe et à Paris.
À l'exception du centre hospitalier de Dieppe, aucune entreprise ou aucun établissement n’emploie plus de mille salariés.
La grande zone industrielle de la ville se situe en périphérie (Dieppe-Sud).

### Activités de loisirs et de tourisme
Dieppe est une station balnéaire avec plage, casino, golf de dix-huit trous, un hippodrome, un port de plaisance, des commerces, et un complexe balnéaire et de thalassothérapie.
Sous le Second Empire, Dieppe connait une renaissance et un développement accéléré de sa station balnéaire. Le 22 août 1852 se déroule la première course de l’hippodrome de Dieppe-Rouxmesnil.

## Culture locale et patrimoine

### Lieux et monuments

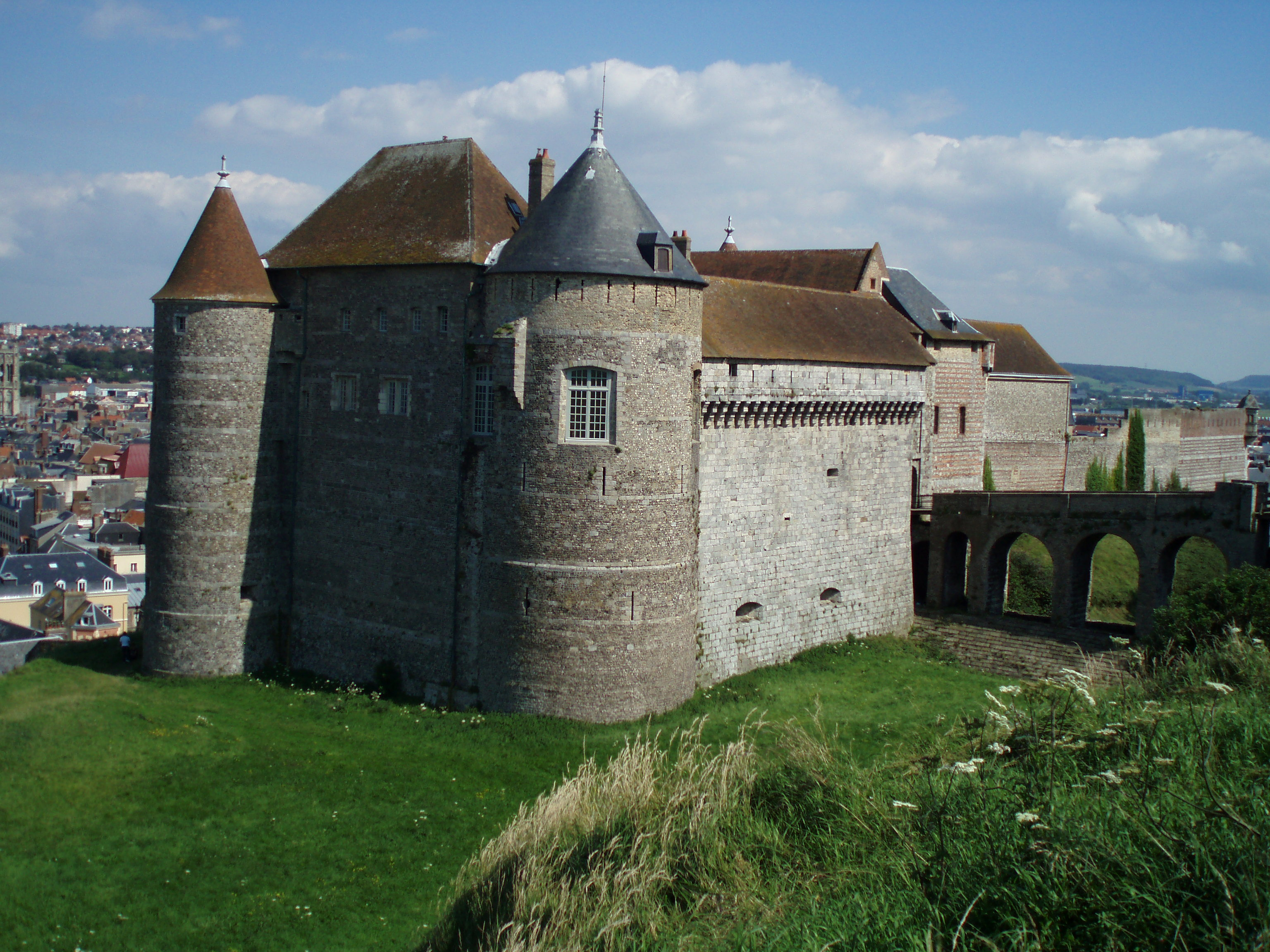
Château de Dieppe.

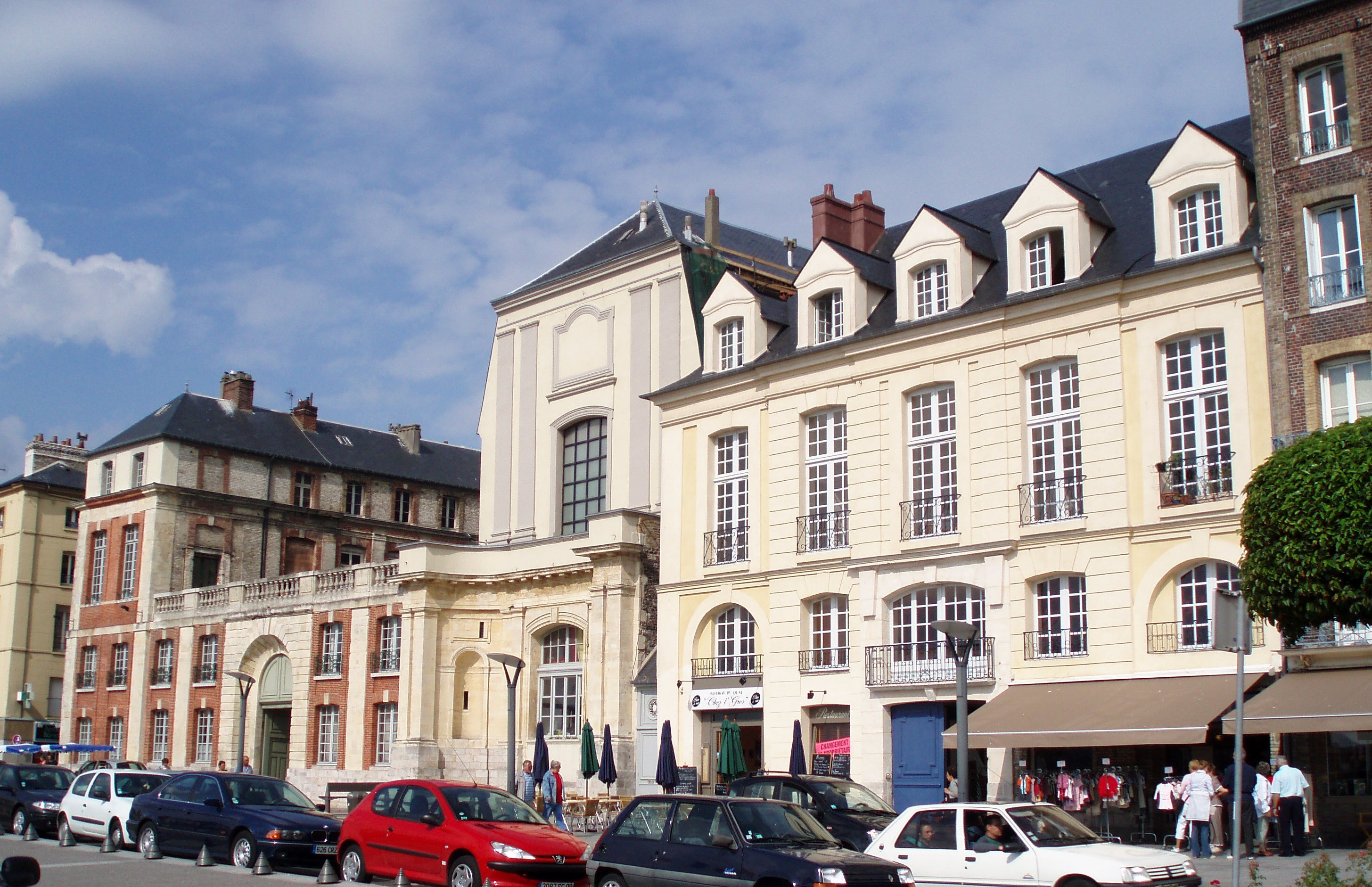
Ancien collège des oratoriens et ancien hôtel de la Vicomté, quai Henri-IV.

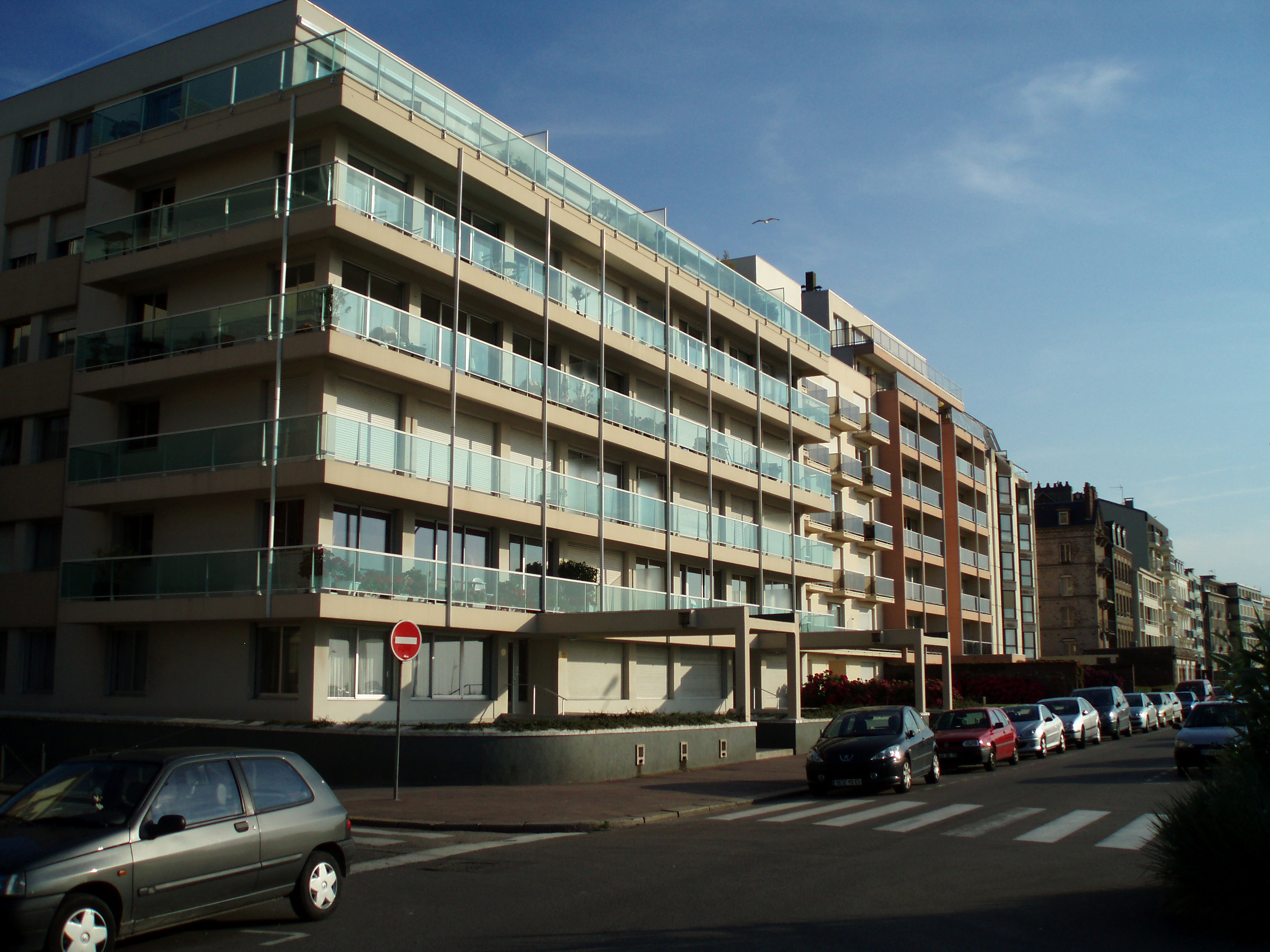
L'apport architectural des années 1970 à l'ancienne rue Aguado (vue du nord-est) : le nouveau manoir Saint-Martin et les résidences Caravelle, Frégate et Phare.

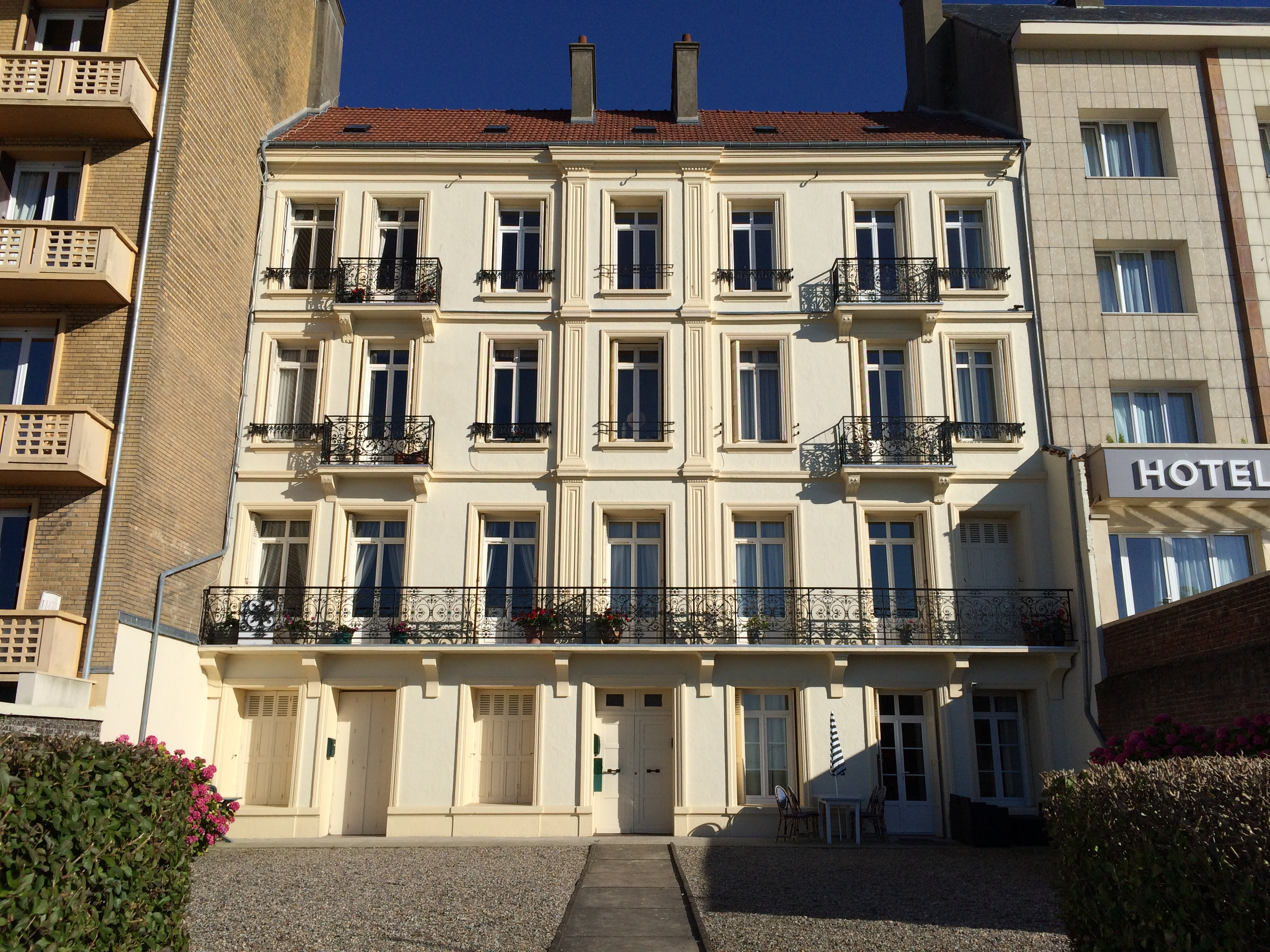
Immeuble néo-classique blanc caractéristique du 1er front de mer, construit en 1842-1845 sur l'ancienne rue aguado.

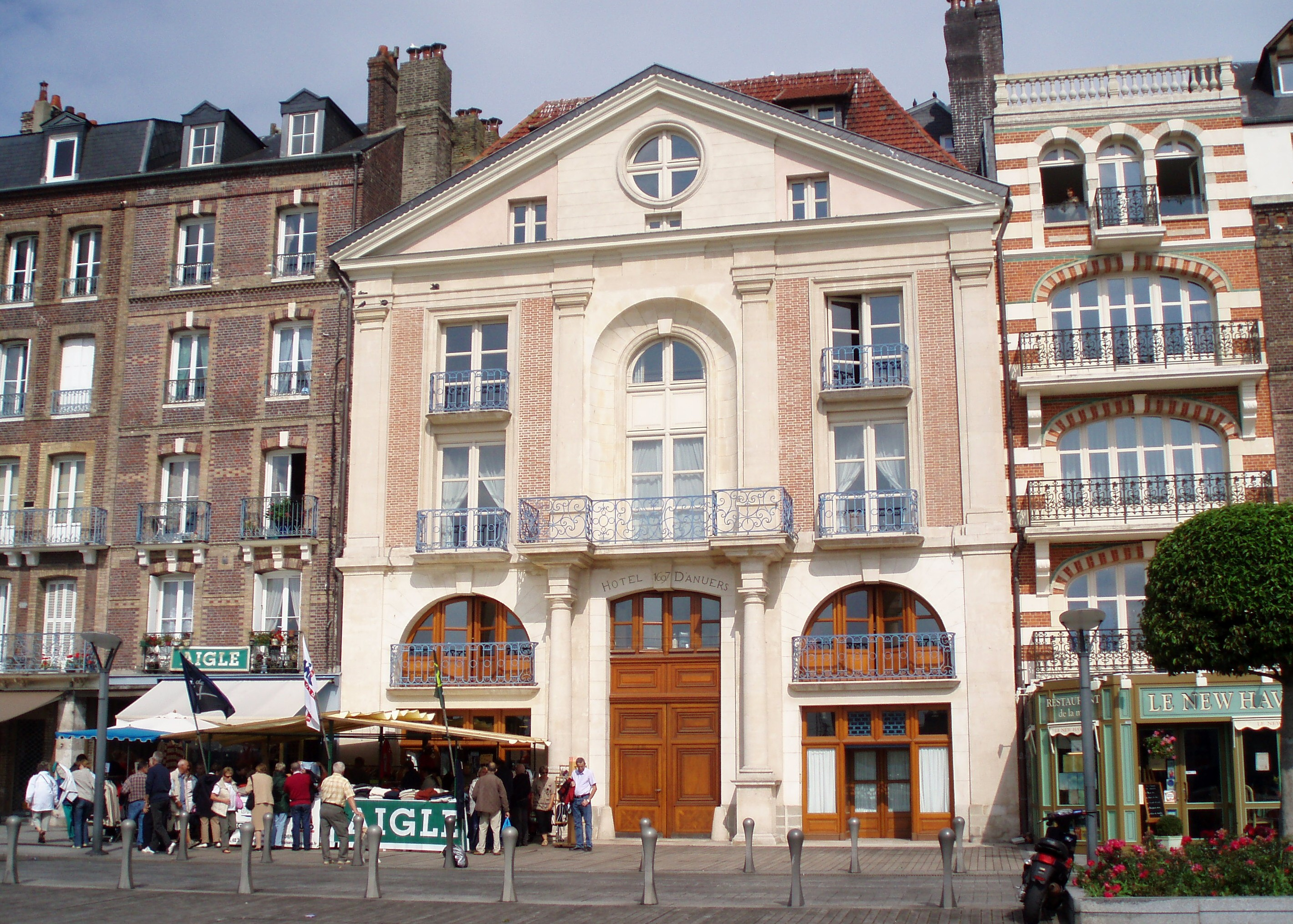
Ancien hôtel d'Anvers, quai Henri-IV.

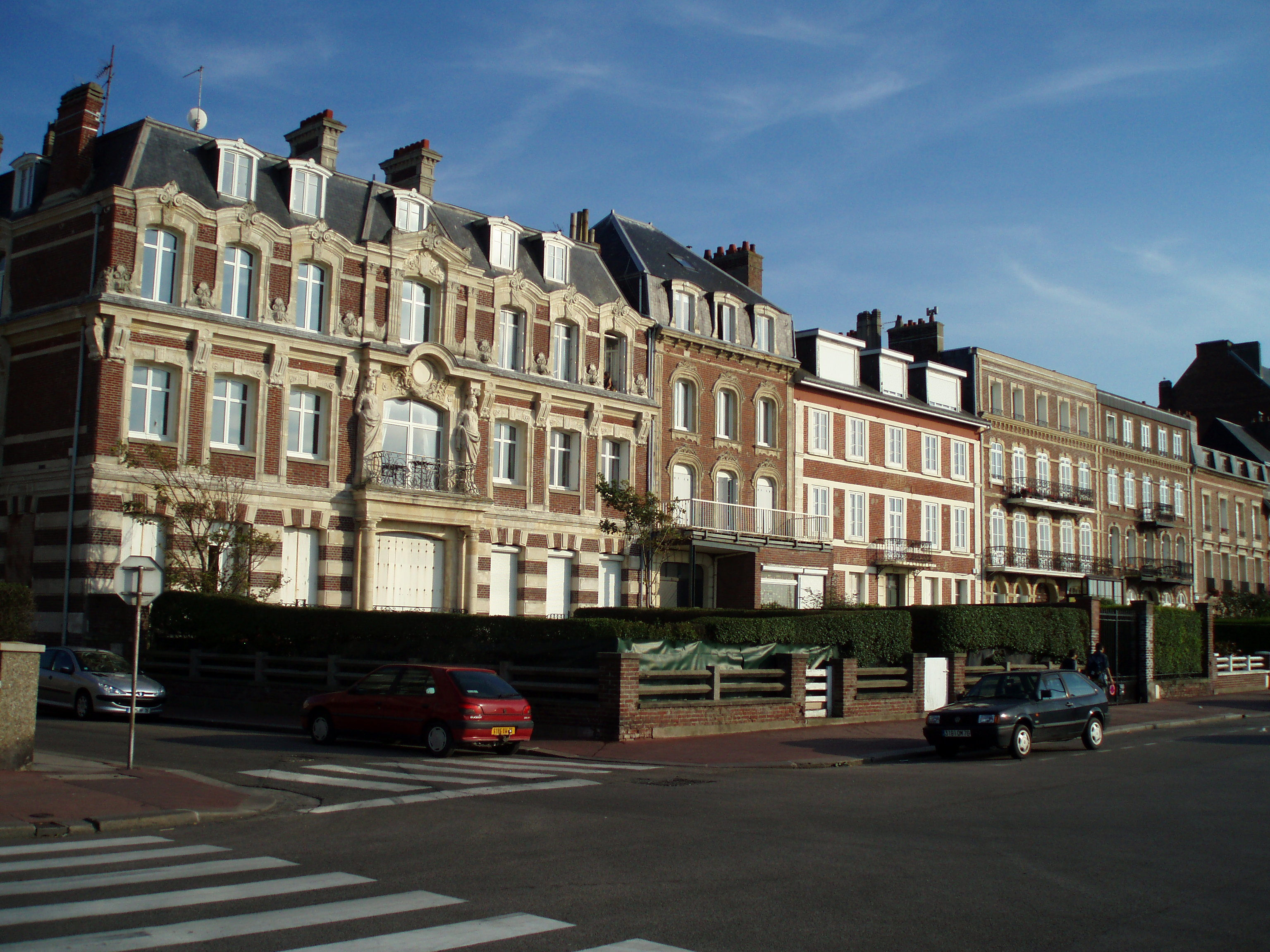
Les maisons Second Empire du boulevard de Verdun (ex-rue Aguado), construites entre 1854 et 1857 sur le terrain dit des Corderies.

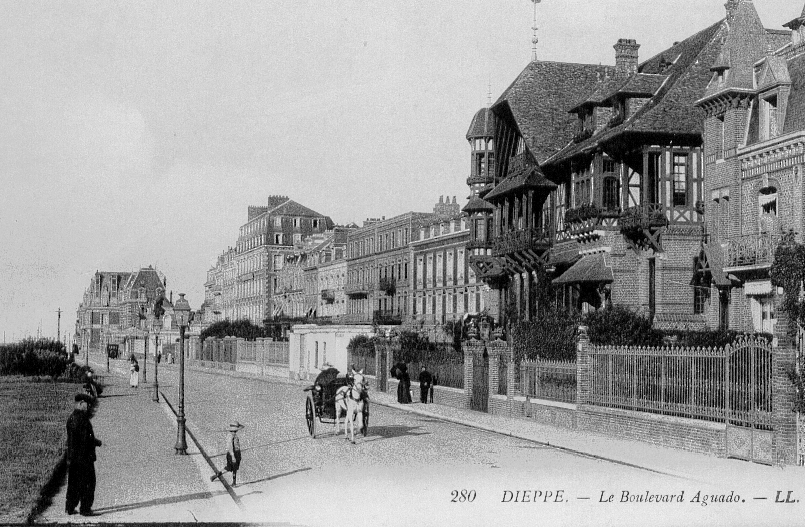
Rue Aguado vers 1905 : vue du sud-ouest sur l'ancien manoir Saint-Martin (chalet normand, 1890) et en arrière-plan, les villas Second Empire, le Grand Hôtel, la maison mauresque et la villa Sturdza.

#### Constructions historiques
Le château de Dieppe a pour origine un premier « château » qui existait vraisemblablement au XIIe siècle, à l’époque de Philippe Auguste. La construction du château actuel débute en 1443 à l'instigation de Charles Des Marets. La tour ouest date peut-être du XIVe siècle. L'appareillage en silex et grès est souvent remanié au cours des âges. On y ajoute un bastion en briques et divers bâtiments. Ce véritable château fort présente en 2022 une architecture composite.
Le château de Dieppe abrite jusqu'en 1923 la caserne Ruffin. Il abrite en 2022 le musée de Dieppe où l'on peut admirer une des plus grandes et belles collections d’ivoire sculpté d’Europe (crucifix, chapelets, statuettes, éventails, tabatières, etc.), des œuvres du peintre Georges Braque, le mobilier de salon du pianiste Camille Saint-Saëns et des expositions temporaires.
Du château, on a un point de vue panoramique sur la ville.
Les tourelles (XVe siècle) sont construites durant la guerre de Cent Ans. Elles sont le dernier vestige des sept portes fortifiées que comptait la ville pour se défendre contre les Anglais. Un pan des remparts y attenant a également été conservé.[réf. nécessaire]
On relève par ailleurs que les anciens souterrains et blockhaus allemands de la Seconde Guerre mondiale sont dissimulés dans la falaise à proximité du château.
On note d'autre part sur Dieppe l'existence du château de Janval, dit château Michel.[réf. nécessaire]

#### Environnement maritime
Le quai Henri-IV (ancien Grand-Quai) : agrémenté de multiples restaurants, le quai présente quelques beaux bâtiments historiques du XVIIe et XVIIIe siècles tels que le collège des oratoriens (1614) dont la chapelle fut construite à l'endroit où se trouvait la maison de Jehan Ango, l'hôtel de la Vicomté et l'hôtel d'Anvers (1697) dont un bas-relief, représentant la ville d'Anvers, orne le porche côté cour intérieure. Sur le rempart de la tour aux Crabes (1374), qui défendait jusqu'en 1841 l'accès au chenal menant au port, un panneau, installé en 2000, représentant l'anarchiste Louise Michel sur fond de drapeau rouge, informe que cette militante de la commune de Paris est rentrée du bagne par le port de Dieppe.
Le quartier du Pollet : ancien quartier des pêcheurs avec maisons pittoresques et promenade menant au sommet de la falaise.
Le quai Duquesne avec les arcades de la Bourse, la chambre de commerce de Dieppe et le bâtiment de l'ancienne quincaillerie Leveau (au no 26) dessinée par Georges Feray, au style oscillant entre modernisme et classicisme.
Le front de mer de 1 500 mètres et l'esplanade maritime, dessinée par l'impératrice Eugénie lors de son passage dans la ville, séparant le boulevard de Verdun (ex-rue Aguado) de la promenade maritime.
La plage de galets qui jouxte une plage de sable à marée basse.

#### Environnement urbain
Le pont Colbert : pont tournant métallique composé de poutrelles métalliques rivetées construit entre 1885 et 1889, il est le dernier plus grand pont tournant d’Europe en fonction dans sa configuration d’origine. Réalisé sous la direction de l'ingénieur en chef des Ponts et Chaussées, Paul Alexandre (1847-1931), le pont Colbert, long de soixante-dix mètres, surplombe le chenal du Pollet creusé lors de l'aménagement du port qui sépara le quartier du Pollet en deux. Il est riveté, en fer puddlé. Dynamité en 1944 par l'armée allemande, il sera réparé à l'identique et remis en service pour la fête nationale du 14 juillet 1946. Fonctionnant toujours avec son mécanisme d'origine, c'est le dernier grand pont tournant à système hydraulique encore en activité. Sa cabine de manœuvres montre son mécanisme. Son entretien coûte cependant cher ce qui a amené depuis 2009 le Syndicat mixte du Port de Dieppe à étudier des projets visant à le remplacer par un édifice plus moderne. Une association de sauvegarde du pont Colbert a été depuis lors constituée pour le préserver.
Le pont Ango : d'abord pont tournant métallique (1881), détruit en 1944, reconstruit en pont levant (1950).
La Grande-Rue jusqu'à la place du Puits-Salé est une voie piétonne depuis 1976, rénovée en 2004.
La rue de la Barre, prolongement de la Grande-Rue.
Les maisons et chalets du faubourg de la Barre (quartier Caude-Côte).
La place du moulin à vent avec ses maisons pittoresques.
Le quartier Sainte-Catherine : construit entre 1694 et 1720 et réhabilité en 1985, ce quartier est caractéristique du programme d'urbanisme imposé par l'architecte Ventabren avec son modèle unique de façade de brique, comprenant un rez-de-chaussée dédié au commerce ou à l'artisanat, un entresol sous arcade pour constituer les réserves, un premier étage d'habitation et des combles éclairés par une lucarne.
La maison Miffant (1624), construite à pans de bois, est un rare vestige de la ville avant la « bombarderie » de juillet 1694 par la flotte anglo-hollandaise. Classée monument historique, la maison Miffant constitue un témoignage unique de l'architecture dieppoise du XVIIe siècle et a été restaurée en 2015.
Les maisons de la rue Jules-Ferry, de style régionaliste ou néo-normand de la fin du XIXe siècle.
À l'exception de la villa Nelly, le bloc situé entre la rue Parmentier et la rue de la Brasserie est caractéristique des grands ensembles immobiliers de luxe construits dans les années 1970, sacrifiant notamment pour leur édification, l'emblématique manoir Saint-Martin (le chalet normand), la petite villa anglo-normande adjacente et l'ancienne école Saint-Charles.

#### Hôtels, résidences et demeures particulières
Le boulevard de Verdun : (à comparer avec les cartes postales d'avant-guerre). L’habitat du front de mer offre un large panel des types de constructions balnéaires de Dieppe sur une période allant de 1837 à nos jours. À l'origine, la plupart des résidences et immeubles construits l’avaient été à des fins locatives. Le premier règlement d’urbanisme imposait un alignement allant d’une profondeur de 7 m à 16 m entre les façades et la rue, et une hauteur maximale de deux étages. Dans les années 1880-1900 sont construites des nouvelles villas affichant des références historiques, régionalistes, exotiques ou étrangères, privilégiant notamment les hautes toitures débordantes, les vérandas, les balcons, les tourelles ou encore les bow-windows. Des hôtels monumentaux luxueux sont également élevés dont le plus ancien, et le seul qui subsiste, est l’Hôtel Royal (1833, rebâtie en 1900-1901). L'harmonie architecturale des maisons du front de mer a été profondément endommagée par les bombardements de la Seconde Guerre mondiale mais aussi par le vandalisme architectural des années 1970 et 80.
Les demeures beiges en béton, situées entre la rue de la Rade et la jetée, ont été construites après la Seconde Guerre mondiale et constituent un exemple typique d'architecture de la période de reconstruction rapide de l'immédiat après-guerre. C'est à cet emplacement qu'on trouvait de splendides demeures de la seconde moitié du XIXe siècle comme la maison Sturdza, le Grand Hôtel et la maison mauresque. Si cette dernière fut le seul de ces édifices qui ait survécu à la guerre, elle a cependant été détruite en 1987 sur décision municipale pour laisser place à un imposant hôtel trois étoiles.
Les maisons bourgeoises d'époque Second Empire, situées entre la rue Parmentier et la rue de la Rade, furent construites entre 1854 et 1857 sur le terrain dit des Corderies selon un cahier des charges précis imposant un jardin de 16 m de profondeur devant chaque logis. Elles constituent le seul bloc intact de maisons du front de mer qui soit antérieur à la Seconde Guerre mondiale (si on excepte que l'architecture de la maison à l'angle de la rue Parmentier fut plusieurs fois modifiée pour être surélevée avant et après la guerre). Ce sont des immeubles sobres et relativement uniformes, d'esprit classique, en briques recouvertes d’un enduit blanc, à la façade plane agrémentée de discrets balcons, dont quelques-uns couverts en toits-terrasses. Parmi ces maisons, la villa ornée de deux cariatides, située à l'angle de la rue de la Rade, est l'ancien hôtel Édouard-VII, érigé en 1857 par l’architecte de la Ville, Pierre Aubin Alexandre Dupont, pour l’armateur Dieppois Nicolas Picquet. La villa voisine a la particularité d'avoir son jardin séparé du trottoir par une grille en fer forgé (qui n'est plus d'origine), caractéristique de celles qu'arboraient toutes les maisons du front de mer avant la Seconde Guerre mondiale.
L'hôtel Aguado (1958), situé boulevard de Verdun. Second hôtel du front de mer à avoir porté ce nom, il a été construit à l'emplacement de la Manufacture Royale des Tabacs, incendiée durant la Seconde Guerre mondiale.
La résidence métropole se dresse à l'emplacement de l'ancien hôtel Métropole (1893) détruit durant la guerre.
L'ancien hôtel Royal (1901) : autrefois fleuron de la ville, construit en 1833 et agrandi et surélevé en 1901, il est le dernier survivant des grands palaces et a été reconverti en appartements. C'est un des plus beaux édifices du boulevard de Verdun. Deux maisons plus loin, la petite maison à colonnade est l'ancien hôtel du Rhin et New Haven du début du XXe siècle.
Les résidences de l'Epsom et de l'Univers sont les édifices les plus récents du boulevard de Verdun (années 2000) et ont été construits à la place de l'ancien hôtel Epsom (ex-hôtel du Rhin) et de l'ancien hôtel de l'Univers.
La villa Perrotte ( Inscrit MH (2012) bénéficiant du  Label « Patrimoine du XXe siècle ») : bâti en 1928, cet hôtel particulier avant-gardiste de style Art déco et moderniste est dessiné par les architectes Georges Feray et Louis Filliol. Entre 2008 et 2014, elle a abrité une galerie d'art et un centre culturel. Elle est exemplaire des grands principes de Le Corbusier par le recours à des portes intérieures coulissantes et par l'utilisation du béton armé permettant d'agrandir les pièces et les fenêtres.

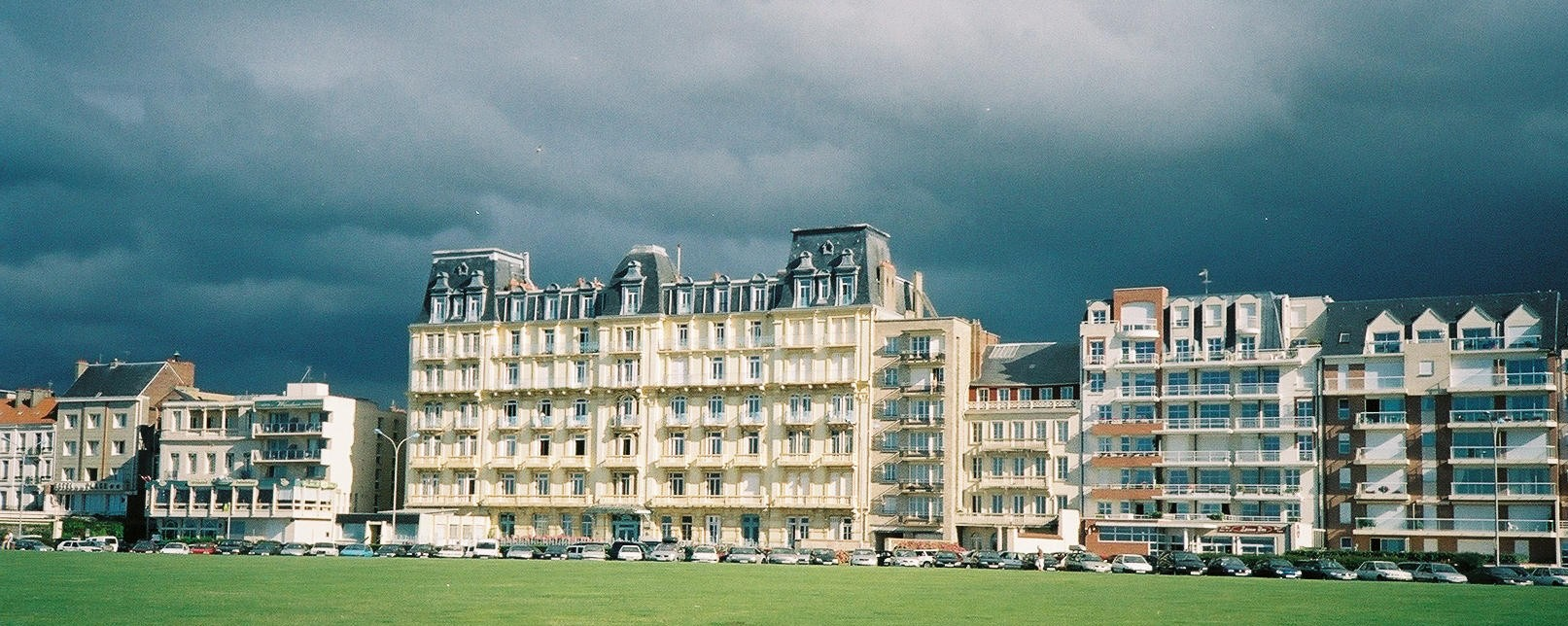
Les maisons et immeubles du front de mer, boulevard de Verdun (de gauche à droite) : hôtel de la plage (2e immeuble), hôtel Windsor (3e immeuble), ancien hôtel Royal (4e immeuble), ancien hôtel du Rhin et de New-Haven (6e immeuble), résidence Epsom (7e immeuble), résidence de l'Univers (8e immeuble).

#### Infrastructures urbaines

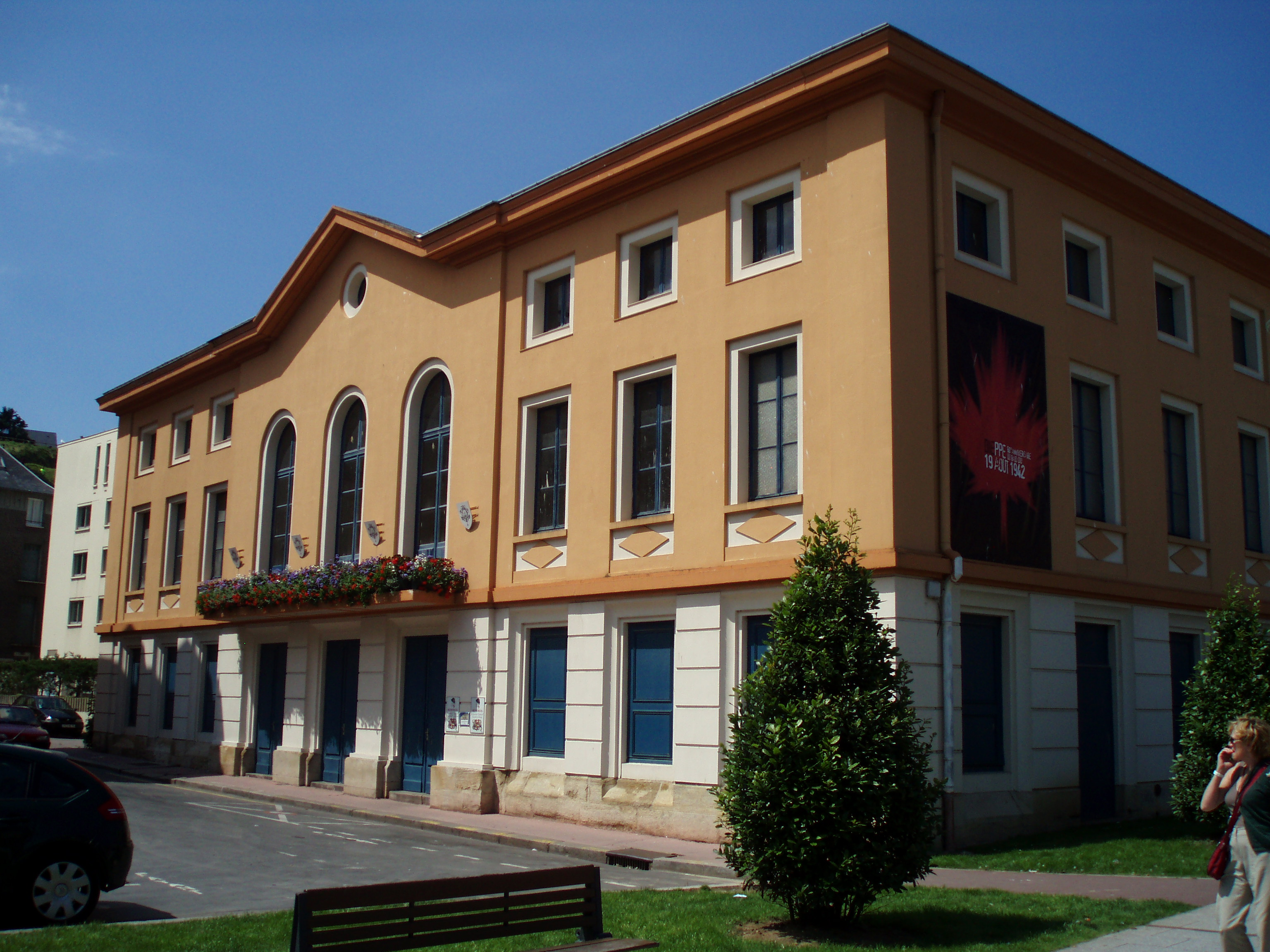
Le petit théâtre municipal, rouvert en 2002.

Le petit théâtre municipal (1900) est inscrit à l'inventaire supplémentaire des monuments historiques depuis 1990. Il abrite depuis 2002 le mémorial du 19 août 1942. Outre l'intérêt de l'exposition, l'intérieur de l'édifice est de style rocaille Louis XV avec dorures. Ce théâtre à l'italienne, construit par l'ingénieur Frissard, fut offert par la duchesse de Berry à la municipalité en 1826. Remanié en 190 et agrandi d'un foyer vers la mer, il est contemporain du casino mauresque et est un des derniers vestiges de l'époque où Dieppe attirait l'aristocratie et la haute-bourgeoisie européenne. Endommagé pendant la Seconde Guerre mondiale, ses façades sont rhabillées en ciment dans les années 1960. Le théâtre est fermé en 1961. Il est de nouveau ouvert au public en 2002 à l'initiative du maire Édouard Leveau, pour abriter un mémorial dédié au débarquement canadien à Dieppe. Le théâtre a été une source de polémique politique, notamment en 2007 quand un projet de réhabilitation fut proposé par la majorité municipale de l'époque mais combattu par l'opposition locale.
Le casino, inauguré en 1961 en présence de Robert Buron, ministre des Travaux publics, des Transports et du Tourisme, succède au casino mauresque et au casino Art déco des années 1930. Il se situe principalement à l'emplacement de l'ancienne villa Rachel qui fut démolie pour permettre son édification.[réf. nécessaire] Il présente une architecture remarquable.
L'Estran Cité de la mer, centre de culture scientifique et technique associatif sur le thème du littoral haut-normand, présente, sur 1 600 m2 d'exposition, la construction navale, les techniques de pêche, l'environnement littoral et la faune de la Manche.[réf. nécessaire]
L'aqueduc souterrain, appelé aussi aqueduc de la source bleue, est un aqueduc gravitaire qui fut percé au XVIe siècle par l'ingénieur Toustain sous le plateau de Janval. Sur 6,7 km, il amenait autrefois l'eau d'une source abondante située à Petit-Appeville jusqu'à la ville, et est encore utilisé en 2022 pour le réseau électrique et de télécommunications.
Le château d'eau, dans le quartier des Vertus à l'entrée de la ville de Dieppe, est construit en 1971 par l'architecte Herbelin. Il est décoré depuis 1973 d'une fresque polychrome de Victor Vasarely, formée de losanges orange et noirs sur fond bleu.
Une nouvelle station balnéaire inaugurée le 15 mai 2007 contient une piscine d'eau de mer extérieure, plusieurs bassins ludiques intérieurs et un centre de thalassothérapie.[réf. nécessaire]
Par ailleurs, un cimetière militaire canadien est présent à Dieppe.[réf. nécessaire]

#### Architecture dieppoise

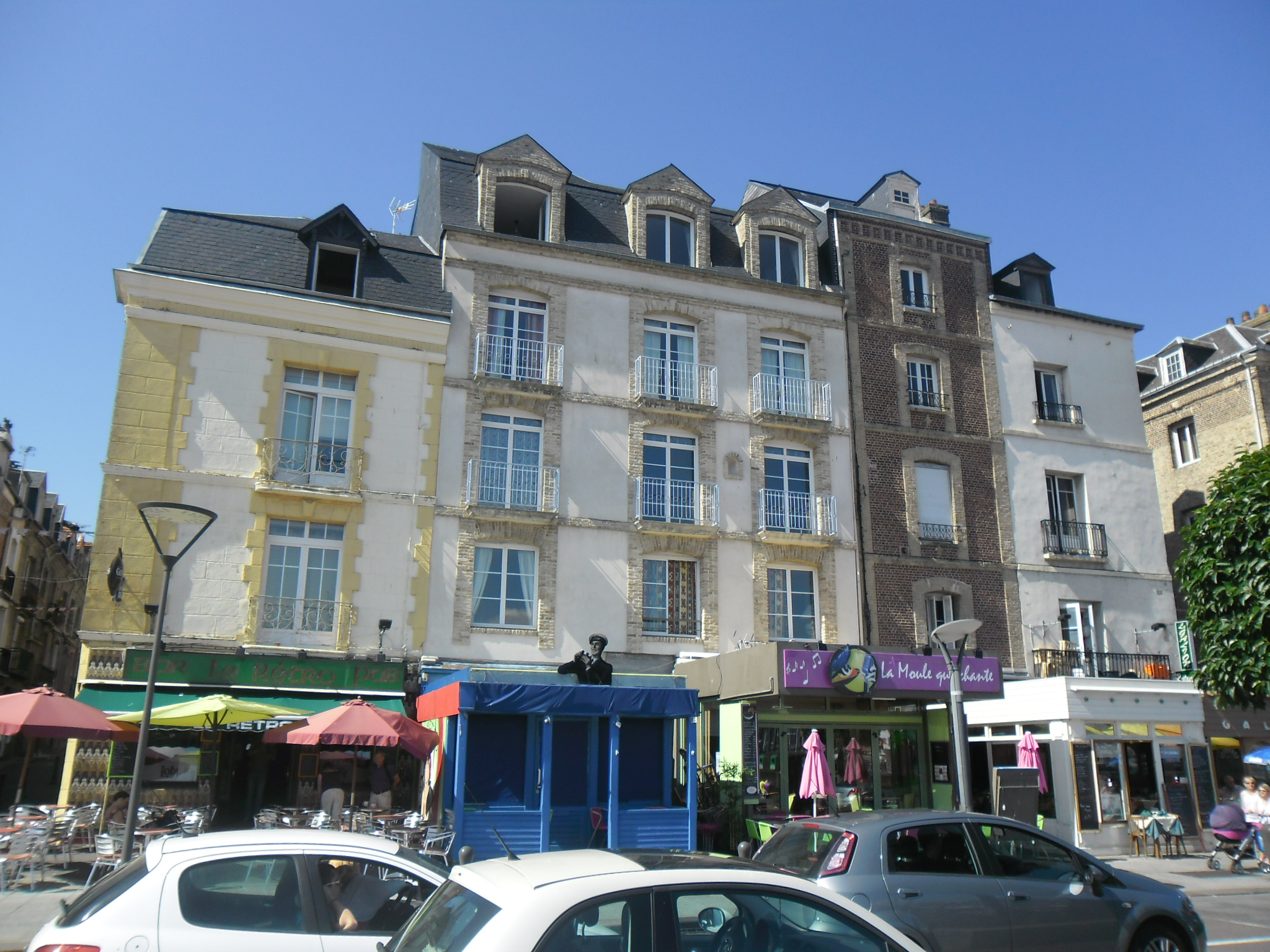
Quai Henri-IV.
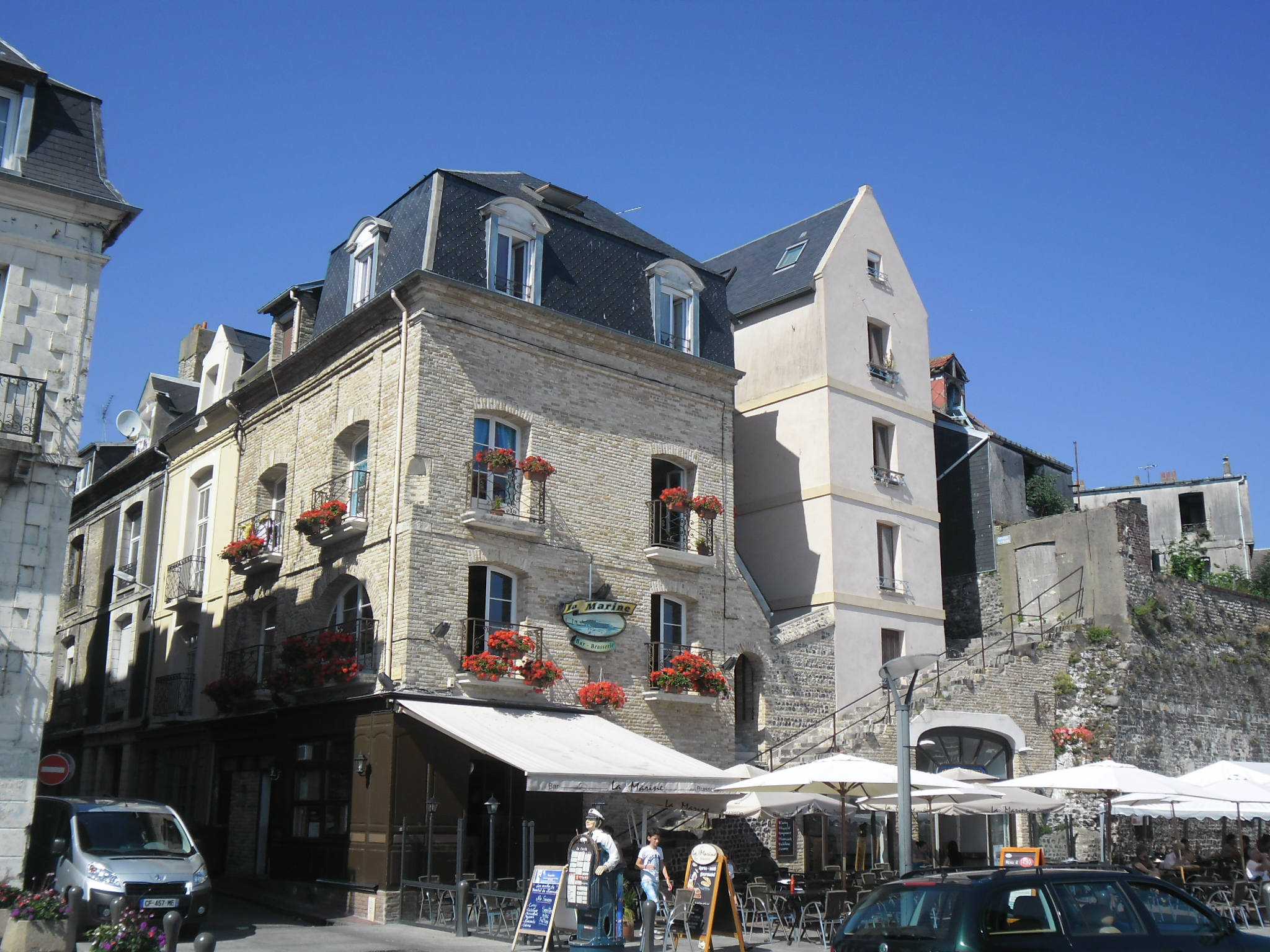
Tour aux crabes sur le quai Henri-IV.
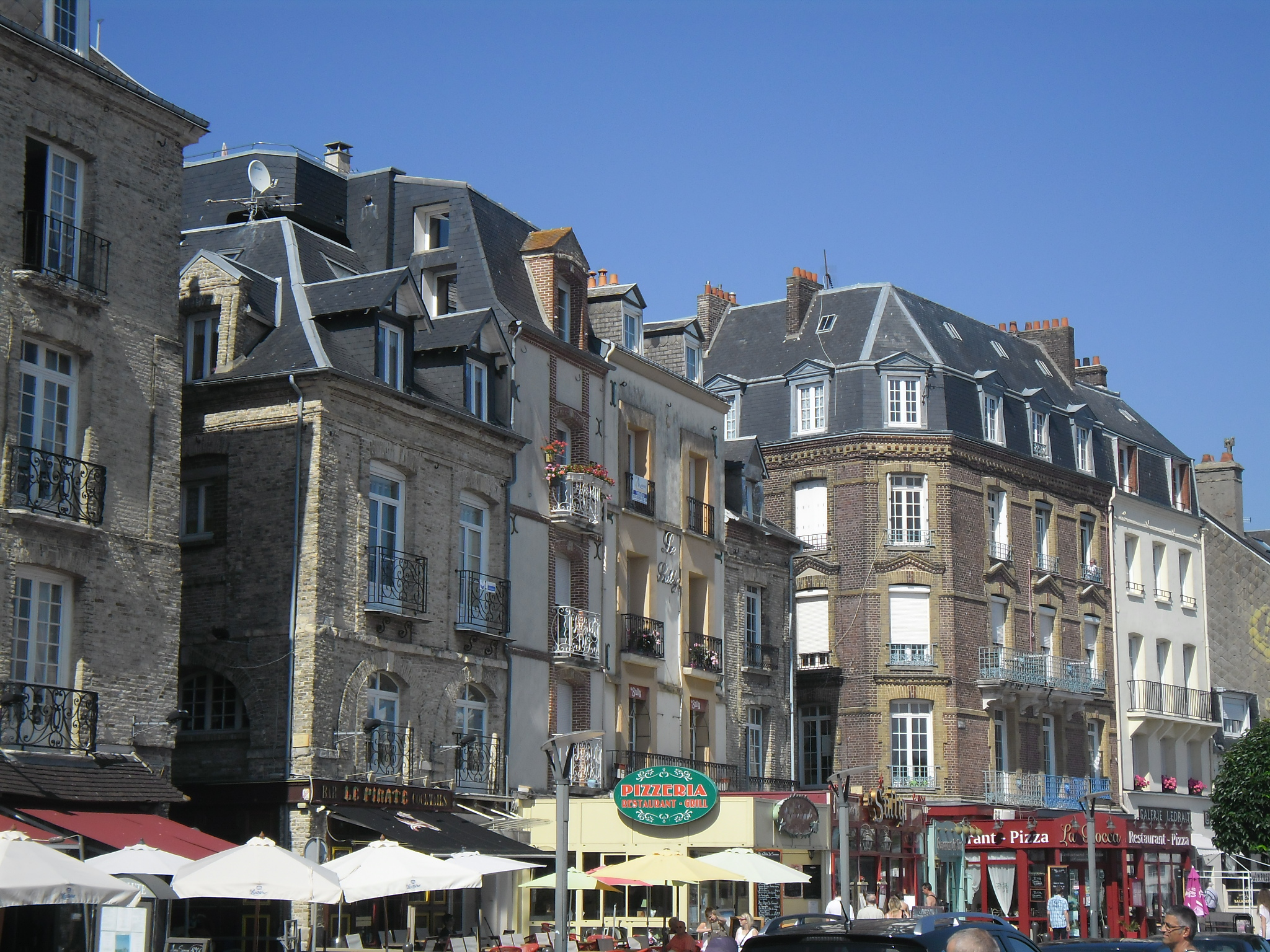
Maisons et restaurants du quai Henri-IV.
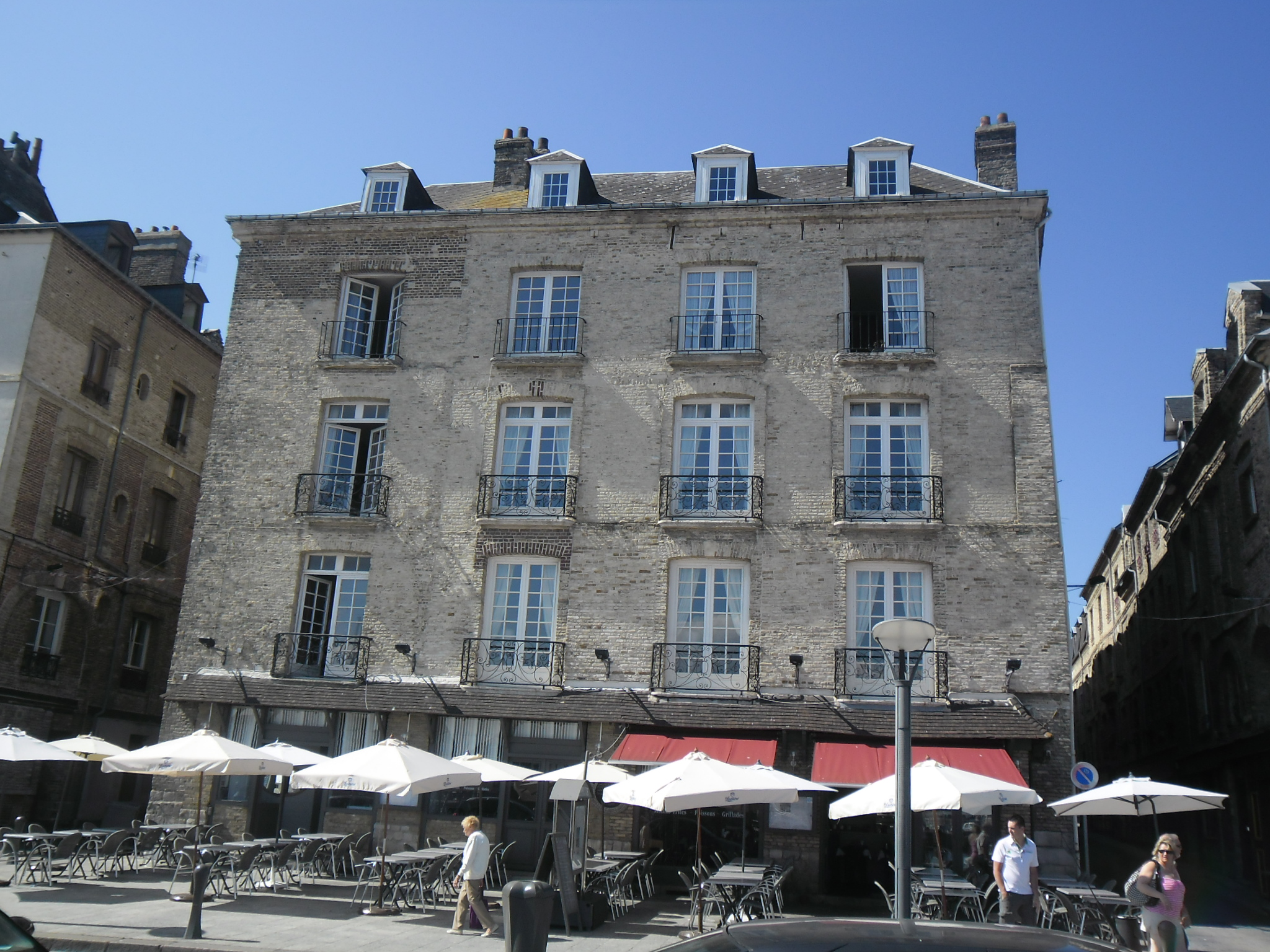
Maison ancienne de type Ventabren sur le quai Henri-IV.
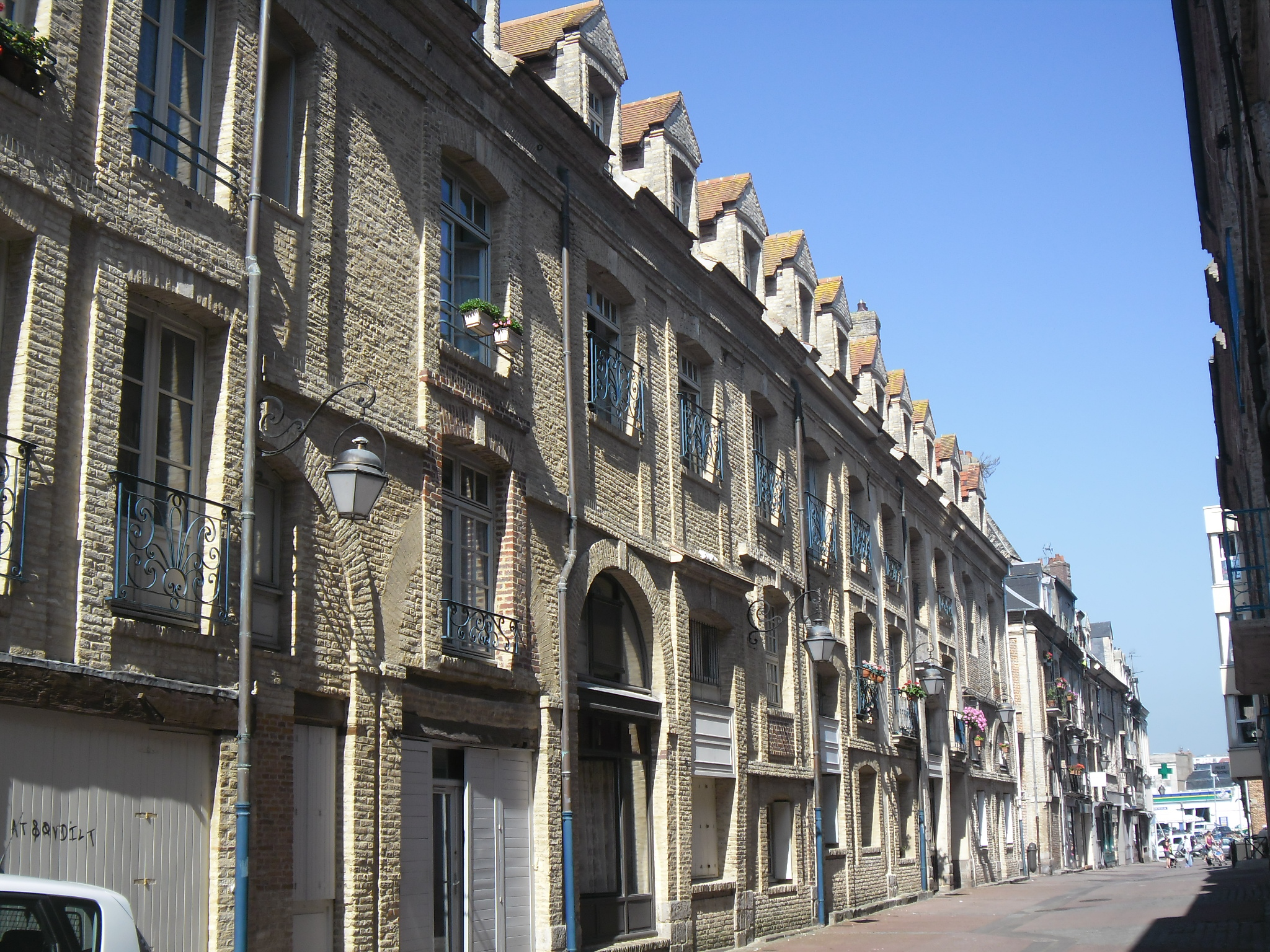
Architecture typique Ventabren rue du Bœuf. La brique de vase et le grès constituent les matériaux de base de ces édifices.
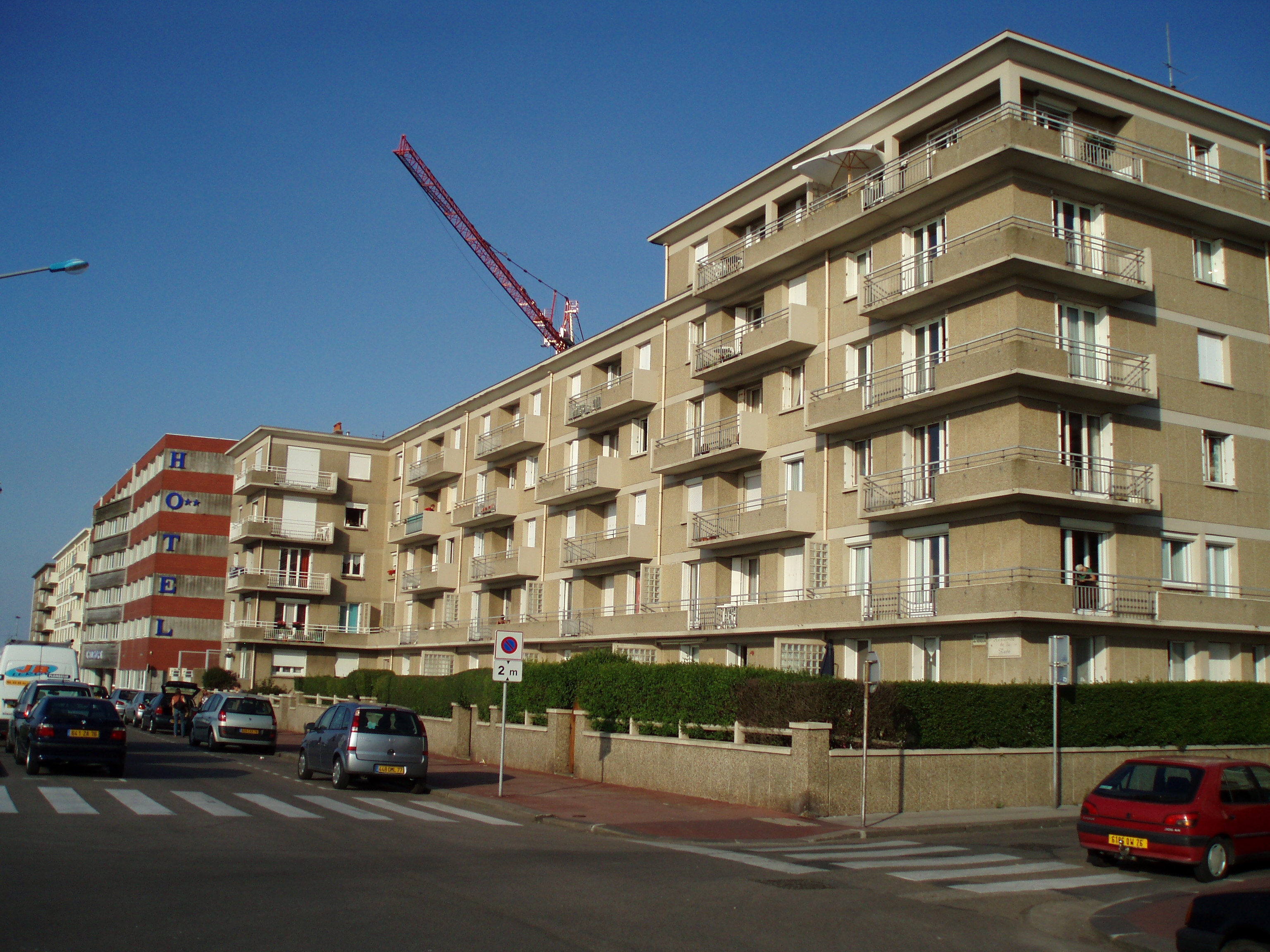
Exemple architectural, boulevard de Verdun, de la reconstruction de l'après-guerre.
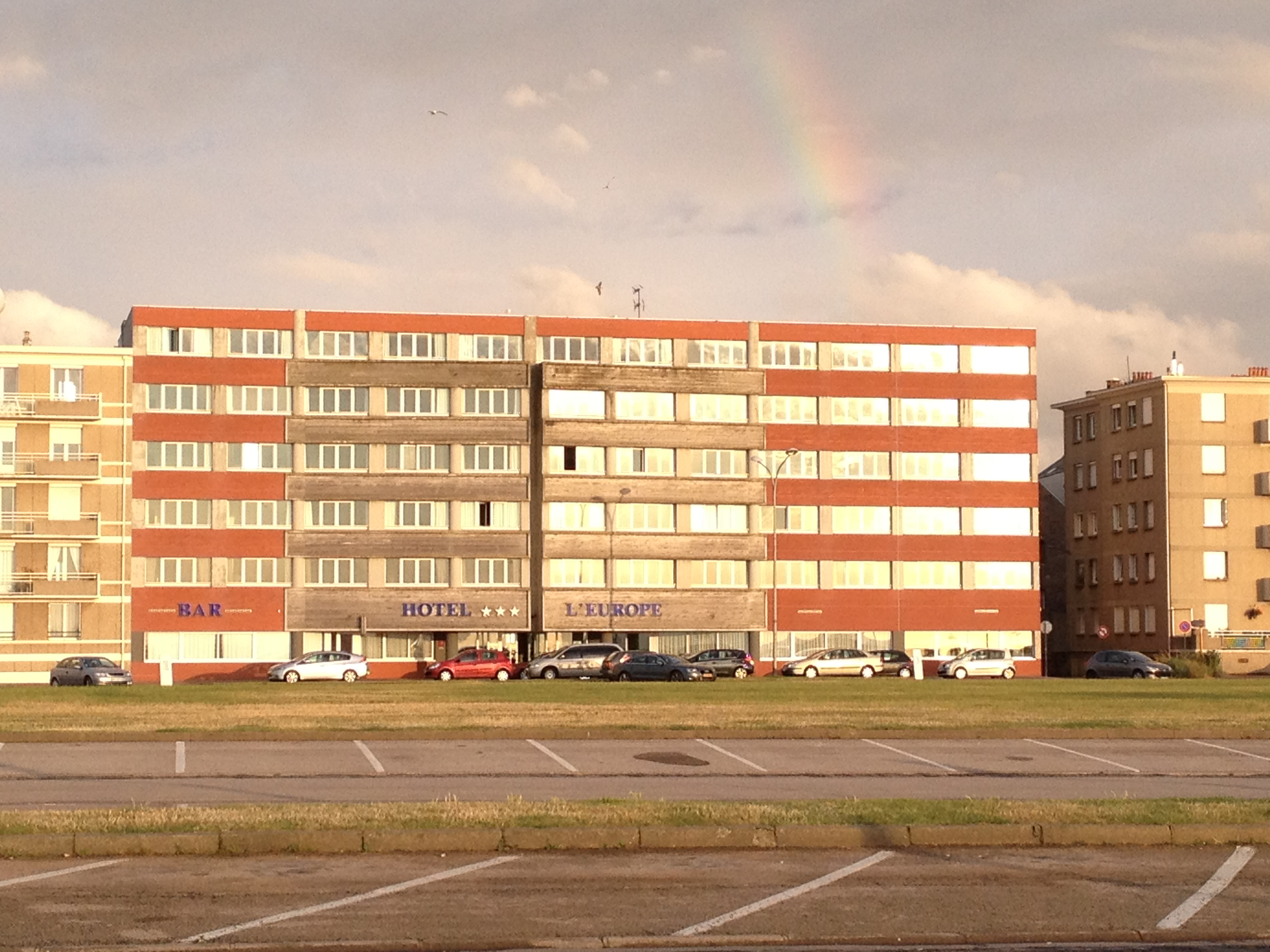
Hôtel de l'Europe (1998), édifié à l'emplacement de l'ancienne maison mauresque.
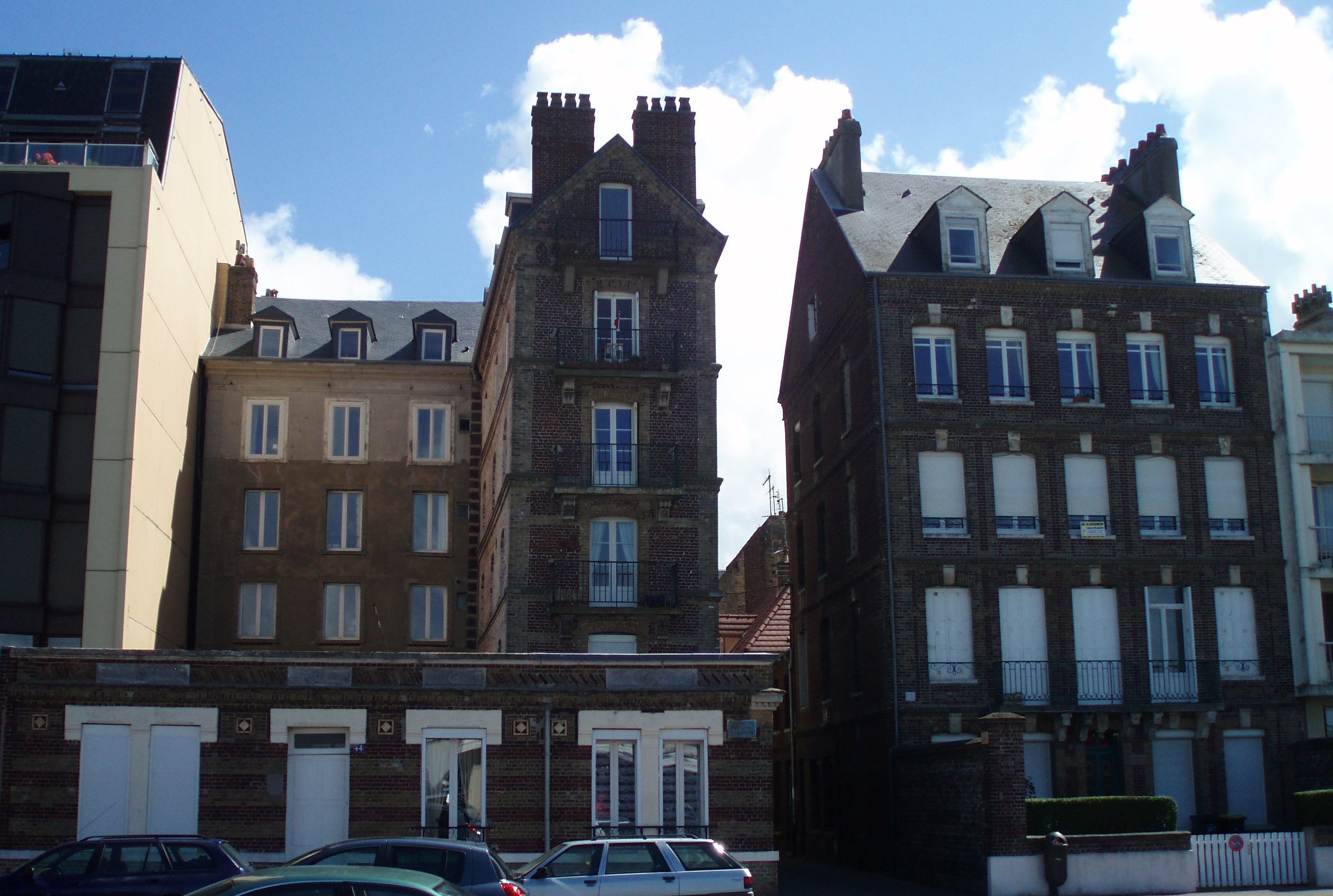
Boulevard de Verdun : la villa Nelly et la résidence Vramant, vestiges des nombreux appartements meublés d'avant-guerre.
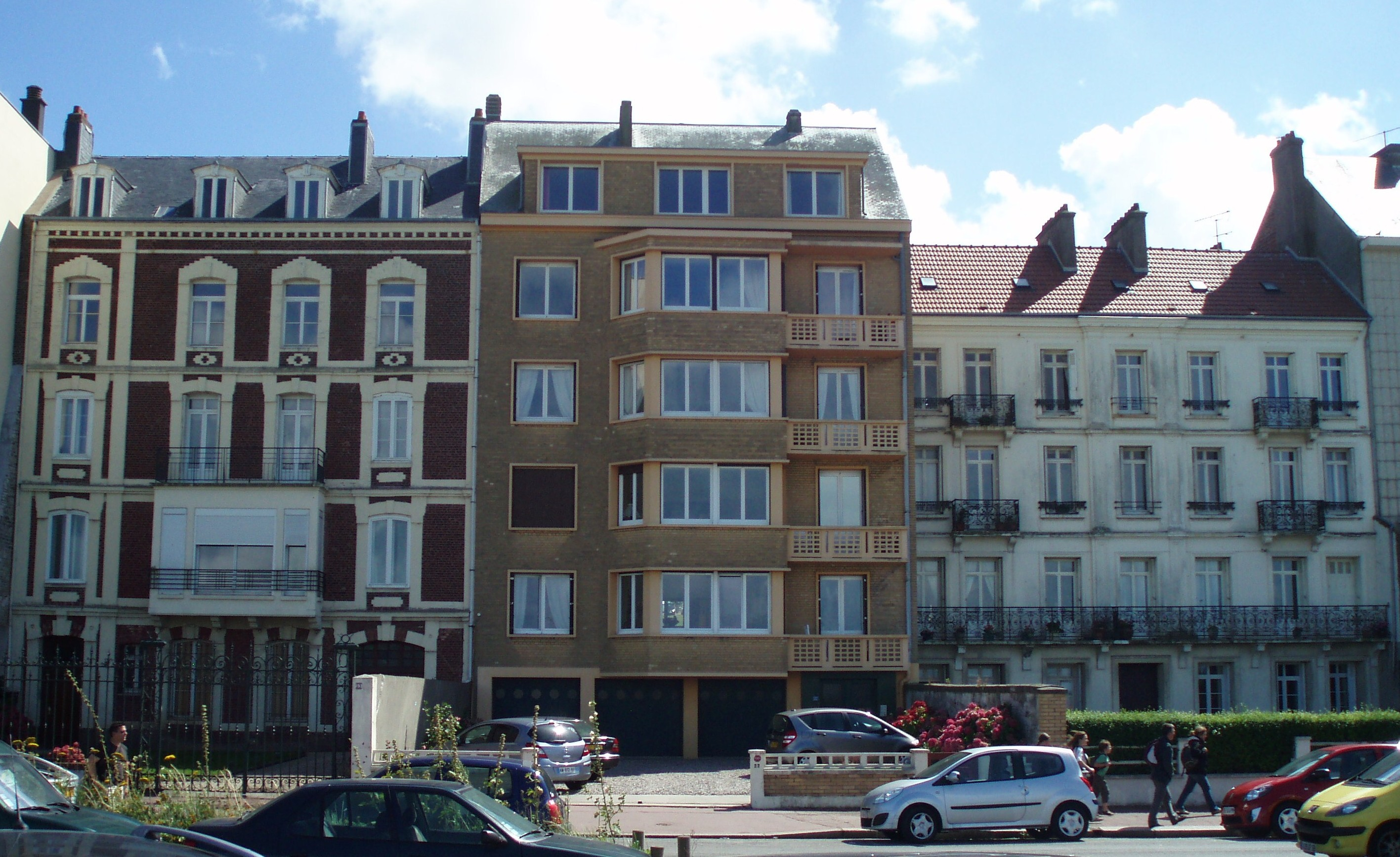
Boulevard de Verdun : l'immeuble néo-classique blanc à droite fut bâti vers 1842-1845.
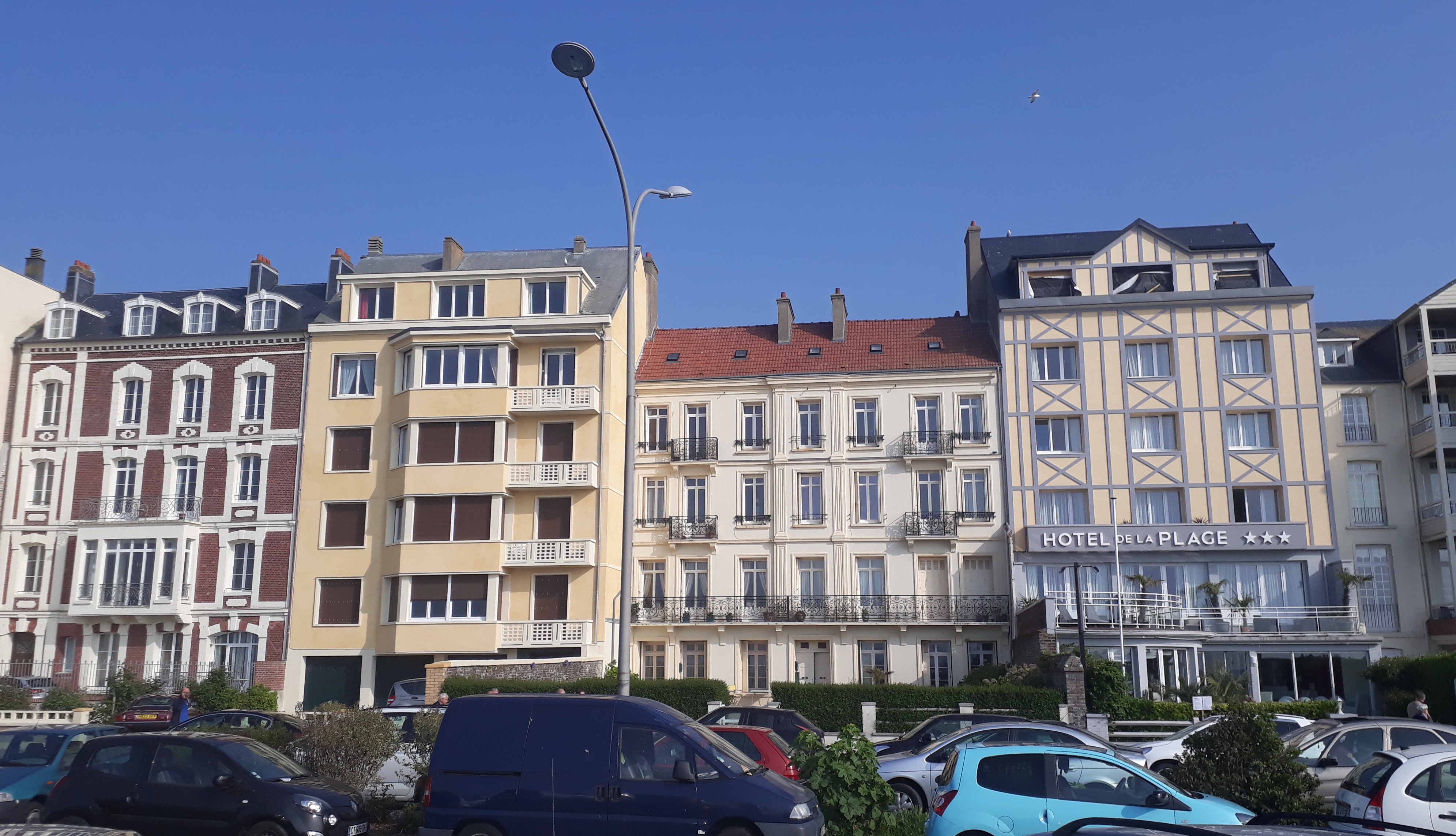
Boulevard de Verdun : immeubles rénovés au XXIe siècle.
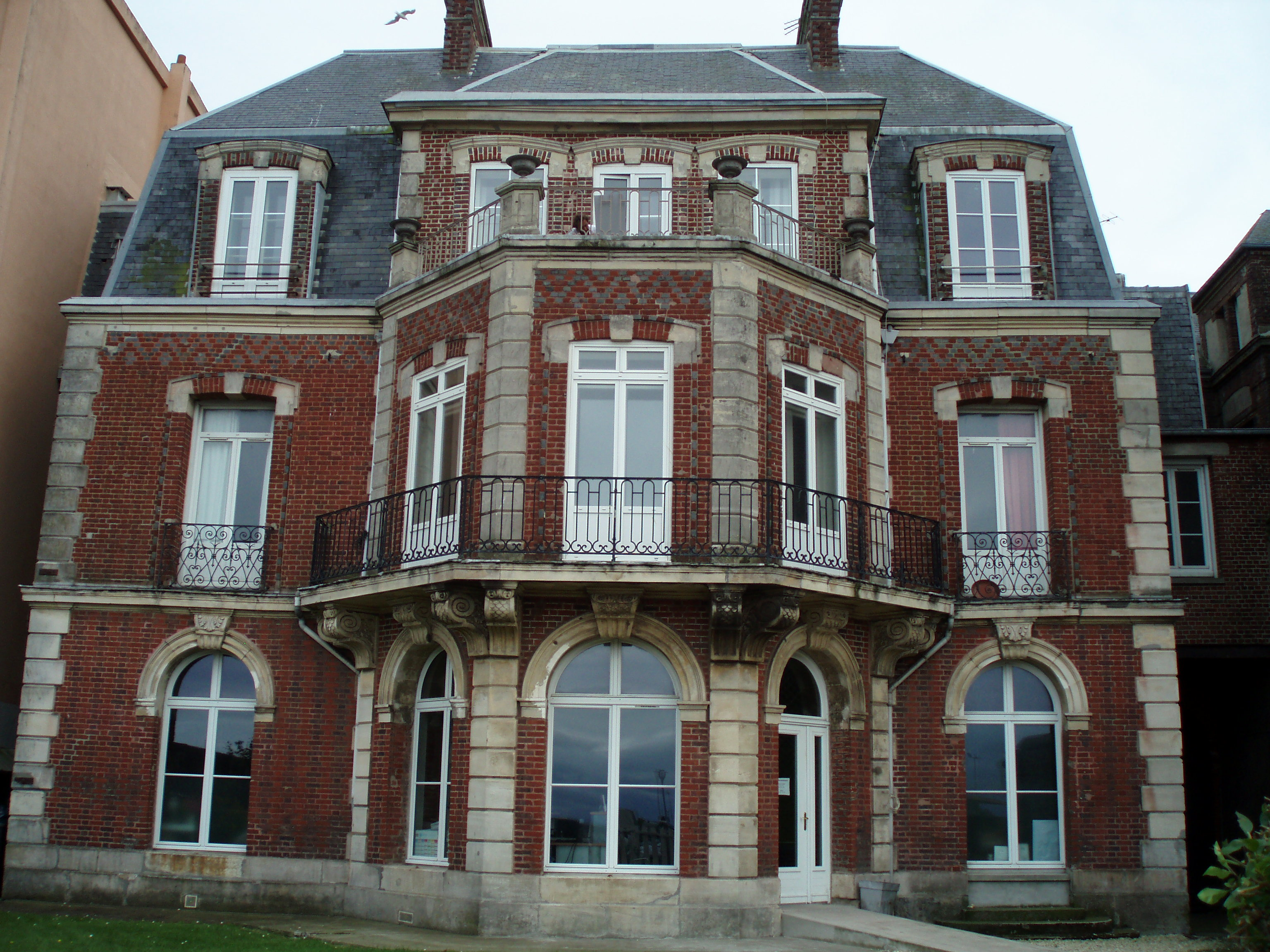
Villa du XIXe siècle sur le boulevard de Verdun.
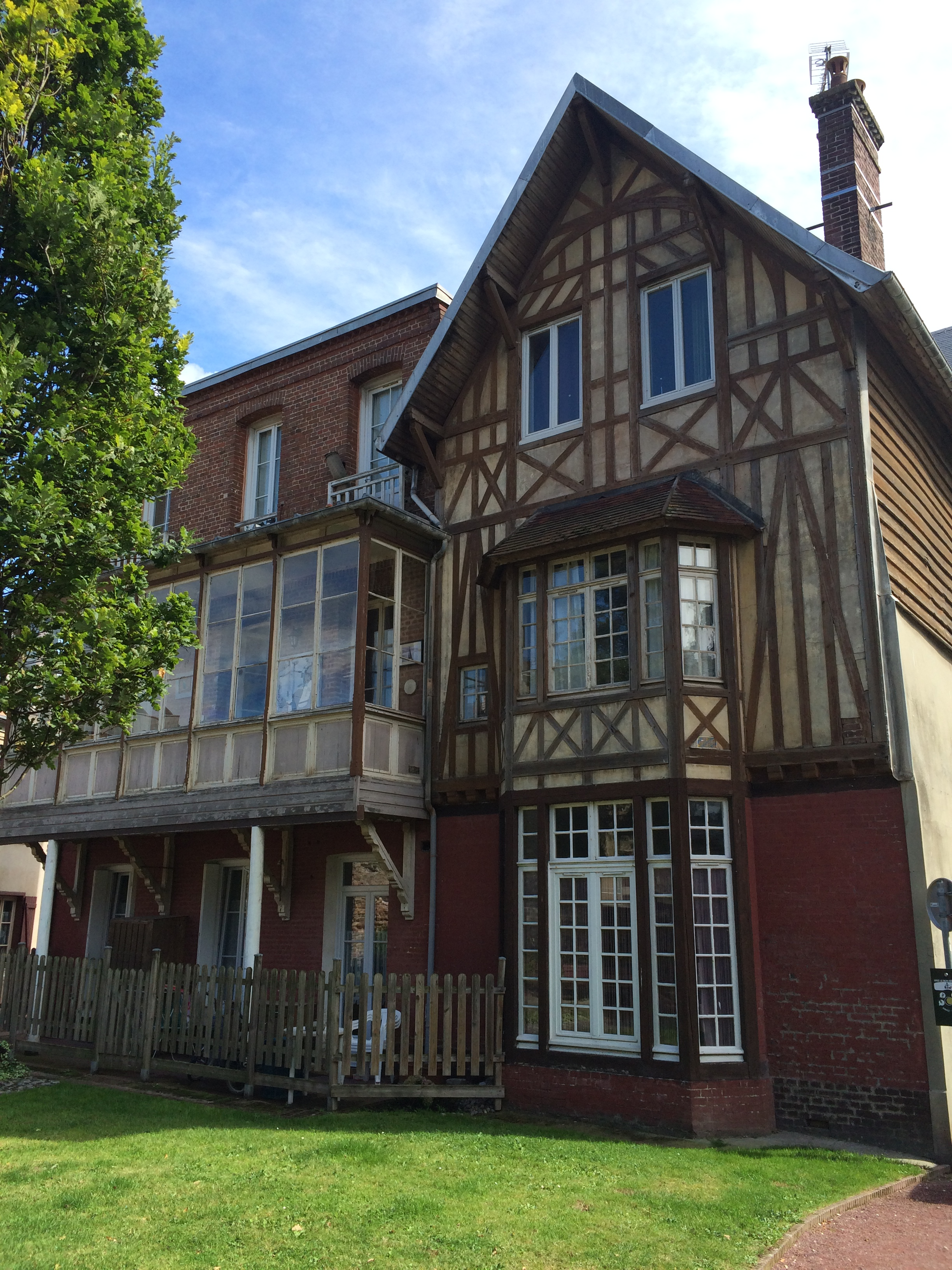
Villa Sevilla, maison à pan de bois située en retrait du front de mer.
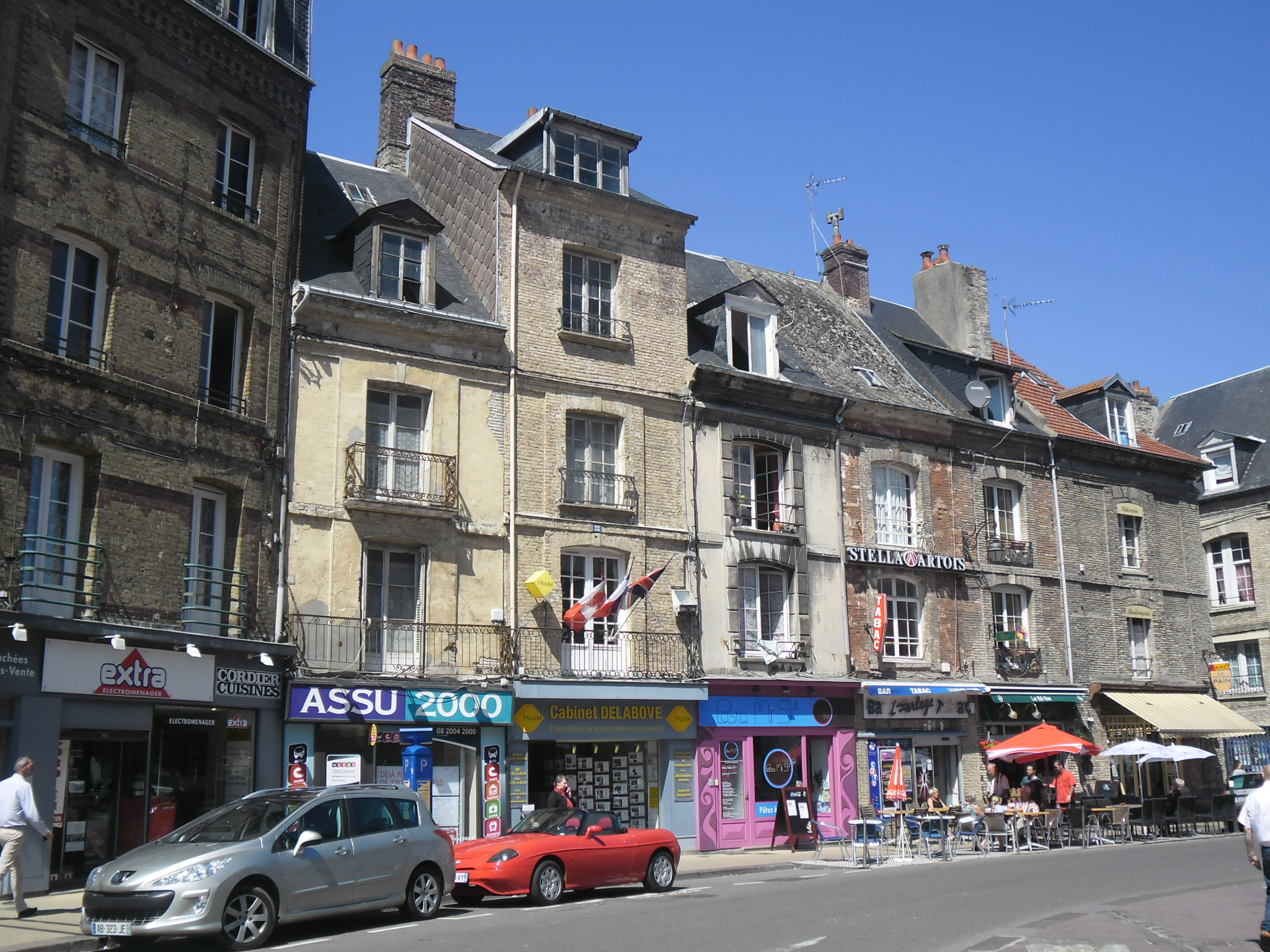
Rue de la Boucherie, centre-ville de Dieppe.
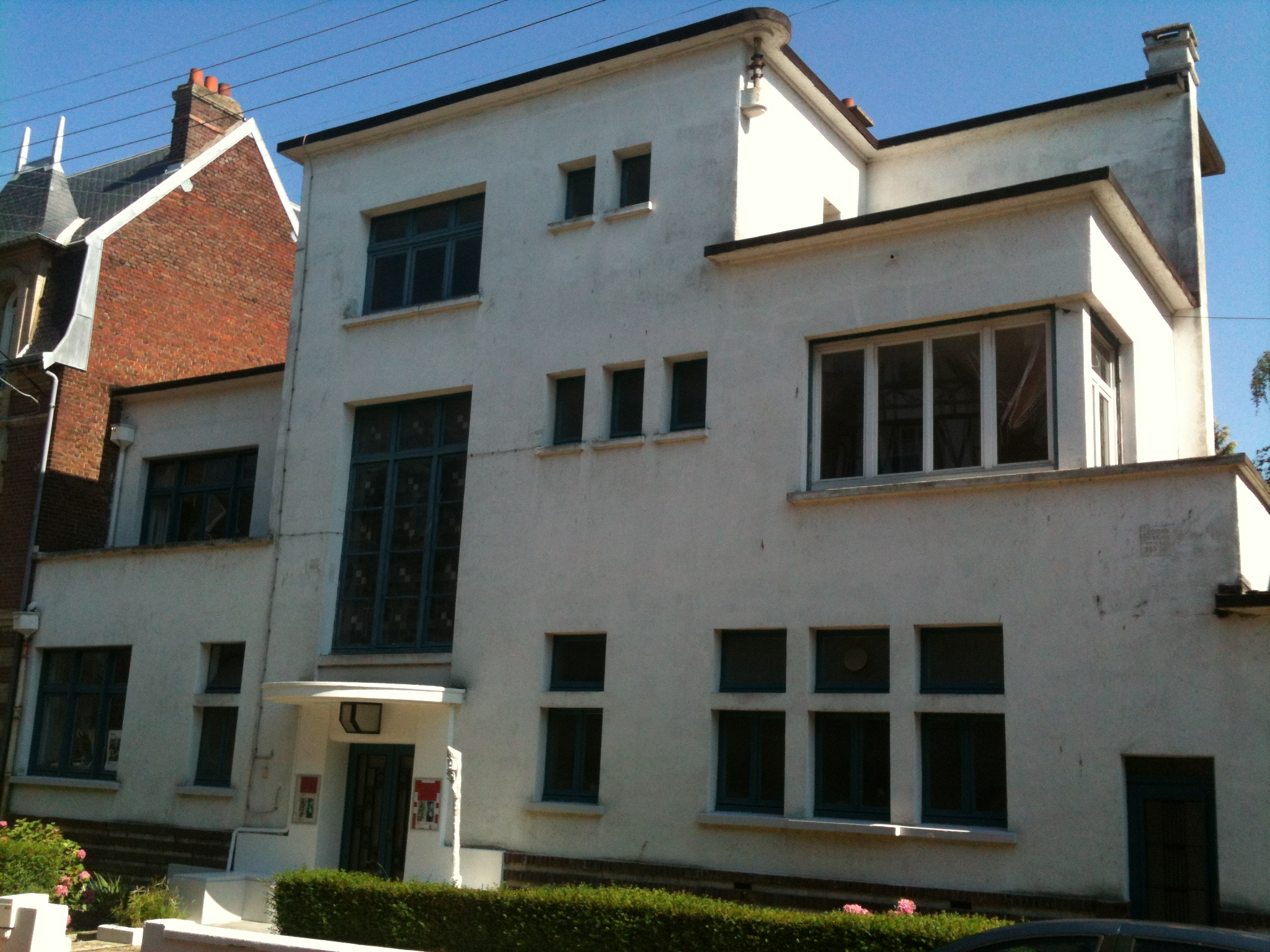
La villa Perrotte de style Art Déco.
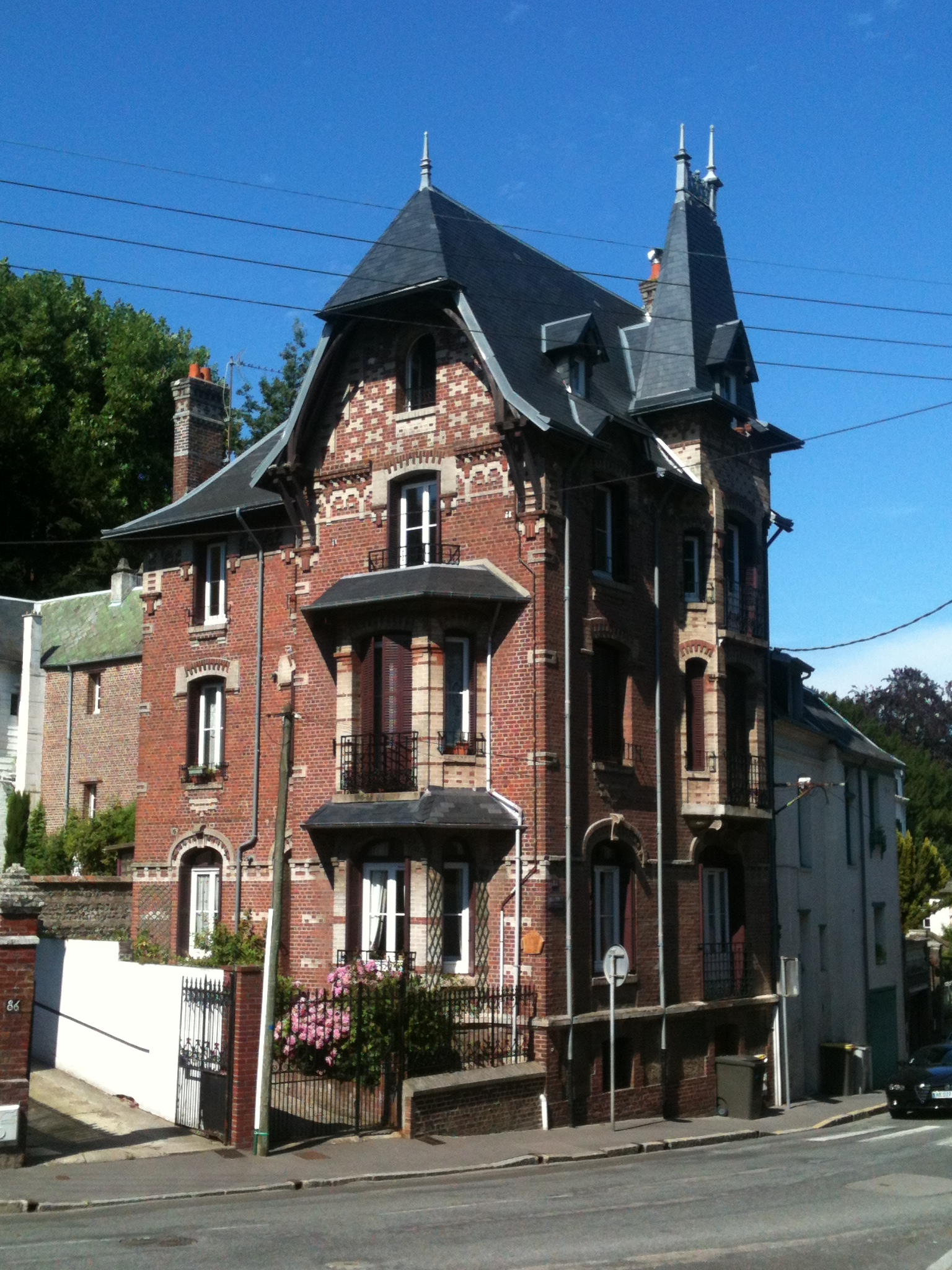
Villa du faubourg de la Barre (quartier Caude Côte).
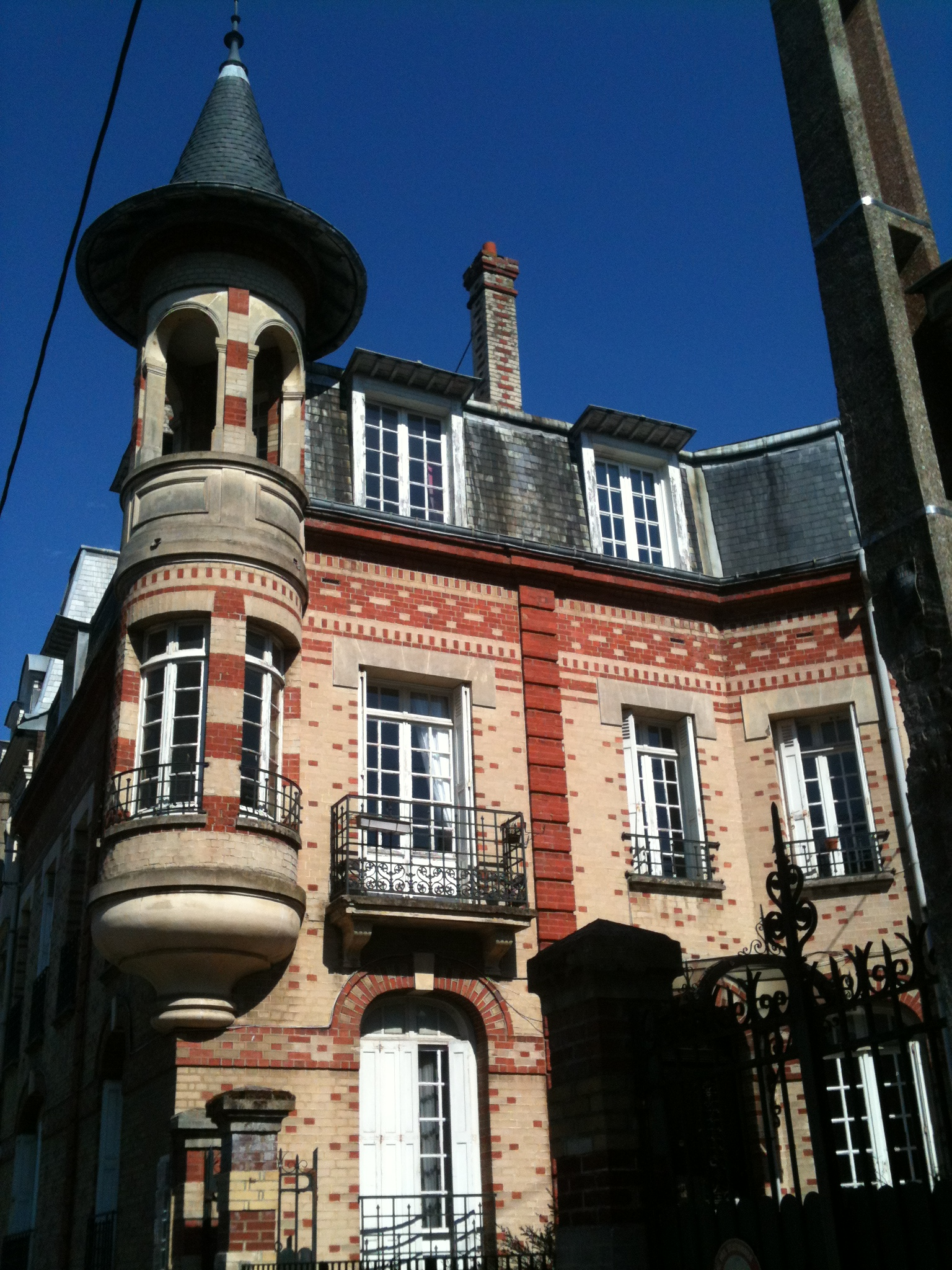
Villa du faubourg de la Barre.
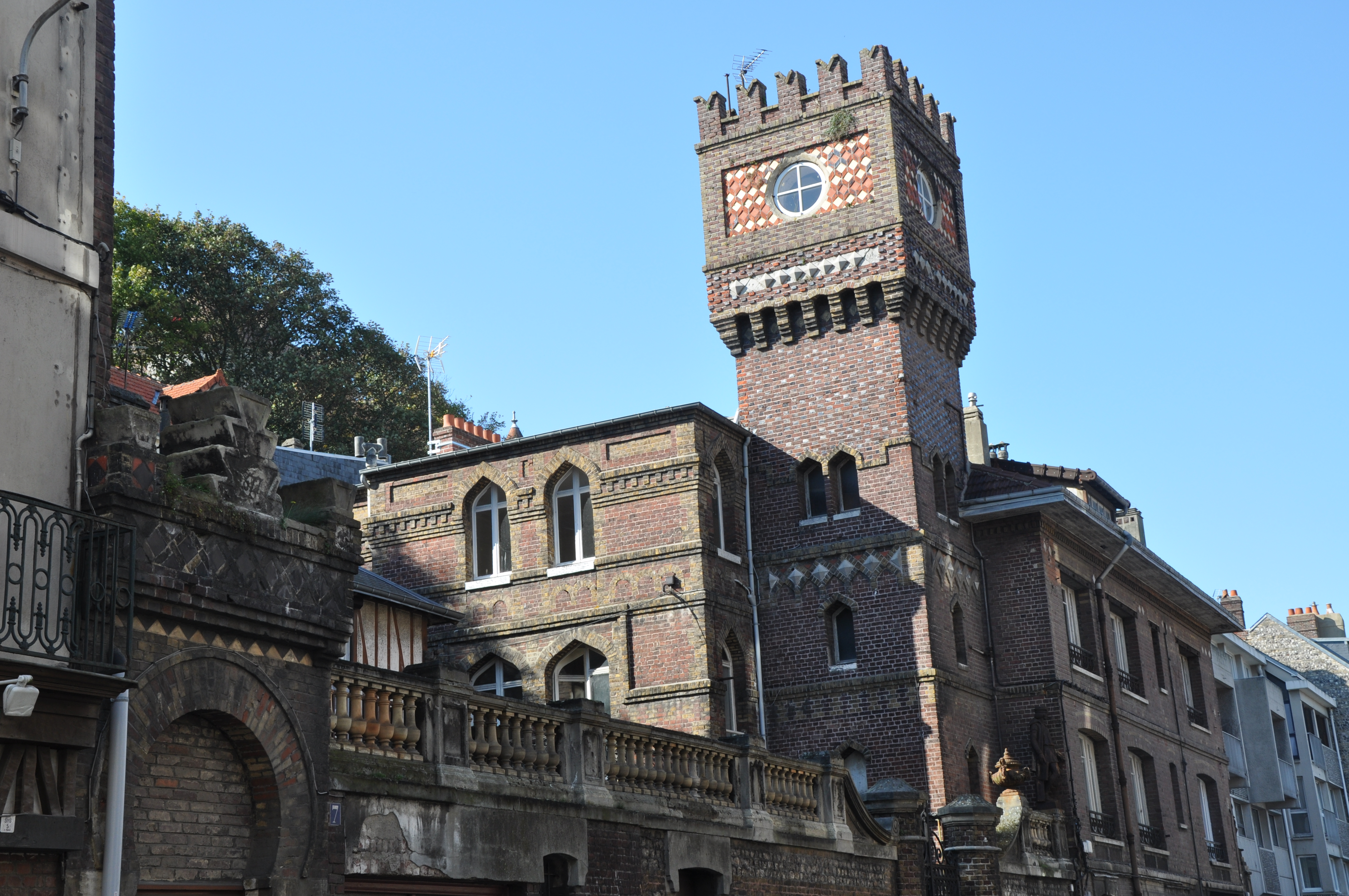
Villa vénitienne, rue de Sygogne.
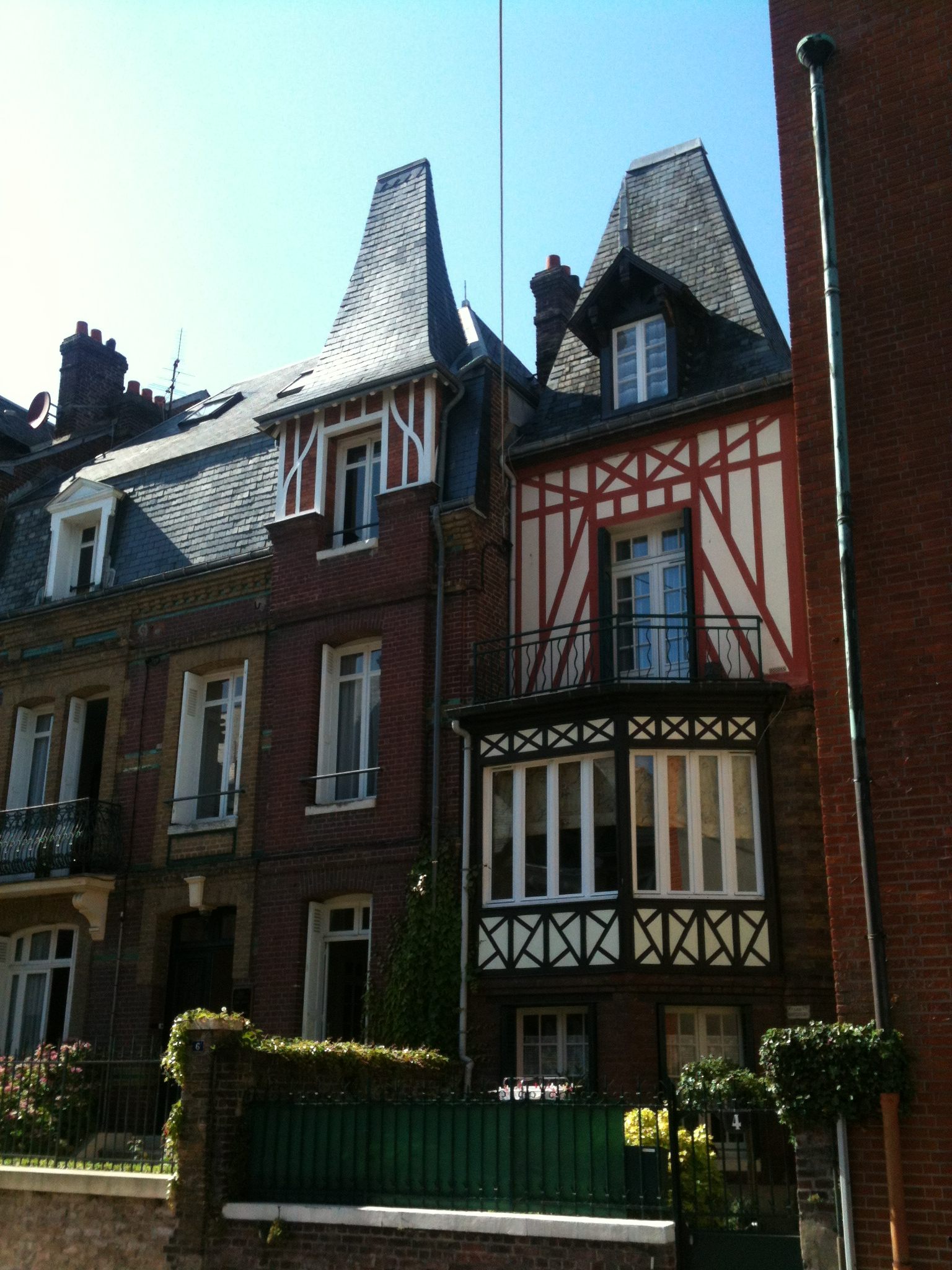
Villas anglo-normandes de la rue Jules-Ferry.

### Dieppe dans la littérature, les films et séries télévisées
- Georges Simenon, L'Homme de Londres, 1934, Fayard[185].
- Georges Simenon,Tempête sur la Manche, 1944, Gallimard: Le couple Maigret doit prendre à Dieppe un bateau pour l'Angleterre. Le temps est mauvais, la traversée de la Manche ne peut être assurée. Les Maigret s'installent dans une pension de famille de la ville portuaire.
- L'Arme à gauche, film de Claude Sautet, avec Lino Ventura, en 1964[186].
- La Bande à Bonnot (ou Les Anarchistes) est un film français réalisé par Philippe Fourastié, sorti en 1968, tourné en partie à Dieppe[186].
- Série télé Belgravia (2020): John Bellasis après avoir voulu assassiner Charles Pope s'enfuit en Europe; on voit Bellasis sortir d'une auberge et l'aubergiste lui dire qu'il pleut fort à Dieppe.
- Drôle de Félix : film français réalisé par Olivier Ducastel et Jacques Martineau, sorti le 19 avril 2000. Félix, jeune Dieppois dont la mère normande est morte récemment, profite de son chômage récent pour partir en auto-stop à la recherche de son père maghrébin qui habite à Marseille et qui a quitté la mère du jeune homme avant sa naissance.

### Gastronomie
La "Marmite dieppoise", plat inventé en 1954 par une restauratrice dieppoise, est un plat composé notamment de poissons et crustacés.

### Personnalités liées à la commune

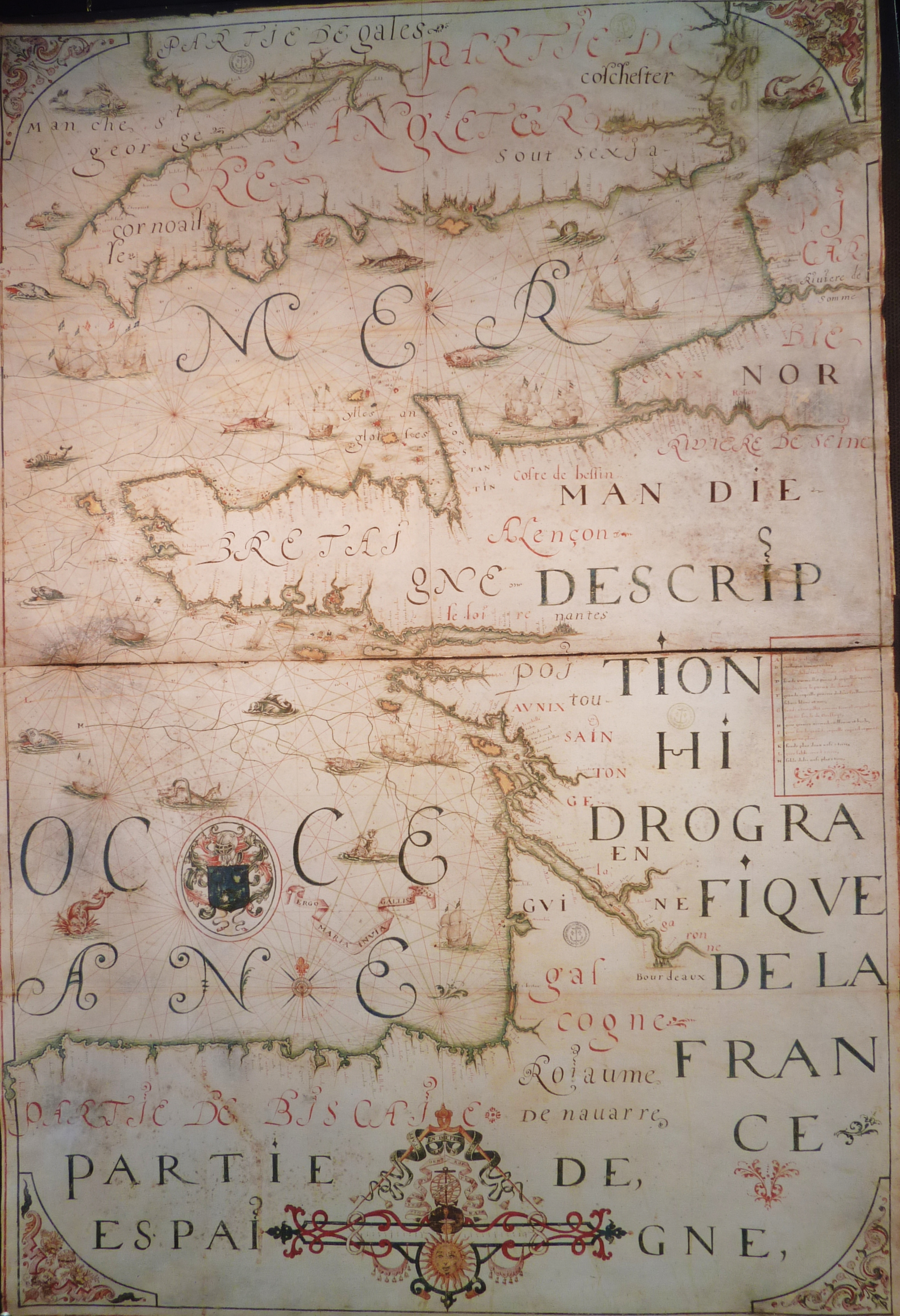
Portulan de Jean Guédard (1627).

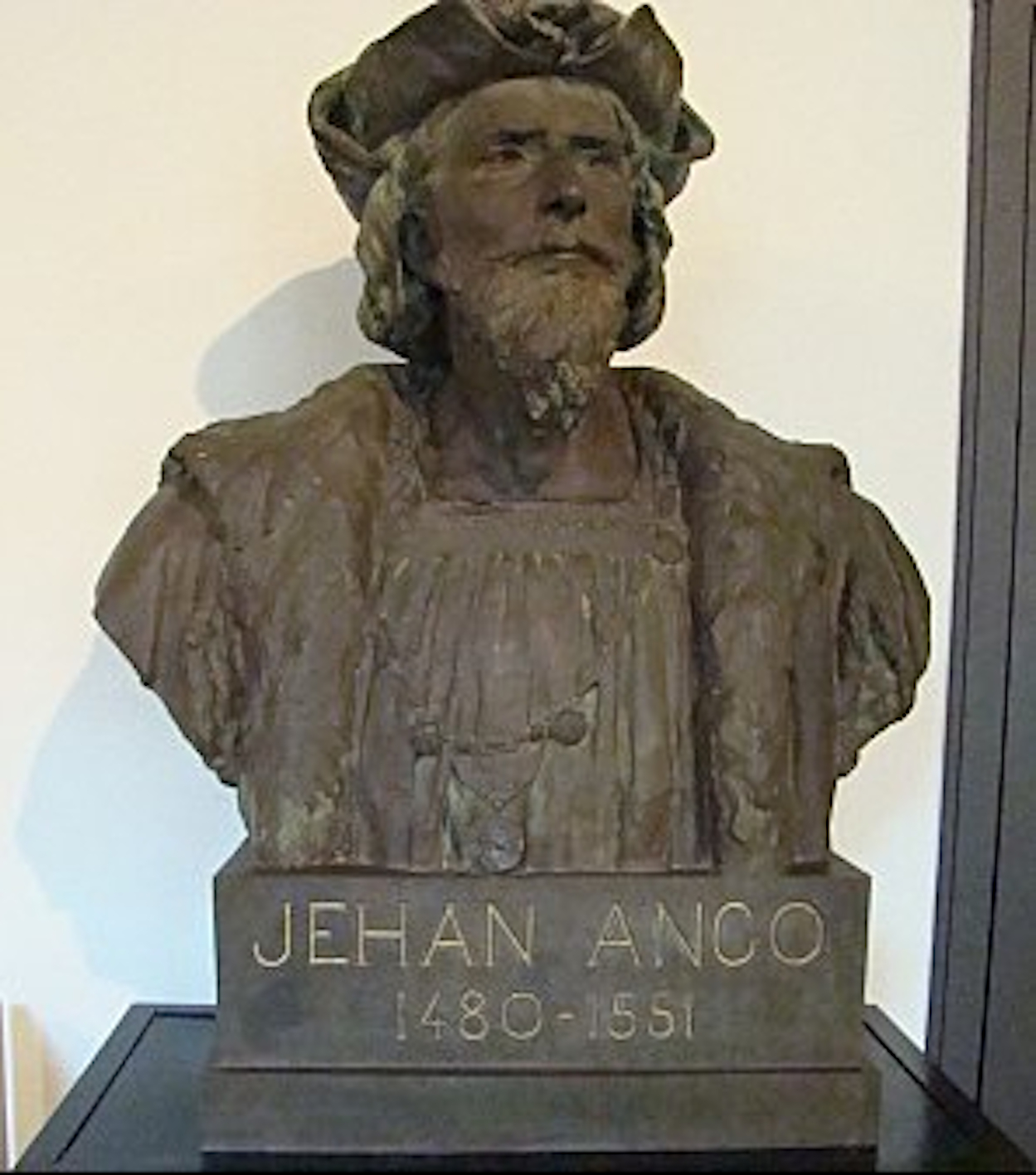
Jehan Ango (1480-1551). Buste réalisé par Eugène Bénet.

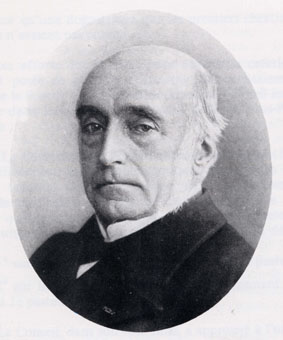
Albert Réville.

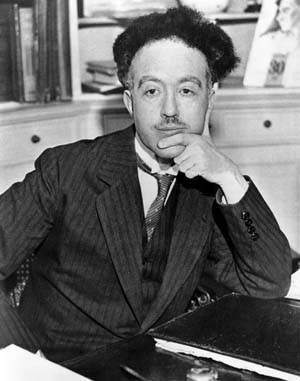
Louis de Broglie.

#### Personnes natives de Dieppe
- Jehan Ango (1480-1551), armateur, mort à Dieppe et propriétaire du Manoir Ango.
- Jean Parmentier (1494-1529), navigateur, cartographe (École de cartographie de Dieppe), humaniste et poète.
- Jean Ribault (1520-1565), capitaine de la marine et explorateur.
- Charles-Timoléon de Beauxoncles (1560-1611), poète satirique. Il fut gouverneur de Dieppe.
- Pierre de Chauvin, sieur de Tonnetuit (avant 1575-1603), capitaine de la marine.
- Isaac de Caus (1590-1648), ingénieur architecte.
- Abraham Duquesne (avant 1610-1688), officier de la marine de guerre.
- Jan Asselyn (vers 1610-1652), peintre et dessinateur néerlandais.
- Jean Crasset (1618-1692), jésuite, professeur d'université, écrivain.
- Thomas Asselijn (v. 1620-1701), poète et dramaturge hollandais.
- Jean Pecquet (1622-1674), anatomiste.
- Charles Le Moyne (1626-1685), pionnier de la Nouvelle-France, premier seigneur de Longueuil.
- Richard Simon (1638-1712), exégète.
- Michel Mollart (1641-1712), sculpteur et médailleur.
- Jean Mauger (1648-1712), médailleur.
- Thomas Gouye (1650-1725), astronome et linguiste.
- Adrien de Pauger (?-1726), ingénieur-architecte.
- Antoine-Augustin Bruzen de La Martinière (1683-1746), historien et compilateur.
- François Descroizilles (1707-1788), pharmacien.
- Jean-Baptiste Denoville (1732-1783), navigateur, auteur d'un remarquable Traité de navigation.
- Joseph-Marie Flouest (1747-1833), peintre et sculpteur.
- Joseph Lavallée (1747-1816), homme de lettres polygraphe.
- Pierre Jacques Bourdon (1748-1816), homme politique, député du tiers-état aux États généraux de 1789.
- François-Antoine-Henri Descroizilles (1751-1825), chimiste.
- Thomas-Juste Poullard (1754-1833), évêque constitutionnel.
- Antoine-Louis Albitte, (1761 à Dieppe - 1812 à Raseiniai en Russie), député de la Seine-Inférieure de 1791 à 1795 et maire de Dieppe en 1796.
- Jean-Louis Albitte, dit Albitte le Jeune pour le différencier de son frère Antoine-Louis, (1763 à Dieppe - 1825 à Reims), député de la Seine-Inférieure à la Convention nationale de 1793 à 1795.
- Guillaume Joseph Norbert Delaistre (1769-1846), homme politique, préfet de la Charente, député de la Seine-Maritime en 1815.
- Alexandre Bautier (1801-1883), médecin, botaniste et homme politique.
- Enrico Cerale (1804-1873), militaire italie
- Pierre Adrien Graillon (1807-1872), sculpteur, peintre, lithographe et écrivain.
- Bruno Braquehais (1823-1875), photographe.
- Albert Réville (1826-1906), théologien.
- Victor Langlois (1829-1869), orientaliste spécialiste de la numismatique et de la civilisation arménienne.
- Théodore de Broutelles (1842-1933), artiste peintre.
- Maurice Marais (1852-1898), dessinateur, y est né.
- Emmanuel Masqueray (1861-1917), architecte.
- Eugène Bénet (1863-1942), sculpteur.
- Ernest Henri Dubois (1863-1930), sculpteur et médailleur.
- Louis Valtat (1869-1952), peintre, graveur.
- André Lebey (1877-1939), homme de lettres et homme politique.
- André Alerme (1877-1960), acteur.
- Auguste de La Force (1878-1961), historien.
- Raymond Pallier (1887-1943), artiste peintre.
- Louis de Broglie (1892-1987), mathématicien et physicien.
- Émile Giraud (1894-1965), juriste, homme politique et fonctionnaire international.
- Marcel Buré (1897-1958), footballeur.
- Léon Malaprade (1903-1982), chimiste.
- Robert Hue (1909-1977), peintre.
- Joseph Hertel (1910-1952), député de la Seine-Inférieure.
- Yvonne Lephay-Belthoise (1914-2011), violoniste.
- Pierre Billard (1922-2016), journaliste, critique et historien du cinéma.
- Jean Rédélé (1922-2007), pilote et concepteur d'automobiles.
- Odile Arrighi (1923-2014), militante communiste, résistante et déportée.
- Jéhan Le Roy (1923-1992), cavalier, médaillé olympique.
- Bernard Dhéran (1926-2013), acteur.
- Pierre Dupuis (1929-2004), dessinateur de bandes dessinées.
- Jean-Paul Villain (1946-), athlète.
- Sophie Bassignac (1960-), romancière.
- Valérie Lemercier (1964-), actrice, réalisatrice, scénariste, humoriste et chanteuse.
- Olivier Frébourg (1965-), journaliste, écrivain et éditeur.
- Emmanuel Maquet (1968-), homme politique français. Maire de Mers-les-Bains de 2001 à 2017, conseiller général d'Ault de 2004 à 2015 puis de Friville-Escarbotin de 2015 à 2017 et député de la Somme depuis 2017.
- Emmanuel Petit (1970-), footballeur.
- Laurent Capet (1972-), joueur puis entraîneur-joueur de volley-ball.
- Fauve Hautot (1986-), danseuse, chorégraphe et animatrice de télévision.
- Naâman (1990-2025), chanteur français.

#### Personnes mortes à Dieppe
- Alexandre Dumas (1802-1870), mort au hameau de Puys à Neuville-lès-Dieppe pendant la guerre franco-allemande de 1870[187]. Il a donné son nom à une rue et à un collège de Dieppe.
- Alexandre-Éloy Legros (1812-1889), industriel, maire de Dieppe (1871 à 1879).
- Lucien Deboudt (1884-1984), député entre 1951 et 1955[188].
- Joë Hamman (1883-1974), réalisateur, inventeur du « western français ».
- Auguste Kirmann (1907-1995), résistant français, Compagnon de la Libération.

#### Autres personnalités
- Jean Cousin (XVIe siècle), cartographe (École de cartographie de Dieppe) formé au métier de la Marine à Dieppe.
- Marie-Caroline de Bourbon-Siciles (1798-1870), plus connue sous son titre de duchesse de Berry, fut l'épouse de Charles-Ferdinand d'Artois, duc de Berry, second fils du roi Charles X de France, assassiné en 1820 et la mère du comte de Chambord, prétendant légitimiste au trône de France sous le nom de « Henri V », a eu le loisir de pratiquer les bains de mer à la belle saison.
- Napoléon III (1808-1873) et l'impératrice Eugénie (1826-1920) séjournent à Dieppe lors de leur voyage de noces. Le couple impérial, et l'impératrice Eugénie en particulier, est à l'initiative de l'aménagement de la promenade maritime avec la transformation du vague terrain herbeux situé sur le littoral en un jardin d’ornement public[189],[190].
- Élisabeth de Riquet de Caraman-Chimay dite comtesse Greffulhe (1860-1952), possédait la villa La Case.
- Gustave Moïse (1879-1955), artiste peintre ayant vécu à Dieppe.
- James Abbott McNeill Whistler (1834-1903), peintre et graveur américain, lié aux mouvements symboliste et impressionniste, a consacré à la ville plusieurs tableaux
- Georges Simenon (1903-1989), romancier belge francophone, a séjourné à Dieppe en 1933, où se déroule l'intrigue de son roman L'Homme de Londres. Une partie de ce récit a été rédigée durant ce séjour.
- Oscar Wilde (1854-1900), écrivain, romancier, dramaturge et poète irlandais, séjourne dans la ville durant l'été 1897.
- Valentin Feldman (1909-1942), philosophe et résistant, rédacteur de L'Avenir normand clandestin (1941).
- Michèle Morgan (1920-2016), actrice, vécut entre 1933 et 1935 à Dieppe où ses parents avaient ouvert une épicerie rue de la Barre[191].
- Le professeur Jean Malaurie (1922-), ethno-historien, géographe spécialisé en géomorphologie et écrivain français, réside à Dieppe.
- Jean-Gabriel Montador (1947-), artiste peintre vivant à Dieppe.
- Dominique Lagrou-Sempère (1974-), journaliste grand reporter, présentatrice et écrivaine française, y a passé son enfance notamment comme élève au lycée Jehan-Ango.
- Élise Arfi (1975- ), avocate pénaliste française, y a passé son enfance.
- Thomas Pesquet (1978-), spationaute. Il a été élève au lycée Jehan-Ango.
- Tony Parker (1982-), joueur international de basket-ball, a passé une partie de son enfance à Dieppe, où son père jouait pour l'équipe locale de basket.
- Timothey N'Guessan (1992-), joueur de handball, a grandi à Dieppe.

### Héraldique

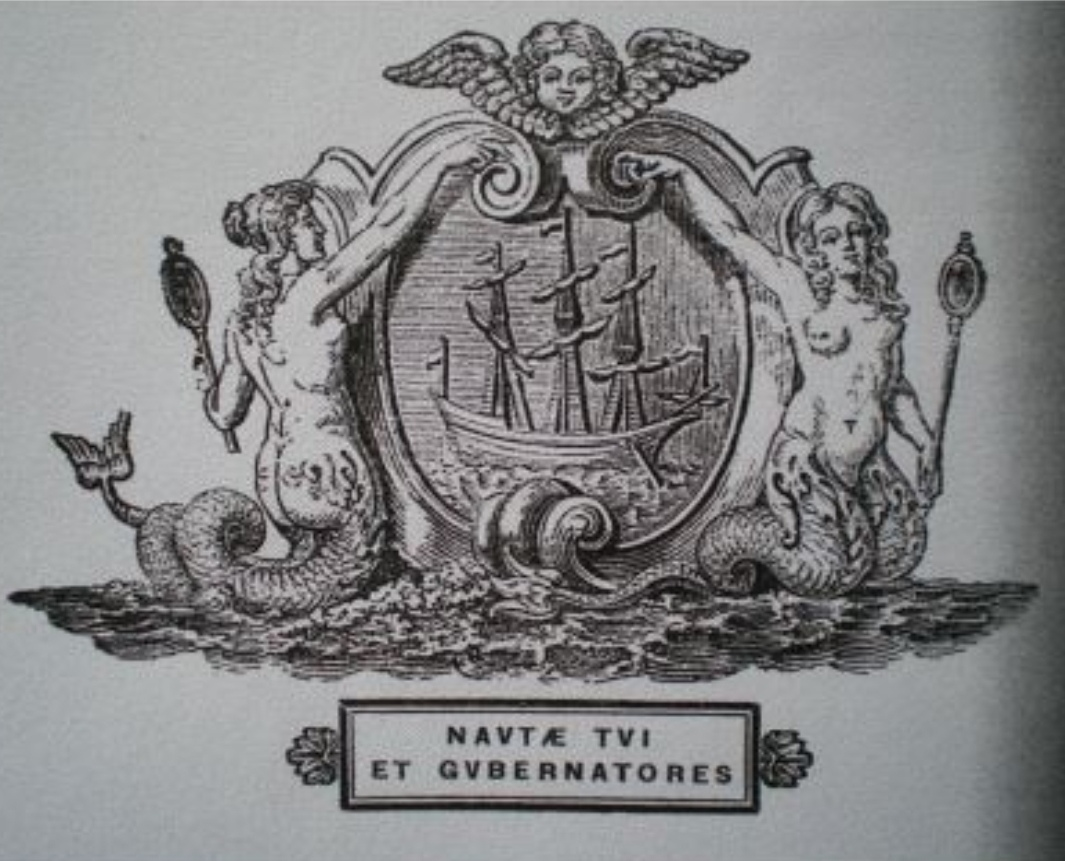
blason de Dieppe avec devise latine

| Blason de Dieppe | Blason  | Parti d'azur et de gueules ; au navire de trois mâts contourné d'argent, à l'ancre, voiles ferlées, sur une mer du même, le tout brochant. Ce blason est souvent représenté, à tort, sans mer, le navire tourné à gauche) Devise / CriNautae tui et gubernatores (Tes marins, et au gouvernail). |
| Blason de Dieppe | Détails | Le statut officiel du blason reste à déterminer. |

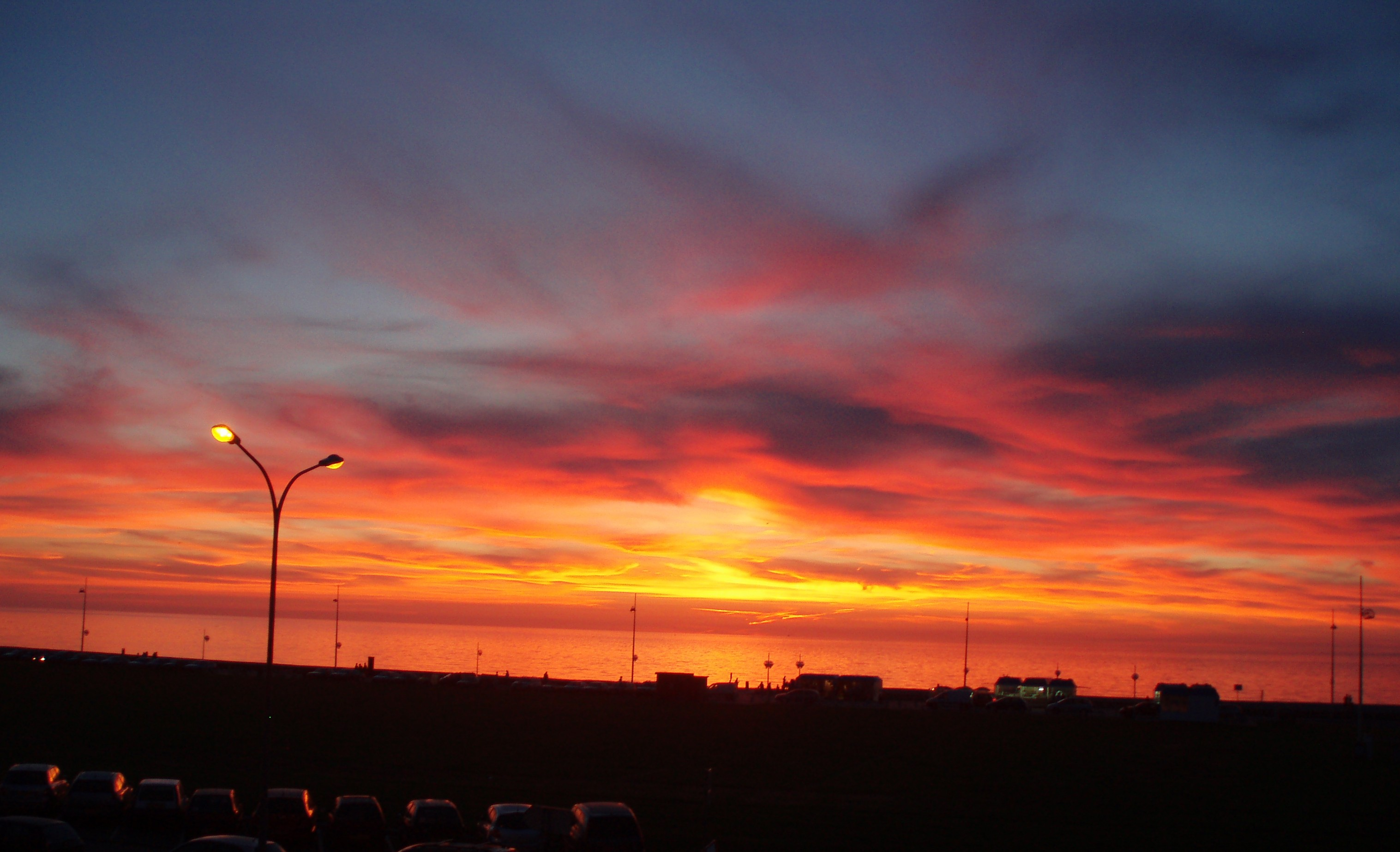
Le coucher de soleil sur la plage de Dieppe est un spectacle quotidien apprécié des touristes et des Dieppois.
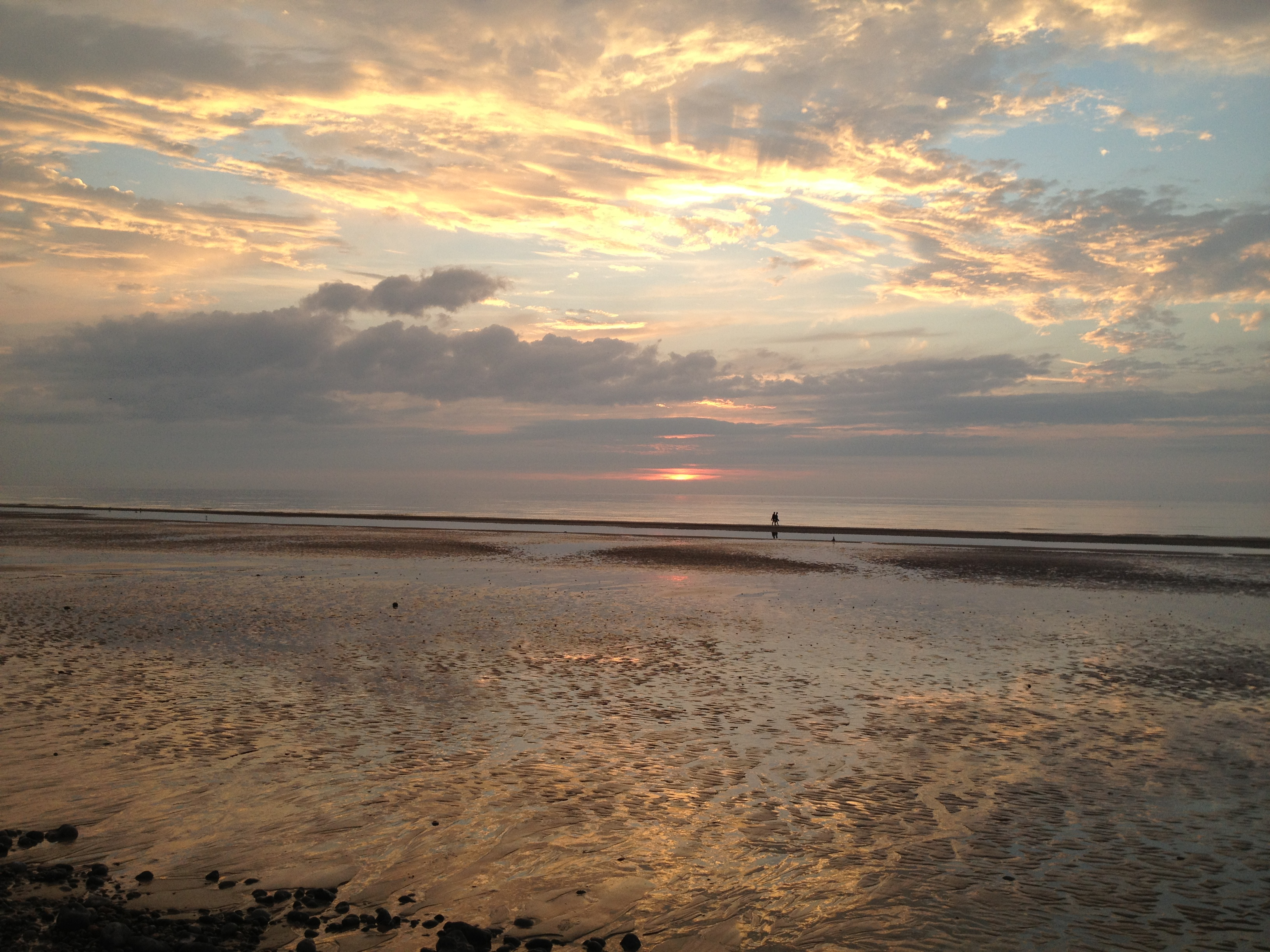
Coucher de soleil à marée basse à Dieppe.
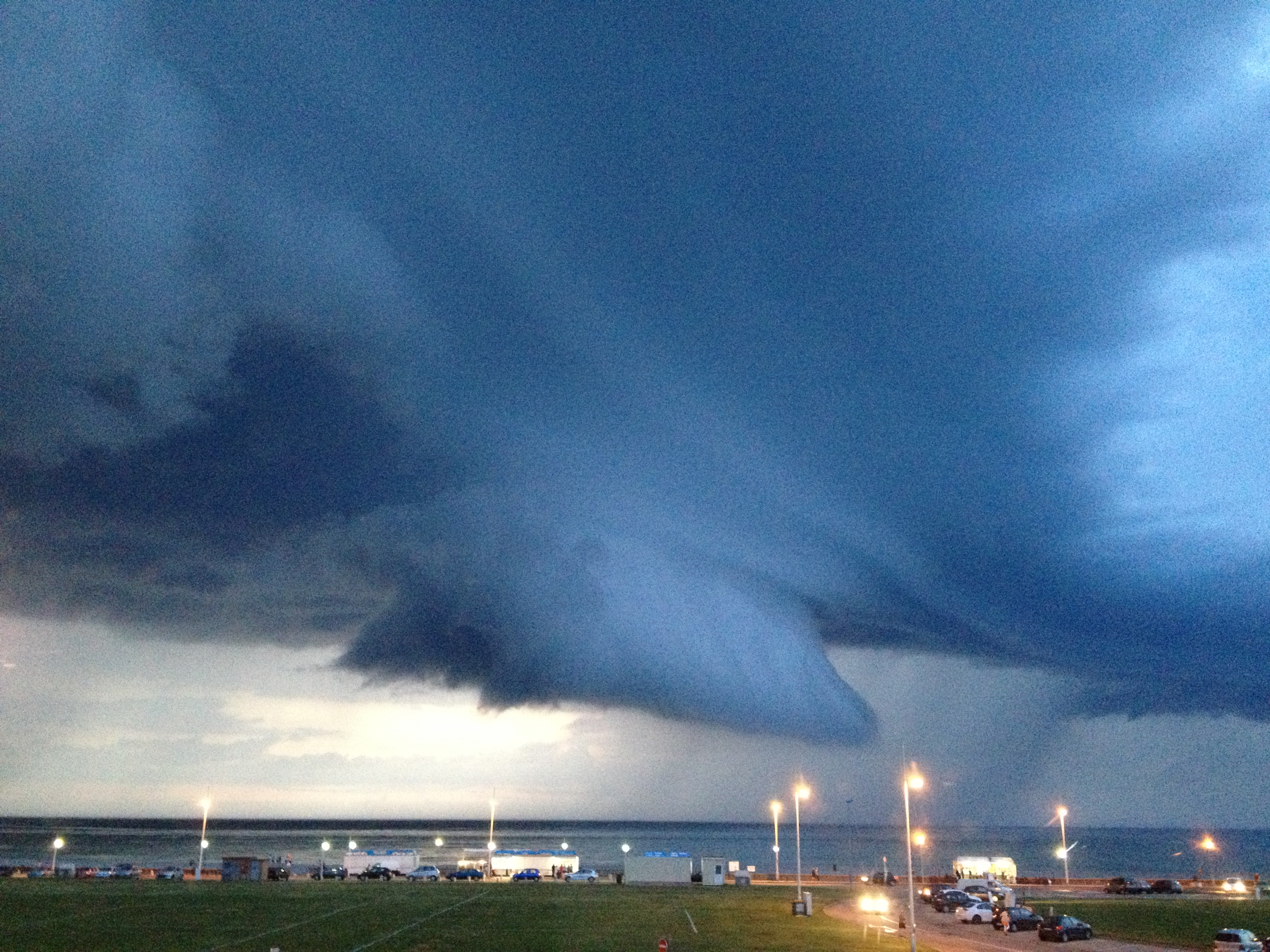
Tempête d'été à Dieppe.

### Cartes

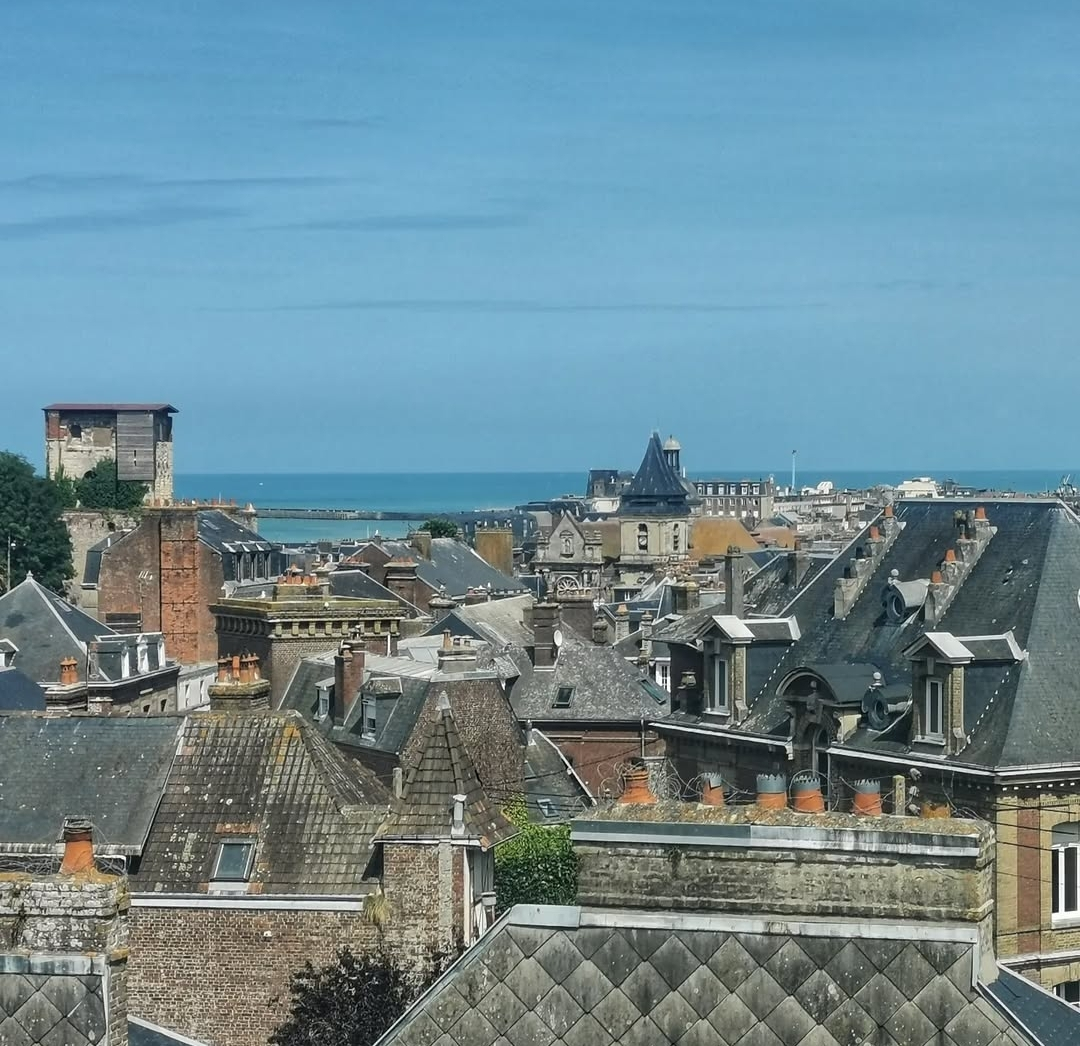
Vue du centre de Dieppe